# Arquitectura románica

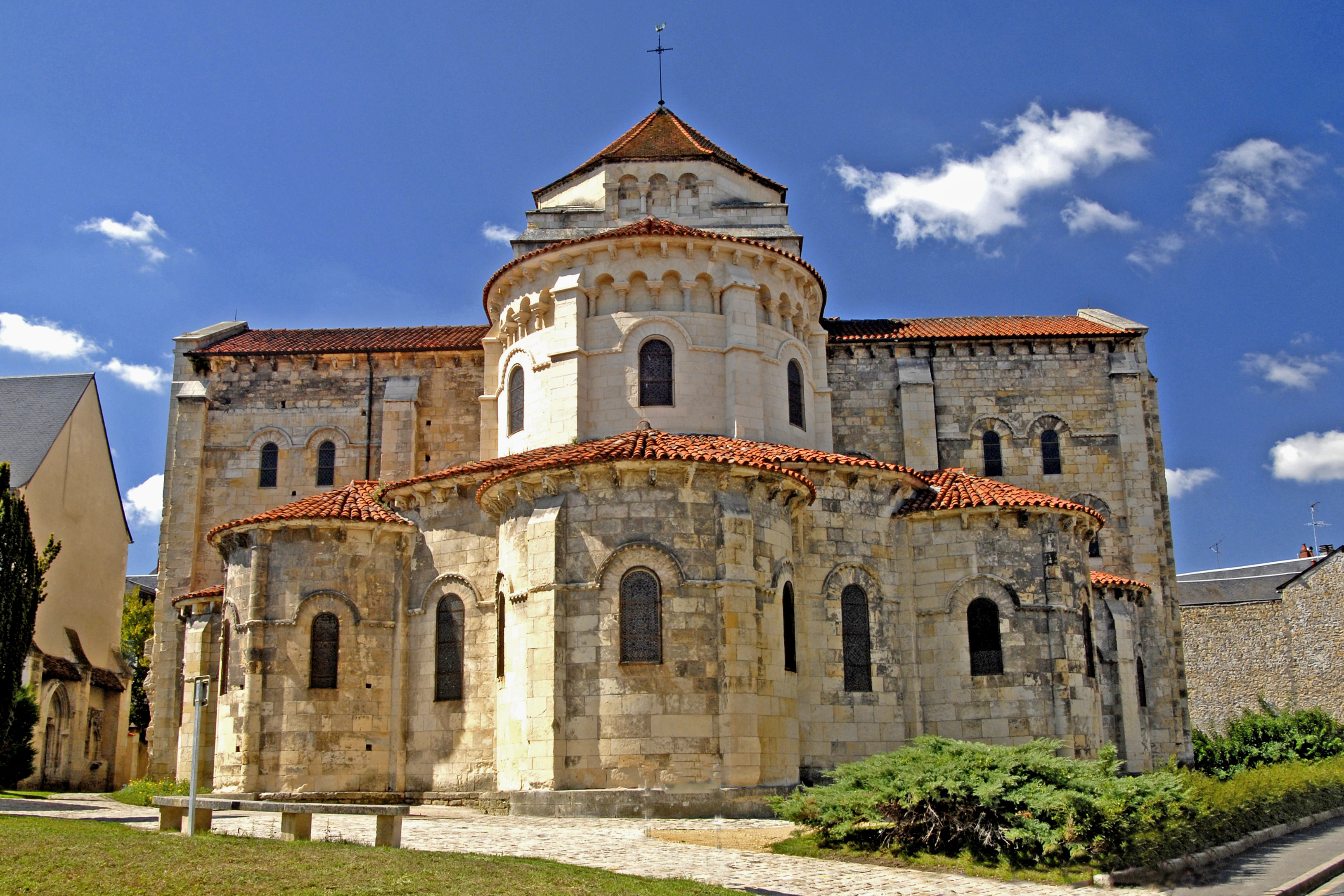
Iglesia de Saint-Étienne de Nevers (1063-1097), considerada por Viollet-le-Duc como «el monumento más perfecto que el ha dejado en Francia» por su pureza estilística y disposición.

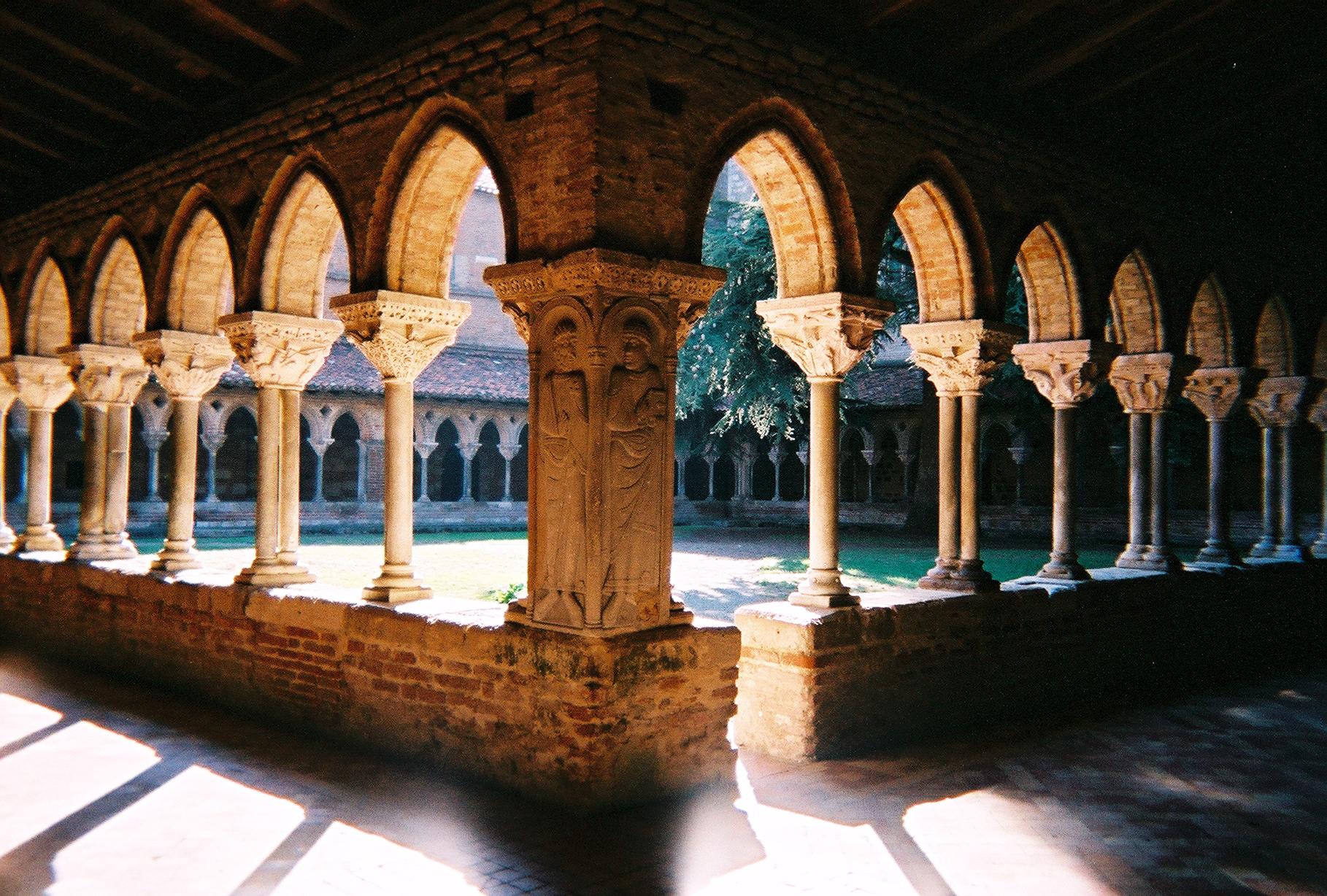
Claustro de la abadía de Saint-Pierre de Moissac (h. 1100), con 116 columnas —alternando sencillas y dobles— que sostienen las arcadas de las cuatro galerías, decoradas con capiteles esculpidos en sus cuatro caras.

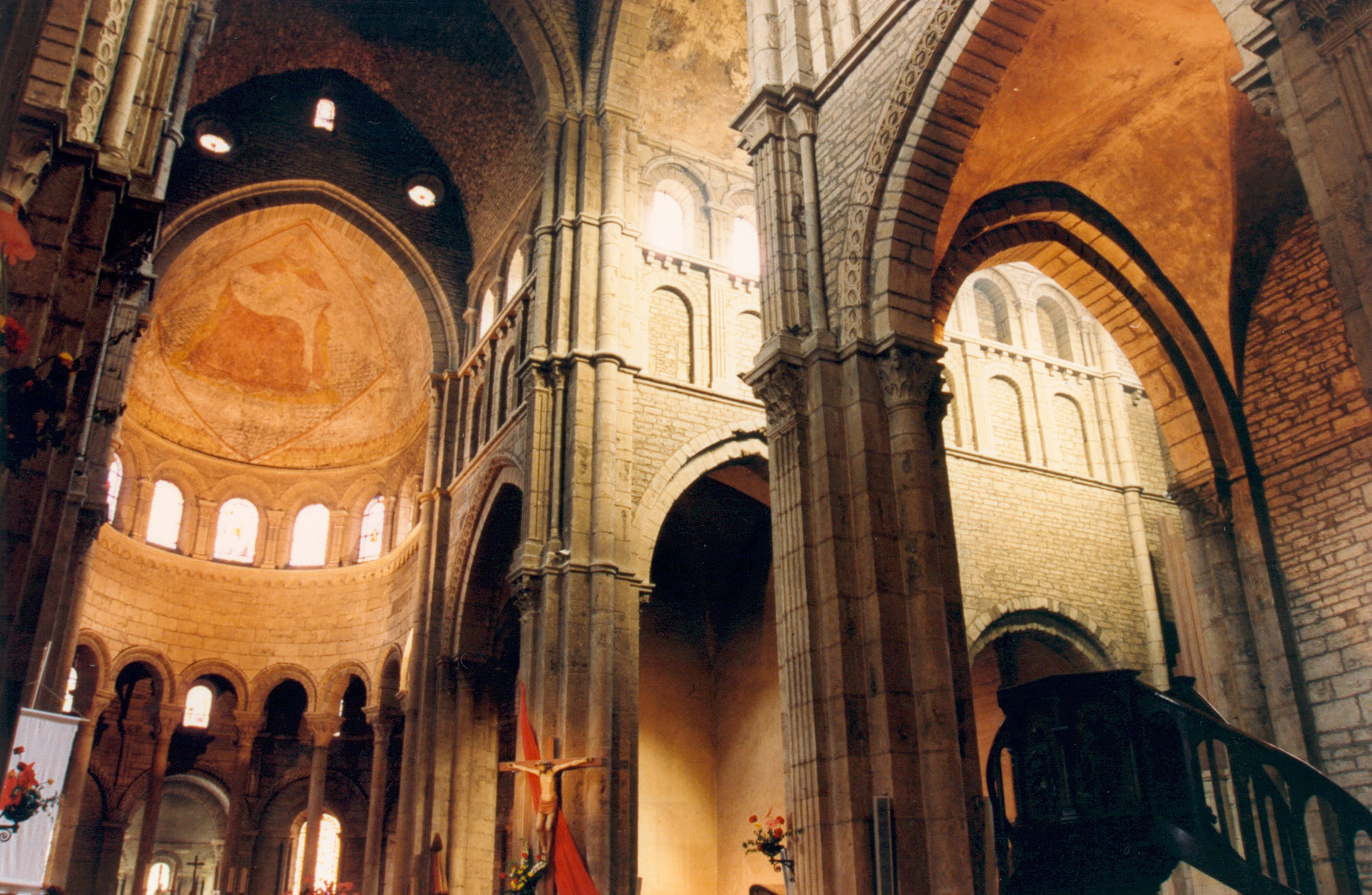
Interior de la basílica de Paray-le-Monial, que reproduce en menor escala el modelo de la gran abadía de Cluny.

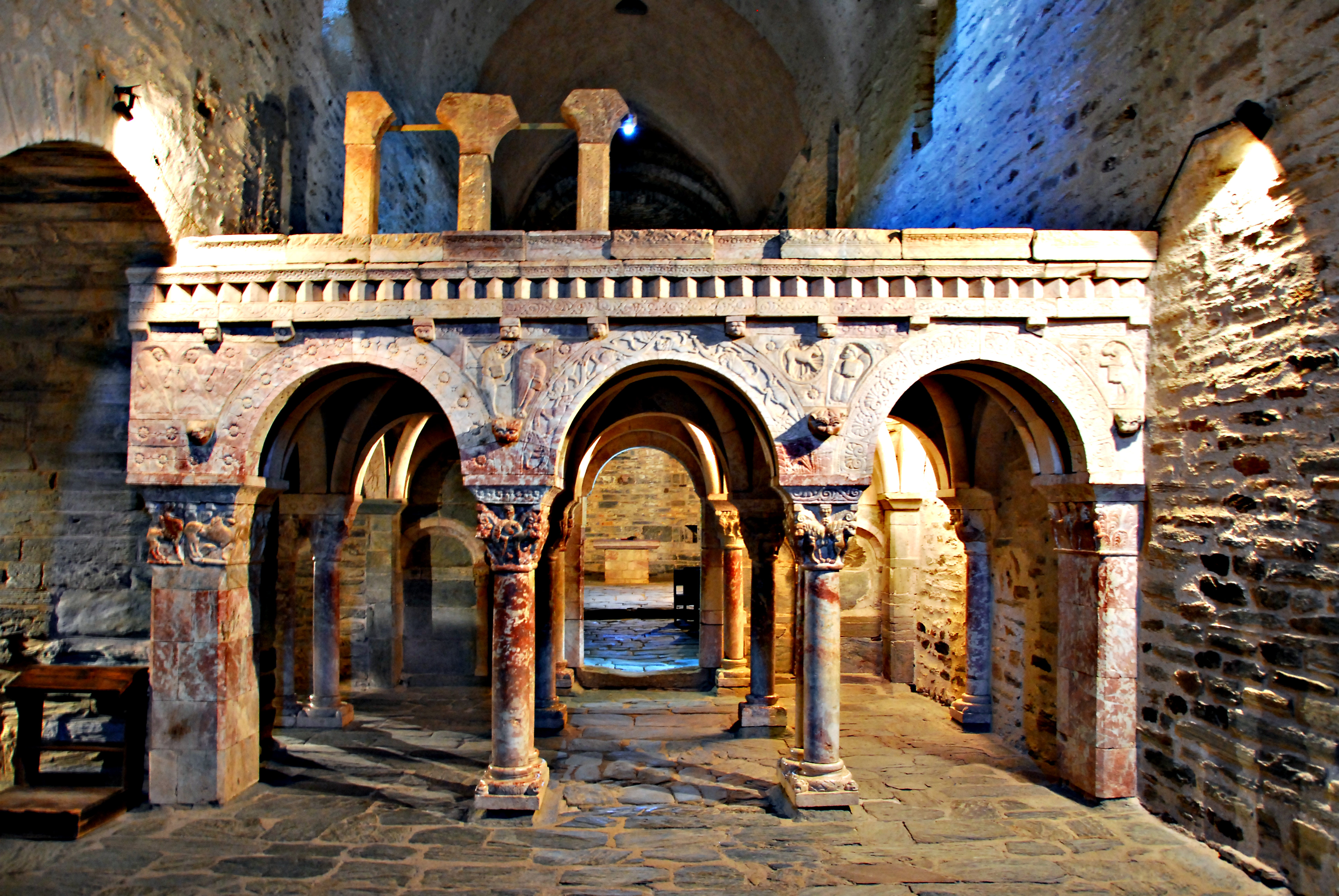
Tribuna esculpida del priorato de Serrabona, considerado el conjunto románico más destacado del Rosellón.

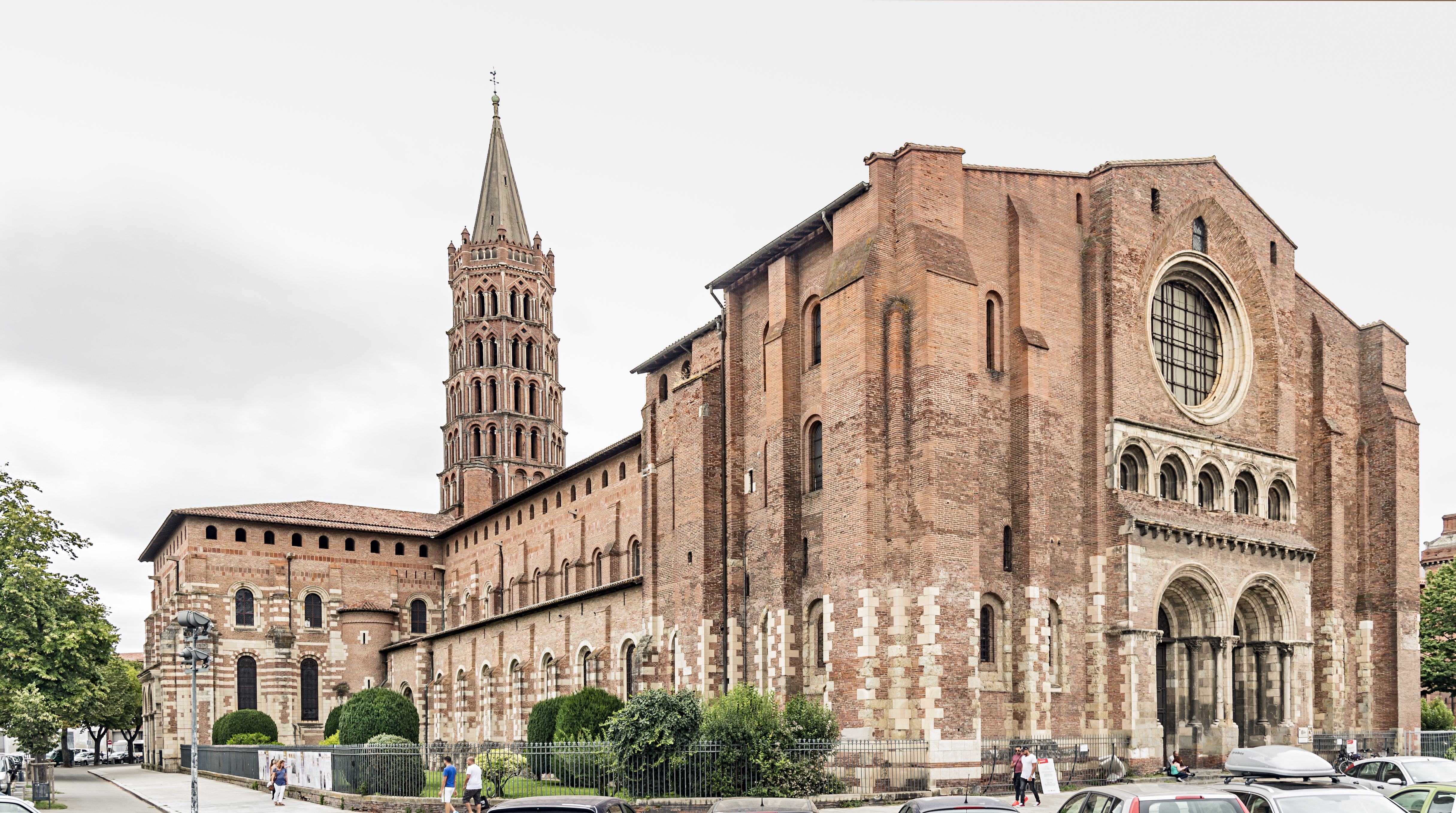
La basílica de San Sernín, la mayor iglesia románica de Francia.

La arquitectura románica fue el primer gran estilo arquitectónico desarrollado en la Edad Media en Europa tras la decadencia de la civilización grecorromana. Su consolidación se produjo hacia 1060, aunque los inicios varían según la región: algunos autores los sitúan entre los siglos siglo VI y siglo XI. Se distinguen fundamentalmente dos fases: el primer románico (o románico lombardo/temprano) y el segundo románico (o alto románico/maduro). A partir del siglo XII, la arquitectura gótica fue sustituyéndolo de manera gradual.
El auge de la vida monástica, las aspiraciones espirituales y morales, junto con la importancia de las rutas de peregrinación, favorecieron la difusión del arte románico en una Europa que había recuperado cierta estabilidad. Factores como el movimiento de reforma eclesiástica, las cruzadas, la reconquista en la península ibérica tras la caída del califato de Córdoba, así como la progresiva desaparición del patrocinio real y principesco, contribuyeron a convertirlo en un estilo común a gran parte de la cristiandad medieval.
La arquitectura románica se extendió desde el norte de España hasta Irlanda, Escocia y la mitad meridional de Escandinavia. También tuvo amplia difusión en Europa Central y Oriental (Polonia, Bohemia, Moravia, Hungría, Eslovaquia y Eslovenia), en Italia y sus islas, y en regiones bajo influencia de la Iglesia católica. Entre los primeros centros románicos destacados (hacia el año 1000) se encuentran Cataluña, la Lombardía, Borgoña, Normandía, el valle del bajo Rin, la Alta Renania y la Baja Sajonia. Posteriormente se consolidó en regiones como Westfalia, Toscana, Apulia, Provenza y Aquitania. En Inglaterra, la introducción del estilo se debió al rey Eduardo el Confesor, y tras la conquista normanda (1066), se desarrolló el denominado románico anglonormando.
Aunque en este período también se construyeron castillos y fortalezas, la mayor producción arquitectónica correspondió a iglesias, abadías y monasterios, que se convirtieron en centros de dinamización económica y cultural. Entre ellas destacó la Abadía de Cluny, cuya influencia se extendió a todo el continente. El estilo románico fue sucedido por la arquitectura gótica, que en muchos casos transformó o reconstruyó edificios románicos, especialmente en áreas prósperas como Inglaterra, Francia septentrional o Portugal. Sin embargo, en regiones rurales como el sur de Francia, el norte de España y partes de Italia, subsisten importantes conjuntos románicos. La arquitectura civil no fortificada de este período se conserva en menor medida, aunque utilizó los mismos recursos formales adaptados a escala doméstica.
Desde el punto de vista técnico, el románico supuso el paso del uso de piedra sin labrar a la piedra tallada, el desarrollo del pilar compuesto y la consolidación de elementos como la fachada armónica, las cabeceras con deambulatorio, las bóvedas de medio cañón y de aristas, además de los primeros ensayos con bóveda de crucería. Su aspecto característico incluye muros gruesos, arcos de medio punto, pilares robustos, torres macizas y el uso de bandas lombardas como elemento decorativo. Los capiteles, a menudo esculpidos con motivos vegetales, animales o simbólicos, constituyen una de las manifestaciones escultóricas más ricas del estilo. La planta suele presentar formas regulares y simétricas, con una imagen general de solidez y simplicidad frente a la posterior arquitectura gótica.
El término «arte románico» apareció en Francia en 1818. En la historiografía alemana, se considera heredero inmediato del arte otoniano y se reserva la expresión «románico pleno» para su fase más desarrollada. En Inglaterra, se conoce tradicionalmente como «arquitectura normanda».

Grandes monumentos románicos declarados Patrimonio de la Humanidad
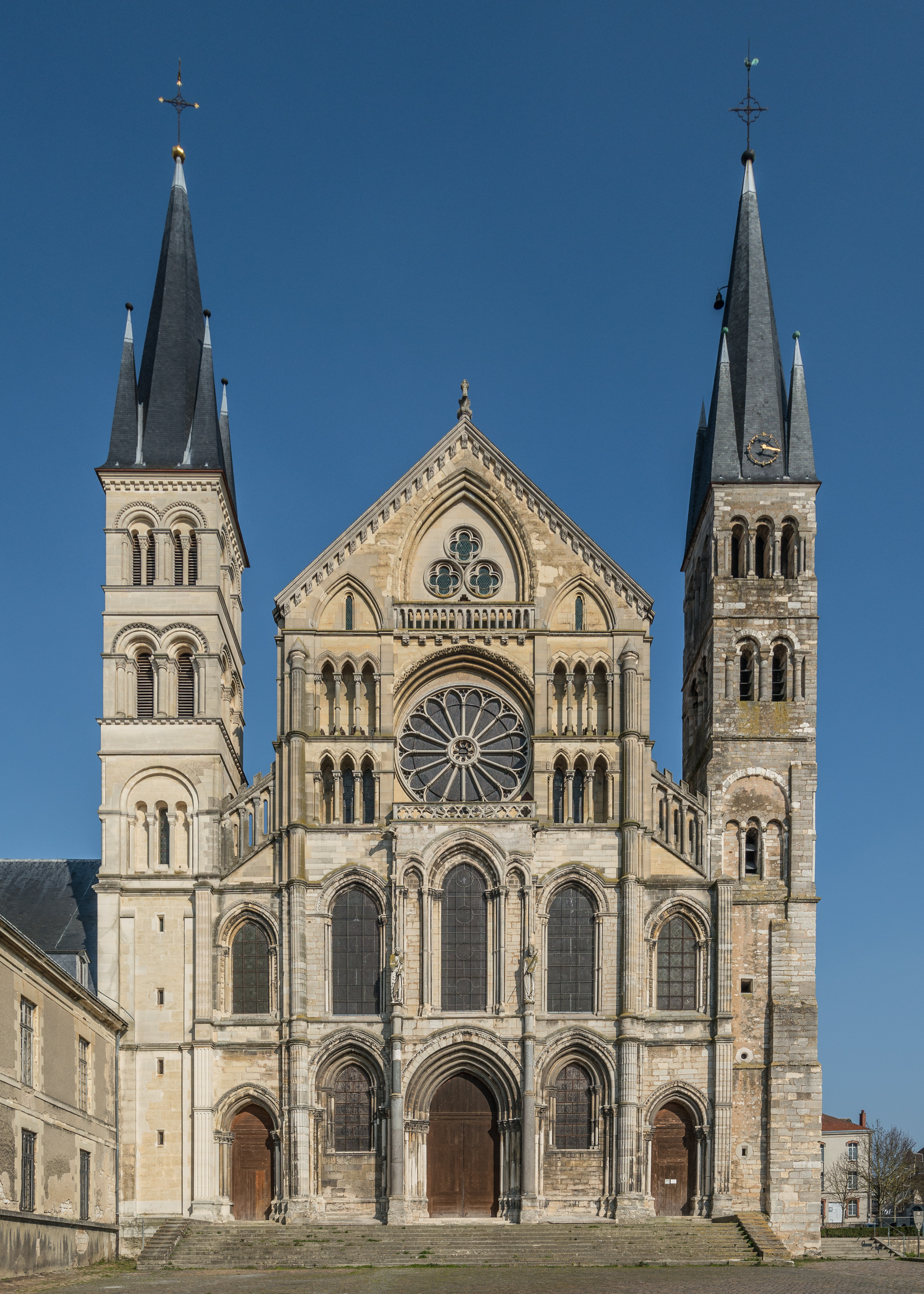
Basílica de Saint-Remi, Reims, Francia (siglos XI-XIII)
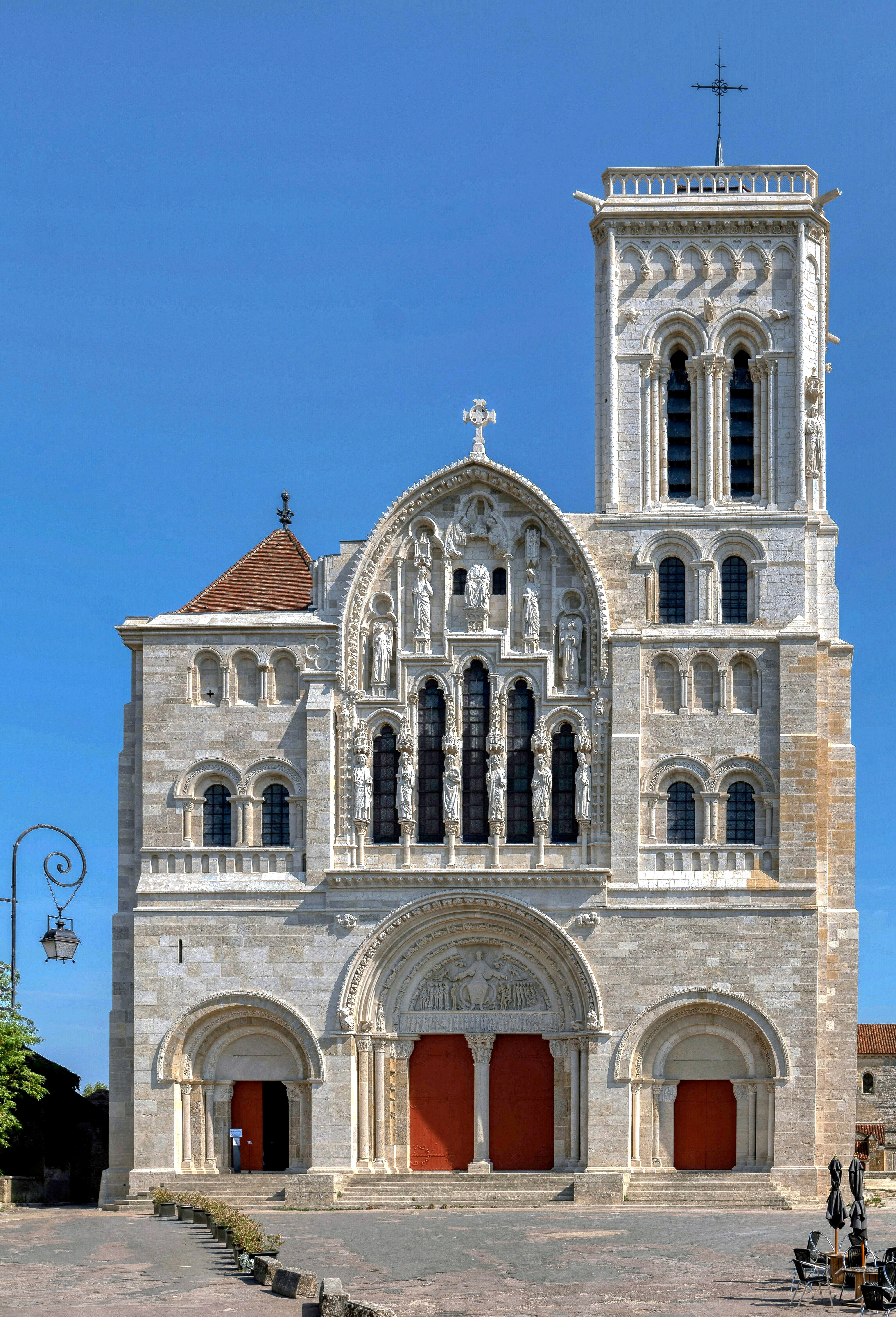
Basílica de Vézelay (1120-1150), obra maestra borgoñona del románico
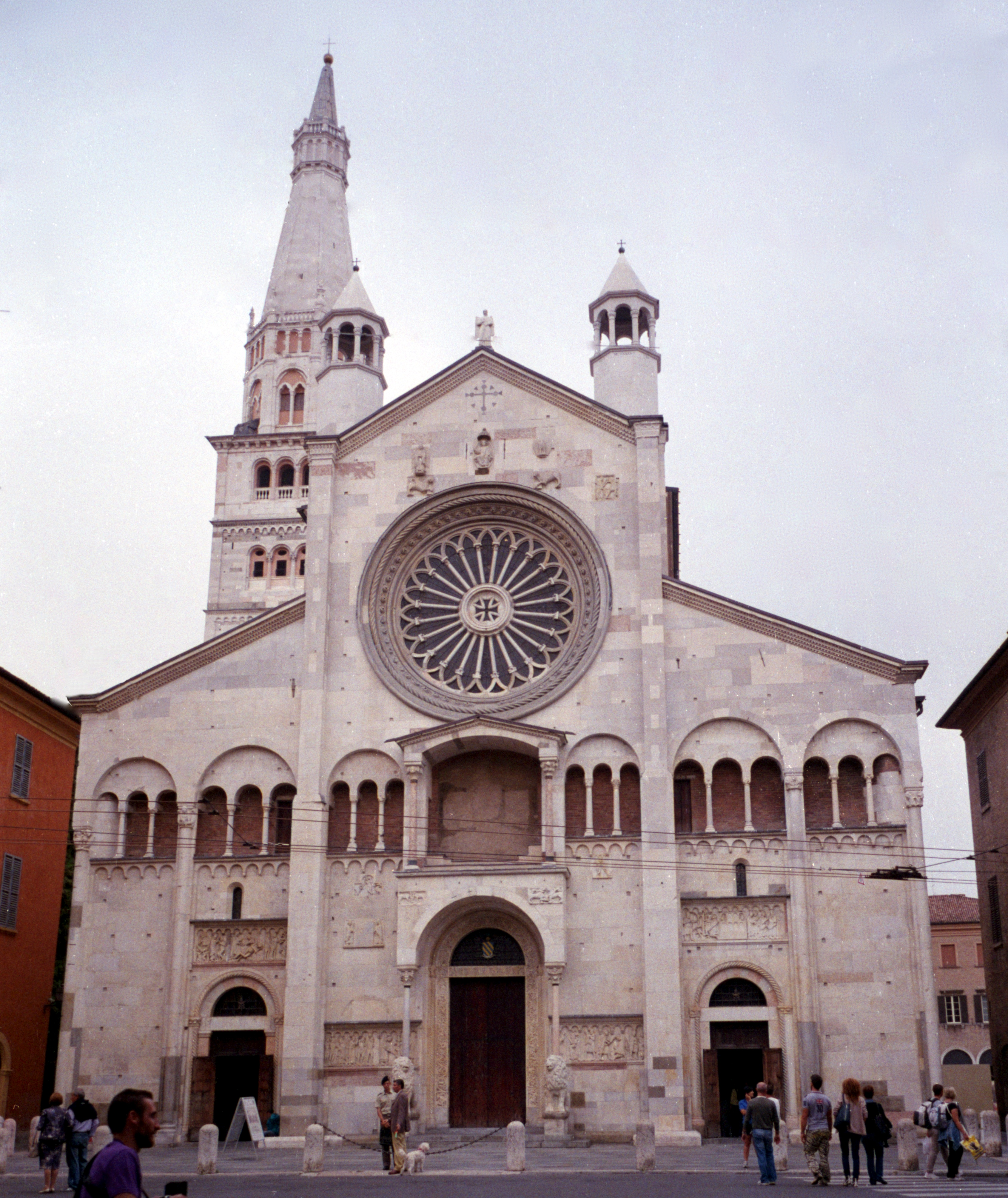
Duomo de Módena (1099-1319), de Lanfranco y Wiligelmus, ejemplo de románico temprano italiano
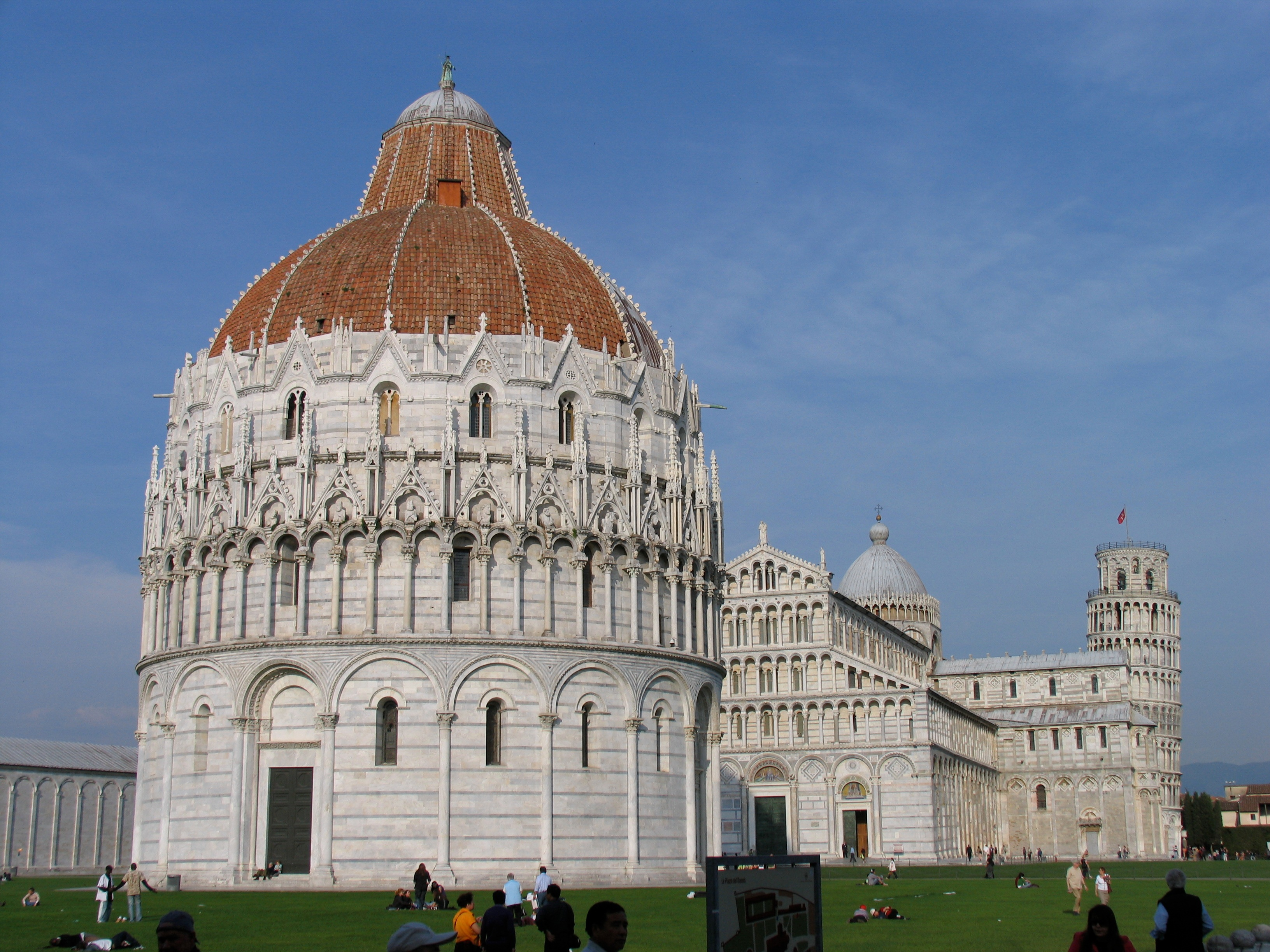
Piazza dei Miracoli, Pisa: baptisterio (1152-1363), catedral (1063-1118) y torre inclinada
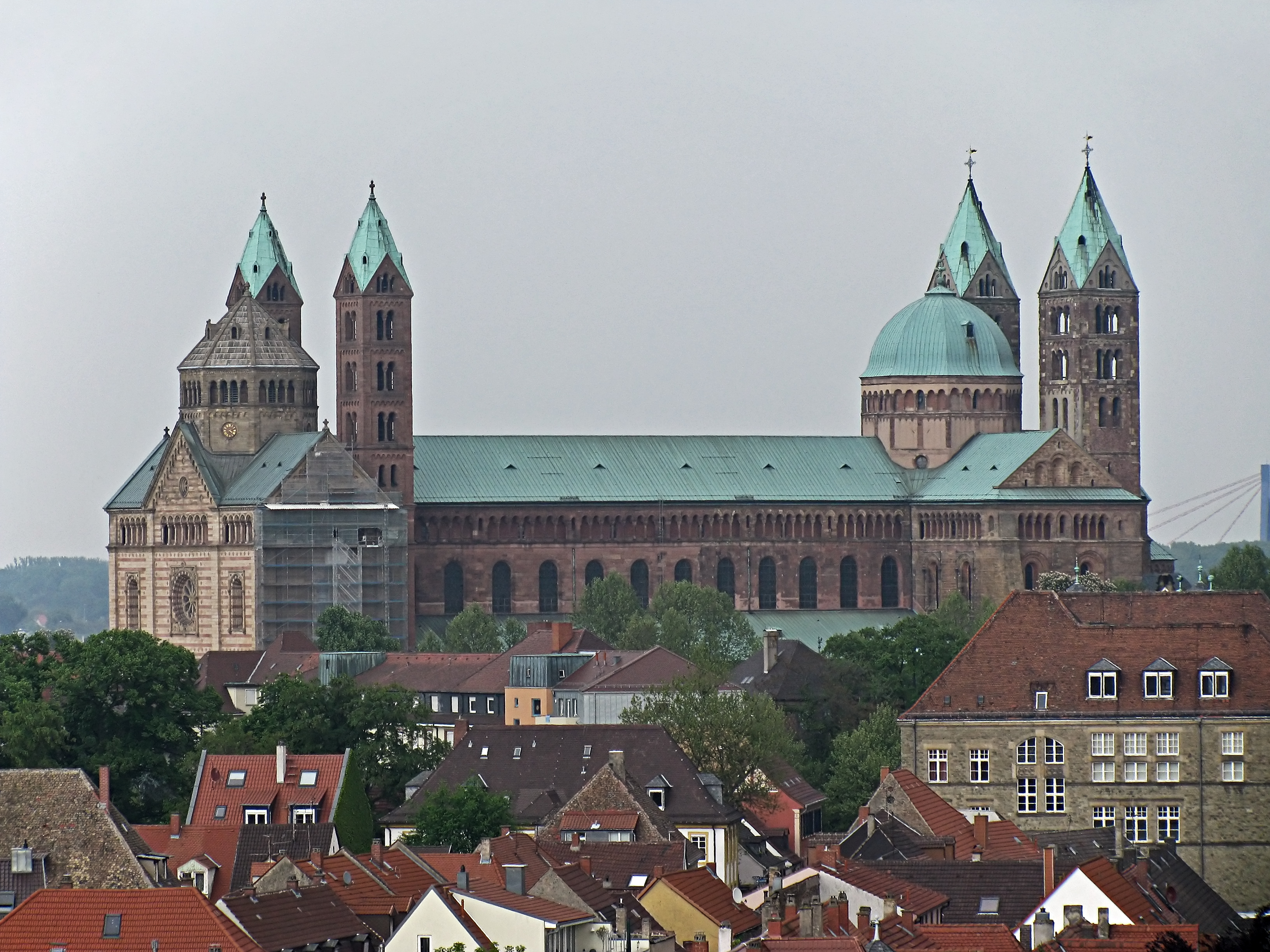
Catedral de Espira (1030-1061), mayor catedral románica conservada
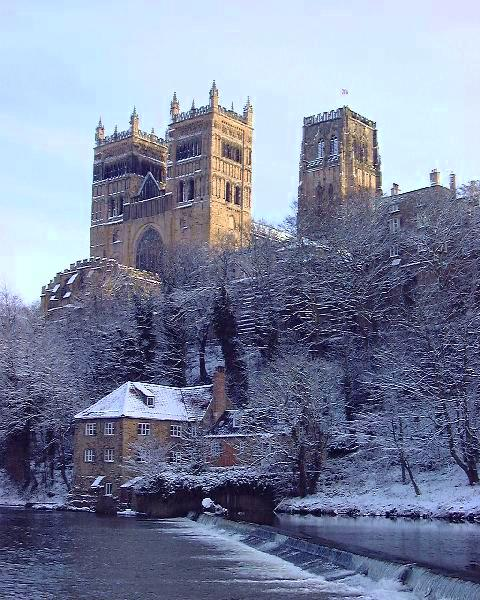
Catedral de Durham (1093-1104), representativa del románico normando
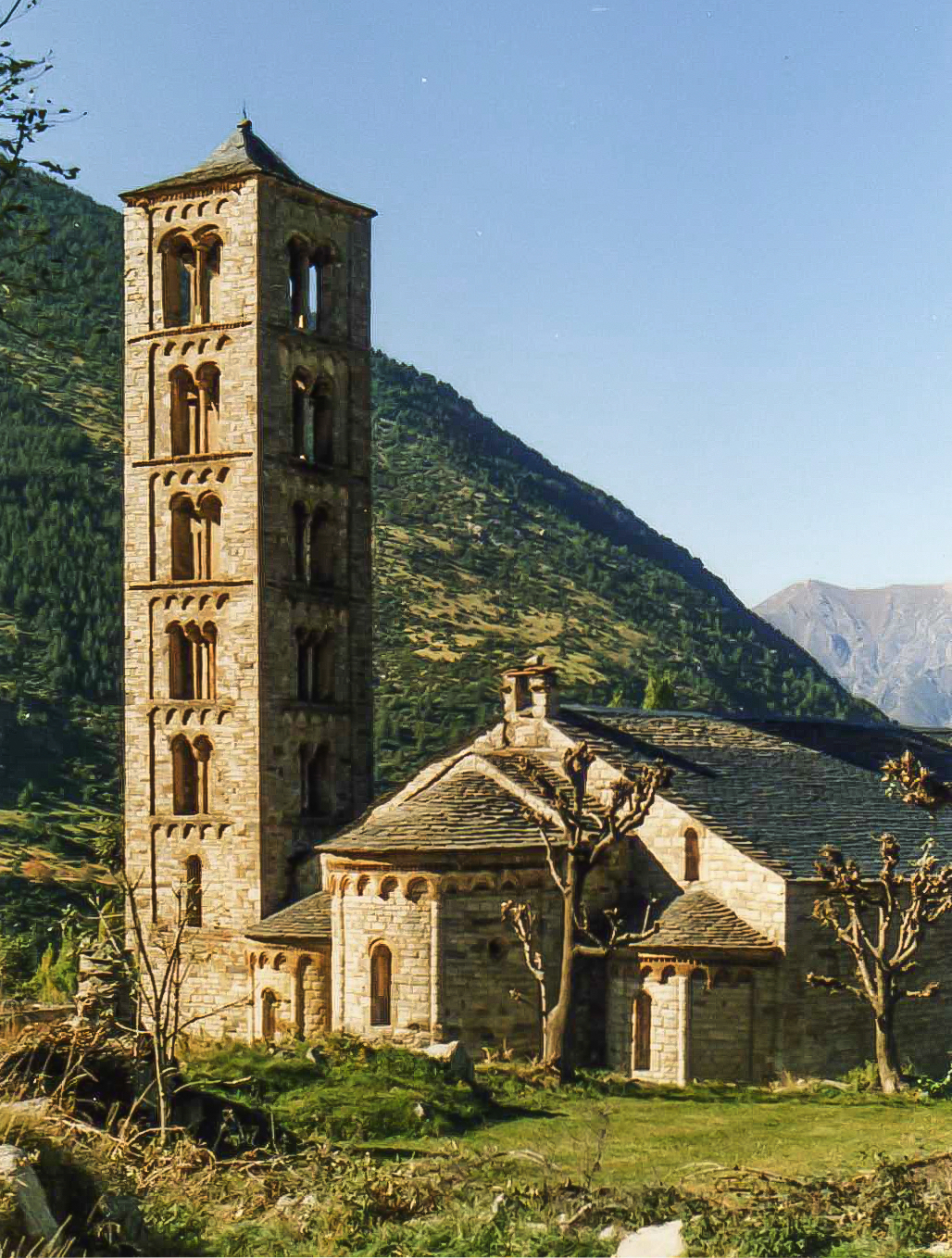
Iglesia de San Clemente de Tahull, ejemplo del románico catalán de influencia lombarda

## Origen y difusión del término románico

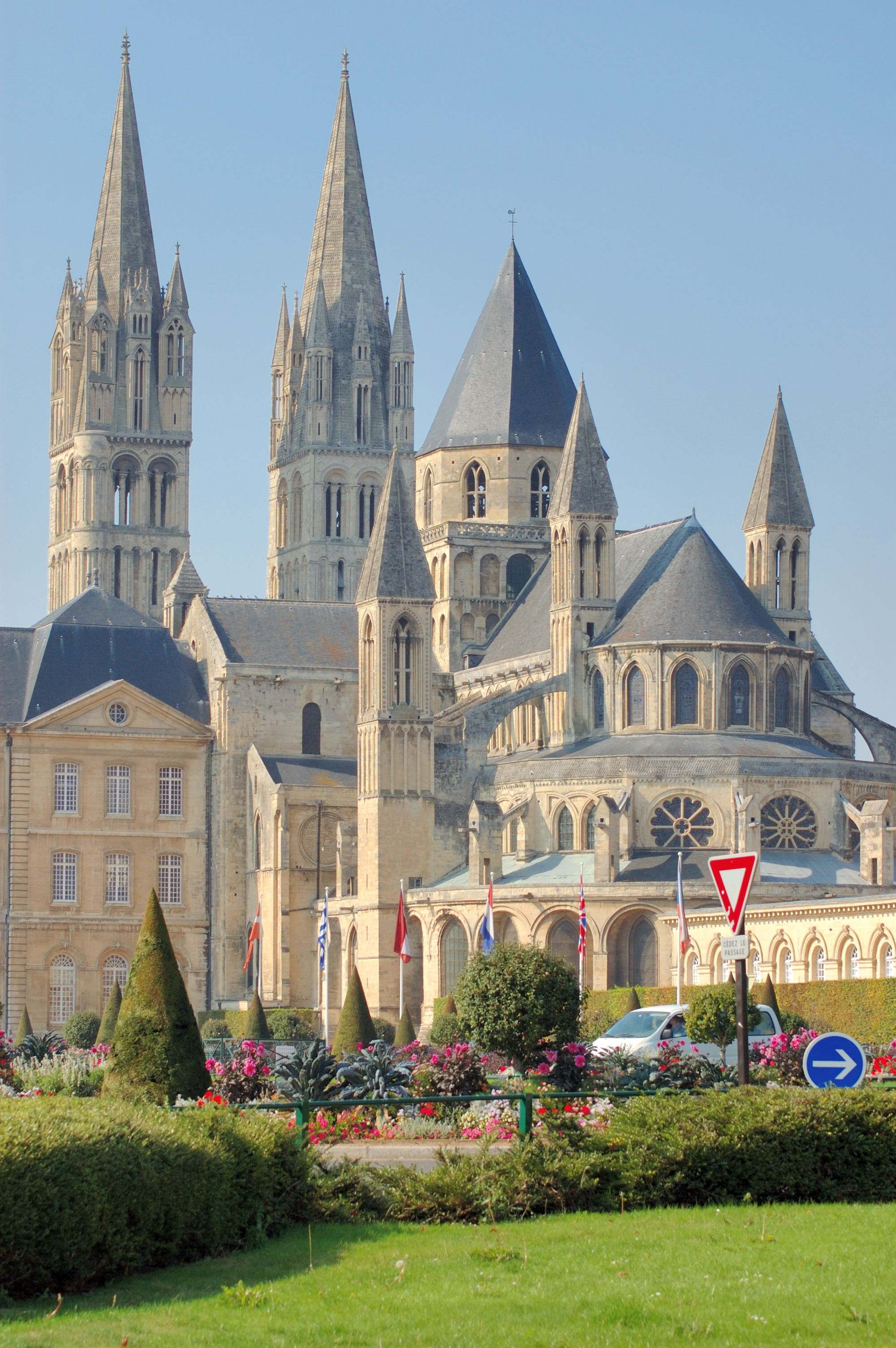
Iglesia Saint-Etienne de Caen

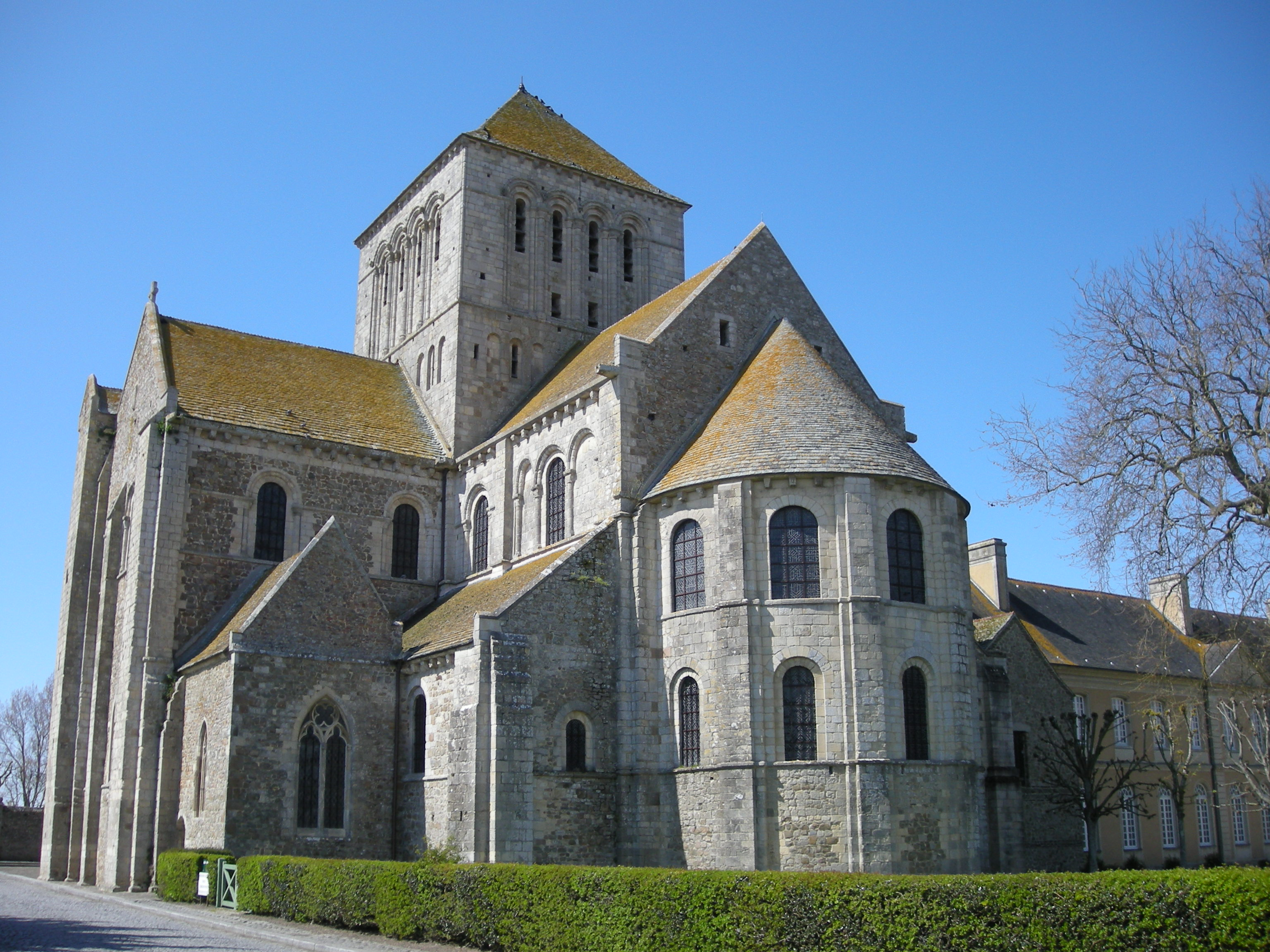
Abadía de Lessay

El descubrimiento del arte románico está relacionado con el arquitecto Philibert de l'Orme en el siglo XVI que habría realizado algunos levantamientos y con los historiadores de los siglos XVII y XVIII. Después de la Revolución francesa, algunos normandos emigrados a Inglaterra descubrieron algunas investigaciones —como las Anglo-norman Antiquities publicadas en 1767 y The Architectural Antiquities of Normands de John Sell Cotman— y observaron que los «anticuarios» ingleses denominaban «saxon» al estilo arquitectónico que dominaba en su país antes de su conquista por los normandos en 1066, y estilo «norman» desde la conquista hasta finales del siglo XII. En Francia, los estudiosos aplican, para las obras arquitectónicas de este período, los nombres «normand», «lombard», «byzantin» a veces precedidos por la apelación «gothique» (en el sentido peyorativo inicial de 'arte de los godos'), o la denominación de «gothique ancien». De regreso en Francia, el abad e historiador Gervais de La Rue (1751-1835), formó, junto con sus colegas de la «Sociedad de Anticuarios de Normandía» (fundada en 1824) —Charles de Gerville (1769-1853), Auguste Le Prévost y Arcisse de Caumont (1801-1873)— una «escuela en movimiento de especialistas de arquitectura» que quisieron reapropiarse de ese patrimonio normando.
El arqueólogo y erudito Gerville, impulsado por el deseo de unificación y clasificación universal propio de los estudiosos del siglo XIX, buscaba un nombre común. Según la tradición historiográfica, en una carta de 18 de diciembre de 1818 que envió a Le Prévost, tuvo la feliz idea de utilizar el término roman para designar la arquitectura cristiana occidental desde el reinado de Carlomagno hasta finales del siglo XI o principios del XII. Justificaba la elección por un lado por uan analogía con las langues romanes (lenguas romances, que en ese momento comenzaba a usarse para designar esas lenguas que se habían desgajado del latín— y por otro para subrayan su supuesta filiación con la arquitectura romana, estableciendo erróneamente una relación entre el área de difusión de esa arquitectura y la de las lenguas romances.
Caumont, padre de la arqueología medieval, retomó y promovió ya desde 1824 su uso ya que veía que en esa arquitectura de los primeros siglos de la Edad Media aparecían todas las características de la arquitectura romana en un estado de degeneración avanzado. En 1834 ya era de uso general y el románico sustituyó a la entonces habitual referencia al arte anterior al gótico, como «pregótico», «arte alemán» o incluso, a veces, «arte bizantino» o «neogriego» y la arquitectura románica reemplazó rápidamente a las apelaciones entonces habituales de lombarda, sajona o anglonormanda, y se consideró como una primera tentativa de unificación artística de Europa. Autores como Victor Hugo, Stendhal o Mérimée y otros escritores de la generación romántica la impusieron en el uso común después de 1860 ya que buscaban rehabilitar la Edad Media y veían en el arte románico una «dégénération» del arte romano por la degradación de las tradiciones y el colapso de la civilización antigua, y diferenciaban el arte gótico laico, caracterizado por su impulso vertical, del arte románico monástico, en el que prevalecía la horizontalidad, y cuyos edificios tenían afinidades con el arte antiguo que exaltaba el poder de los Emperadores romanos.
El recorrido terminológico del término «roman» en diversos países europeos, permite «constatar que la gran diversidad del paisaje monumental del Occidente medieval crea considerables vacios epistemológicas en las diferentes regiones, a menudo caracterizadas por una visión geográficamente limitada y a veces teñida de ideología». Los términos romanisch, en Alemania, Romanesque art, en Gran Bretaña, arte románico, en España, arte romanica, en Italia, han sido como en Francia «objeto de diversas controversias en su propia cultura lingüística, antes de establecerse definitivamente en la historiografía».
El estudio del nuevo período arquitectónico siguió la evolución de la arqueología y de sus límites, y pasó de ser una historia del arte romántica e intuitiva a un temprano establecimiento de tipologías. En un primer momento, Caumont y sus amigos definieron en el período románico tres fases desde la decadencia romana: desde el siglo siglo VI hasta el siglo XI; desde el final del X hasta el final del siglo XI; y el siglo XII, en el que el arco apuntado reemplazó al arco de medio punto, una diferencia capital en la forma de las arcadas, que unida a otras, estableció el carácter distintivo entre las arquitecturas románica y gótica. Jules Quicherat restringía con razón su significado a los edificios de los siglos XI y XII
Después de haber definido los límites en el tiempo, Caumont buscó definir características comunes en el espacio y esbozó, en territorio francés, siete regiones monumentales definidas en particular por la naturaleza del suelo pero también por las diferencias de gusto y de habilidad que no podían venir si no de las escuelas. Quicherat, Viollet-le-Duc, Anthyme Saint-Paul y Auguste Choisy retomaron y completaron la idea. En 1925, François Deshoulières en el Bulletin Monumental propuso nueve escuelas: Île-de-France y Campaña, Normandía, Lombardía-Renania, Bajo Loira, Suroeste y Poitou, Auvernia, Borgoña, Provenza y Languedoc. Después de los estudios de Caumont, que había datado la arquitectura románica del siglo V al siglo XII, se creó el concepto de Antigüedad tardía, que iría del siglo IV al VIII, adscribiendo la arquitectura carolingia a la Alta Edad Media y analizando el «siglo del año mil» en comparación con la época precedente y no más como un presagio del futuro.
En 1935, un arquitecto catalán Puig i Cadafalch (1867-1956) definió un «primer arte románico» realizado por pueblos diferentes que se extendió por una gran parte de Europa antes de que se desarrollaran las escuelas particuliares. Pierre Francastel en 1942 replanteó las escuelas regionales, reemplazando el término de «primer arte románico» por la «primera edad románica» que incorporaba las ideas de Jean Hubert y Marcel Durliat. Para Louis Grodecki, hay un bloque de arquitectura con estructuras de cubierta de carpintería de madera, una especie de «primer arte románico» del Norte distinto y simétrico que se opondría al «primer arte románico meridional».
En 1951, los benedictinos de la abadía de Sainte-Marie de La Pierre-qui-Vire fundaron las éditions Zodiaque y la colección La nuit des temps, especializada en el arte románico, que publicó sobre el conjunto del mundo románico 88 obras entre 1954 y 1999.

## Dificultad de una definición precisa
Cualquier definición de arquitectura románica es necesariamente reduccionista en la medida en que esta arquitectura comprende logros de una gran variedad y se construyó durante un largo período. El término románico se atribuye a veces a edificios cuya datación es muy incierta, simplemente porque en ellos se encuentran técnicas o una atmósfera que parecen románicas al observador moderno: bóvedas de cañón, arcos de medio punto o capiteles historiados, por ejemplo. Pero hay edificios románicos con techumbres de madera y sin abovedar, y en otros la bóveda de cañón es más bien la excepción en comparación con el arco ligeramente apuntado; y también, muchos de los capiteles románicos no fueron historiados.
Por ello se define la arquitectura románica con criterios más subjetivos, más o menos bien respaldados según lo que se cree saber sobre las interpretaciones religiosas de esos tiempos. Se podría decir —incluso si esta presentación no se aplica bien al carácter ascensional de las grandes iglesias auvernesas— que la arquitectura románica, en particular en los edificios de pequeño tamaño, procuraba al visitante el sentimiento de una cierta masividad que evoca más la sombra, la penumbra o aquella «luz profunda» de la que hablaba el ensayista Yves Bonnefoy, que los luminosos vuelos de las vidrieras góticas.
Otra interpretación quiere que esa arquitectura no mostraría una ascendencia con una finalidad gloriosa, sino una «trascendencia hacia abajo», de una forma críptica e iniciática para lograr una atmósfera de misterio original. De hecho, la experiencia de la luz en la iglesia cristiana ya había quedado decidida desde la construcción de las primeras basílicas, pero el empuje debido a la elección de las pesadas bóvedas de piedra (que reemplazaron a las carpinterías de madera en los edificios grandes o para escapar de los incendios de las cerchas de madera) obligó a fortalecer las paredes y a perforar huecos estrechos: esa «luz profunda» fue, por lo tanto, más una restricción técnica que una elección litúrgica. Así, durante la segunda época románica, se crearon diferentes abovedamientos (de arista y crucería) y se reforzaron con diferentes contraempujes (semibóvedas de las tribunas) o refuerzos (contrafuertes), lo que permitió hacer entrar la luz perforando huecos más grandes en las superficies murales.
Los historiadores del arte, sin embargo, han tratado de caracterizar la arquitectura románica por sus modos de cobertura (bóvedas de cañón y de crucería, cúpulas), por los tipos de soportes (muros gruesos provistos o no de arcadas y perforados generalmente por pequeñas ventanas con remates de medio punto, muros reforzados con pilastras adosadas en el interior o de contrafuertes en el exterior) y por su gramática decorativa (repertorio de ovas, perlas, grecas, palmeras y follaje, rosas y hojas de acanto, capiteles jónicos y corintios).

## Contexto histórico
Después de un período de investigación y desarrollo a veces tortuoso, los grandes componentes clásicos mediterráneos y paleocristianos se unieron definitivamente con las aportaciones germánicas al arte románico. La arquitectura románica encuentra sus fuentes en el arte prerrománico y, en particular, en el arte carolingio y se desarrolla en paralelo con la arquitectura otoniana. Esta gestación está en el centro del intento de organización germánica de los siglos VIII al X por los carolingios y los otonianos.

### Los imperios carolingio y otoniano

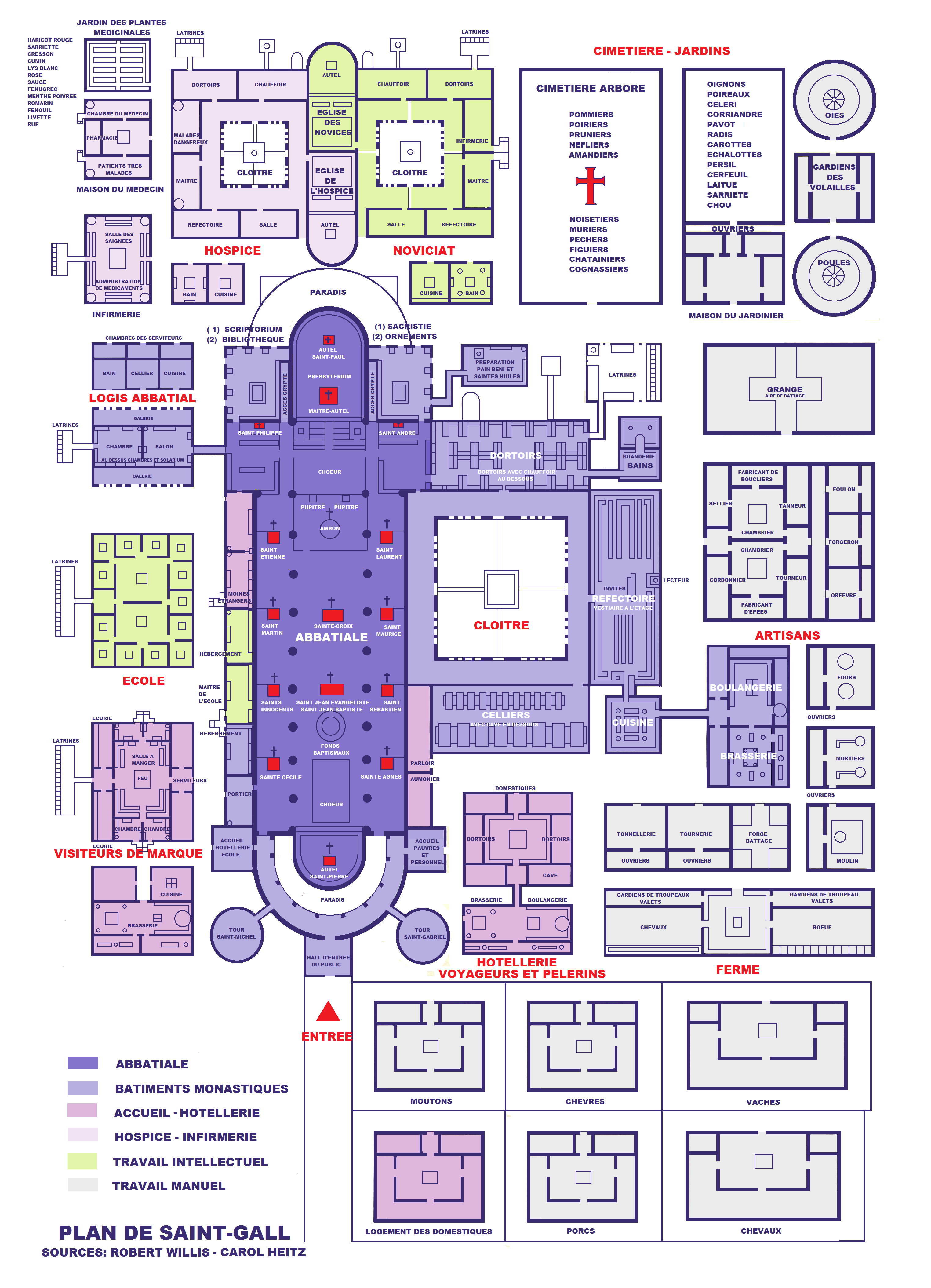
Planta de Saint-Gall

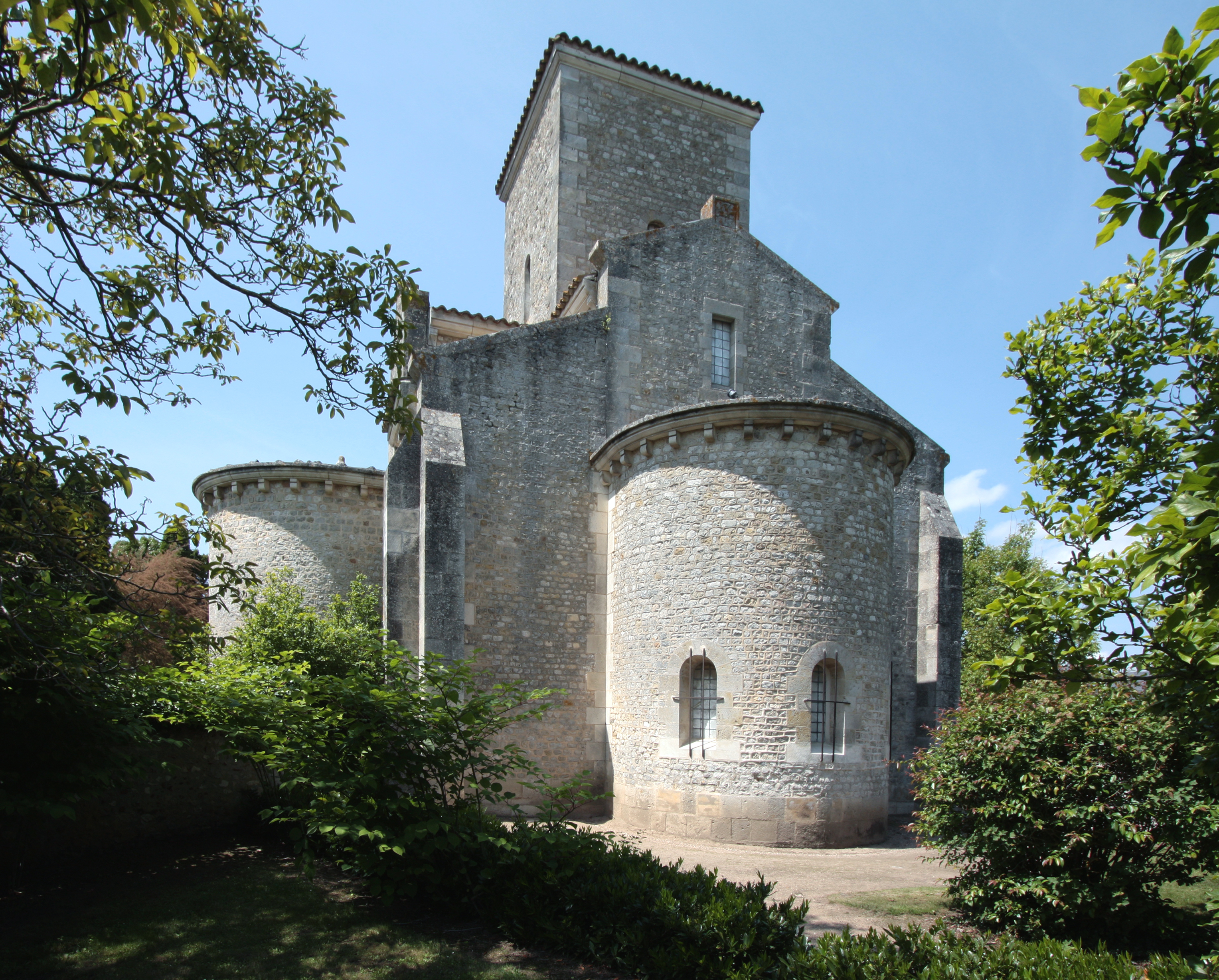
Oratorio carolingio de Germigny-des-Prés

La historia de la Europa carolingia comienza con el ascenso de una conocida familia aristocrática a principios del siglo VII. Esta dinastía de los carolingios reinó en Europa desde la década de 750 hasta finales del siglo X y logró, con el apoyo del papa, la casi unidad del Occidente cristiano bajo Carlomagno (r. 768-814), coronado emperador en 800. La reconstitución de la unidad occidental se desarrolló en tres direcciones: al sureste, en Italia; al suroeste, hacia España; y al este, en Germania. El horizonte germánico y sobre todo sajón atrajo a Carlomagno hacia el este. Sobre todo, le preocupaba restablecer el antiguo imperio romano del que sería el líder. Tras su muerte le sucedió su hijo Ludovico Pío (r. 813-840) y, al fallecer este, sus hijos y nietos de Carlomagno, acordaron en 843, en el Tratado de Verdún, dividirse el Imperio carolingio en tres regiones: al oeste, la Francia occidentalis de Carlos el Calvo (r. 843-877), coronado rey en 848 en Orleans; al este, la Francia orientalis de Luis el Germánico (r. 843-876) y entre las dos, la Media Francia de Lotario I que conservó el título de emperador (r. 817-855), y lo transmitió a su hijo mayor Luis III (r. 876-882), y repartió el resto de su imperio: Lotaringia le correspondió a Lotario II (r. 855-869) y Provenza a Carlos de Provenza (r. 855-863). Después de la muerte de Carlos el Gordo (r. 881-887) en 888, se produjo la rápida quiebra de la unidad carolingia. En Francia occidental, la realeza, que había vuelto a ser electiva, alternaba entre reyes carolingios y reyes de la familia de Eudes, conde de París, héroe de la defensa de París contra los normandos en 885-886. En Germania, la dinastía carolingia se extinguió en 911 con Luis el Niño (r. -899-911) y la corona real cayó por elección en manos del duque Conrado de Franconia. Se la transmitió a Enrique I (r. 919-936) y su hijo Otón I (r. 936-973) fundó una línea imperial reanudando la política carolingia y con la ayuda del papa estableció el Sacro Imperio Romano Germánico.
La religión cristiana se adaptó a su entorno y se «barbarizó», luego Inglaterra entró en la cristiandad y los monjes irlandeses crearon vínculos con el continente que siguieron peregrinos y comerciantes. El Rin, el Escalda y el Mosa fueron vías de penetración y el primer comercio atlántico marcó el comienzo de una nueva era. Fue especialmente la Galia al norte del Loira la que se benefició de estos intercambios.
El auge del monaquismo fue el gran acontecimiento del siglo VII para la Galia y todo Occidente. Reyes, obispos y aristócratas instalaron a monjes en sus tierras y los protegieron. La Iglesia de Letrán perfeccionó la liturgia que se convirtió en modelo para todo Occidente. Mucho antes de que se formara una alianza entre los carolingios y el papado, el papa aparecía como el mayor poder moral de Occidente.
Grimoaldo, mayordomo de palacio de Austrasia, fundó monasterios e instaló en ellos a familiares y amigos. Marcó una política que todos los carolingios seguirán: poseer abadías, tener monjes que orasen por la familia y los ayudasen en sus empresas.

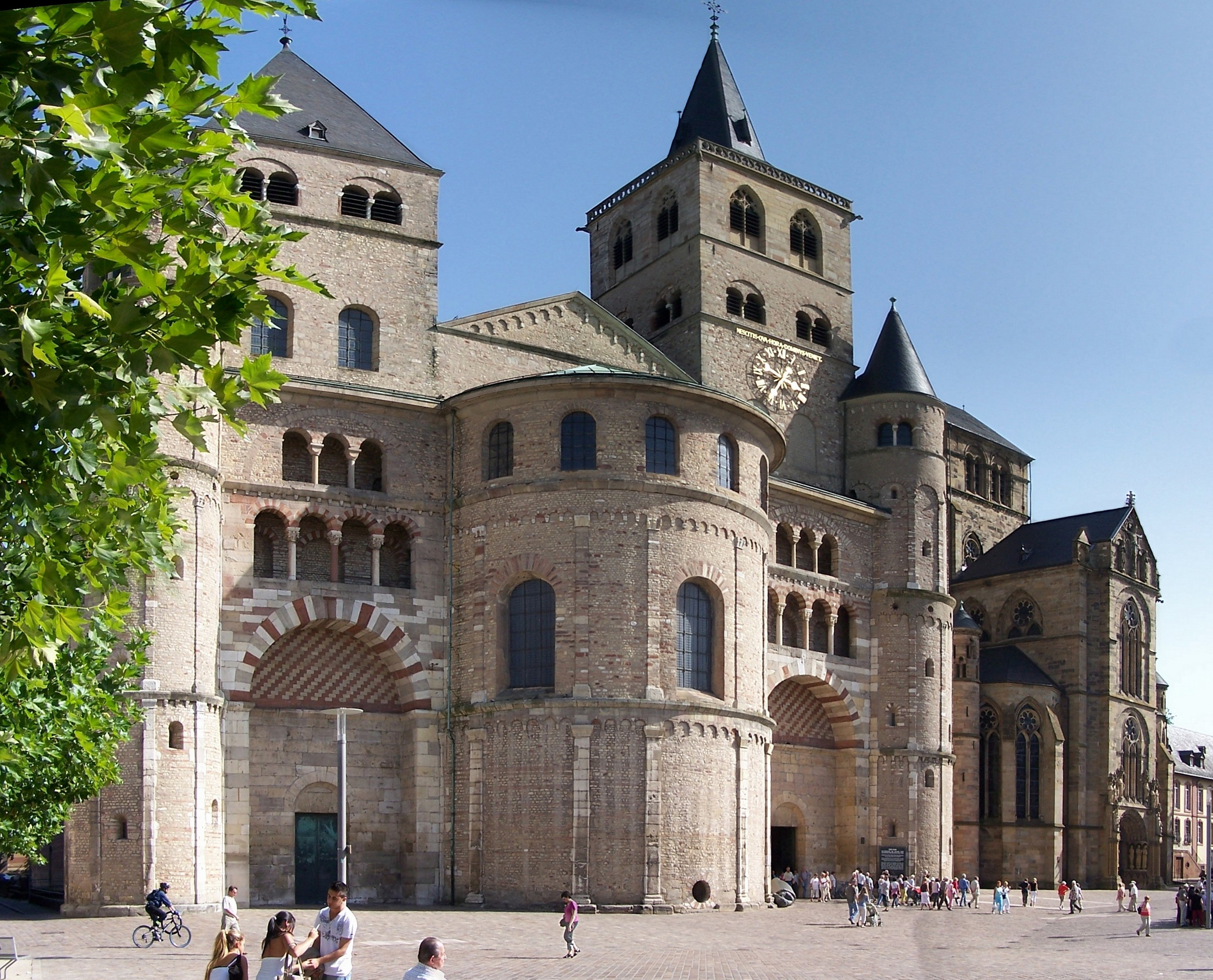
Fachada occidental de la catedral de Tréveris

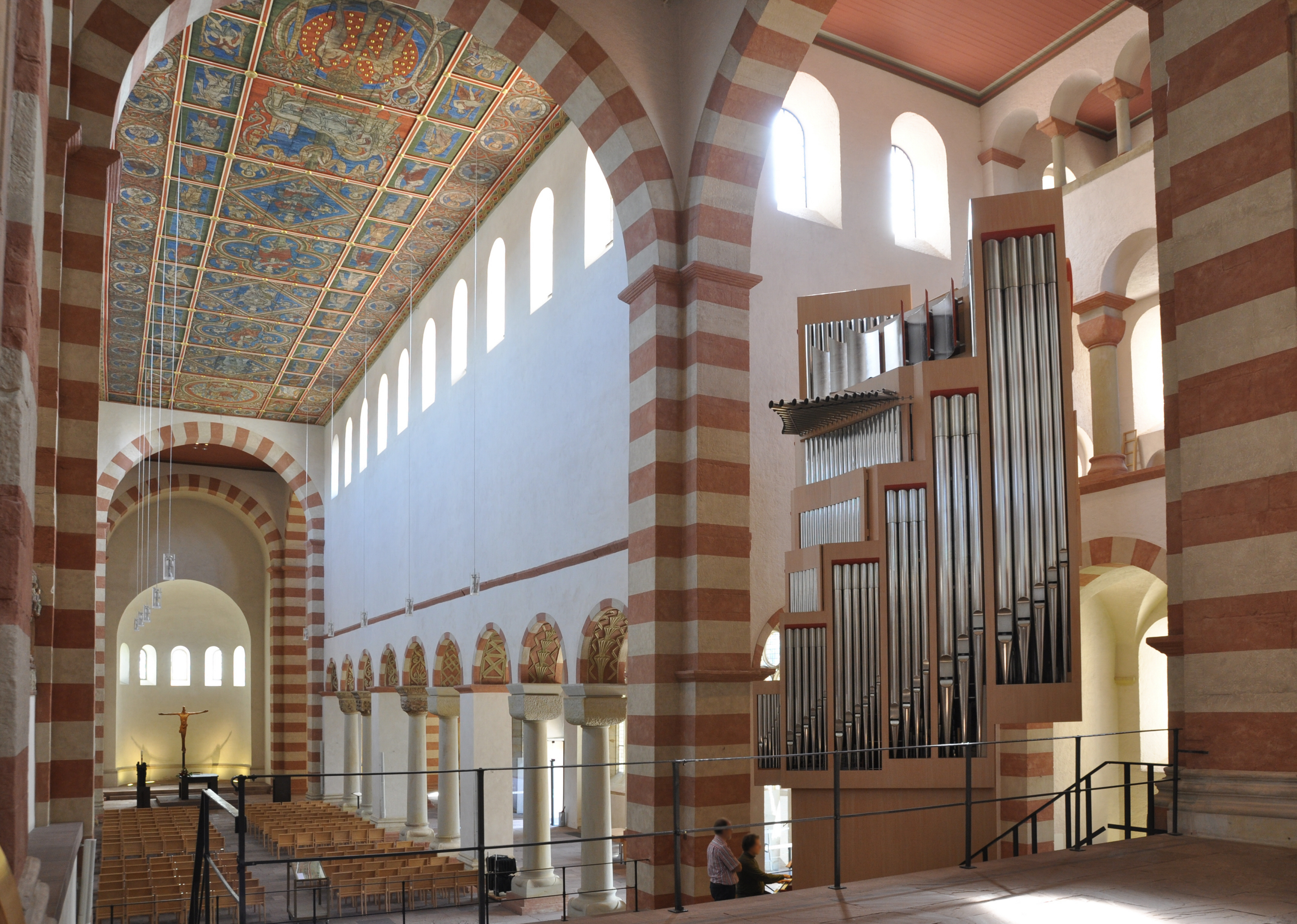
Iglesia de San Miguel de Hildesheim

El Sacro Imperio Romano Germánico de los otonianos fue una de las consecuencias del Tratado de Verdún en 843 donde Luis el Germánico recibió la Francia Oriental que correspondía al territorio de Germania. El título imperial se le escapó y fue transmitido, perdiendo su significado hasta el año 924. Otón I, rey de Sajonia desde el año 936, salió victorioso sobre los húngaros y los eslavos, dos de la muchos pueblos que llegaron a invadir Occidente en la segunda mitad del siglo IX. Reconquistó Italia y restableció el poder que anteriormente había establecido Carlomagno sobre Roma. En 962 fue coronado emperador en Roma y fundó el Sacro Imperio Romano Germánico, que puso en la herencia de Carlomagno, quien a su vez se había colocado en la del desaparecido Imperio romano. Otón I resucitó así un imperio que dio en herencia a su hijo Otón II en 973. Este último se casó con Teófano Skleraina, hija del emperador de Bizancio, para aliarse con el Imperio de Oriente. Cuando murió, le sucedió su hijo, Otón III. Aún joven, su madre asumió la regencia y con ello reafirmó la influencia bizantina en el arte otoniano. Influenciado por Gerberto de Aurillac —futuro papa Silvestre II (p. 992-1003)—, el rey soñaba con un imperio universal cuya capital sería Roma.
Al mismo tiempo, la Iglesia conoció una fuerte organización jerárquica: las ideas reformistas marcaron el episcopado y el monaquismo, y la meteórica expansión de las abadías fue el ejemplo perfecto de ello. La Iglesia desempeñó un papel importante en el consejo de los príncipes y el papel material y espiritual del monaquismo fue innegable. Los monumentos, algunos verdaderas proezas arquitectónicas, formaban parte del patrimonio de la dinastía carolingia al tiempo que integraban influencias bizantinas. Los talleres monásticos se convirtieron en el origen de todo el arte otoniano: esculturas, pinturas, orfebrería, iluminaciones. Creció el culto a las reliquias y las criptas se dispusieron al mismo nivel que la nave. Se modificó la composición de los edificios, así como el desarrollo de la liturgia. Se comenzaron a organizar las grandes peregrinaciones.
En el siglo X, el Imperio germánico era el principal centro artístico de Occidente. El emperador y los grandes eclesiásticos dieron un impulso decisivo a la arquitectura. La arquitectura otoniana se inspiraba tanto en la arquitectura carolingia como en la arquitectura bizantina. De hecho, estos dos estilos arquitectónicos afirmaban pertenecer al Imperio romano y fueron los ejemplos más cercanos del arte dedicado al soberano. Pero fue el arte carolingio el que más influyó en la arquitectura otoniana.

### La Europa nueva

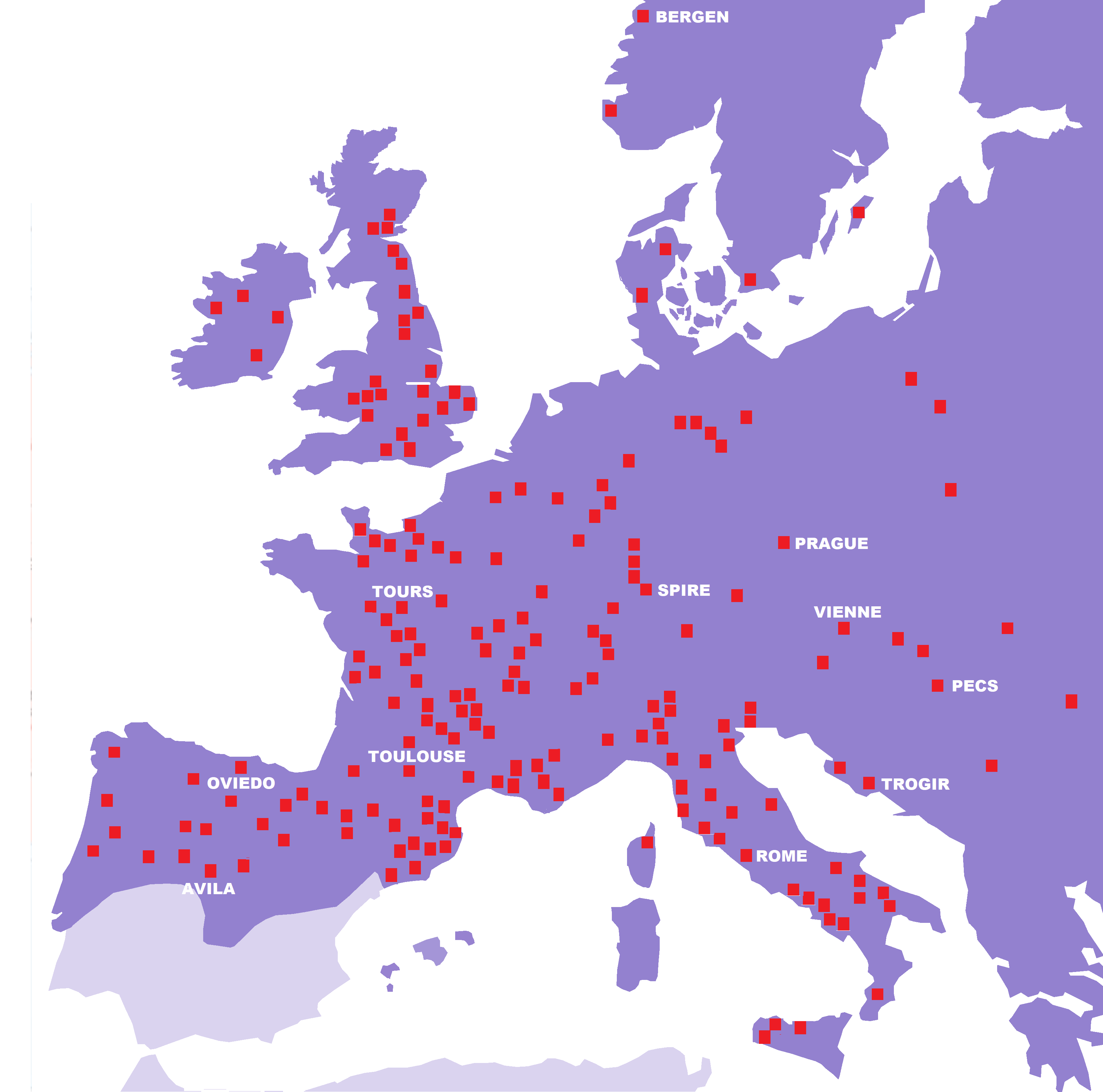
Las principales construcciones románicas

Hacia el año 1000, el signo más llamativo del surgimiento del cristianismo fue la famosa frase del monje Raoul Glaber, que hablaba del «blanco manto de iglesias» que cubría especialmente la Galia e Italia. Este importante movimiento de construcción desempeñó un papel vital a través de su función como estímulo económico, del desarrollo de herramientas, de la contratación de mano de obra, de la financiación y organización de las obras de construcción. Era el centro de la primera y casi única industria medieval.
Esta actividad constructiva que marcó el inicio de Occidente estuvo ligada a la demografía, al fin de las invasiones, al avance de las instituciones que regulaban los períodos de actividades militares y colocaron a las poblaciones no combatientes bajo la protección de los guerreros. Este crecimiento también estuvo ligado a la tierra que, en la Edad Media, era la base de todo y fue en esa época cuando la clase dominante se ruralizó, convirtiéndose en una clase de grandes terratenientes donde el vasallaje iba acompañado de un beneficio, lo más frecuentemente una tierra entregada a los campesinos a cambio de regalías y servicios. Para cumplir con estas obligaciones, mejoraron sus métodos de cultivo lo que provocó una revolución agrícola entre los siglos X y XIII que fue también un intenso período de desbroce de tierras.
A esta expansión interna del cristianismo se unió un movimiento de conquista exterior con el avance de sus fronteras en Europa y las cruzadas en los países musulmanes. Polonia, Dinamarca, Noruega y Suecia se hicieron cristianos. Los normandos se instalaron en la Italia meridional, arrebataron Sicilia a los musulmanes y expulsaron a los bizantinos de Italia. La Reconquista española estuvo dirigida por reyes cristianos ayudados por mercenarios, caballeros y monjes cluniacenses franceses que apoyaron el crecimiento de la peregrinación a Santiago de Compostela y desempeñaron un papel destacado.
La abadía de Cluny desde su fundación se beneficiaba de una exención de la que solamente dependía de Roma y escapaba del poder político y de la jerarquía eclesiástica. Se dedicó plenamente a su función espiritual y su éxito fue inmediato. A finales del siglo XI, 1450 casas, de las cuales 815 estaban en Francia, estaban afiliadas a la abadía de Borgoña y diez mil monjes estaban bajo la autoridad del mismo padre abad. Los monasterios que querían ser independientes se unían en una misma familia. Otras abadías reformadas se convirtieron en líderes y el movimiento fue tan poderoso que llevó al trono a papas como Gregorio VII, padre de la reforma gregoriana.

Esta transformación radical de la sociedad dio lugar a nuevas necesidades. En multitud de feudos, los señores construyeron motas feudales, torres que se convertirían en fuertes castillos y aseguraron la protección divina mediante donaciones a los monasterios o crearon colegios de canónigos.

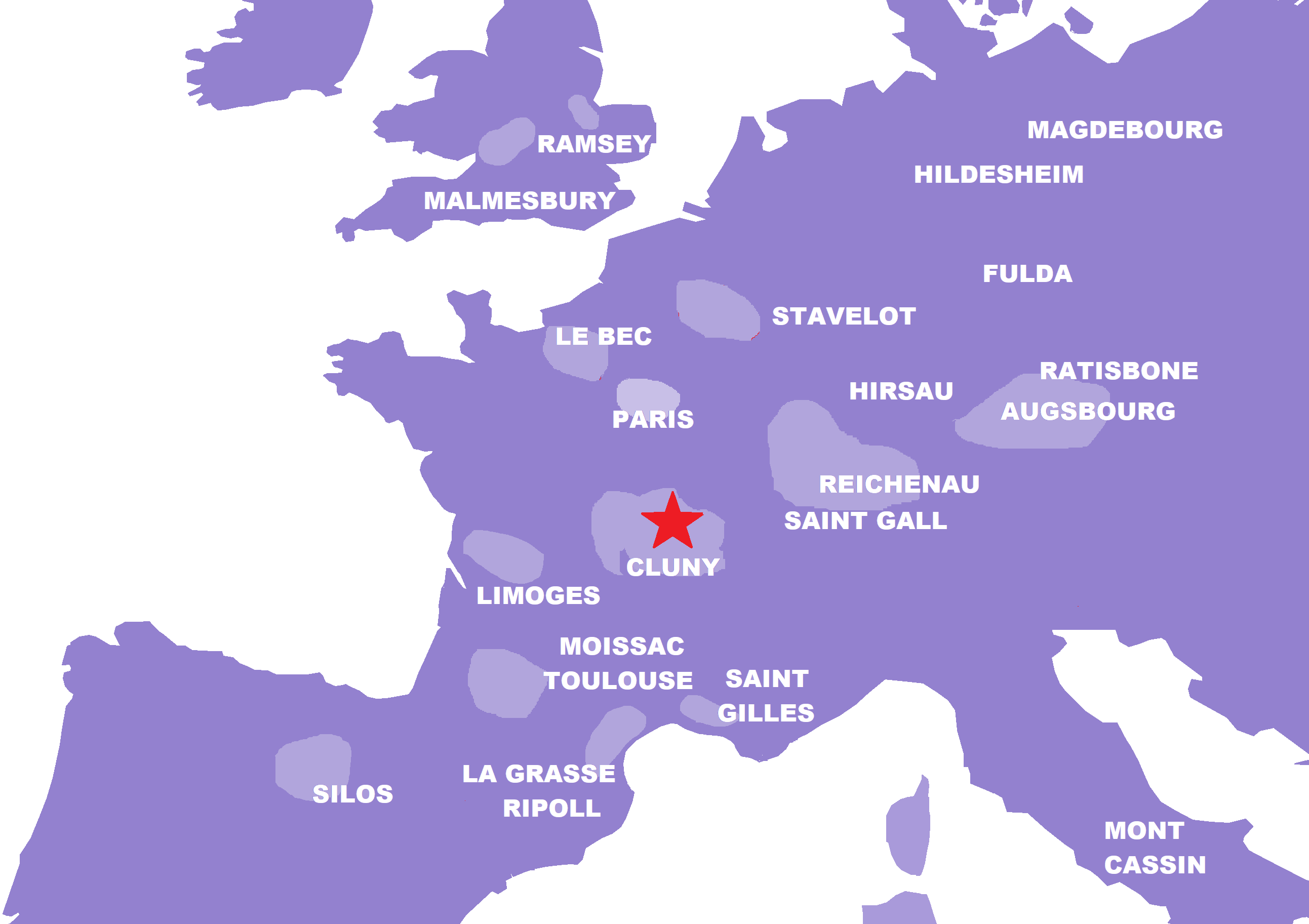
Las zonas de gran densidad de abadías cluniacenses

Evolución de Occidente desde el periodo carolingio al gótico
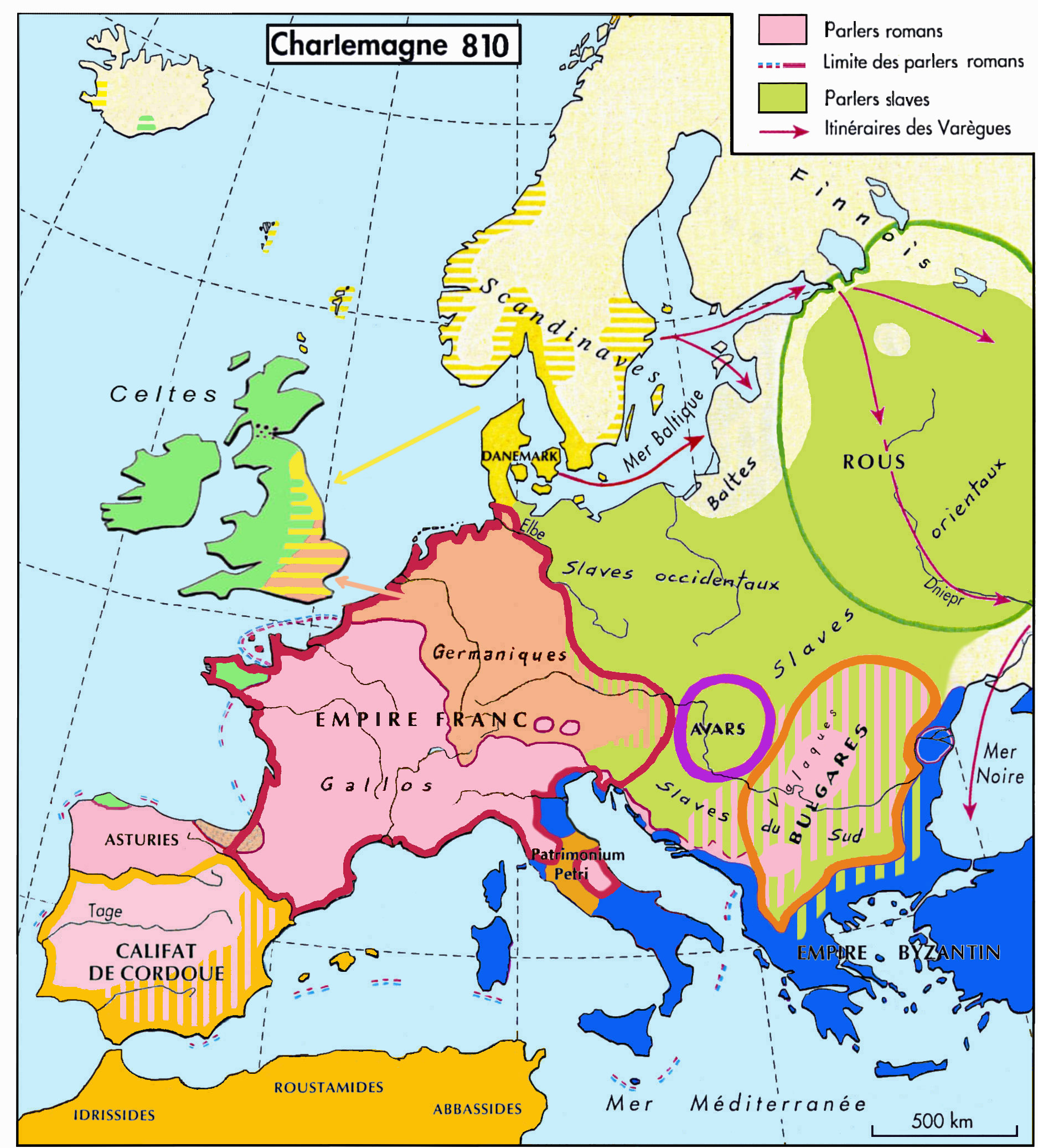
Año 810: época de la arquitectura carolingia
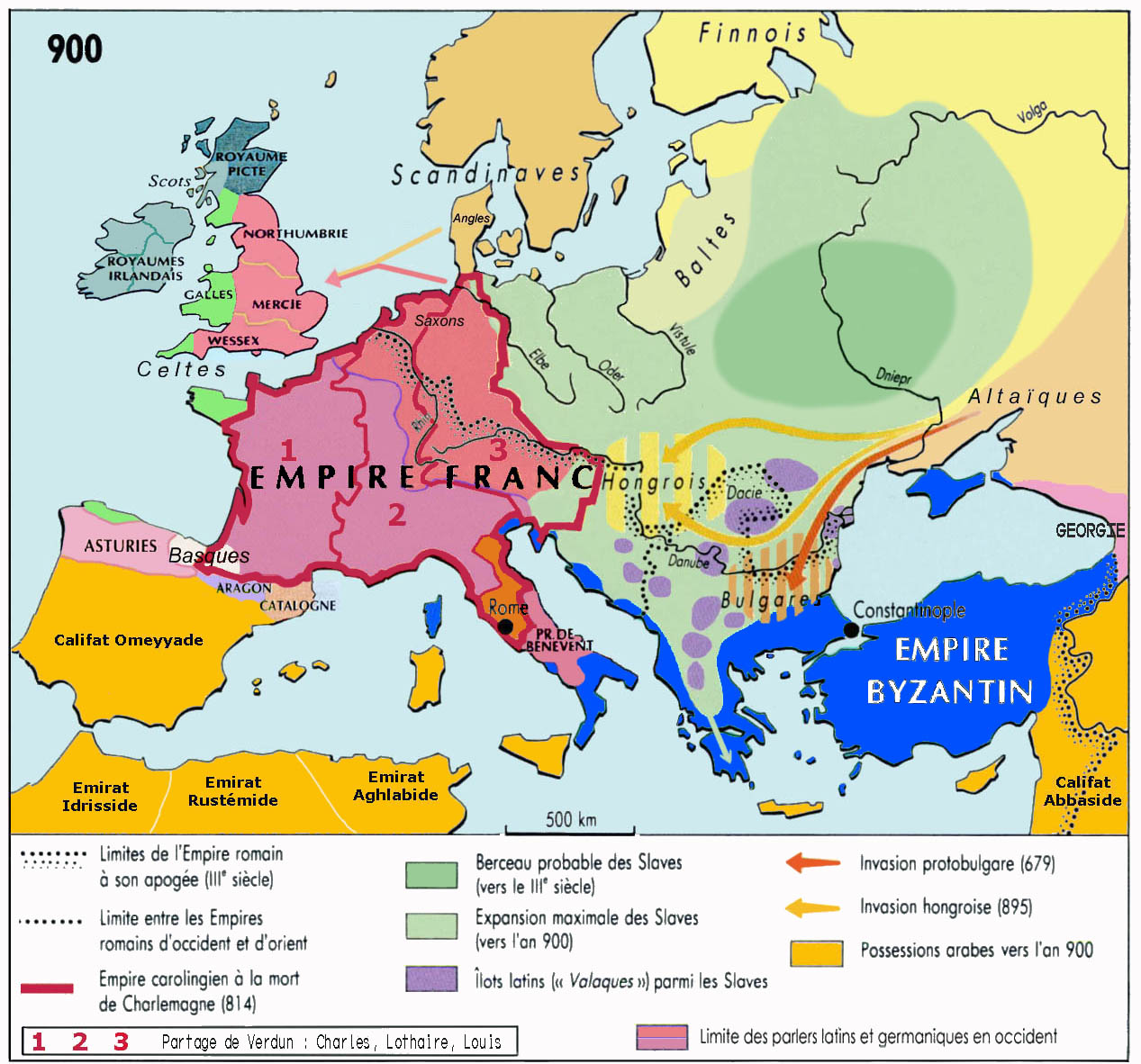
Año 900: época de las arquitecturas carolingia y otoniana
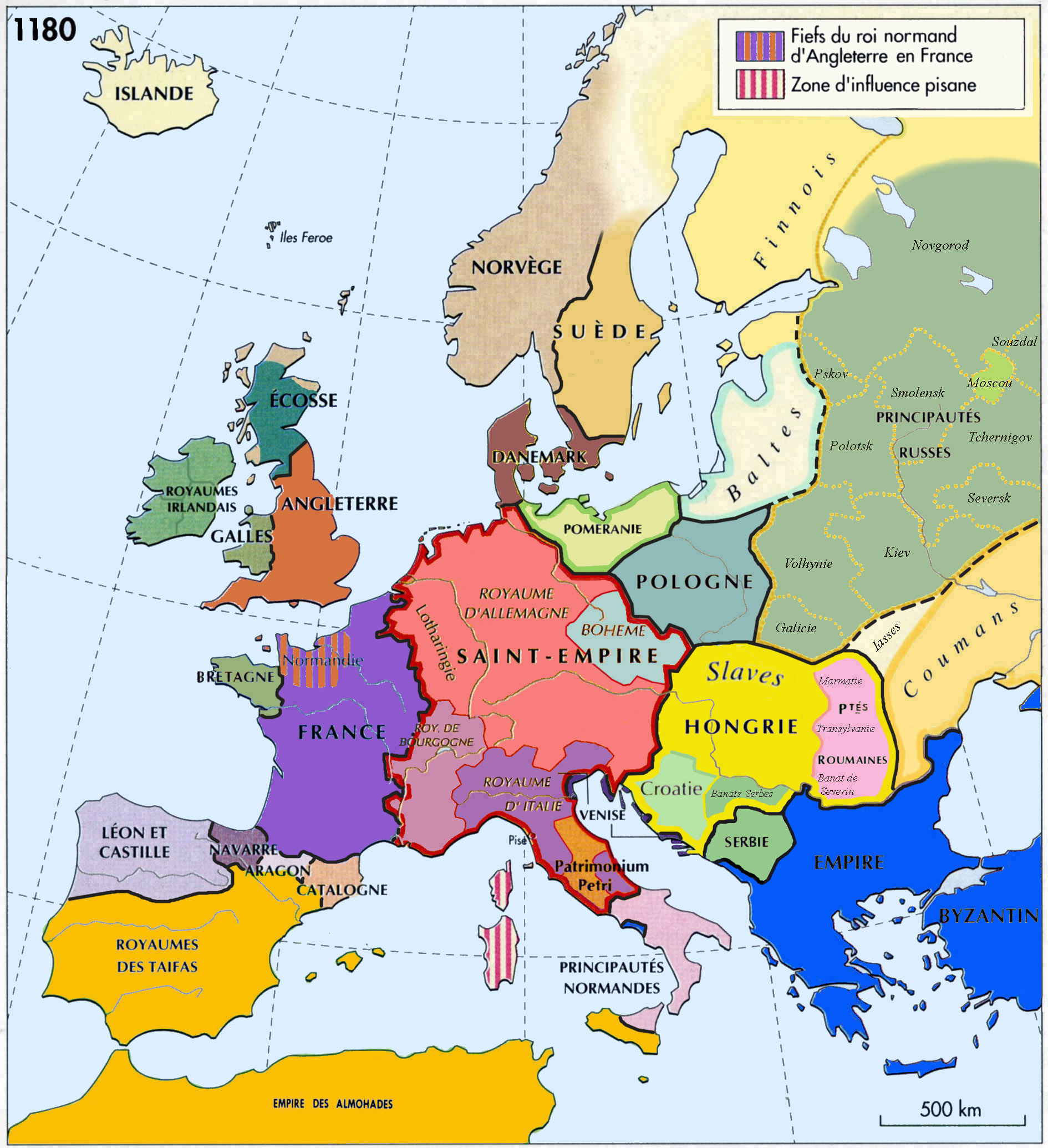
Año 1180: época de la arquitectura románica
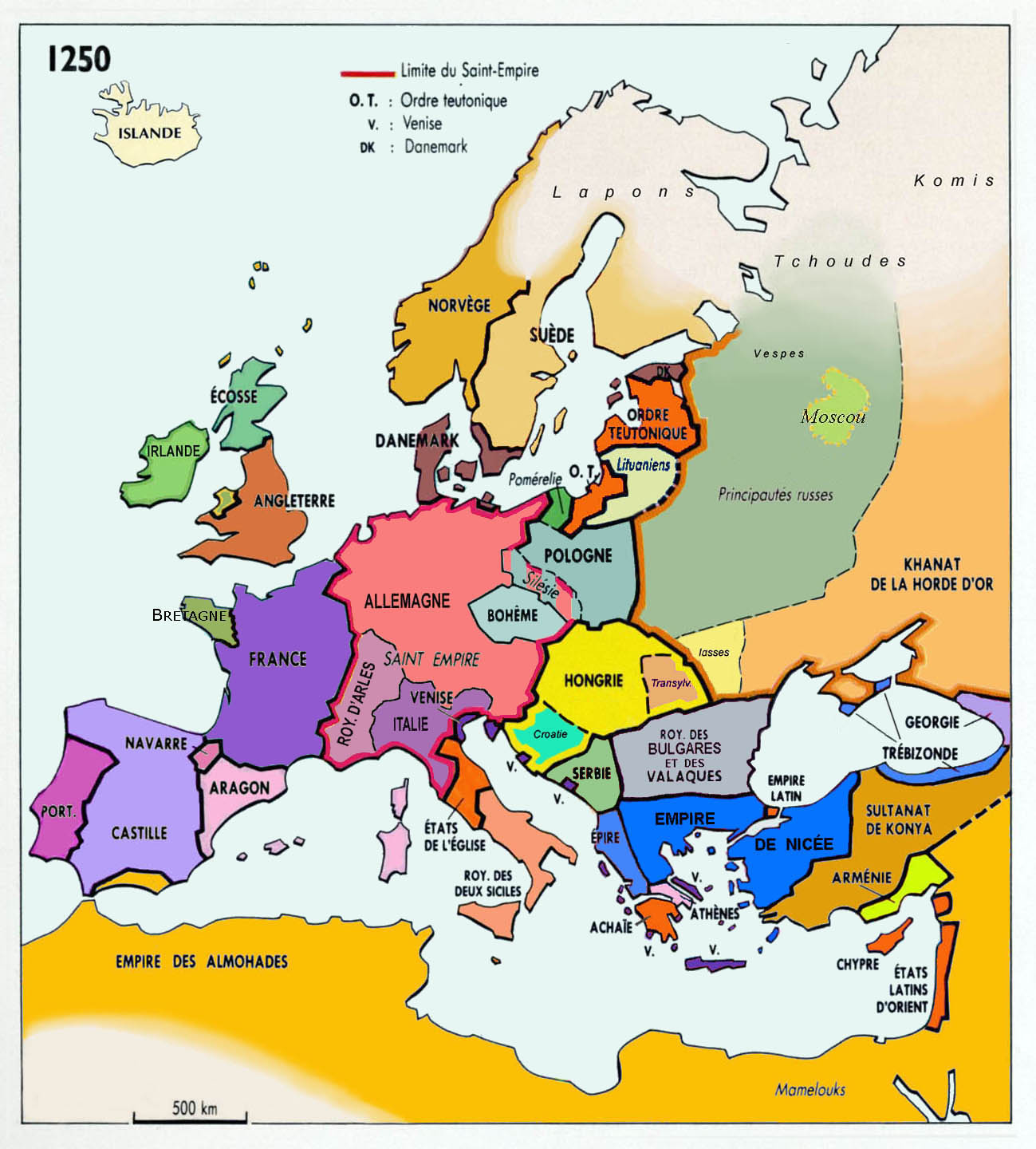
Año 1250: época de la arquitectura gótica

## Épocas del románico
El desarrollo del estilo románico se sitúa principalmente entre los siglos XI y XII, aunque su cronología no es estricta. Existen ejemplos anteriores que muestran rasgos incipientes del estilo —ya desde el siglo X—, así como construcciones posteriores que, a pesar de levantarse en plena época gótica, mantienen características románicas, especialmente en regiones como Asturias y Galicia, llegando en algunos casos hasta los inicios del Renacimiento.

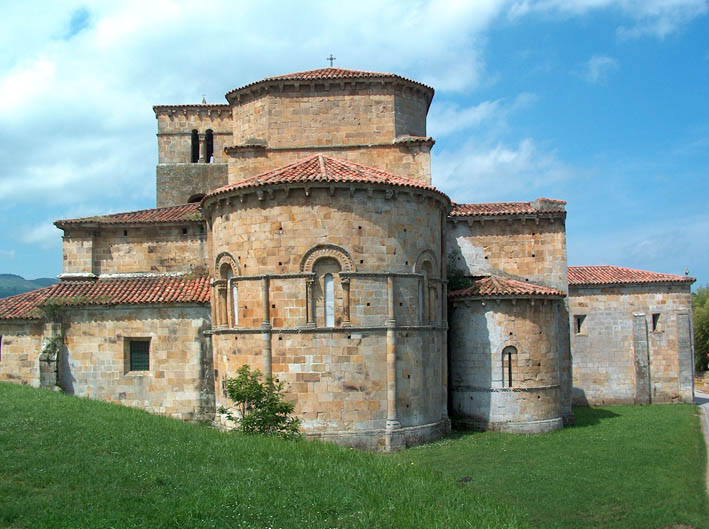
Exterior de la Colegiata de Santa Cruz de Castañeda en Castañeda, Cantabria.

La clasificación más habitual distingue entre románico pleno o sencillo y románico de transición. Este último se considera a menudo una variante del primero, caracterizado por la introducción de arcos ojivales o apuntados, pero sin el empleo de bóvedas de crucería propias del gótico. Aunque sus primeras manifestaciones se documentan en el siglo XI, no se generaliza hasta mediados de dicho siglo, conviviendo durante un tiempo con el románico pleno.
Otra distinción frecuente se basa en el grado de ornamentación, diferenciando entre románico sencillo y románico florido (también llamado rebelde). Durante la primera etapa del estilo, hasta bien entrado el siglo XII, predominan las construcciones de aspecto macizo, decoración sobria y cierto carácter tosco. Con el avance del siglo, se observa una mayor elaboración de portadas y ventanas, así como un refinamiento progresivo en la ejecución. 
Esta segunda fase, correspondiente aproximadamente desde mediados del siglo XII hasta buena parte del siglo XIII, se caracteriza por una exuberancia ornamental y gran finura en los detalles. La distinción entre ambas etapas resulta útil para establecer la cronología relativa de edificios románicos dentro de una misma región o localidad, aunque las variaciones regionales y las influencias de distintas escuelas artísticas impiden establecer una regla universal.

## Arquitectura religiosa

### Antecedentes paleocristianos y prerrománicos

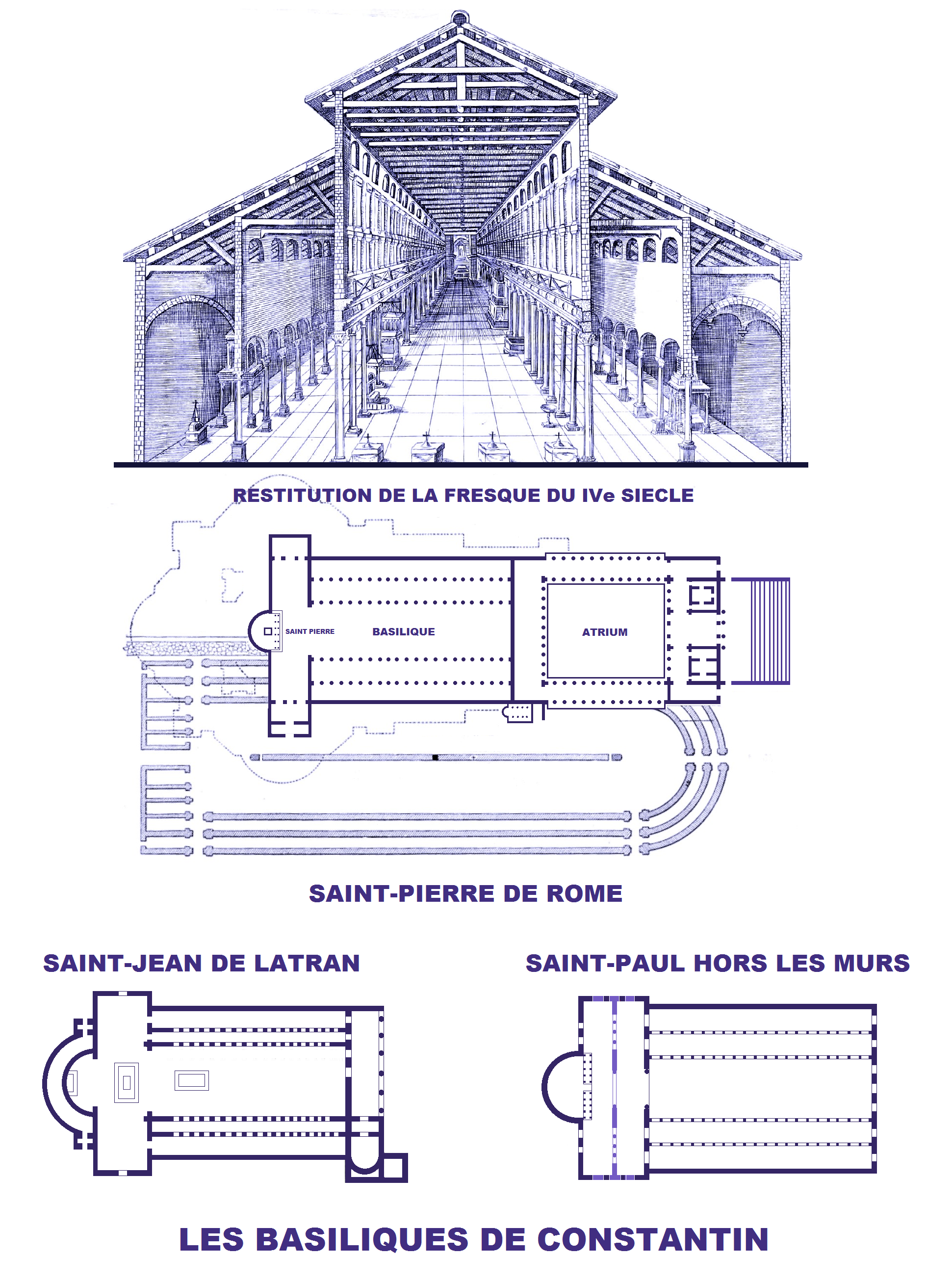
Basílicas de San Juan de Letrán, antigua de San Pedro y San Pablo Extramuros

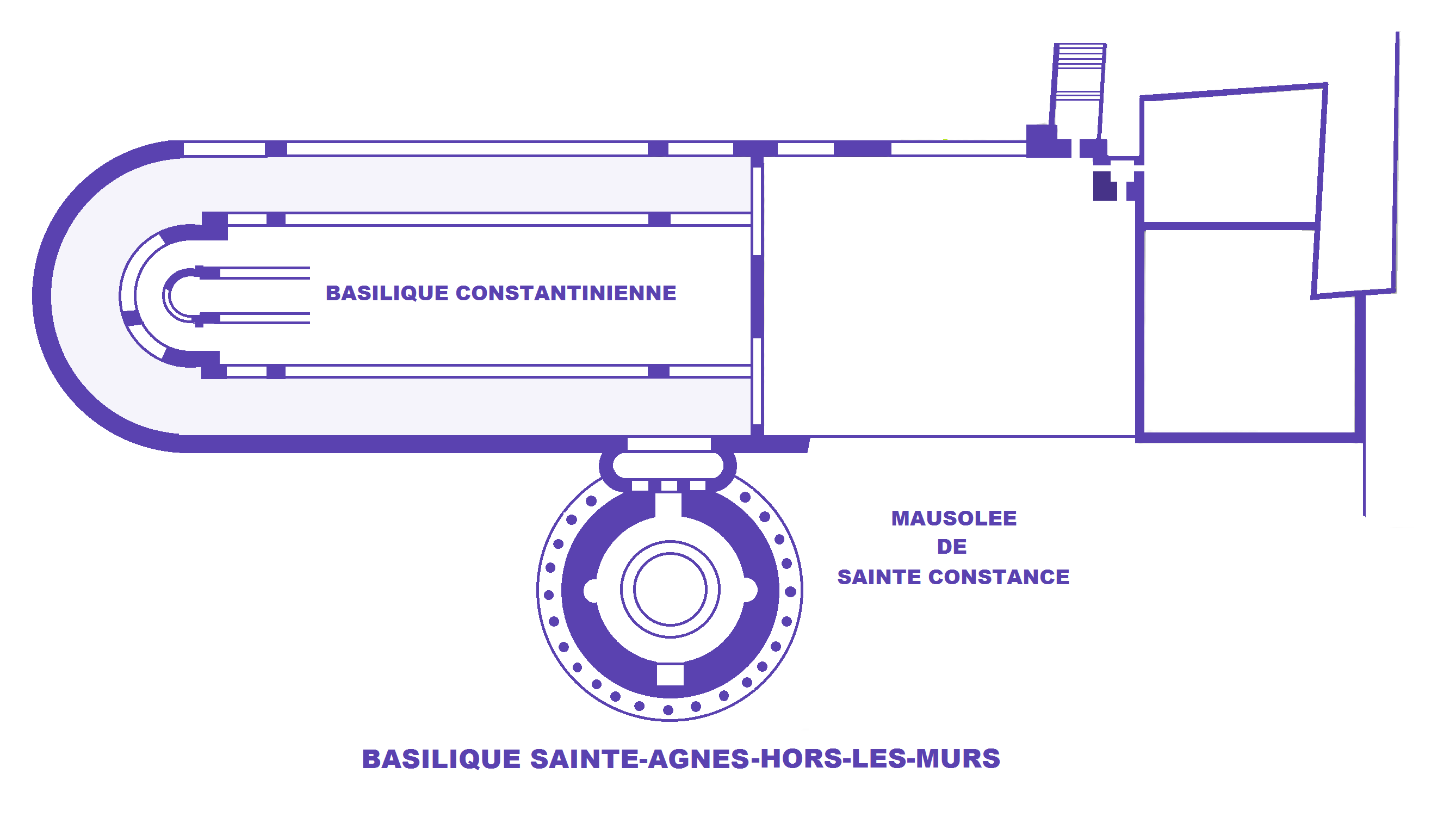
Basílica de Santa Inés Extramuros

Los componentes estructurales de la arquitectura románica —las cabeceras, las fachadas y espacios occidentales, las articulaciones de la nave con sus modos de cobertura y sus soportes, los transeptos, los tramos rectos del coro y el tratamiento de las paredes exteriores— están en germen en la arquitectura paleocristiana y prerrománica.
La evolución de la cabecera románica de los siglos XI y XII está vinculada a la multiplicación de altares para unos sacerdotes cada vez más numerosos. Fueron de dos grandes tipos: con absidiolos alineados o escalonados a cada lado del ábside, y con absidiolos que irradian desde un deambulatorio. Una temprana solución experimental se conserva en su estado del siglo VI en la basílica Eufrásica en Poreč, donde los tres altares paleocristianos y los mosaicos sugiere su ubicación en tres hemiciclos. Todavía en Croacia, pero en Dalmacia, también aparecen algunas cabeceras tripartitas en los siglos VI y VII.
En los siglos IX y X, están presentes las cabeceras de ese tipo: en Mistail, en Suiza, alrededor de 800; o en la iglesia de San Miguel de Escalada, en España, con tres altares originales de 913. En las décadas cercanas al año 1000 las cabeceras con absidiolos alineados a cada lado del ábside están presentes en Cataluña en el monasterio de Ripoll y en San Miguel de Cuixá; en Borgoña, en la iglesia de Saint-Vorles; en Chatillon-sur-Seine; y en Italia, en la catedral de Aosta. Hay cabeceras de absidiolos escalonados en la abacial de Cluny II y en el priorato de Perrecy-les-Forges, en Borgoña; en la abadía de Notre-Dame de Déols, en el Berry; y en Bernay, en Normandía. A partir de 817, la individualización del tramo recto del coro de Poreč parece haberse generalizado en Inden-Kornelimünster y luego en la arquitectura carolingia.
El transepto era conocido, sin que se sepa exactamente su función, desde el siglo IV en Roma, como en la antigua basílica de San Pedro, en San Juan de Letrán o en San Pablo Extramuros. Esa función ya estaba establecida perfectamente a principios del siglo XI en la iglesia de San Miguel de Hildesheim, donde acogió más altares dispuestos en los absidiolos. Entre esas dos fechas, en la planta de Saint-Gall (alrededor de 820) se ven altares en un transepto oriental, y cerca del año 1000, también hay un transepto con absidiolos que acogen altares en la abadía de San Miguel de Cuixá.
Las cabeceras con deambulatorio que prolongan las naves laterales y que permiten la circulación hacia los mausoleos o a las reliquias sin perturbar las celebraciones estaban presentes en la antigua Roma paleocristiana, en las basílicas de los Santos Pedro y Marcelino, en San Sebastián de las Catacumbas, en Santa Inés Extramuros y en San Lorenzo Extramuros. Anuncian la primera cabecera medieval de San Miguel de Hildesheim, de principios del siglo XI. En la época carolingia, la abadía de Saint-Germain de Auxerre y la iglesia de Saint-Genest de Flavigny-sur-Ozerain ya habían desarrollaron la circulación en dos niveles sirviendo a los absidiolos. En la abadía de Saint-Jean-du-Mont de Thérouanne, tres capillas radiantes insertadas en el deambulatorio anuncian a principios del siglo XI la solución de la abadía de San Filiberto de Tournus.
Las cabeceras de dos niveles se encuentran en el África paleocristiana en Benian, Tipasa y Djemila y en la Galia en los siglos VI y VII en Saint-Laurent de Grenoble con su planta trebolada. La evolución pasó desde las capillas cuadrangulares a las dispuestas en semicirculos alrededor de 1020 en la iglesia colegiata Saint-Aignan d'Orléans y en la catedral de Chartres.

Evolución de las primeras cabeceras
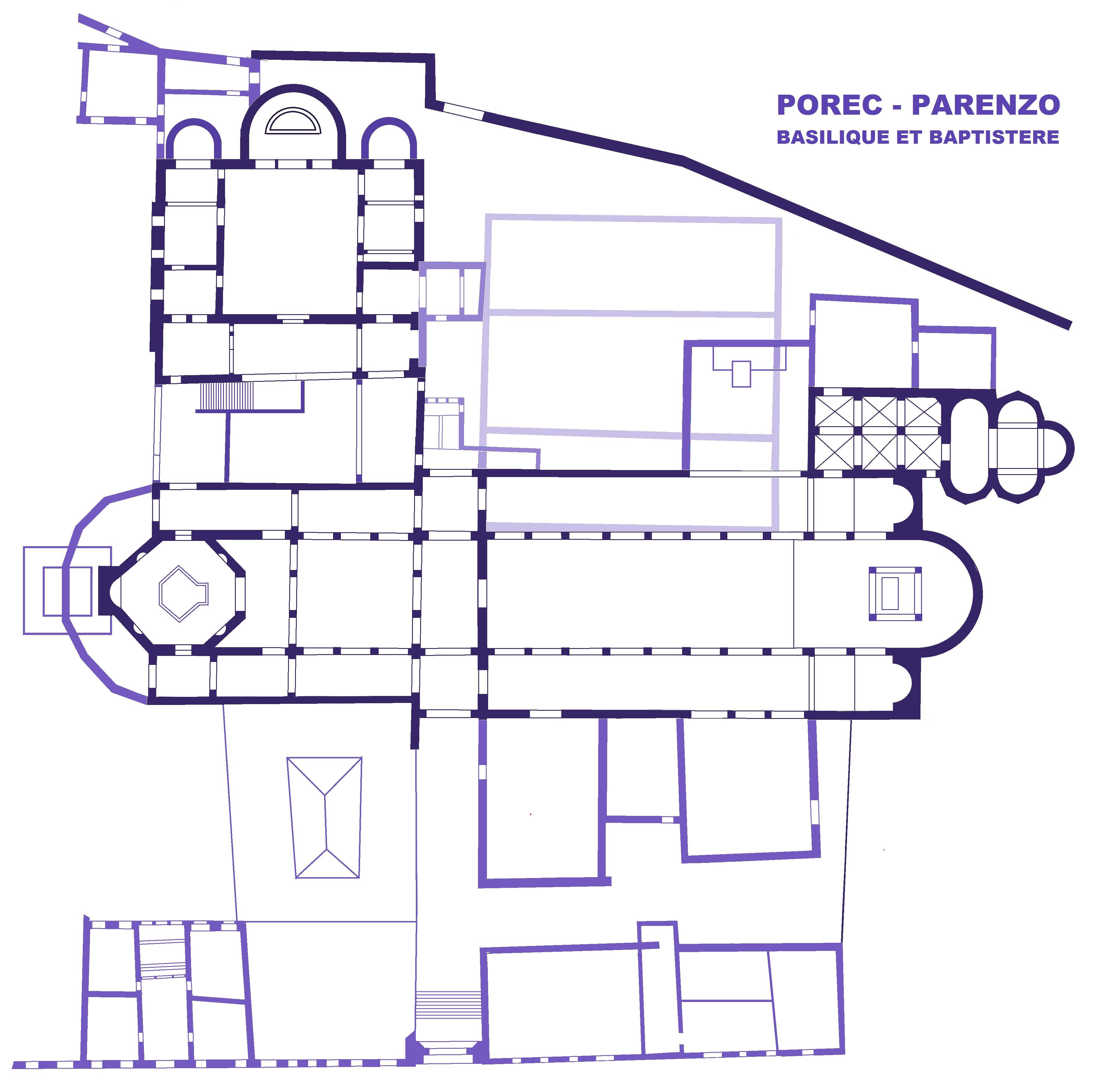
Basílica Eufrásica en Poreč
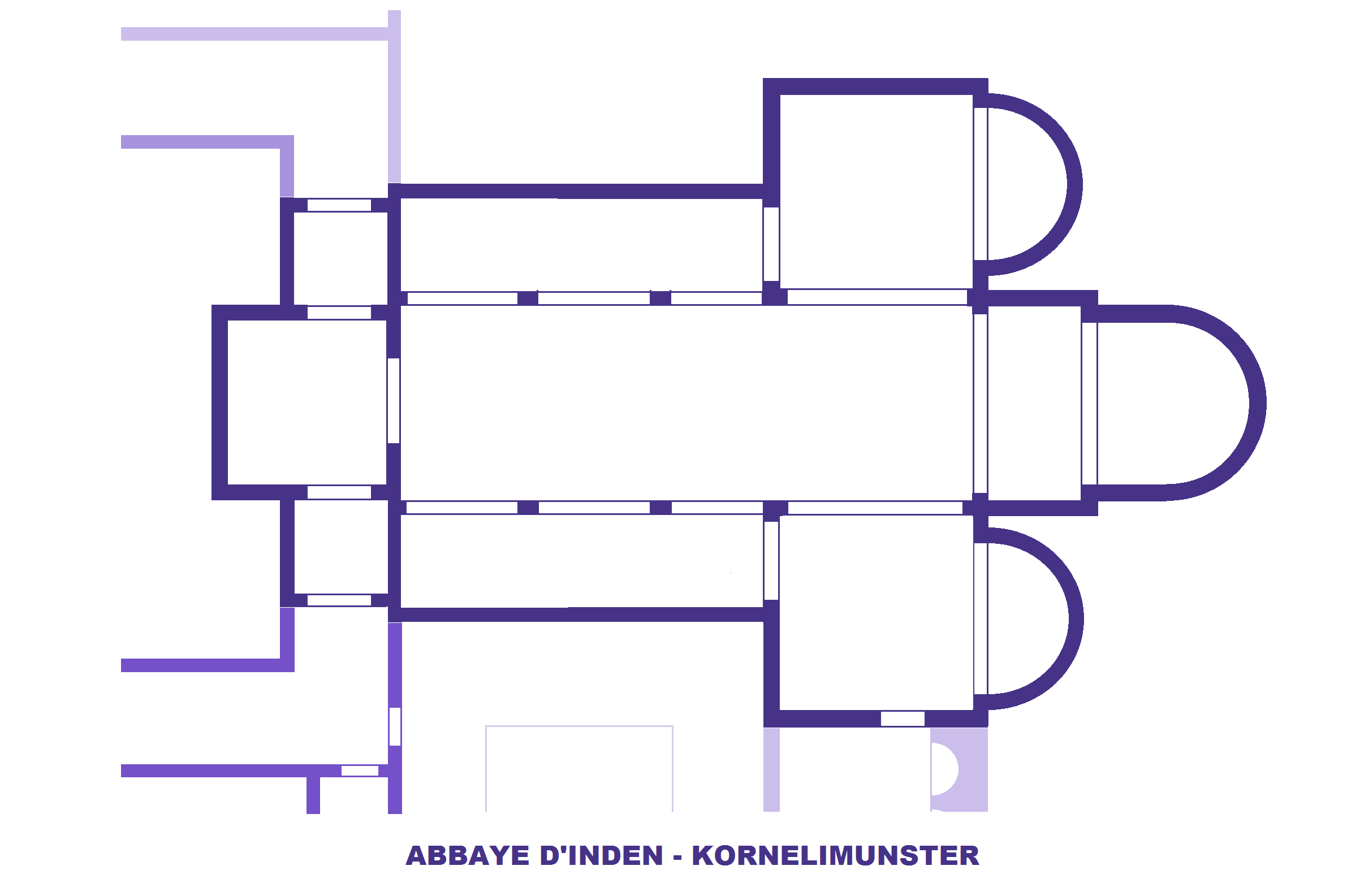
Inden-Kornelimünster
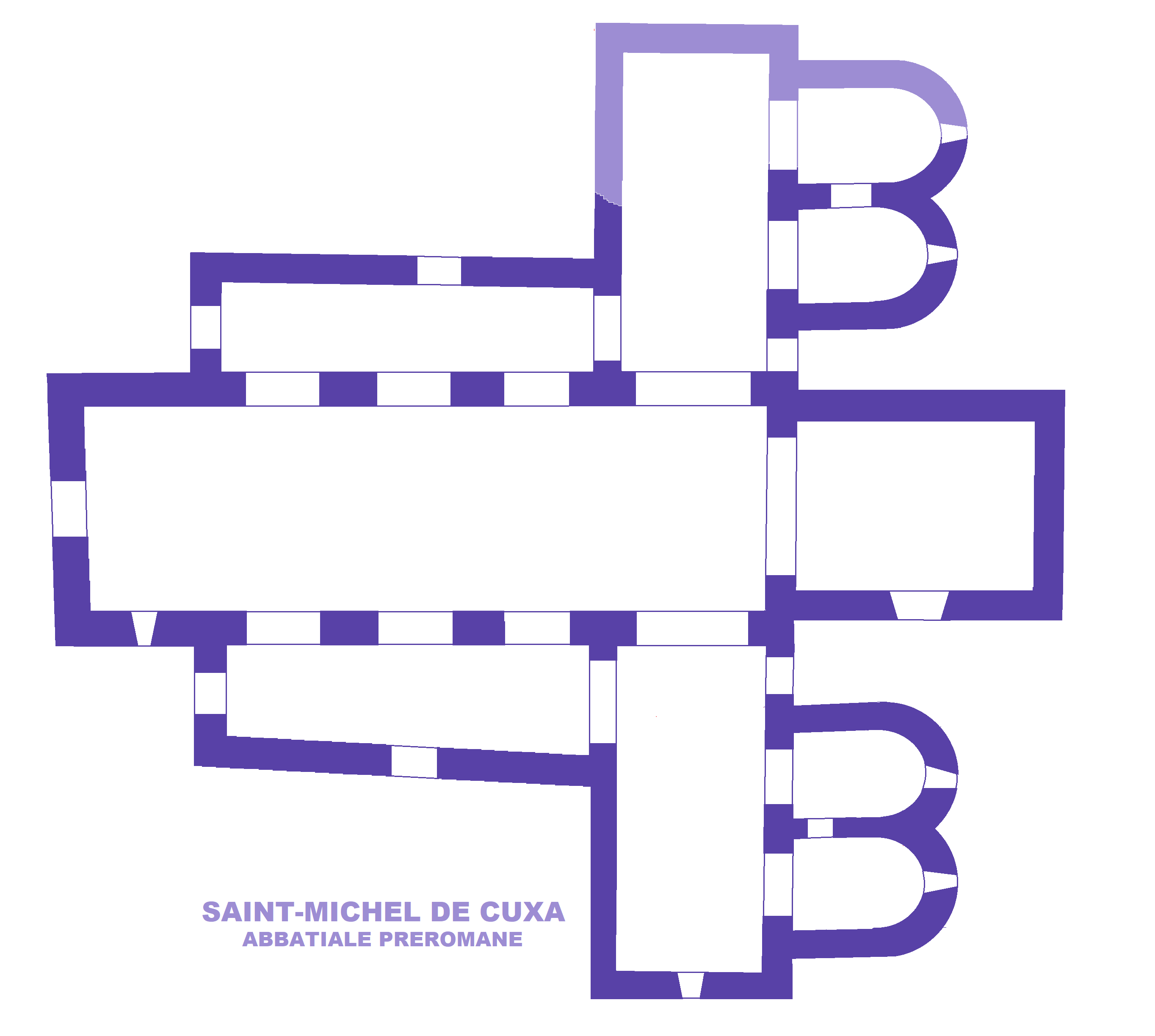
Abadía de San Miguel de Cuixá
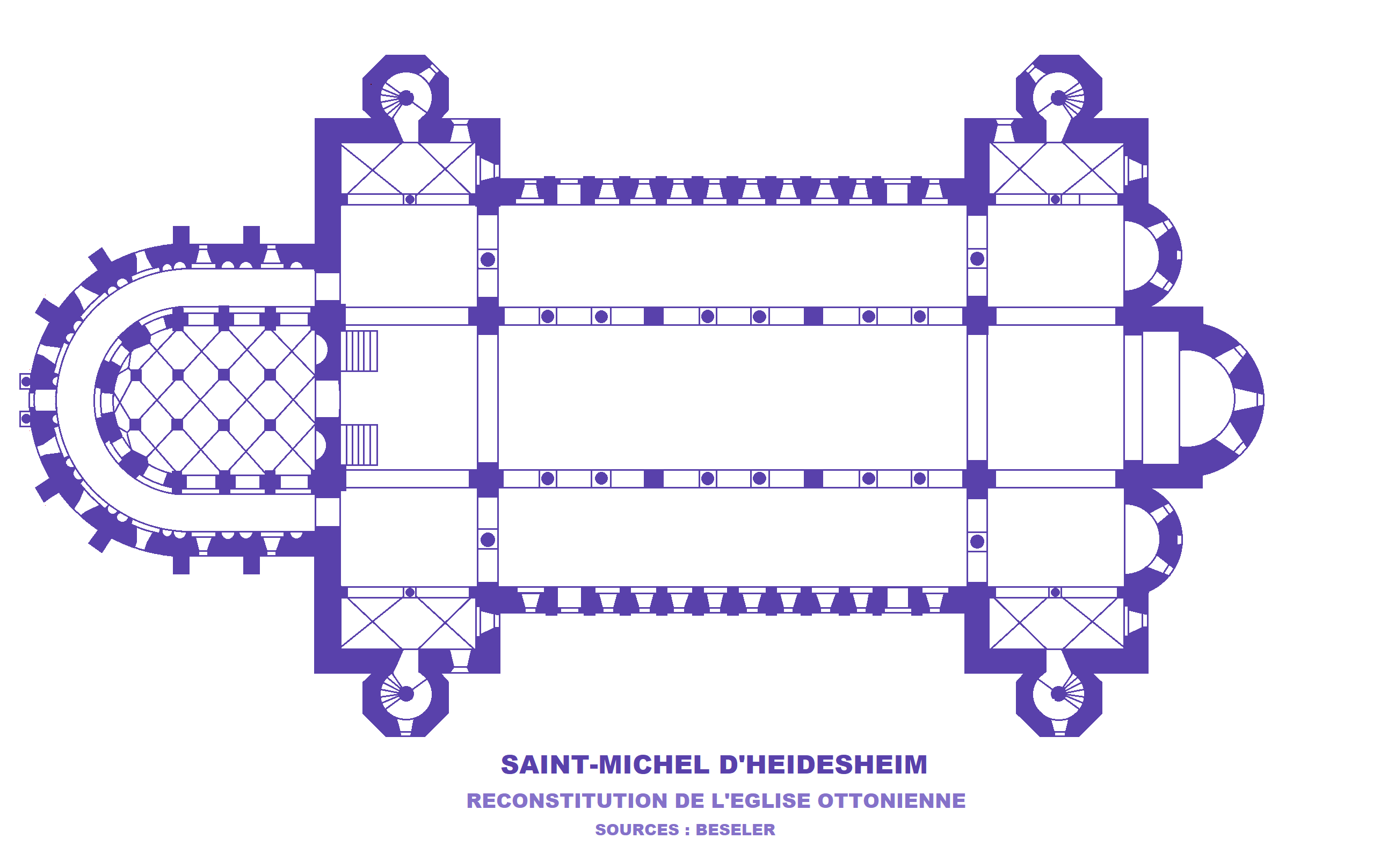
Iglesia de San Miguel de Hildesheim
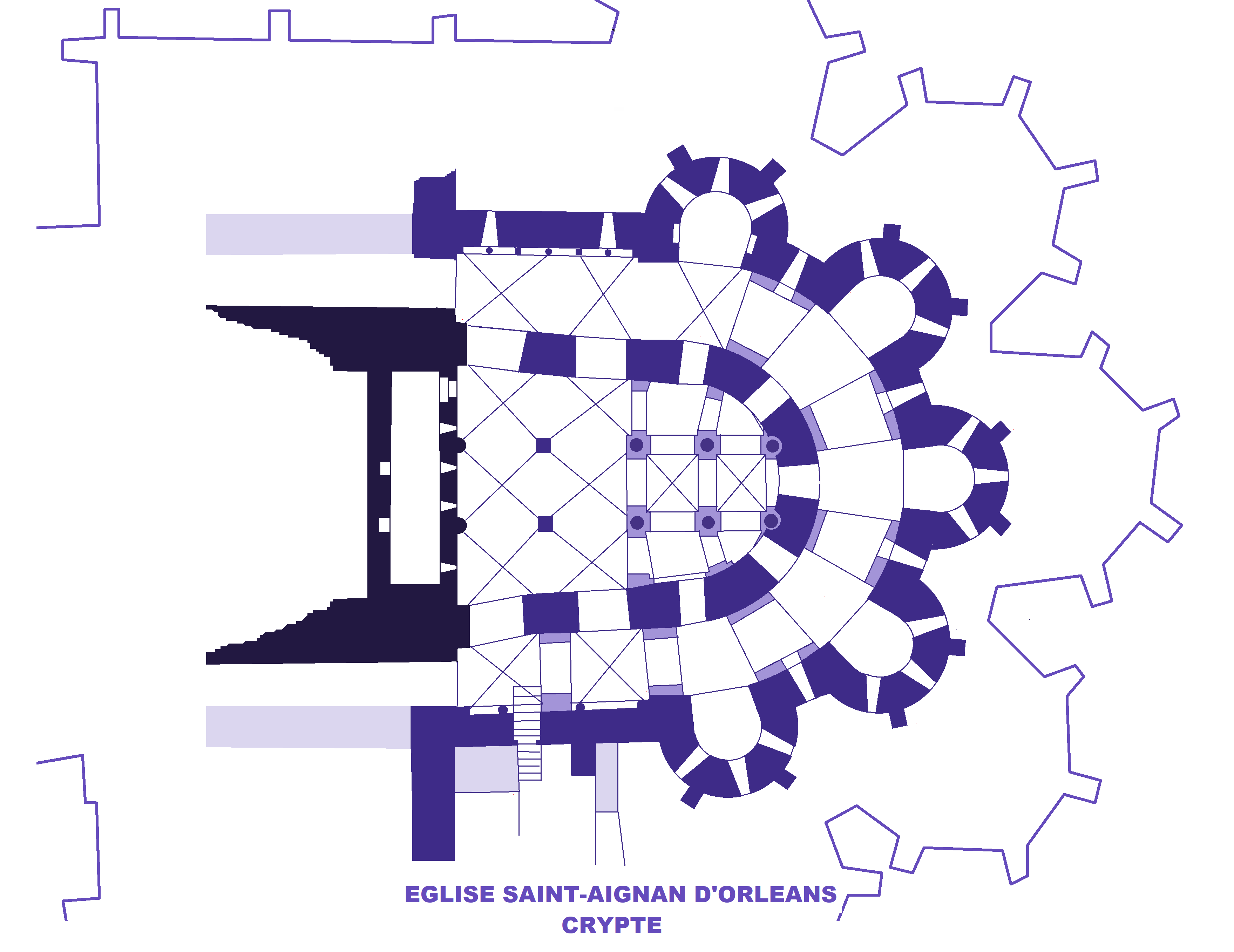
Saint-Aignan de Orléans

El aspecto característico de los alzados de las cabeceras románicas está presente en la arquitectura paleocristiana de la basílica de San Vital de Rávena y en la arquitectura l carolingia en la abadía de Saint Germain de Auxerre y en la iglesia de Saint-Genest de Flavigny-sur-Ozerain. Esta forma piramidal se refuerza cuando hay una torre en el crucero del transepto, como en la iglesia de San Miguel de Hildesheim a principios del siglo XI. Los macizos occidentales carolingios o los westwerk otonianos del tipo de la abadía de Corvey se encuentran en la abadía de Jumièges, en Normandía, a principios del siglo XI y en Alsacia, en el corazón del siglo XII, en la colegiata de Saint-Michel-et-Saint-Gandolphe de Lautenbach, en la abadía de Saint-Étienne de Marmoutier y en la iglesia de Sainte-Foy de Sélestat.

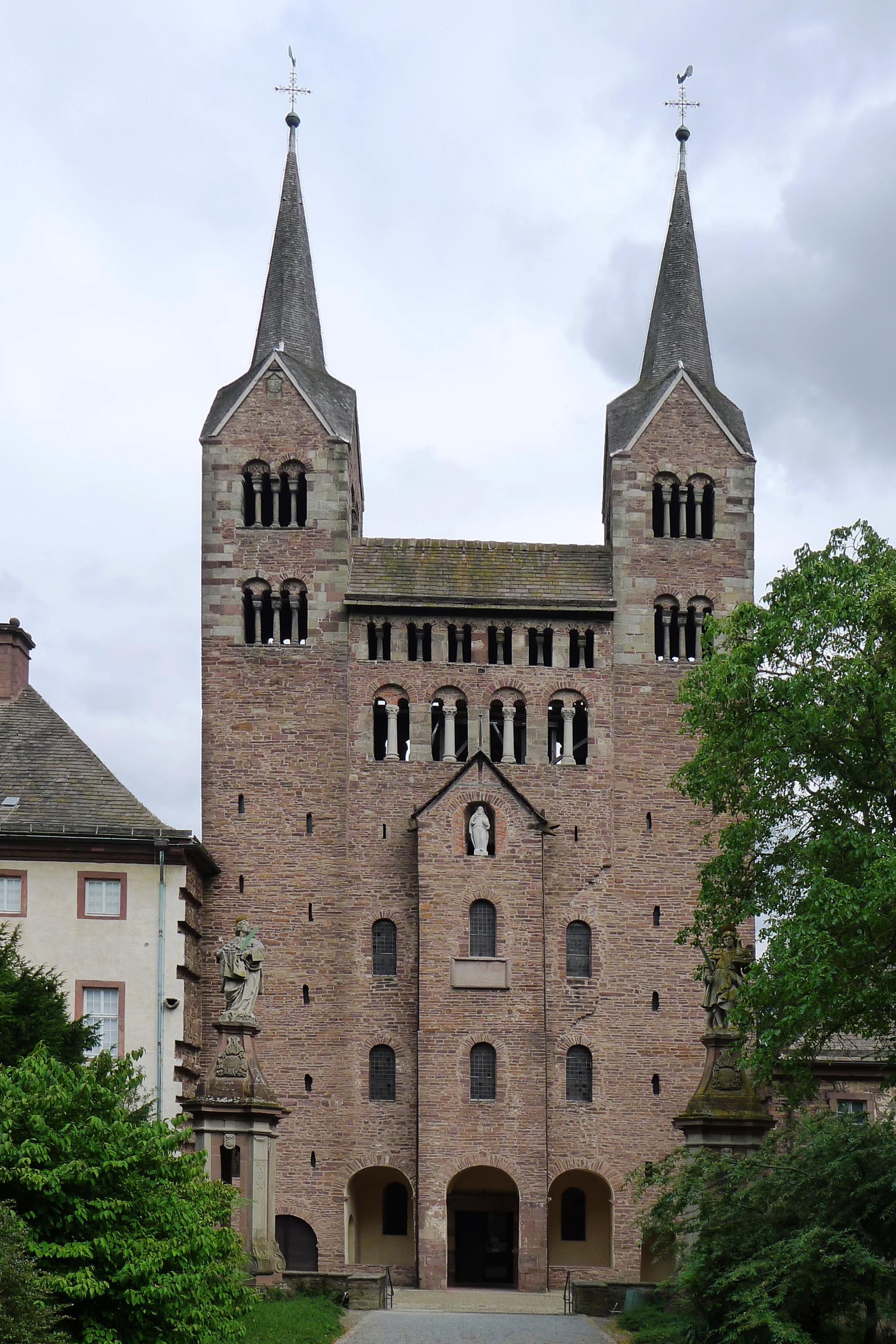
Abadía de Corvey
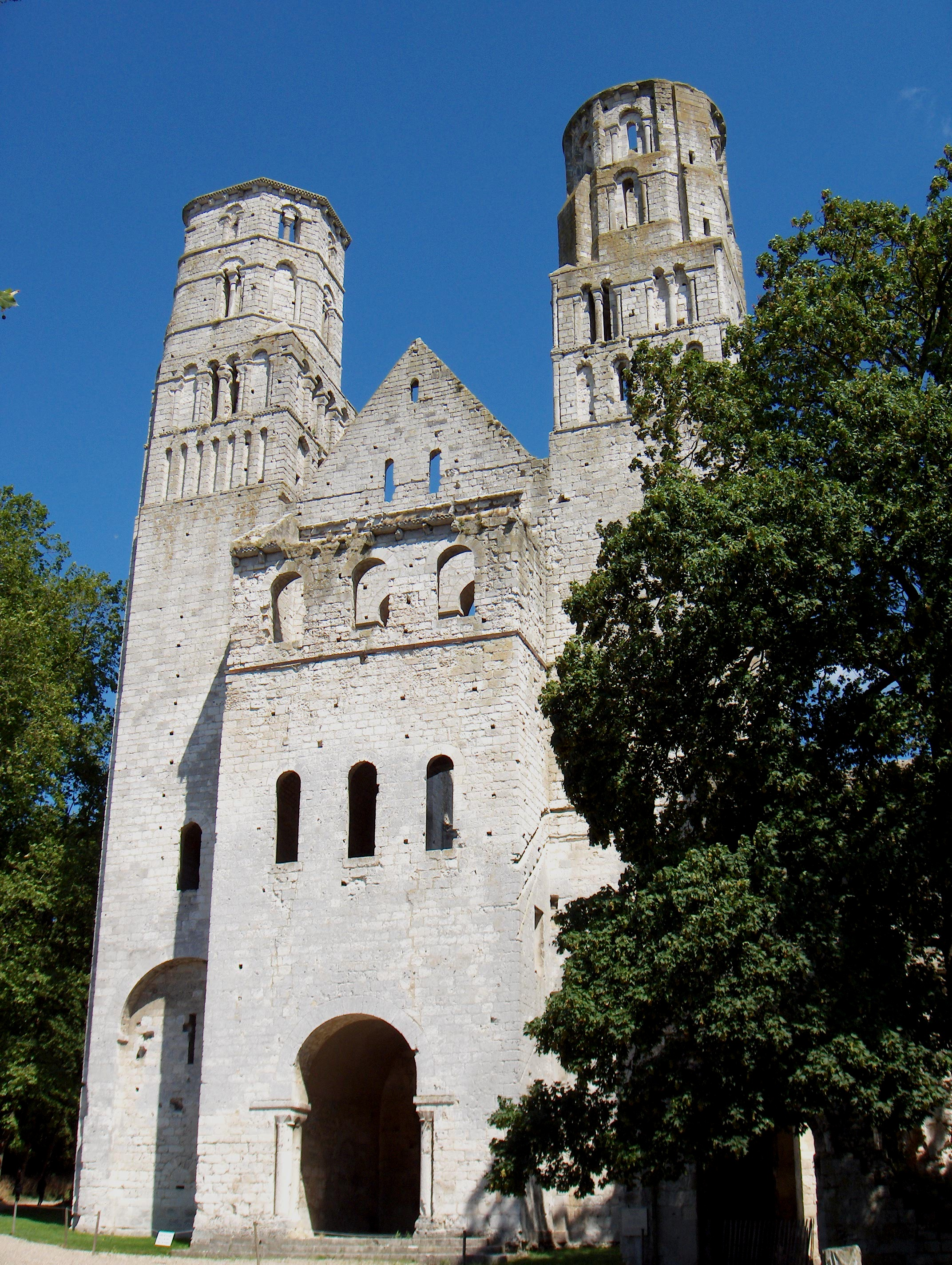
Abadía de Jumièges
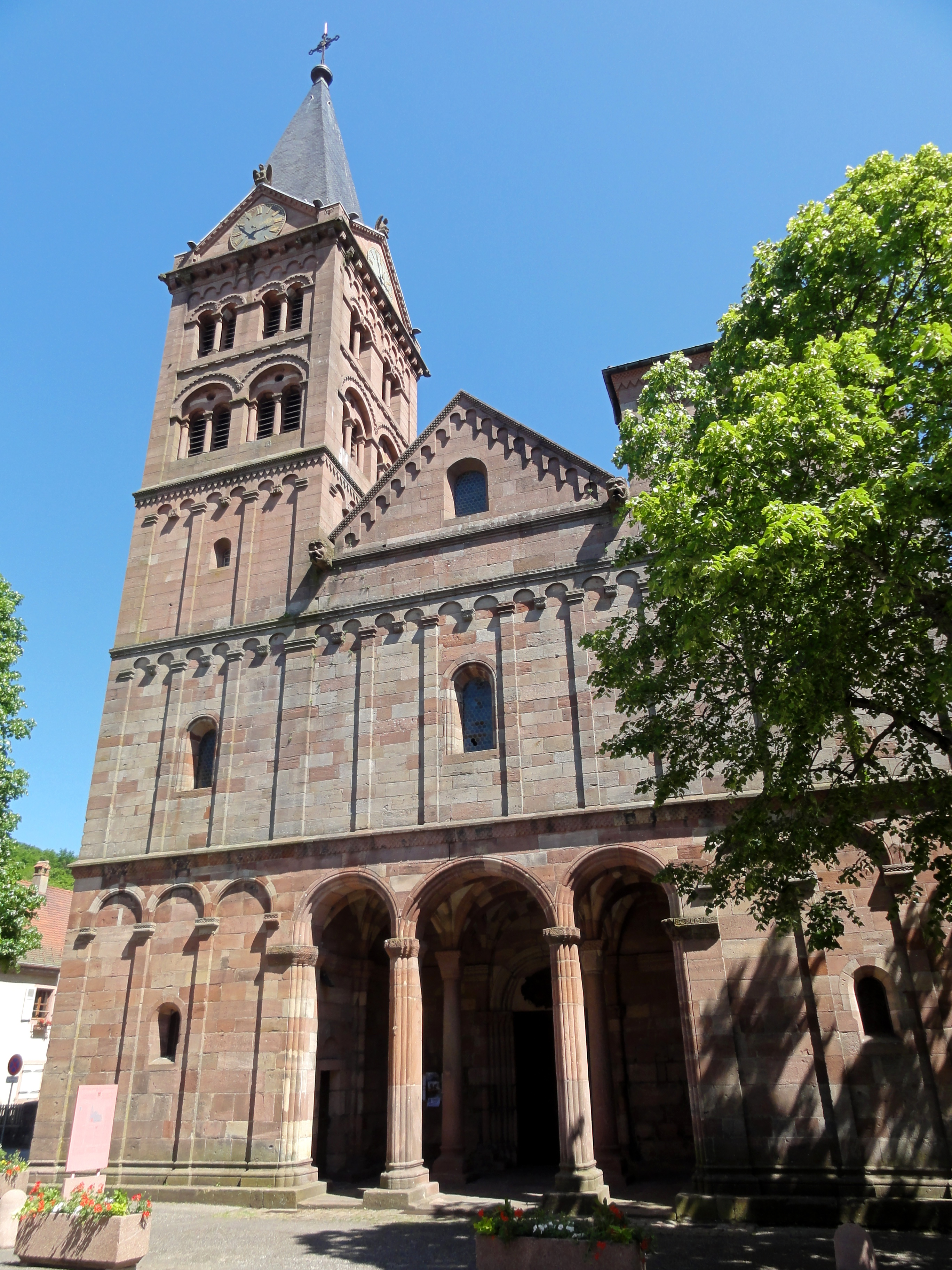
Lautenbach
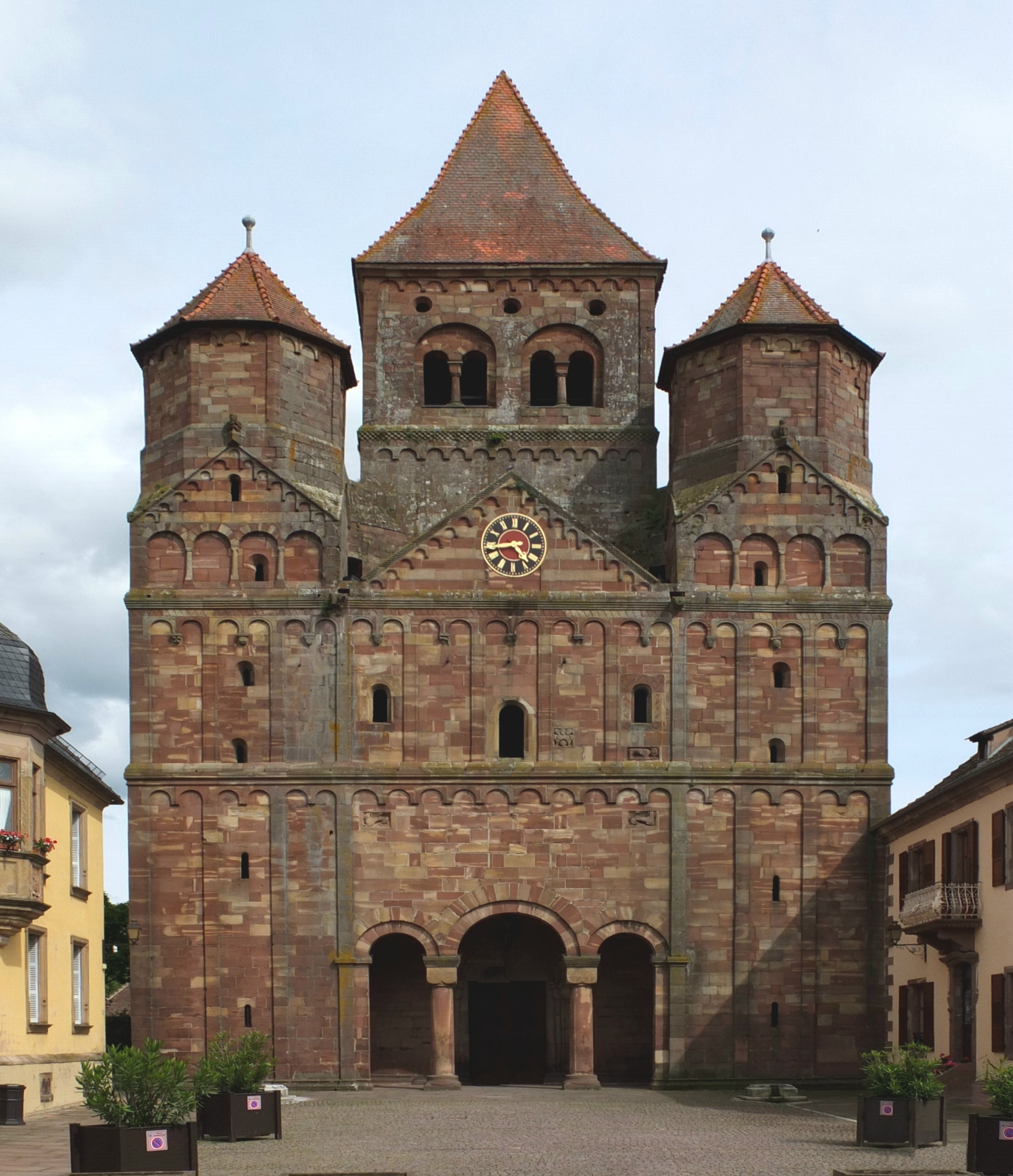
Abadía de Saint-Étienne de Marmoutier
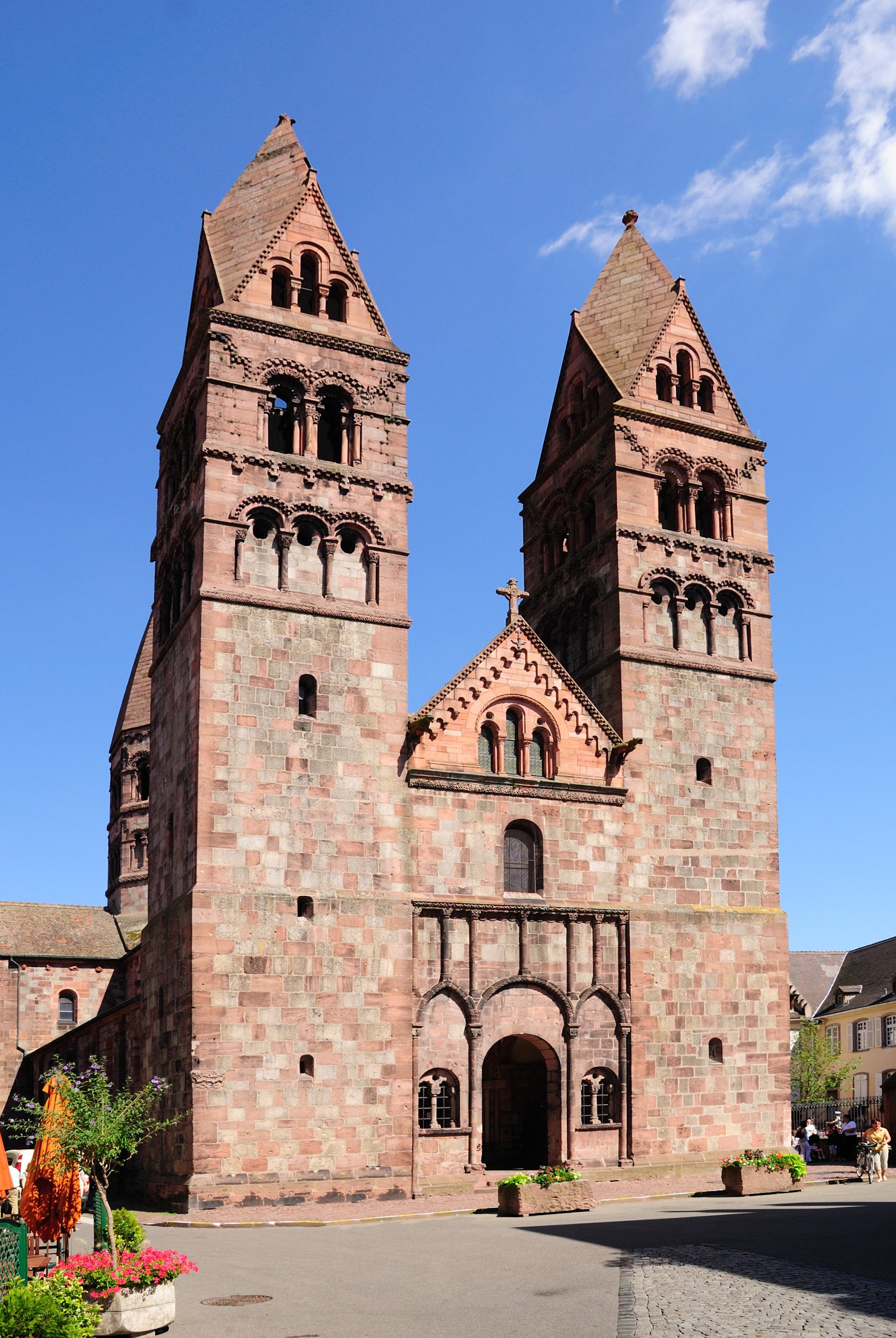
Iglesia Sainte-Foy de Sélestat

### El tiempo de las experiencias

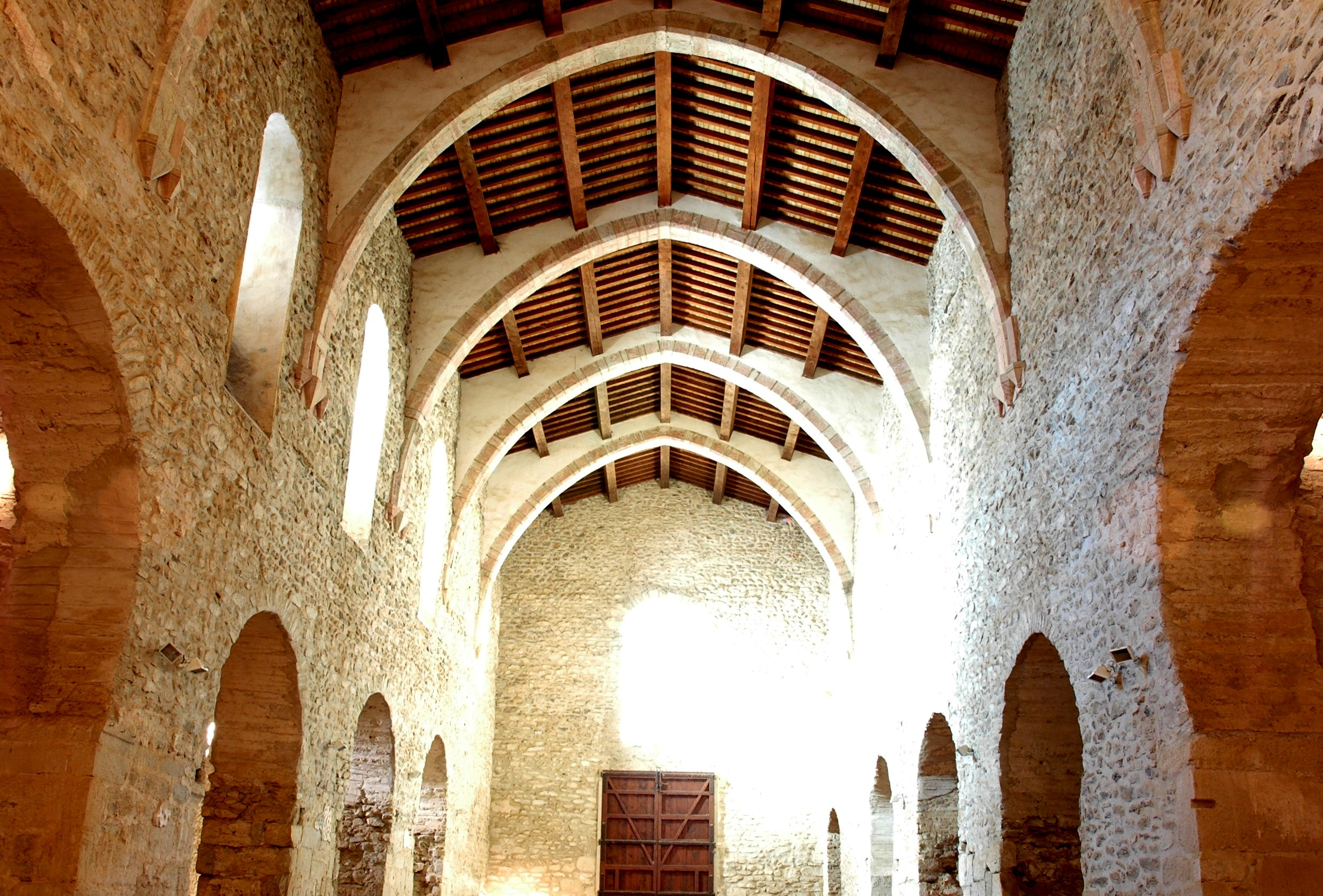
San Miguel de Cuixá, con arcos diafragmáticos

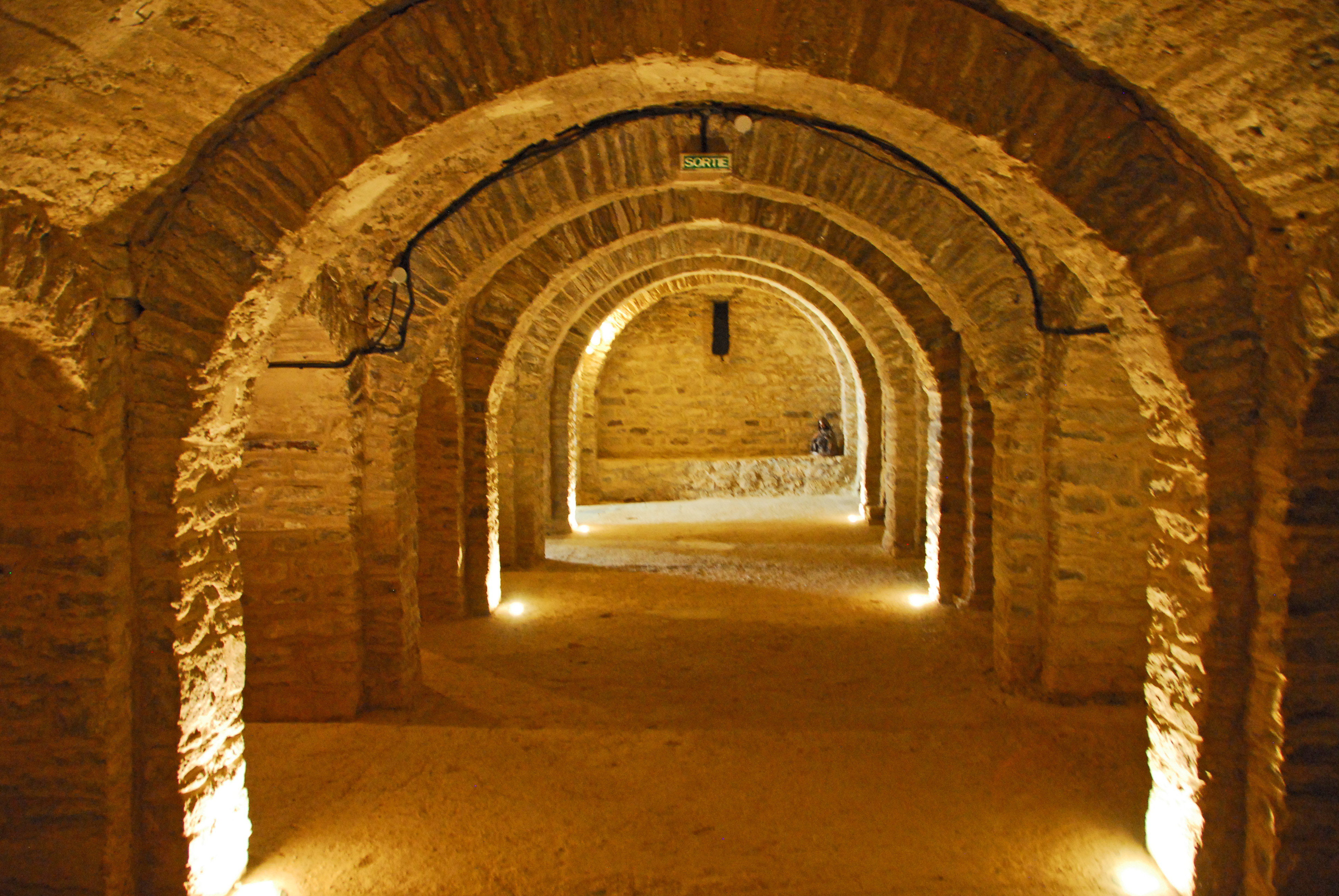
San Martín del Canigó, abovedada con arcos fajones

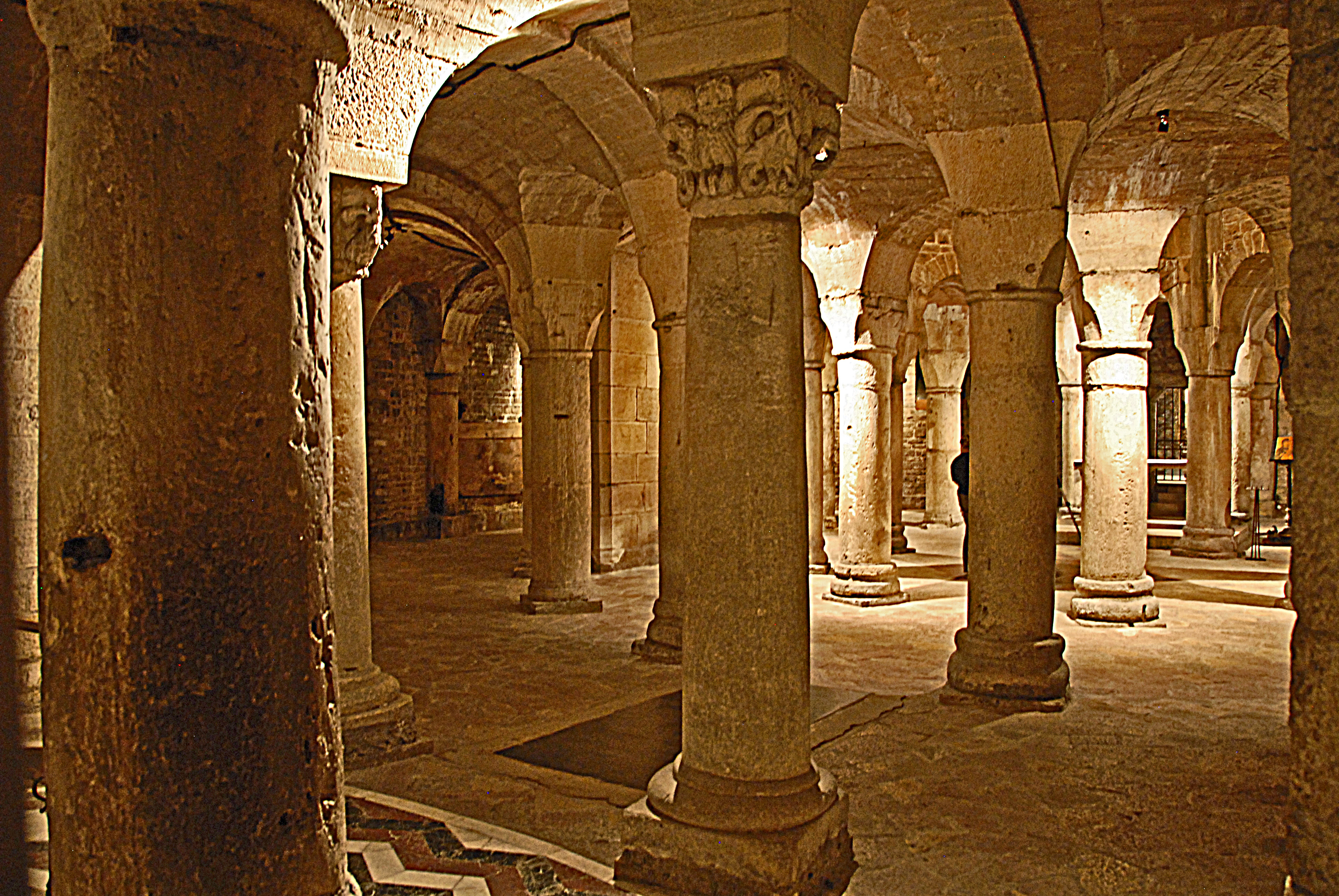
Cripta de San Benigno de Dijon

Desde unas décadas antes del año 1000 —momento del que solo hay vestigios o informes de excavaciones— y hasta el primer cuarto del siglo XI, fue el tiempo de la experimentación. Las evoluciones aparecen en particular en las cabeceras y en los sistemas de abovedamientos, en la nociones de tramo y de ritmo aportados por las columnas adosadas y los pilares compuestos, en el aparejo y la piedra tallada, en el desarrollo de las criptas-salas. A principios del siglo XI, Borgoña, el valle del Loira, Poitou, Auvernia y Cataluña eran las regiones más innovadoras en donde las investigaciones se reservaban para los grandes logros: la catedral de Clermont-Ferrand, las colegiatas Saint-Aignan de Orléans y de Saint-Vorles, en Chatillon-sur-Seine, las iglesias abaciales de San Filiberto de Tournus, de Saint-Bénigne de Dijon, de Cluny II, de San Miguel de Cuixá y de San Martín del Canigó, el priorato conventual de la abadía de Fleury en Perrecy-les-Forges y la iglesia de Saint-Généroux.

#### Las cabeceras
Las necesidades que hacían evolucionar la parte oriental de las iglesias estaban relacionadas con el número de sacerdotes, cada vez más numerosos, y con el encaminamiento de los fieles hacia las reliquias que debía hacerse sin perturbar la liturgia. La primera respuesta consistió en multiplicar las capillas yuxtaponiendo, en ambos lados del ábside axial, absidiolos alineados. Fue la organización adoptada en la abacial de San Miguel de Cuixá, en el Rosellón, una construcción iniciada en 956 y cuyo altar fue consagrado en 975, y en Chatillon-sur-Seine, donde se encuentra la iglesia Saint-Vorles, entre 980 y 1016, con una planta que no resolvió el problema de las circulaciones. La cabecera de capillas escalonadas fue una solución más sofisticada que se encontró a principios del siglo XI en Normandía, en Bernay, y en el priorato de Perrecy-les-Forges, que dependía de la abadía de Fleury, cercana a Orleans.
La respuesta al problema de una circulación independiente de los fieles para acceder a las reliquias pasó por la creación de un deambulatorio alrededor del coro que aislaba las celebraciones en el altar mayor y que permitía distribuir absidiolos radiantes en los que disponer altares secundarios. Si el ejemplo de la catedral de Clermont-Ferrand, que sirvió de modelo para la colegiata Saint-Aignan d'Orléans (1017-1029), no es conocido más que por las excavaciones, su cripta es un esbozo de la de la iglesia de San Filiberto de Tournus consagrada en 1019, cuya cabecera aún se conserva parcialmente. Fue construida sobre una cripta de la misma planta donde el coro y el ábside están rodeados por un deambulatorio que sirve a unas capillas cuadrangulares.
El deambulatorio con capillas radiantes definido en San Filiberto de Tournus no fue cuestionado en la arquitectura románica. Solamente variaron el número y la forma de las capillas, los pasajes visuales entre el deambulatorio, el coro y las capillas o las proporciones de los volúmenes que componen la cabecera.

Ejemplos de cabeceras
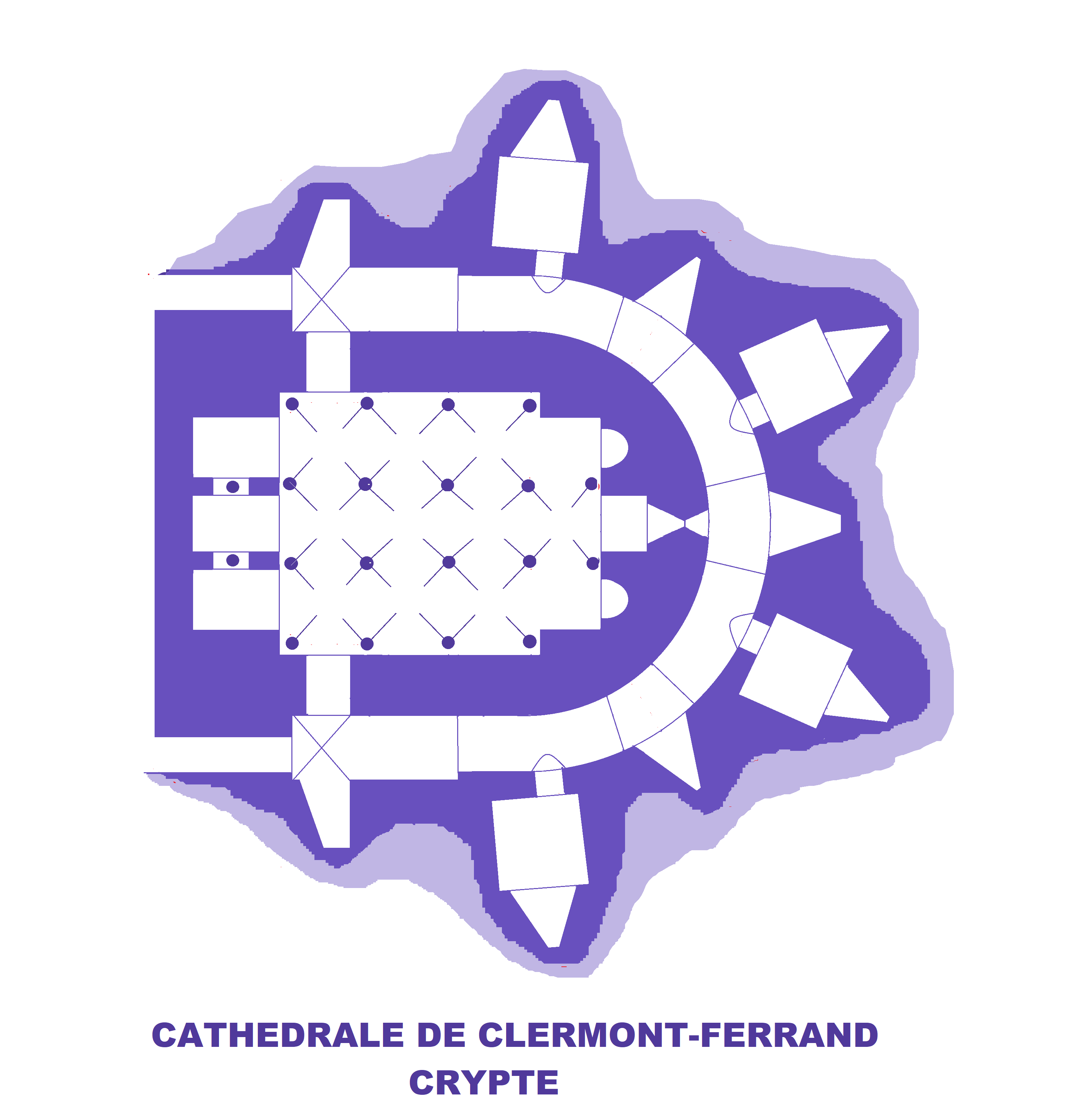
Catedral de Clermont-Ferrand (?-946)
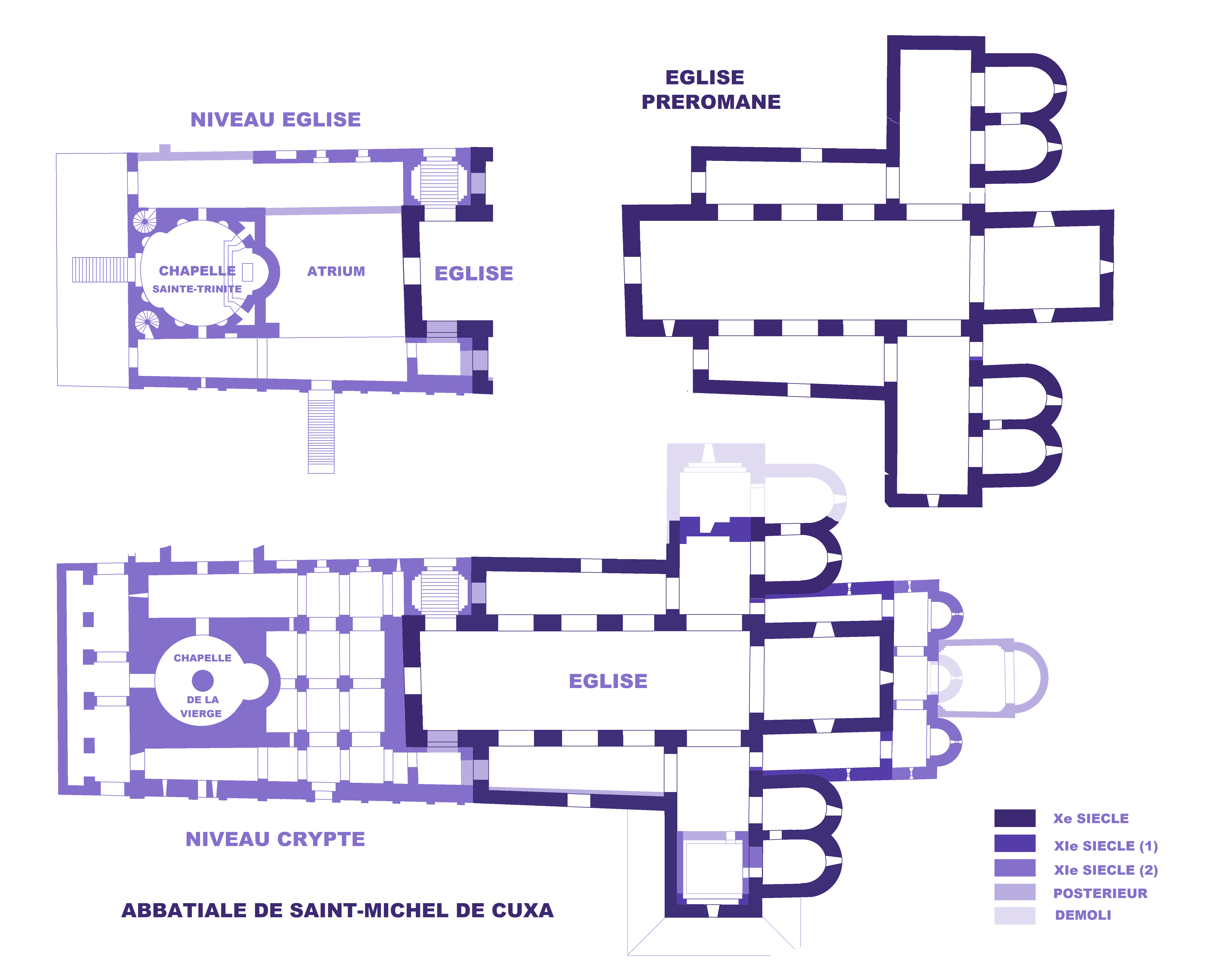
Abadía de San Miguel de Cuixá (956-975)
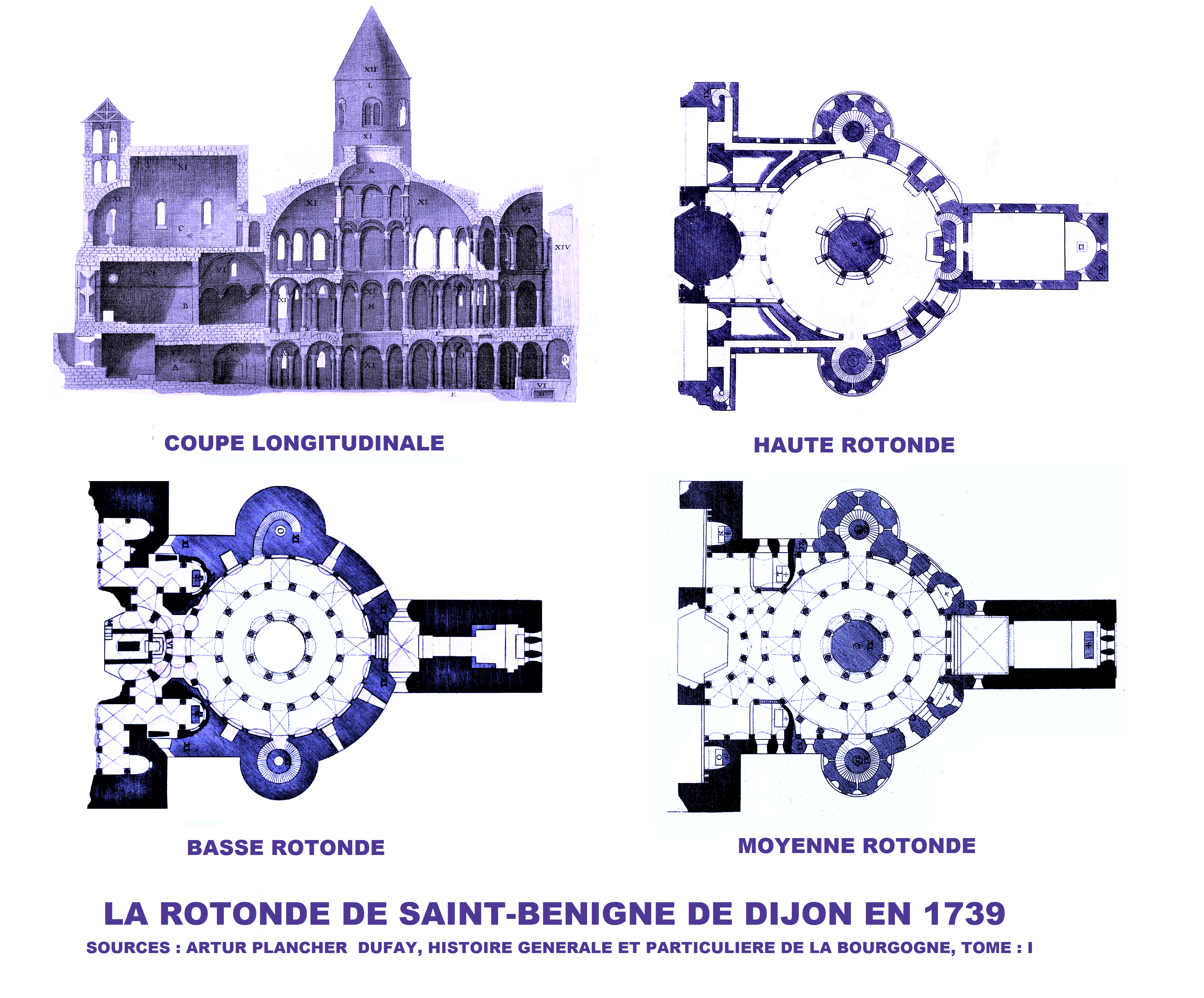
San Benigno de Dijon (1002-1018)
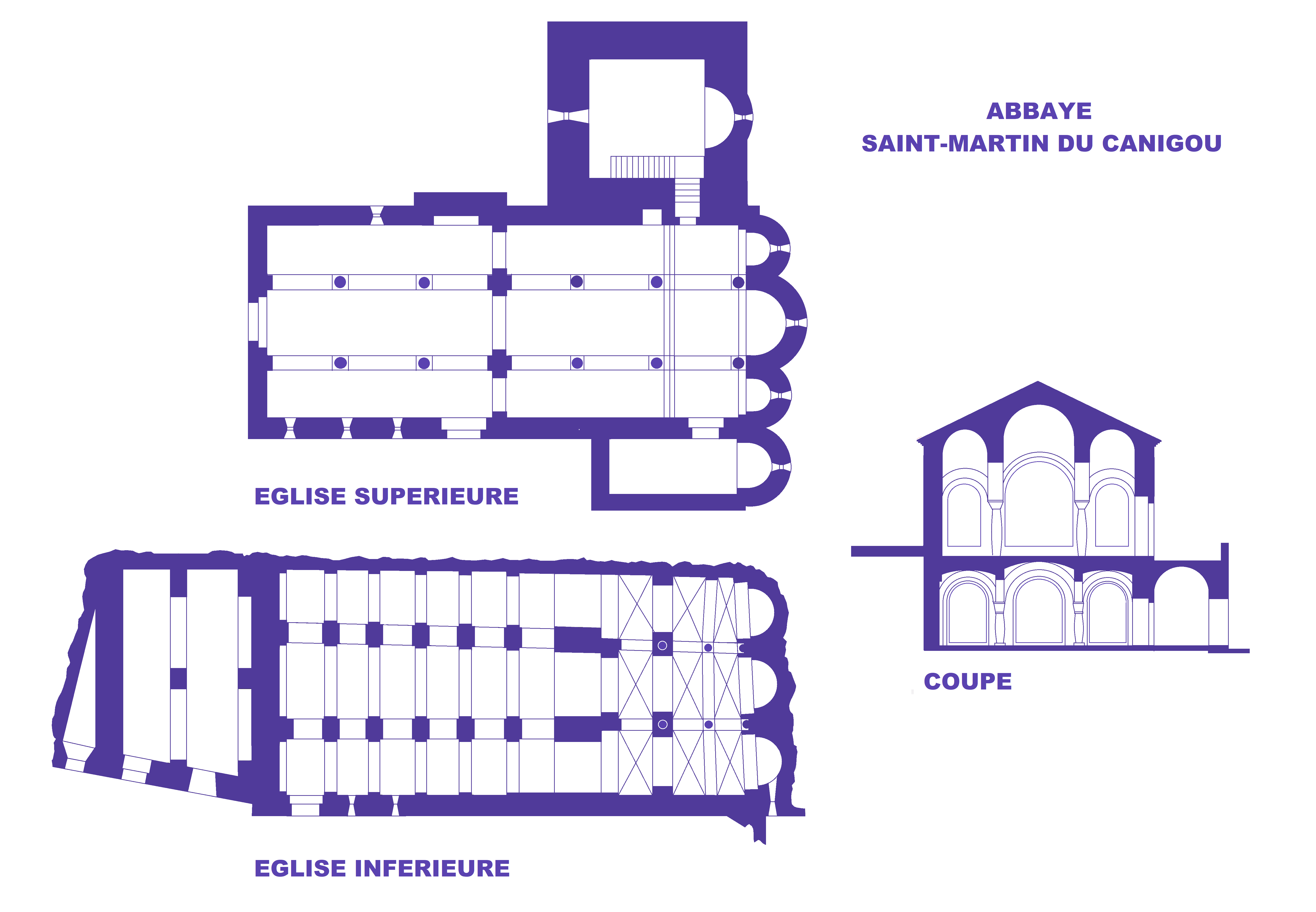
Abadía de San Martín del Canigó (1005-1016)
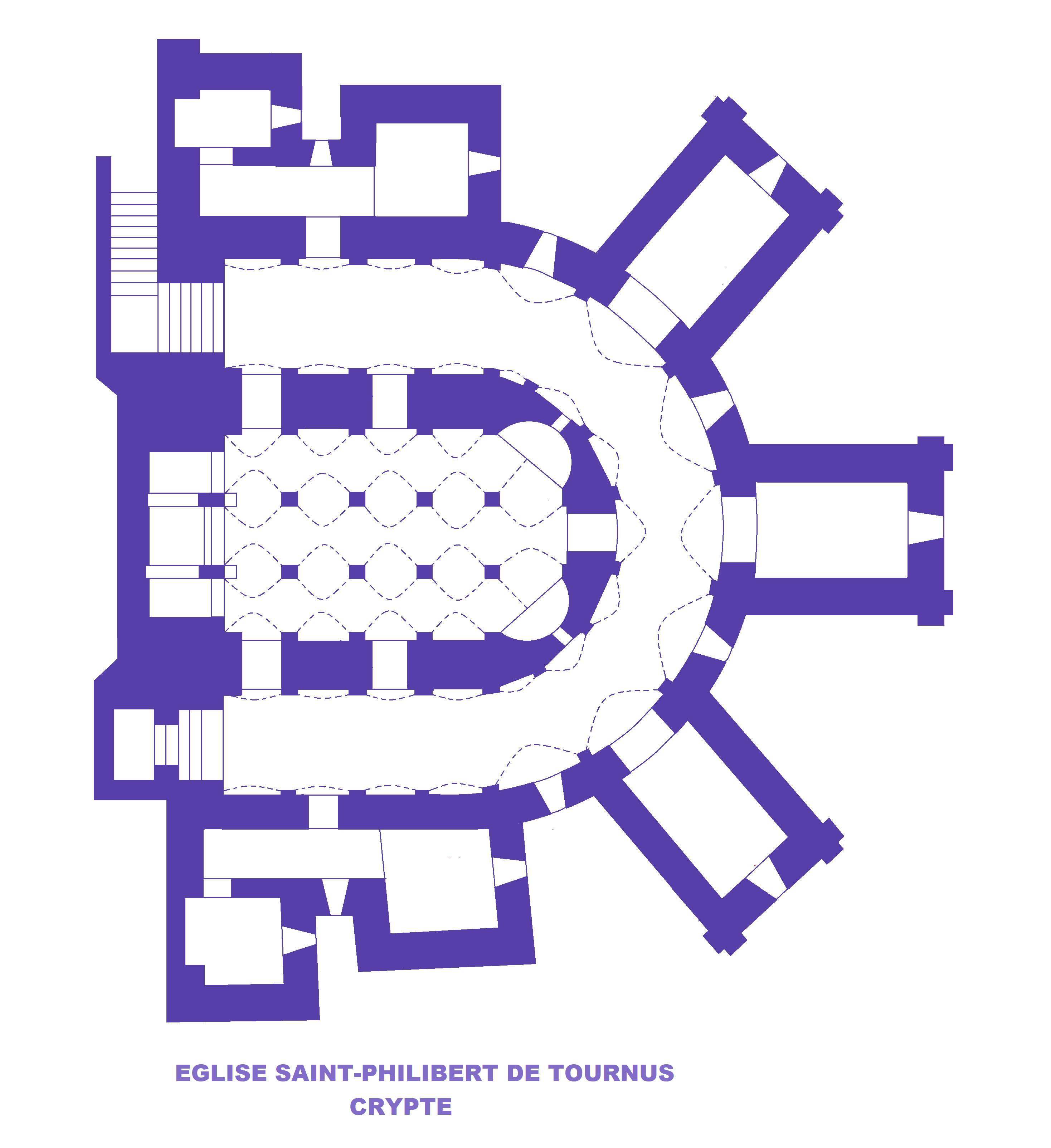
Abadía de San Filiberto de Tournus (1008-1028)
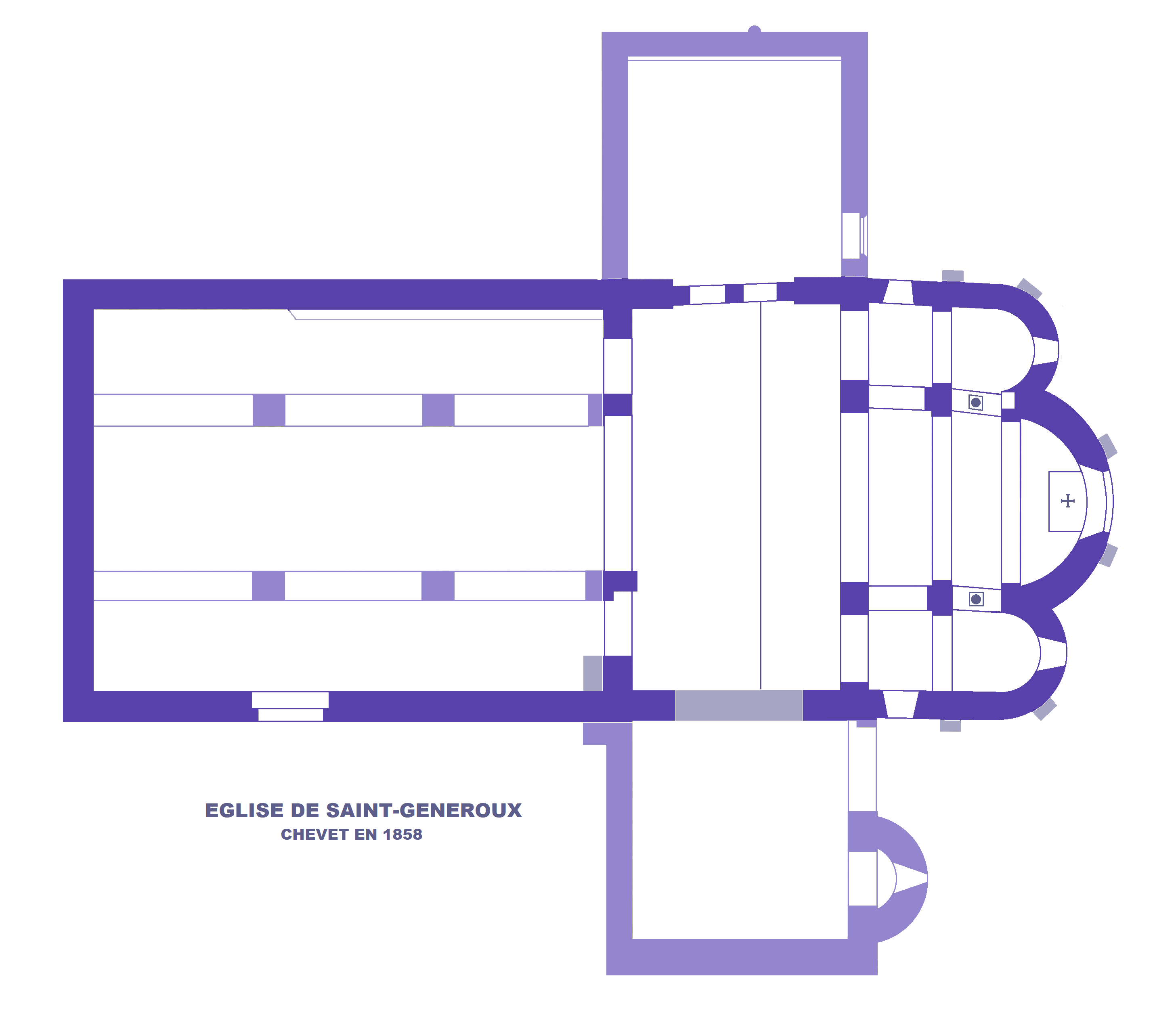
Iglesia de Saint-Généroux (2.º cuarto del s. XI)

#### Los primeros tramos abovedados
En la abadía de San Martín del Canigó donde la exigüidad del sitio impuso la construcción de dos iglesias superpuestas, la iglesia inferior, consagrada en 1009, mantiene en la parte occidental bóvedas de arcos fajones que definen los tramos. Esta iglesia parcialmente subterránea no supera los tres metros de altura con un luz central de 3,10 m de anchura y unas naves laterales de 2,20 m. Su construcción fue objeto de una primera campaña rápida en el Este, entre 997 y 1009, con una estructura de columnas soportando las bóvedas de aristas, una técnica empleada en las criptas, y con tres pequeños ábsides. Las columnas recibieron un refuerzo de mampostería para resolver los problemas de estabilidad, ya que las columnas inferiores sostendrían la iglesia superior, cuya nave principal estaba abovedada en cañón. La segunda campaña de construcción hacia el Oeste muestra el progreso de la arquitectura románica a principios del siglo XI, con el paso de la columna al pilar compuesto. Los seis tramos iguales y yuxtapuestos fueron cubiertos en cañón con arcos fajones sobre pilares cruciformes. Este espacio modular, que se repite tantas veces como tramos haya en el edificio, fue el pensamiento básico de los arquitectos de los siglos XI y XII.

#### Una obra excepcional: San Benigno de Dijon

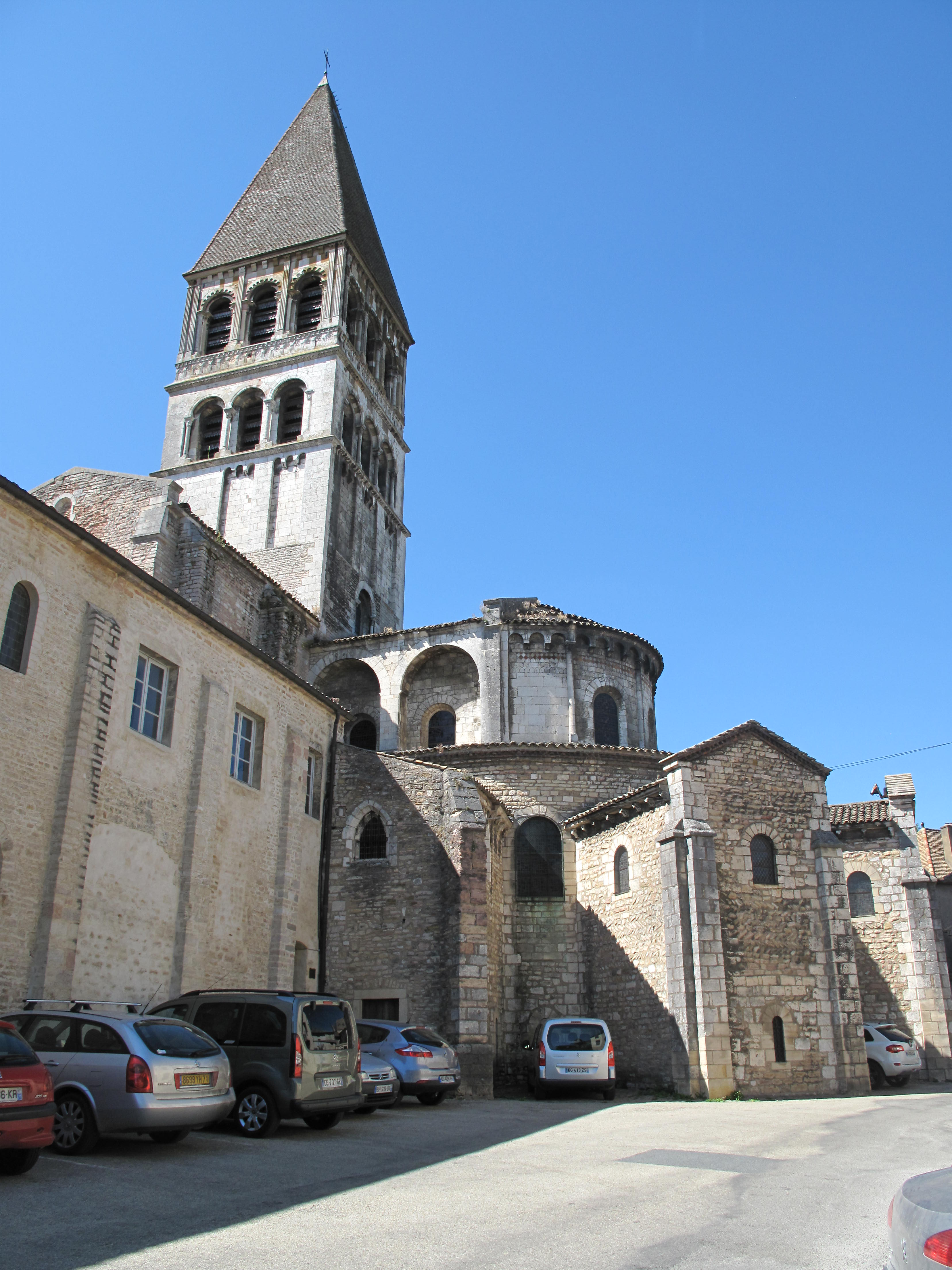
Cabecera de Tournus
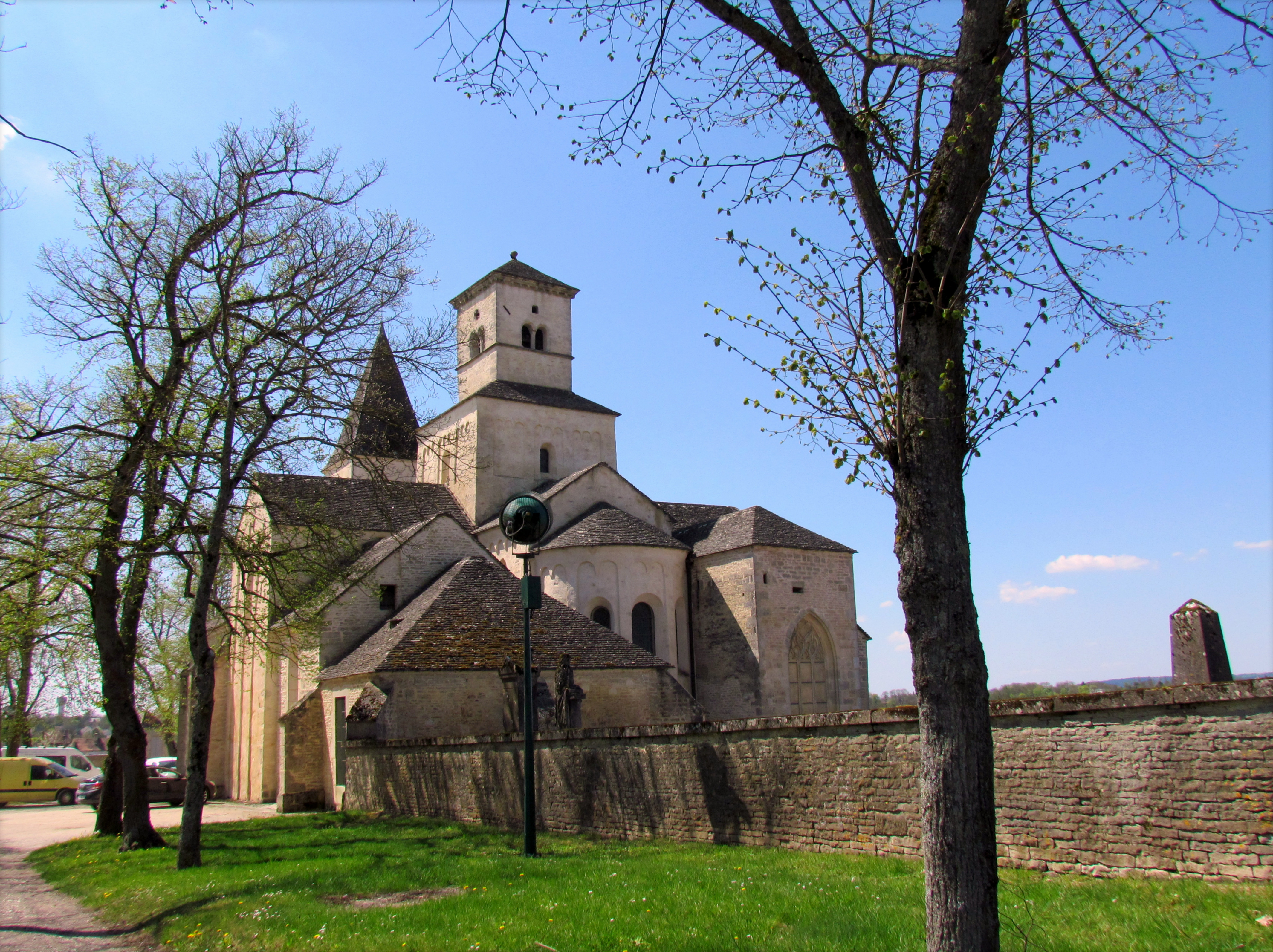
Cabecera de la iglesia Saint-Vorles
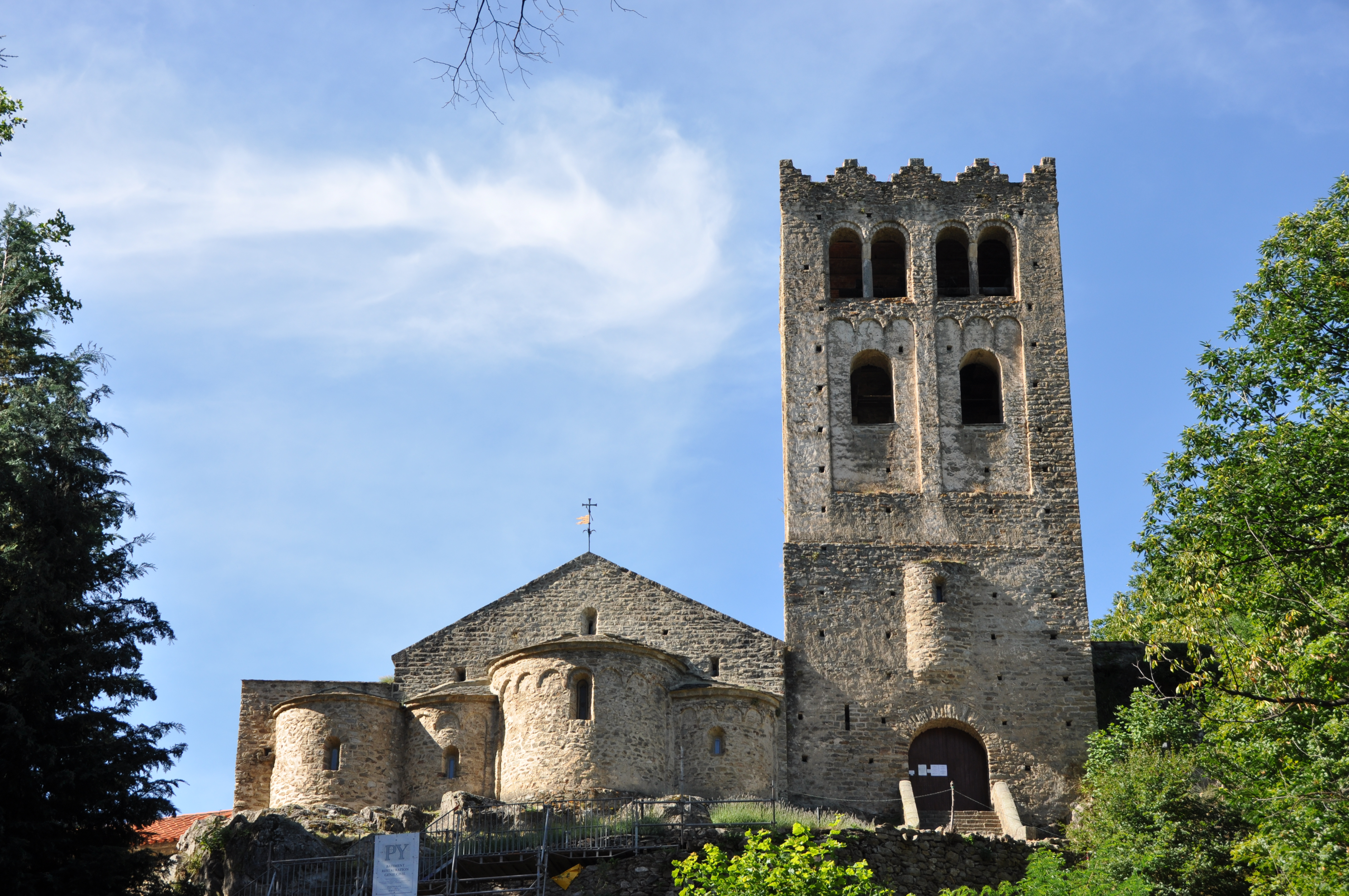
Cabecera de la abadía de San Martín del Canigó
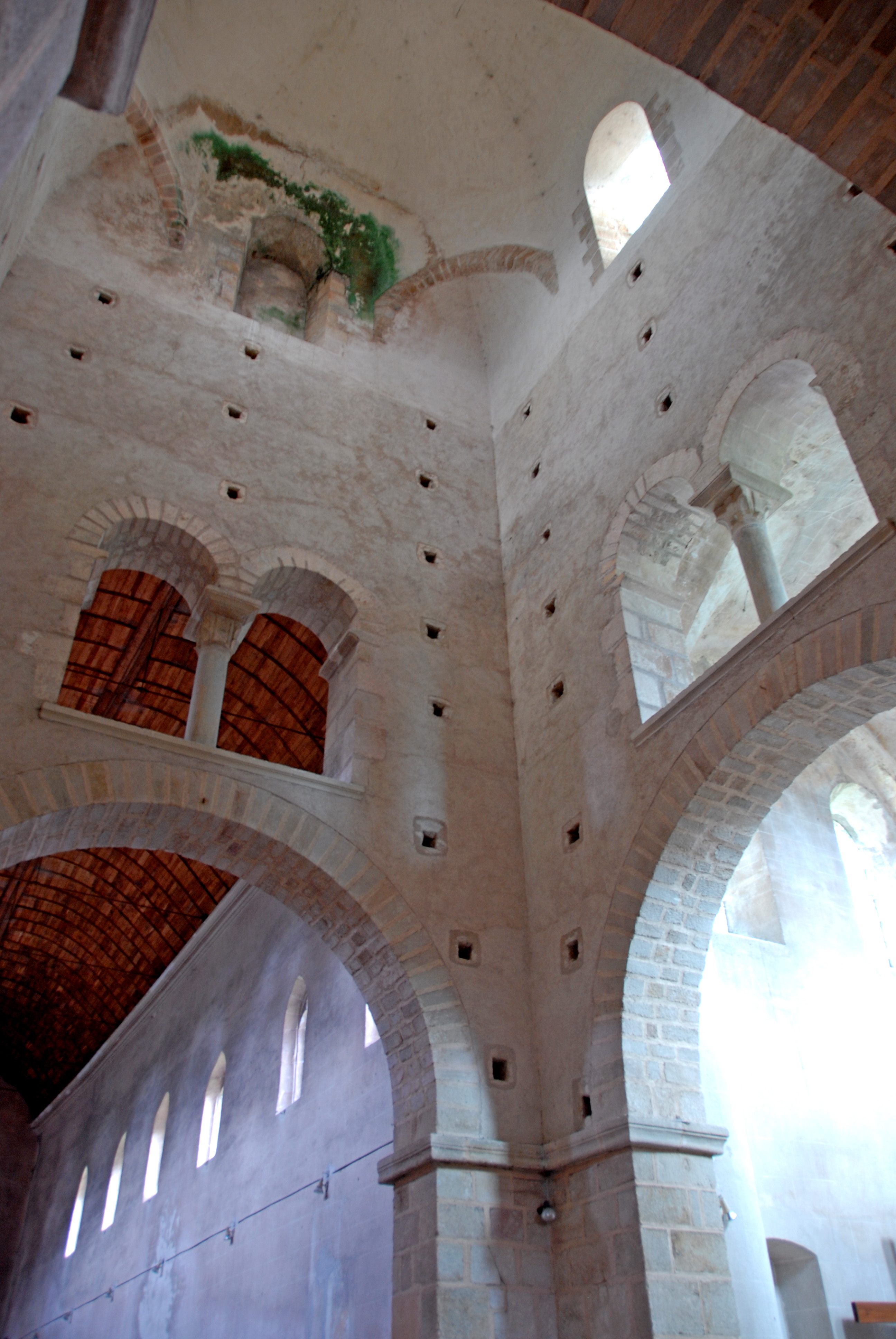
Perrecy-les-Forges
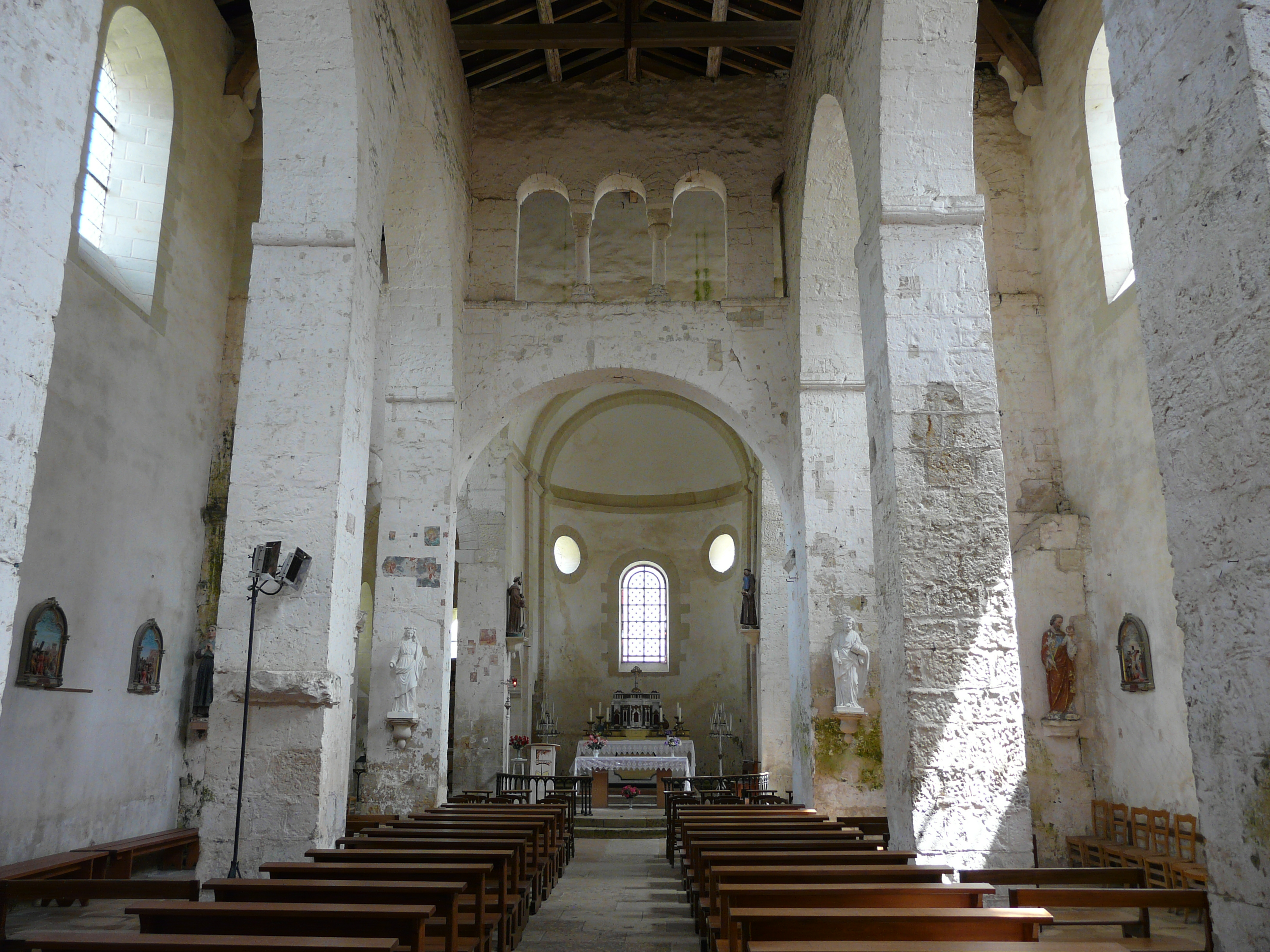
Iglesia de Saint-Généroux

La catedral de San Benigno de Dijon es excepcional por su gran cripta-sala construida entre 1001 y 1009 que se reencontrará en el norte de Italia y en el Sacro Imperio Romano a mediados del siglo XI. Esta rotonda oriental, que recuerda a los mausoleos paleocristianos, tiene tres niveles abovedados conectados por escaleras dispuestas en unas torrecillas laterales. Un pozo de luz central ilumina los diferentes niveles y está rodeado por dos filas de columnas dispuestas en hemiciclos.

#### El primer arte románico meridional

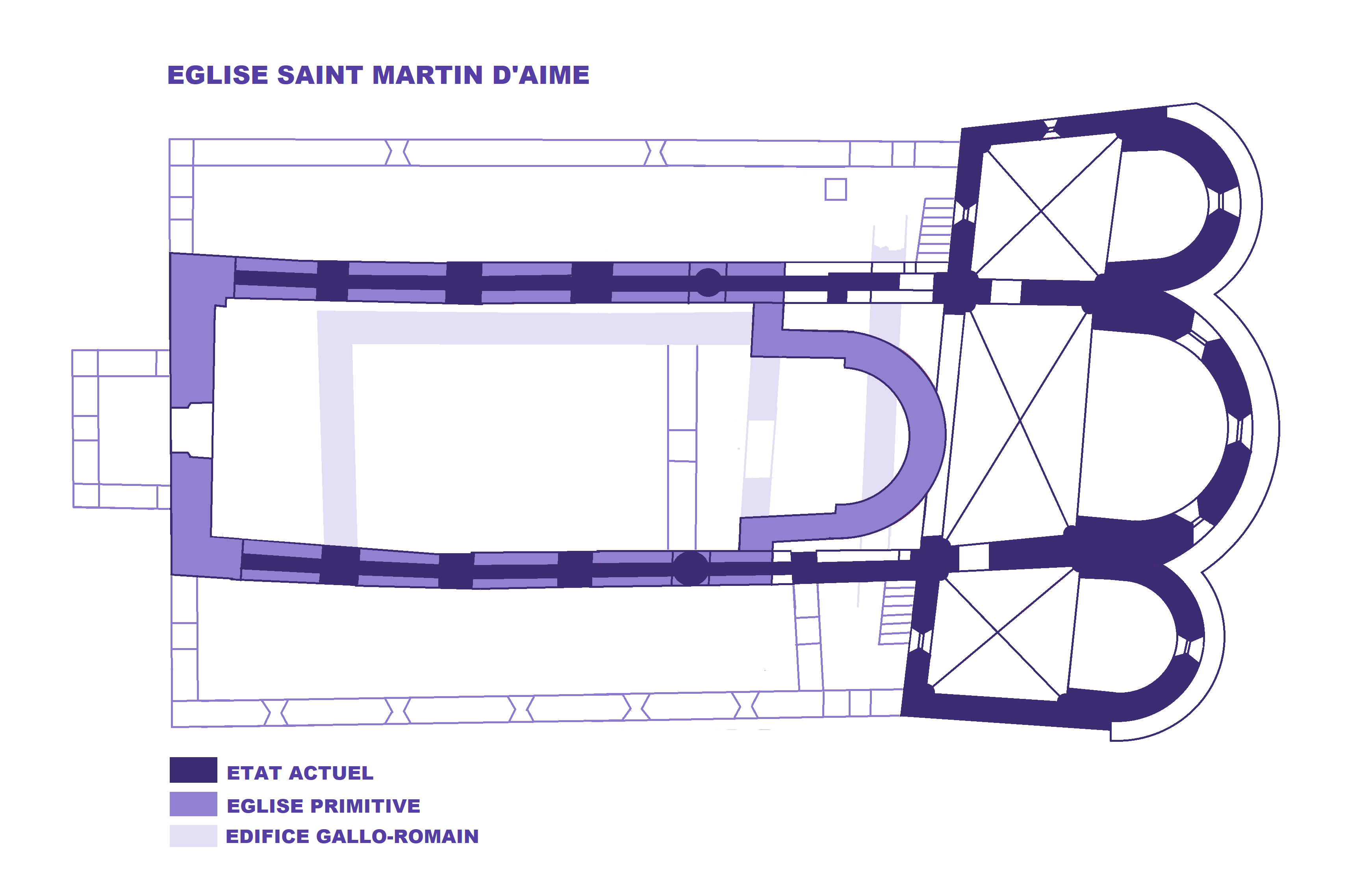
Basílica de San Martín de Aime

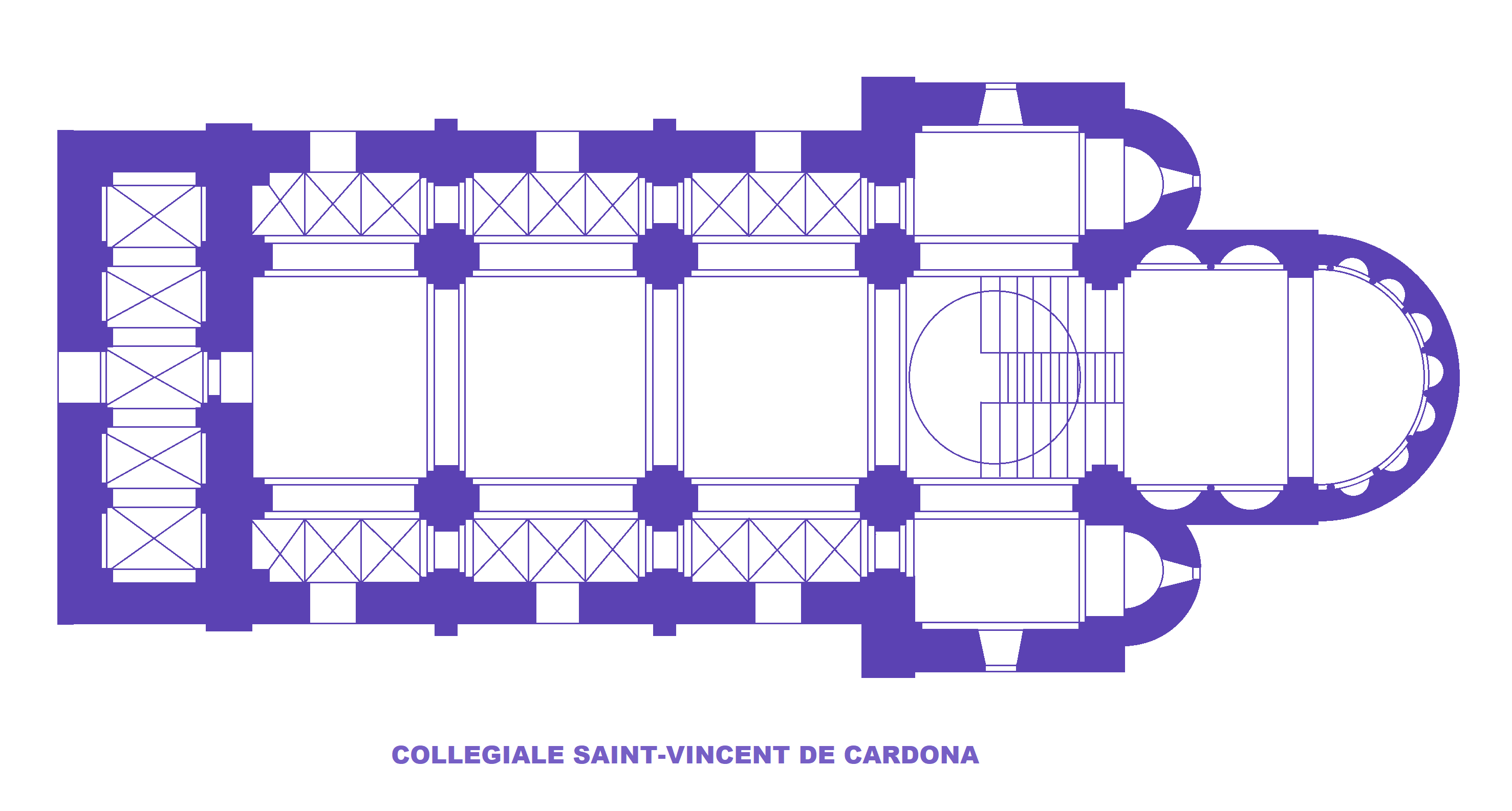
Colegiata de San Vicente de Cardona (1029-1040)

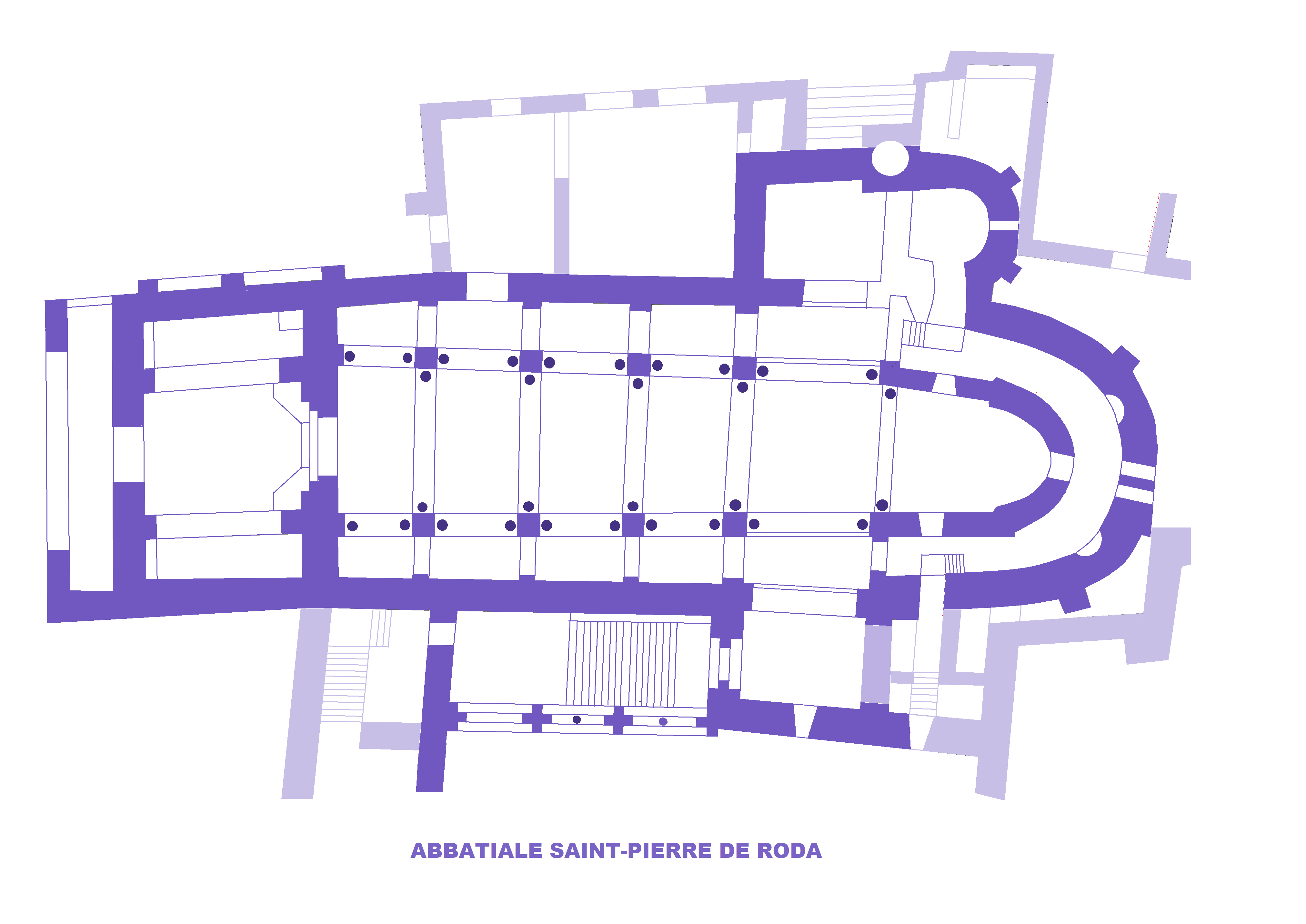
Monasterio de Sant Pere de Rodes (878-1022)

El primer arte románico meridional nace en el norte de Italia y en la mitad oriental de los Pirineos al final del siglo X y principios del XI. Se desarrolló rápidamente después del año 1000, probablemente gracias a los maestros lombardos. Desde Italia, ganó el valle del Ródano y la Borgoña. El límite norte parece ser la iglesia de Saint-Vorles de Chatillon-sur-Seine, donde favoreció el paso de la arquitectura otoniana al románico, pero debió competir con las fuertes tradiciones carolingias.
En el último tercio del siglo XI, en el sur de Europa, se podía reconocer un edificio del primer románico meridional por su aspecto exterior, hecho de pequeñas piedras partidas con martillo y dispuestas con esmero. Este estilo provendría de Italia y es probable que quisiera imitar a las construcciones de ladrillos. Los maestros albañiles que impusieron su técnica de construcción en Cataluña eliminaron la presencia de piedras talladas de la arquitectura local.
Este arte estaba marcado por su decoración de bandas lombardas, formadas por festones de pequeños arcos que resaltaban la altura de los muros, y encuadradas con lesenas o pilastras. Entre dos lesenas, el número de arcos era variable y podía llegar hasta formar frisos continuos. Esta decoración pasó de los ábsides hasta los muros acanalados de las naves, a los muros de los campanarios y a las fachadas para organizar la composición. Esas bandas lombardas se originaron en la arquitectura paleocristiana y en el arte prerrománico, en Rávena y en la llanura del Po. La arquitectura románica adoptó este motivo arquitectónico del siglo IV dándole un papel decorativo. Menos frecuentes que las bandas lombardas, se disponían pequeños nichos, presentes en Italia a principios del siglo XI, relacionados o no con la decoración de bandas lombardas. Este primer arte románico meridional de tradición mediterránea fue beneficiario de las contribuciones antiguas y bizantinas, incluidas las de un Oriente más lejano.
La planta de las iglesias es de lo más tradicional y retoma las de las basílicas de Rávena. Para satisfacer las nuevas demandas de la liturgia, los arquitectos minimizan la longitud y altura de los transeptos, pero se aplican a cubrir con bóvedas todas las partes de los edificios para protegerlas del fuego y, gracias a la reverberación de las bóvedas, crear una atmósfera milagrosa.
La construcción de bóvedas en todo el edificio entrañó una profunda mutación estética porque el apoyo de las bóvedas organizadas en crujías yuxtapuestas generaba una arquitectura articulada. El primer arte meridional desarrolló un tipo original de cripta, una sala con columnas, baja y abovedada con aristas, en el mismo plano que la cabecera. Las primeras criptas articuladas con el coro aparecen en Lombardía alrededor del año 1000, en la basílica de San Vicente de Galliano, en San Vincenzo en Prato de Milán, en San Pietro de Agriate, y luego se desarrollaron en el Piamonte, en Savoya en la Saint-Martin d'Aime, al igual que en Suiza en Amsoldingen y en Spiez, en Cataluña y en el Rosellón, y en el valle de Ródano, en la abacial de Sainte-Marie de Cruas.
Si bien la torre octogonal sobre cúpula elevada en el crucero del transepto permitió un escalonamiento armonioso de los volúmenes de la cabecera, como en Santa María de Ripoll o en San Vicente de Cardona (1029-1040), lo que caracterizó mejor esta arquitectura, fue el campanario. En el plano litúrgico, recibían capillas a menudo dedicadas al arcángel San Miguel que permitían elevar la plegaria, y disponer las campanas para la llamada al oficio divino, pero también constituían un espacio de decoración donde se usaba todo el repertorio del primer románico meridional. En San Miguel de Cuixá y en la abadía de Fruttuaria, una lesena central cruza los paneles para acentuar la verticalidad. La planta circular de Rávena se difundió en Italia central, pero la planta cuadrada utilizada en Milán y en su región fue ampliamente preferida por su aspecto masivo. El triunfo del primer arte románico meridional pasa por obras verdaderamente originales y prometedoras, como el monasterio de San Pedro de Roda (878-1022).

Románico meridional temprano
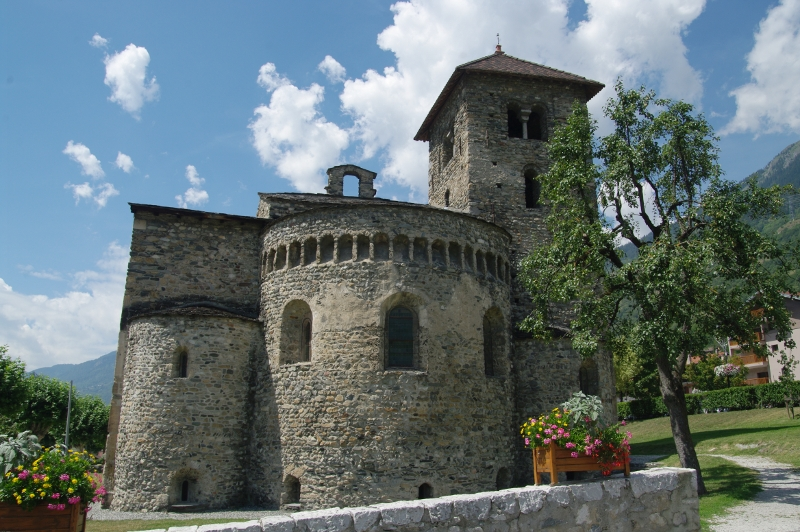
Basílica de San Martín de Aime
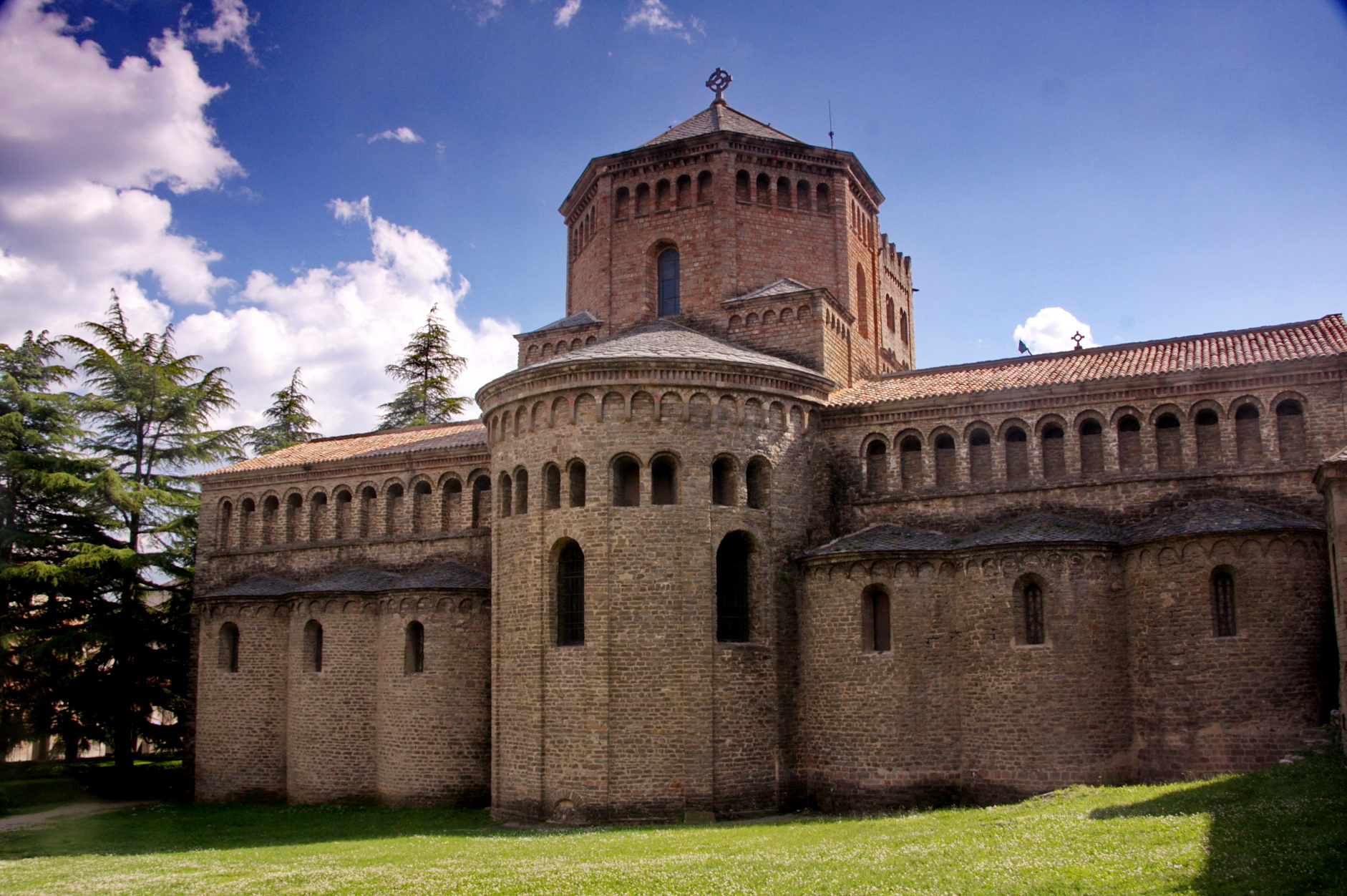
Cabecera con torre octogonal del monasterio de Ripoll (880-888, ampliado en campañas consagradas en 935, 977 y 1032)
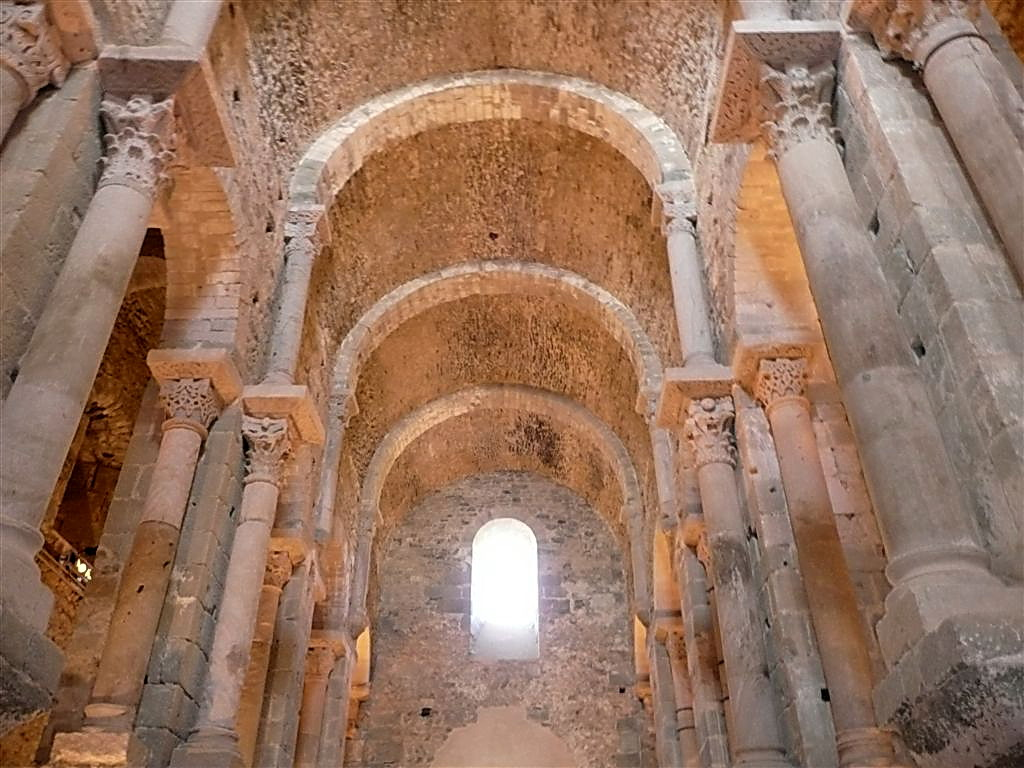
Nave del monasterio de San Pedro de Roda (878-1022)
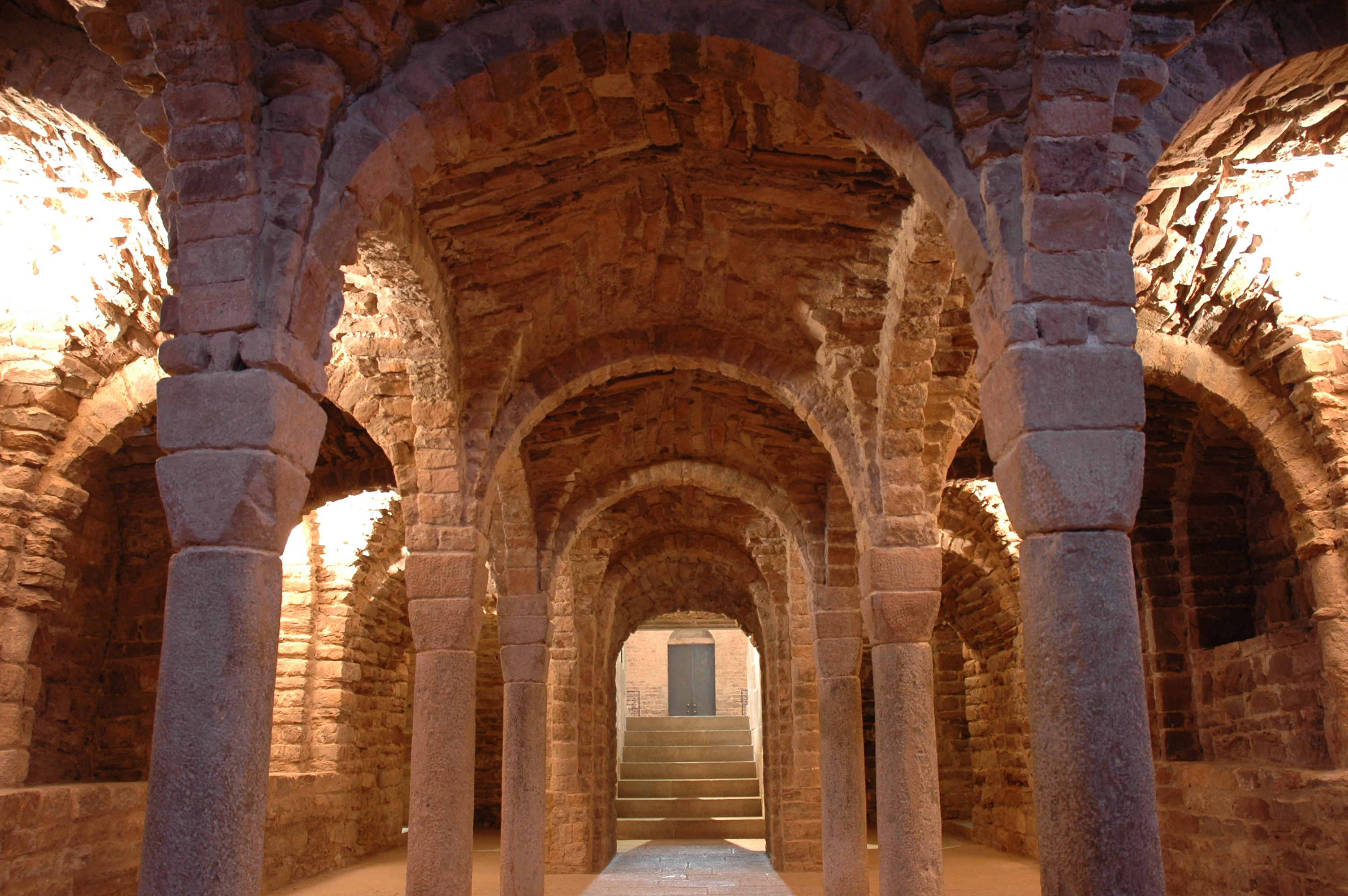
Cripta de la colegiata de Cardona (1029-1040)

### Las creaciones fundamentales, 1020-1060
En el segundo cuarto del siglo XI, las fábricas en construcción se multiplicaron por el impulso de los señores que dotaron a los monasterios y a monjes que crearon nuevo prioratos e iglesias rurales. En Provenza y en el Languedoc se levantaron edificios interesantes. Esa fuerte actividad permitió a los arquitectos adquirir una cierta maestría y crear un vocabulario de formas que contribuiran a definir y difundir la arquitectura románica.
Las cabeceras

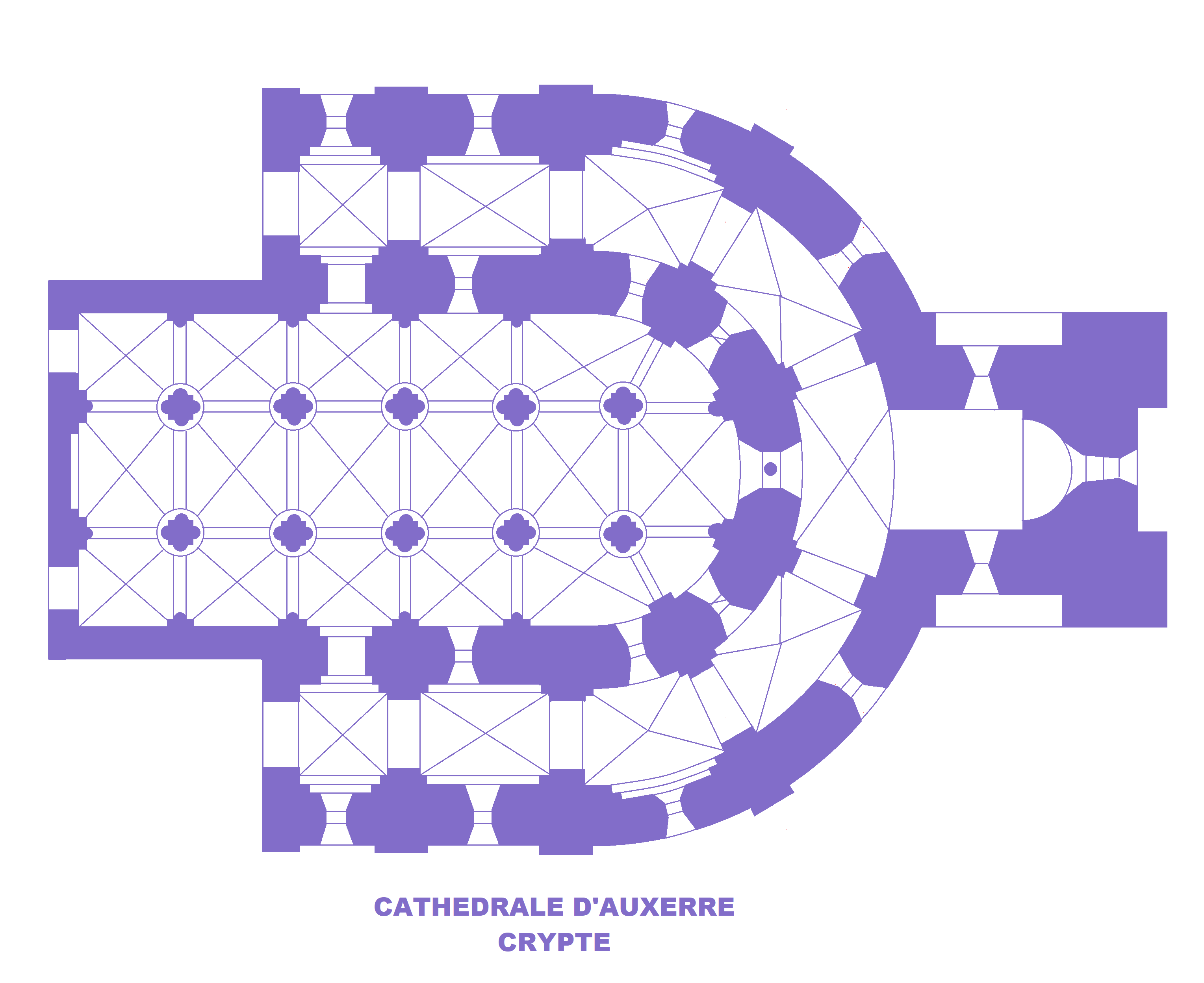
Cripta de Auxerre

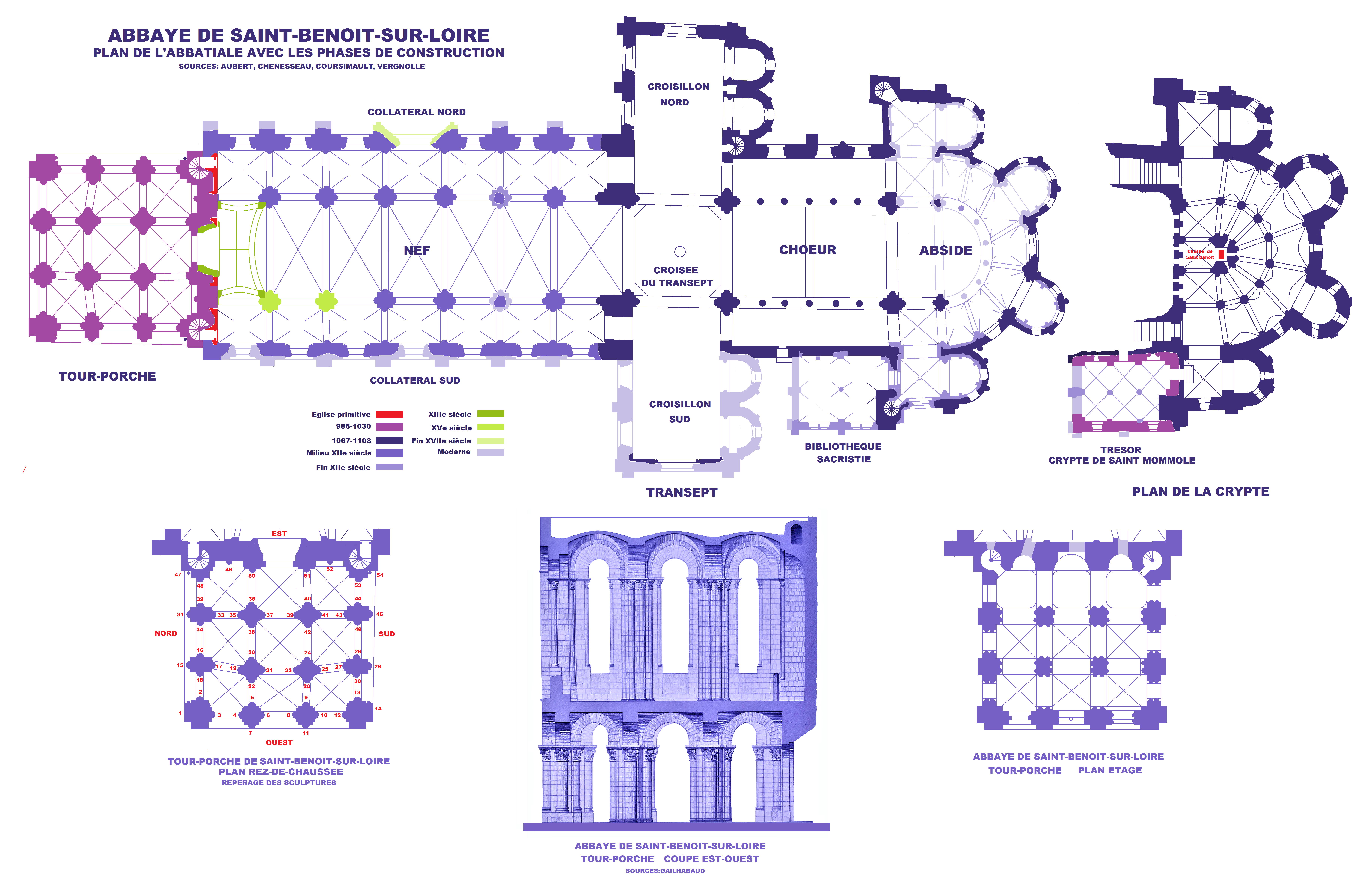
Saint-Benoît-sur-Loire

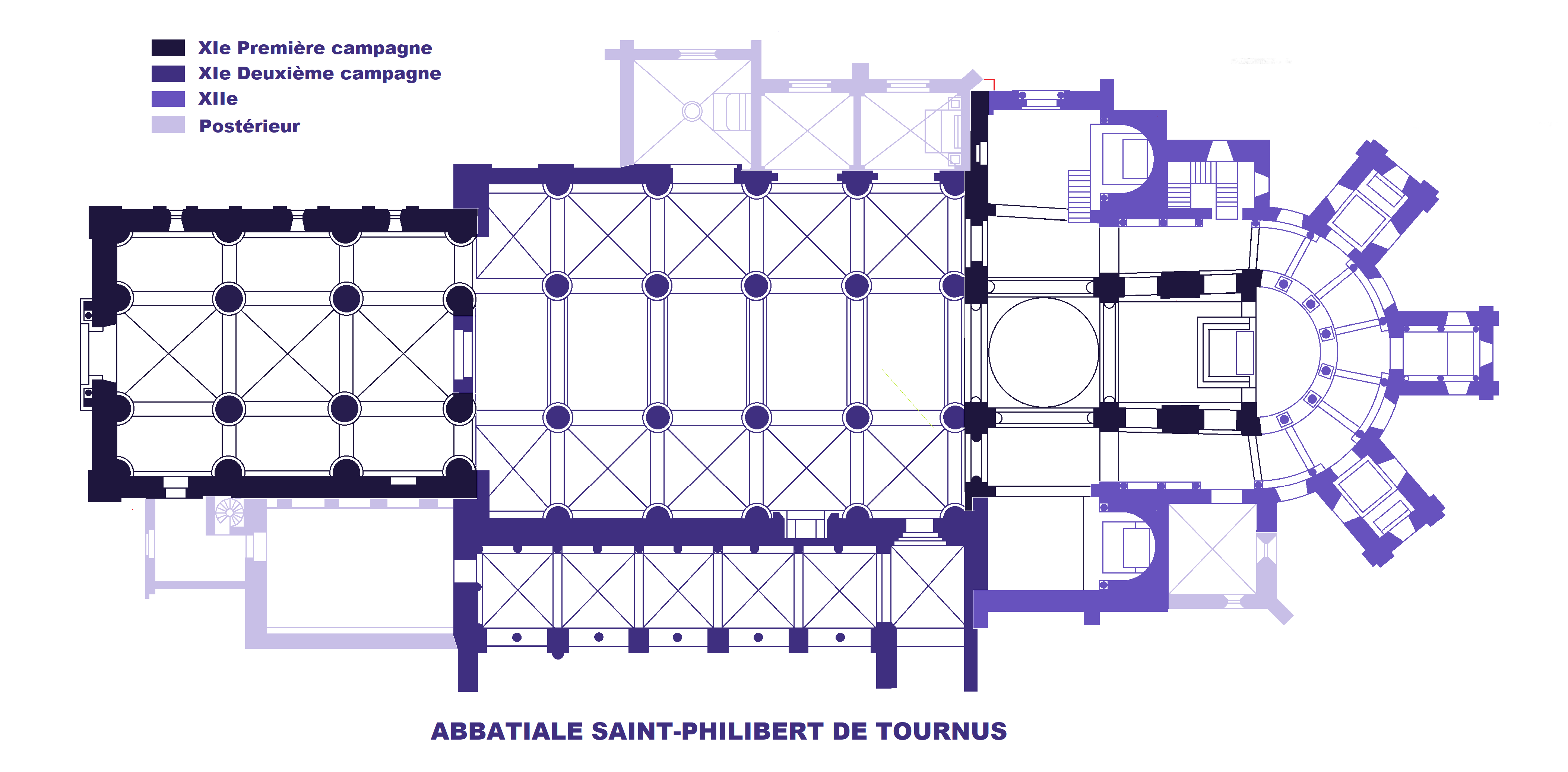
Abadía de San Filiberto de Tournus

La evolución de las cabeceras pasó por un aumento de las aberturas dispuestas entre el coro, el deambulatorio y las capillas, que aportó una cierta ligereza a los paramentos. También se buscaba una mejor armonía de los volúmenes exteriores mediante la superposición modulada de los elementos.
Los tramos
El tramo-célula, tan importante en la arquitectura románica, ya estaba perfectamente definido en la cripta de la catedral Saint-Etienne de Auxerre, fechada entre 1023 y 1035. El pilar compuesto también había reemplazado a la columna. El núcleo cuadrado recibe las entregas de las aristas de las bóvedas y las columnas soportan las grandes arcadas y los arcos fajones que reciben un arco toral en la parte central de sala.
 Las fachadas occidentales 
Después de las cabeceras, los arquitectos se interesaron en las fachadas occidentales de las iglesias. En la abadía de Saint-Benoît-sur-Loire, el abad Gauzlin, hermanastro del rey Roberto el Piadoso, construyó una torre-pórtico capaz de servir de modèle à toute la Gaule. De factura tradicional pero ambiciosa, esta torre-porche está construida sobre una planta casi cuadrada con lados de unos 16 m, con una superficie de 260 m² en dos plantas. La planta baja tiene una altura de 6,60 m y la planta de piso de 10,35 m.
La planta baja está abierta en tres de sus lados por triples arcadas —siendo la del medio más ancha que las otras dos— y permanece cerrada al este por el propio muro de la nave. Estas arcadas de medio punto con dobles resaltos descansan sobre pilares rectangulares, en el norte y el sur, y cruciformes, en el oeste. Están reforzados con una media columna en cada lado y por poderosos contrafuertes en los pilares de los dos ángulos. Al este, las columnas están soportadas por grandes resaltos con el espesor suficiente para disponer en ellos escaleras de caracol. A cada lado de la puerta central, se conectaron arcos de medio punto de 6,10 m de altura. El porche está dividido en nueve tramos cubiertos con bóvedas de aristas en bloques separados por anchos arcos fajones de medio punto.
La planta de piso reproduce las divisiones de la planta baja. Los pilares están reunidos por anchos fajones de medio punto que soportan las bóvedas de aristas, excepto las orientales, las que tocan el muro de la nave, que tienen forma de cúpula. En ese muro oriental tres nichos de 8,80 m de arco de medio punto están cubiertos en bóveda de horno. Probablemente, albergaron altares, el del medio dedicado al arcángel san Miguel de acuerdo con la costumbre de las dedicatorias de las salas o capillas altas.
En la abadía de San Filiberto de Tournus, la galilea construida alrededor de 1035-1040 es el primer testimonio de este tipo. Es parte de la suite de macizos de fachada carolingios con un santuario a menudo dedicado a san Miguel sobre una sala baja. La planta basilical tiene 20,0 m de largo por 17,0 m de ancho, en dos niveles, con una nave central de tres tramos y naves laterales. En la planta baja, la nave central está abovedada con aristas y las laterales con bóvedas de cañón transversales; y en el piso superior, la nave central tiene una altura de 12,50 m y se abovedó en cañón y se estabilizó a cada lado mediante bóvedas de medio cañón.

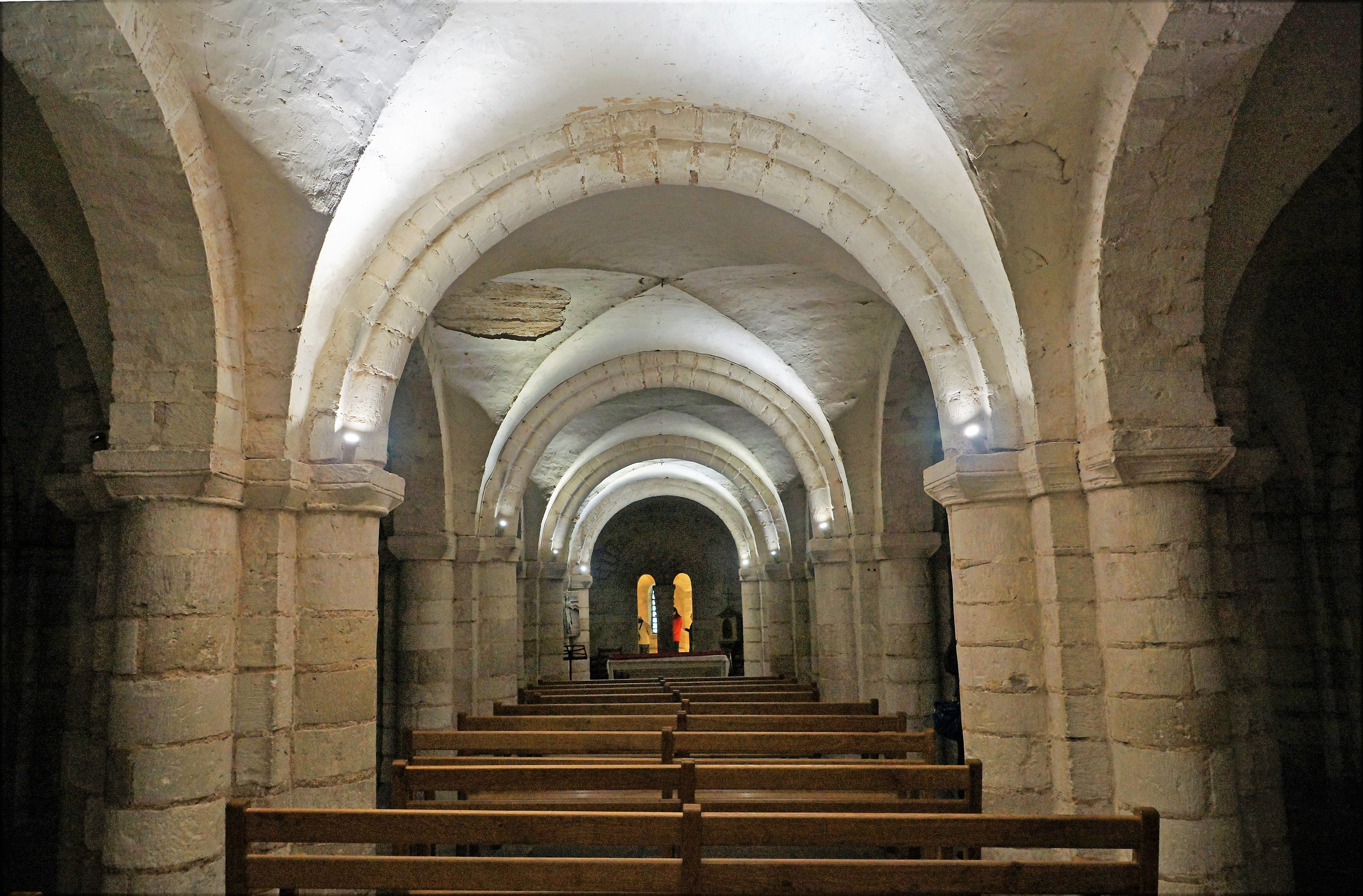
Cripta de la catedral de Saint-Etienne de Auxerre (1023)
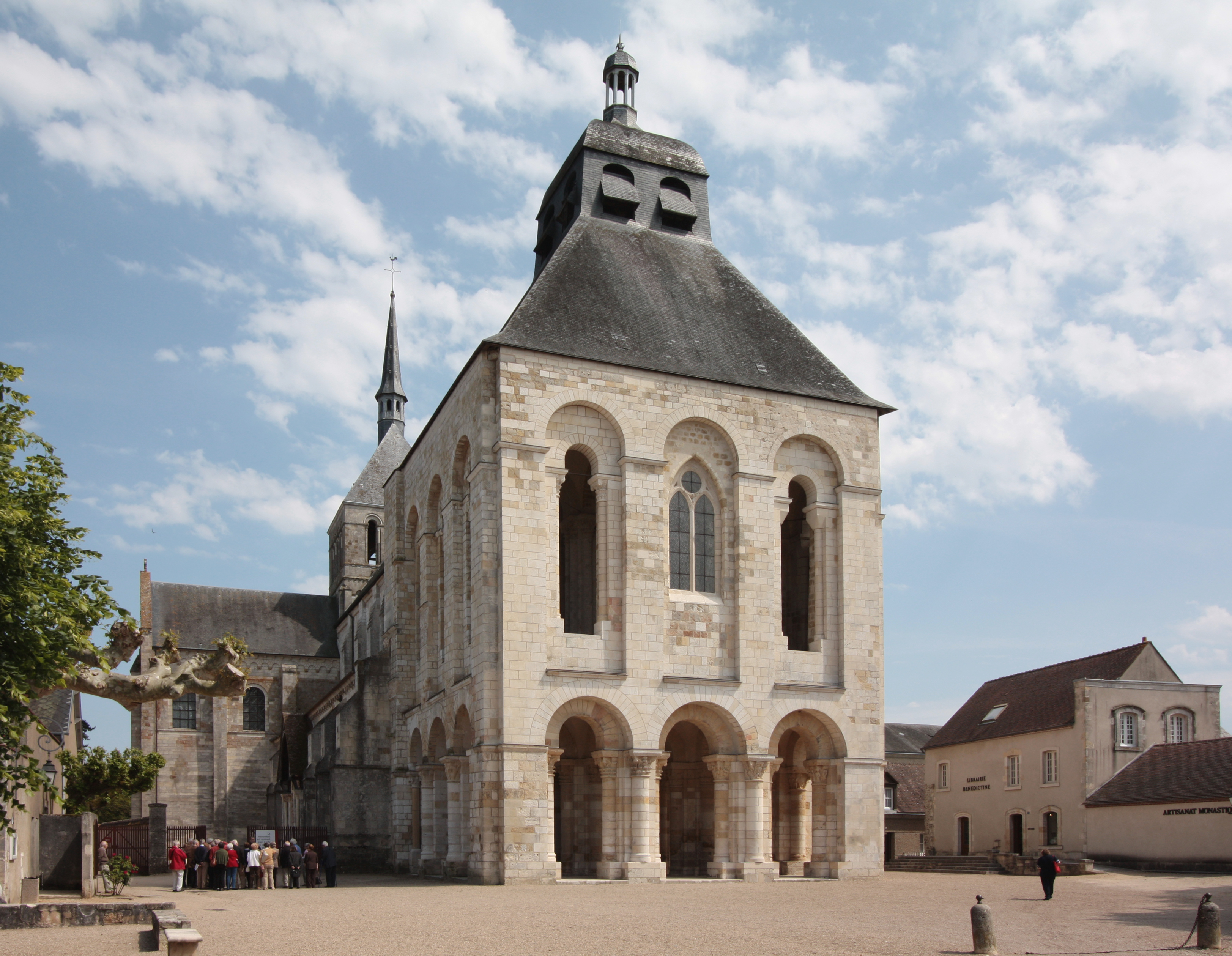
Abadía de Saint-Benoît-sur-Loire
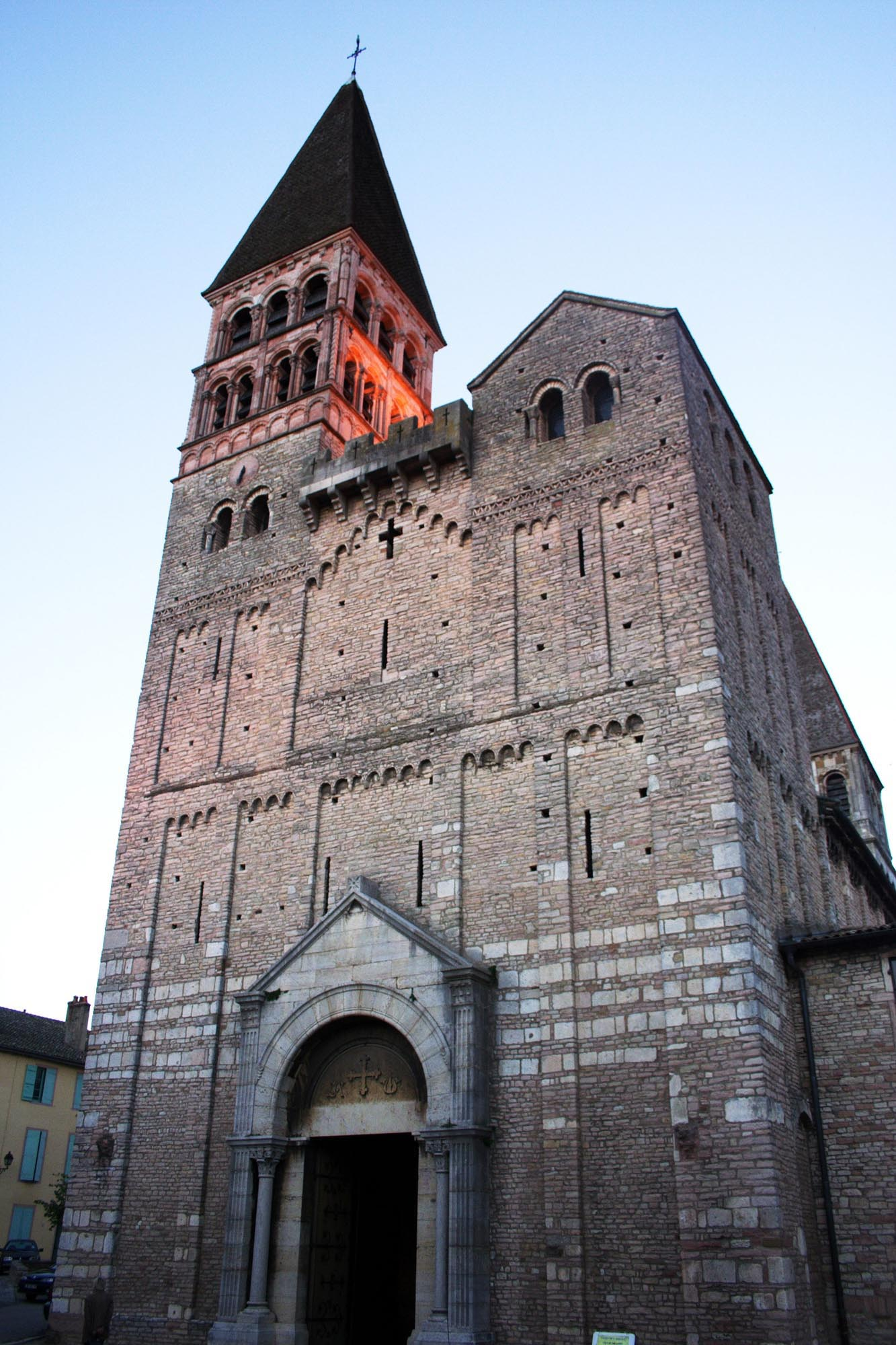
Abadía de San Filiberto de Tournus
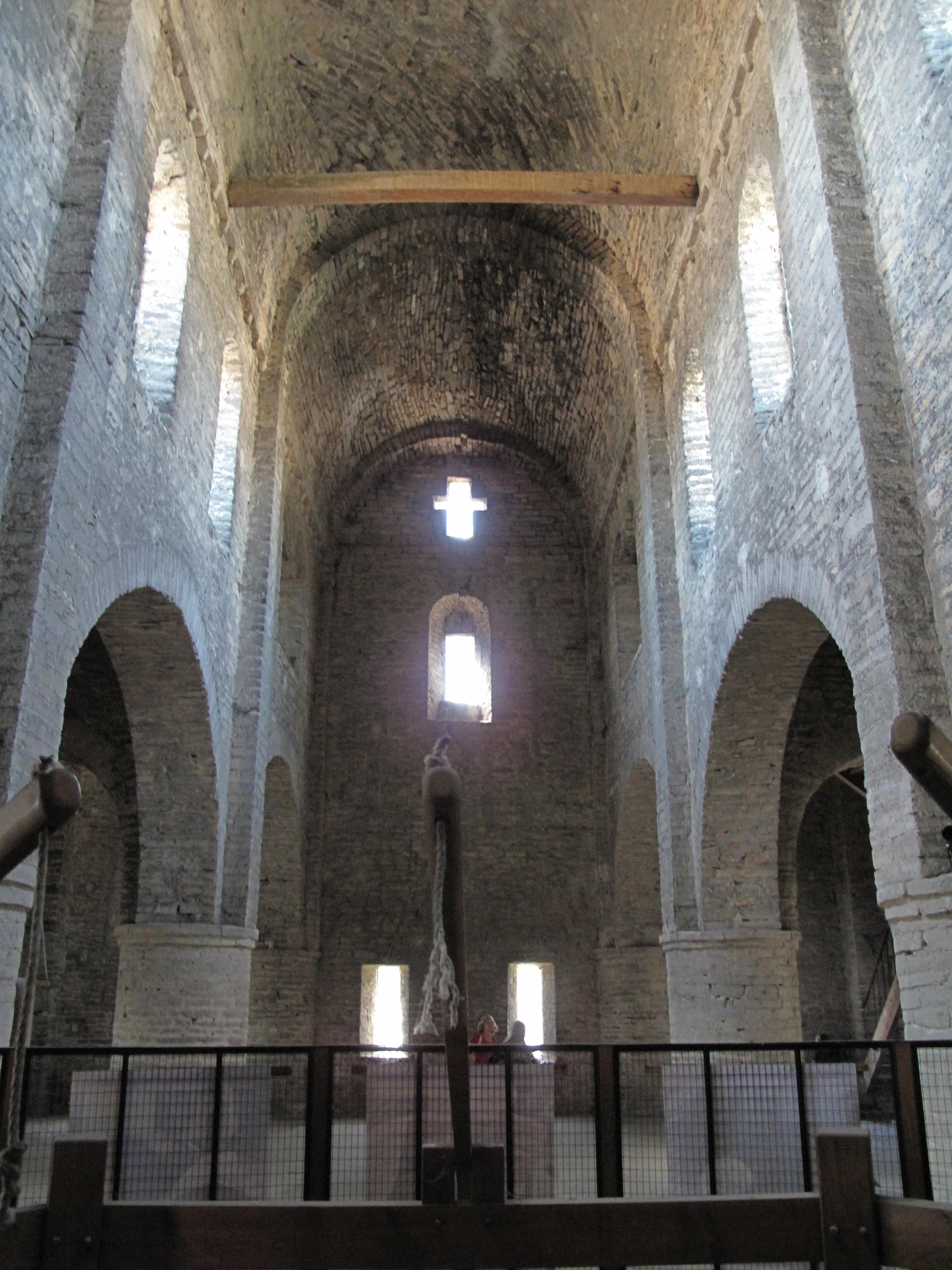
Planta de la galilée, Tournus

Las innovaciones normandas en Jumièges

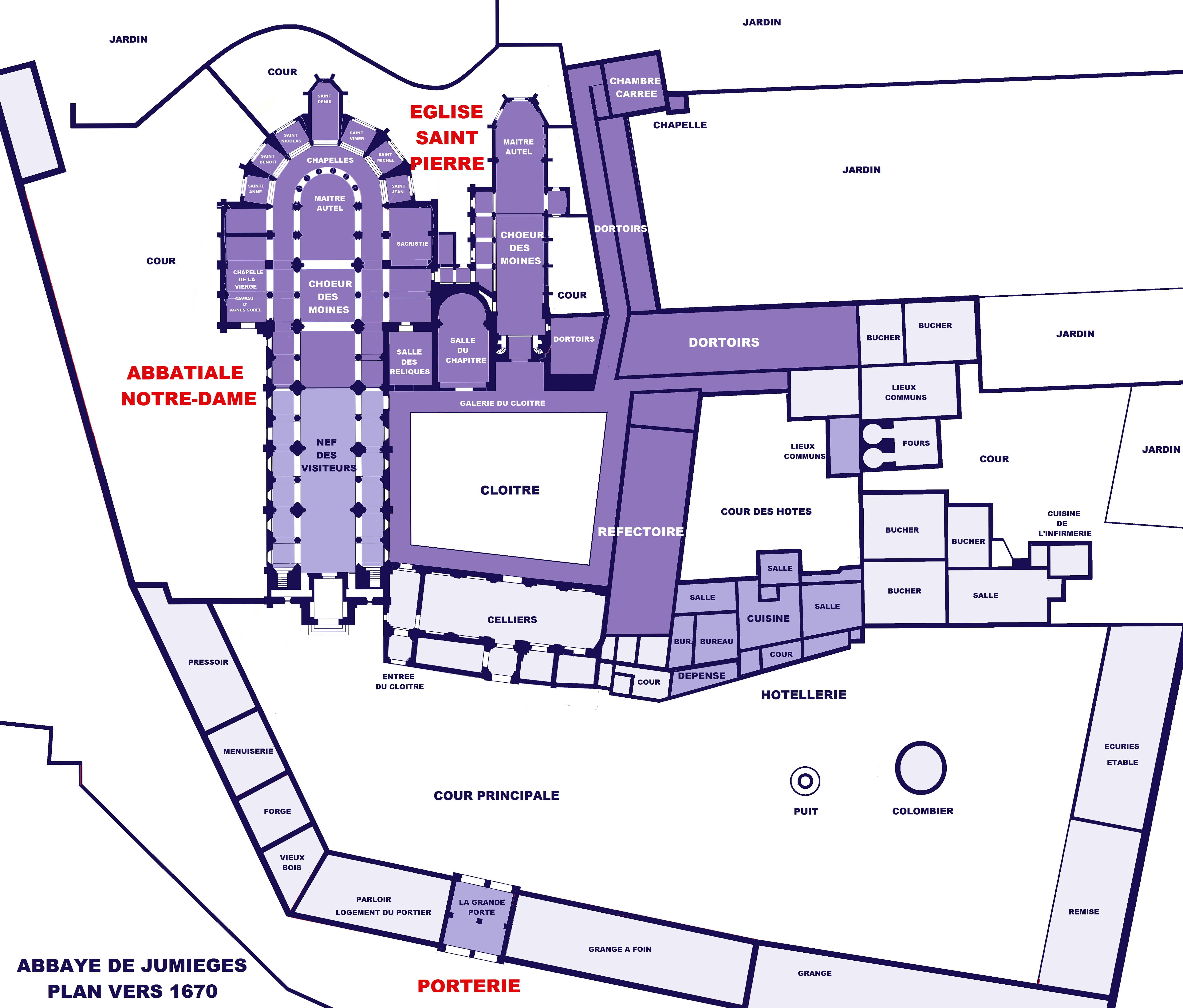
Planta de la hoy en ruinas abadía de Jumièges

La hoy en ruinas abadía de Jumièges, en Normandía, es parte del grupo de arquitectura de techumbre de madera que se encuentra en la arquitectura otoniana del Sacro Imperio Romano. El ducado de Normandía era, con el Sacro Imperio, el único Estado estable de la época con fronteras bien definidas. Los duques comenzaron a reconstruir los monasterios destruidos por sus antepasados normandos y después fueron los grandes señores los que dotaron muchas otras abadías.
En la iglesia abacial, el macizo occidental está precedido por un antecuerpo que evoca el westwerk carolingio de la abadía de Corvey. Tiene tres niveles, el primero da acceso a la nave, luego una tribuna se abre ampliamente sobre la iglesia y el tercero estabiliza las dos torres de 45 m de altura.
Para la nave, construida alrededor de 1050-1060, el alzado tradicional en dos niveles se amplió en un tercer nivel con una altura total de 25 m. Las tribunas ampliamente abiertas sobre la nave central se introducen entre las arcadas de la planta baja y las ventanas altas de la última planta. La estabilidad de la nave central está asegurada por las naves laterales abovedadas en arista y su extensión a las tribunas fue una novedad. El principio del tramo se afirmó mediante la alternancia de pilares fuertes y débiles, y en un tramo de cada dos, una columna adosada sube hasta el nivel de la carpintería de la techumbre. Esas pilas están compuestas de un núcleo cuadrado y de cuatro columnas adosadas, y están perfectamente coordinadas con las entregas, como en los edificios totalmente abovedados. Así, en el inicio del arte románico, para el tramo, la articulación esencial de la arquitectura medieval, la arquitectura abovedada y la arquitectura de techumbre de madera contribuyeron a la definición de una nueva plástica mural.
La técnica normanda del muro grueso se utilizó en el transepto de la abadía de Jumièges, cerca de la abadía de Bernay, que parece llevar el prototipo y en la que la influencia de la catedral de San Benigno de Dijon fue probablemente el origen de esta primera aplicación normanda del principio del servicio de circulación que se encuentra más adelante en el transepto de la iglesia de Saint-Étienne de Caen y que luego fue utilizado sistemáticamente en las construcciones del mundo anglonormando.
Esta asociación de un aligeramiento visual del muro con un refuerzo de hecho de la estructura es uno de los mayores éxitos de los constructores normandos. Favoreció el lanzamiento de bóvedas aún más pesadas, incluso que en Bernay y en Jumièges. La concepción misma de los muros está perfectamente adaptada a un abovedamiento posterior.

Abadía de Jumièges
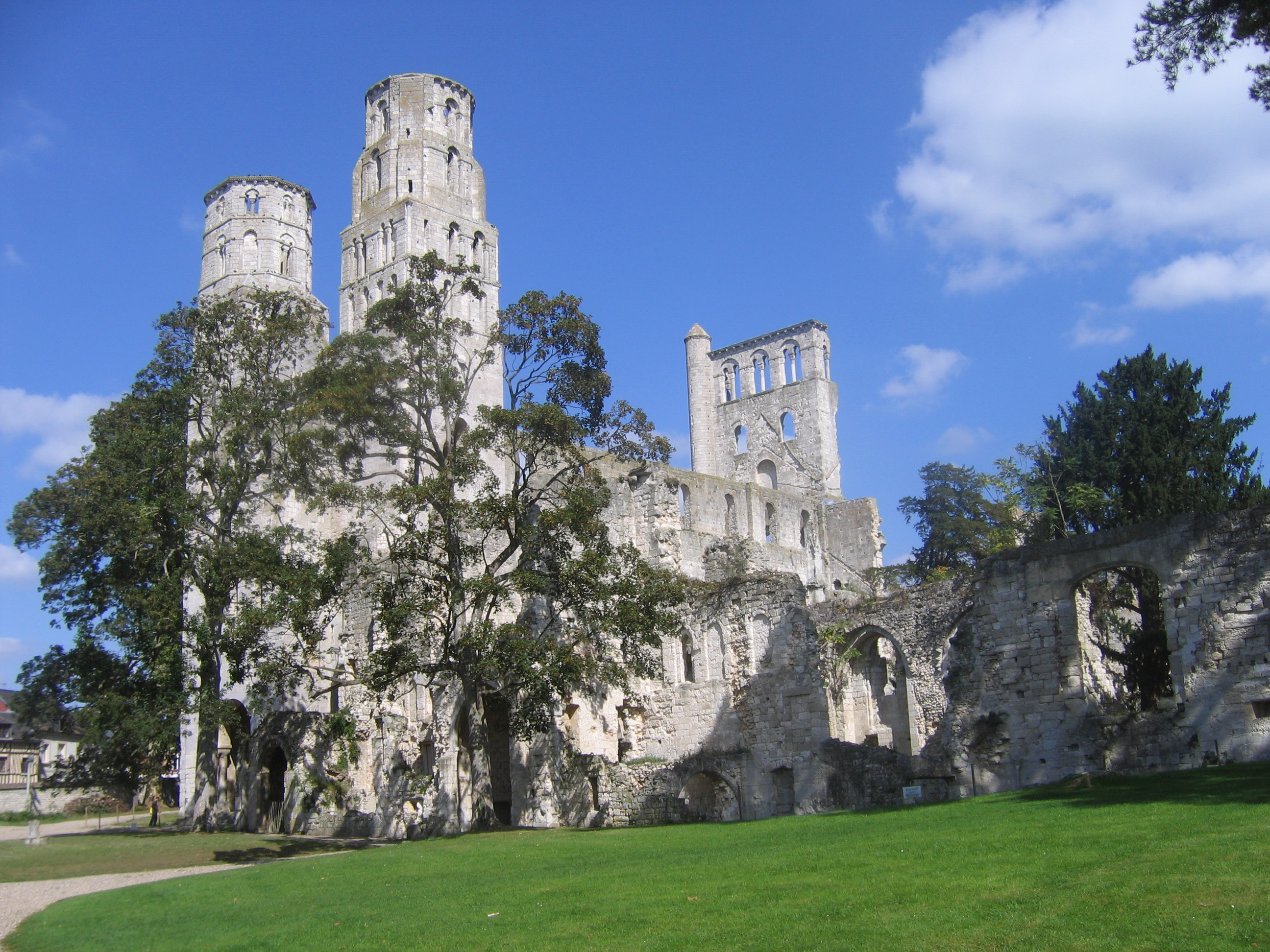
Abadía de Jumièges
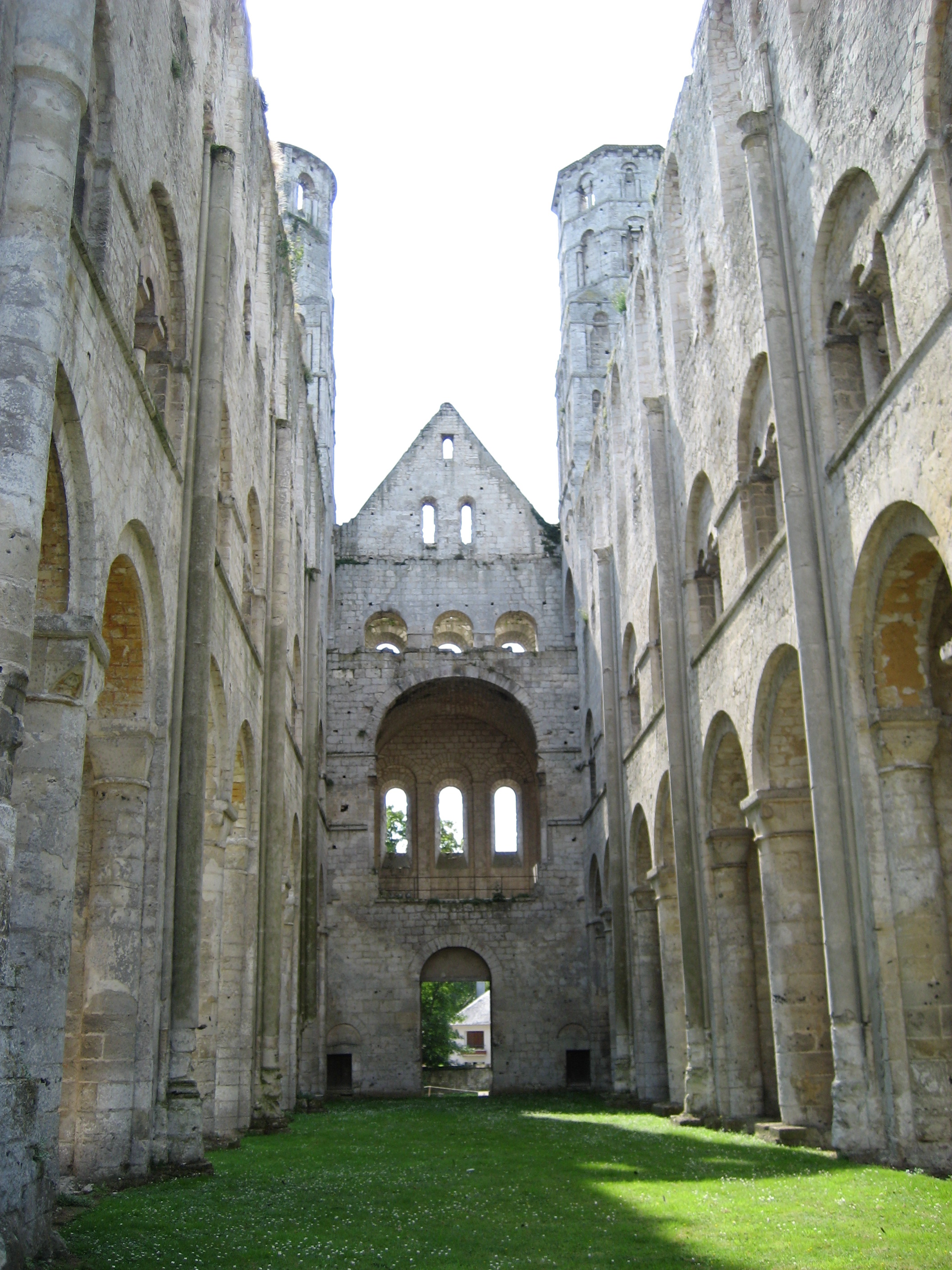
Nave
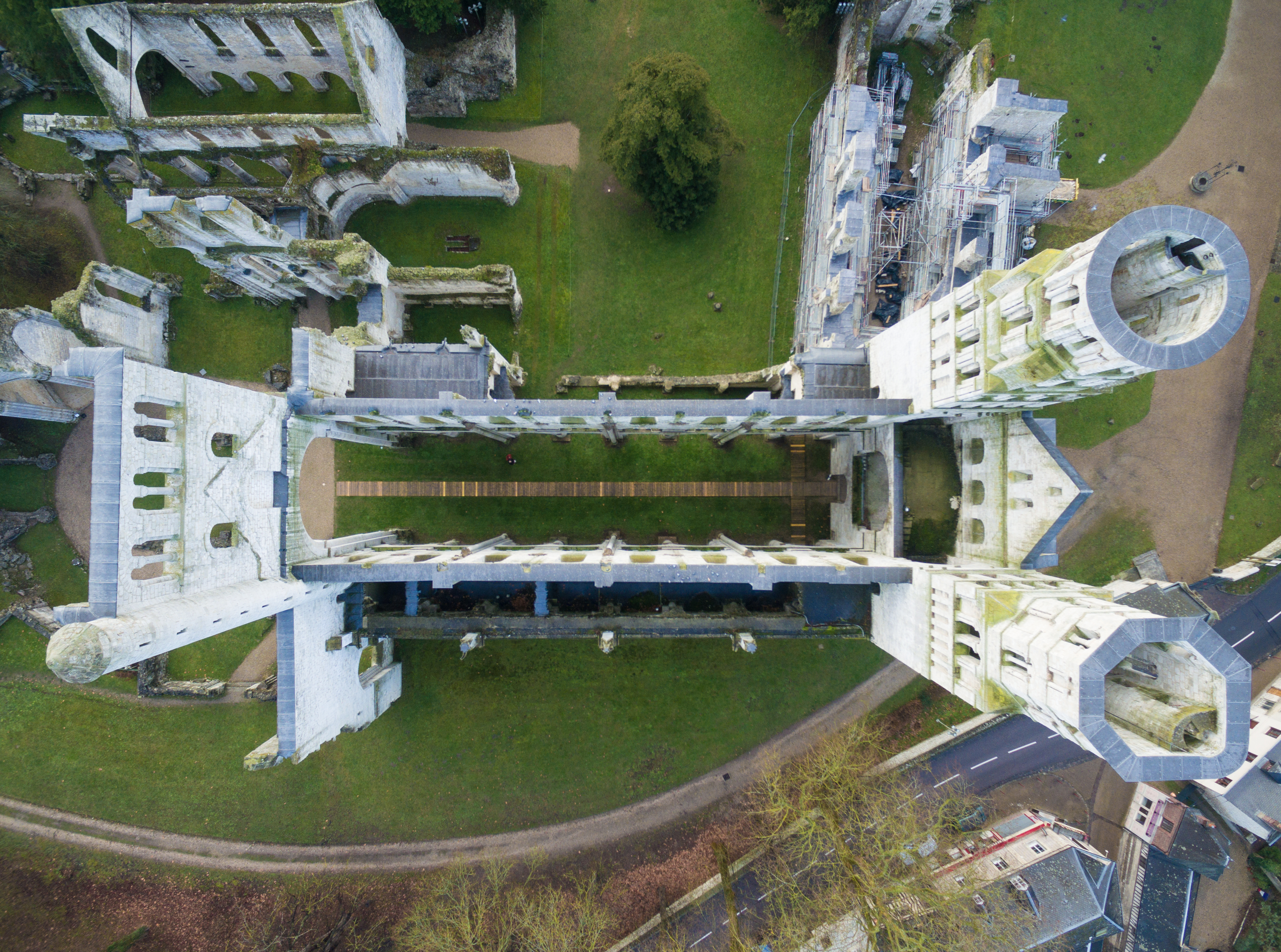
Vista aérea
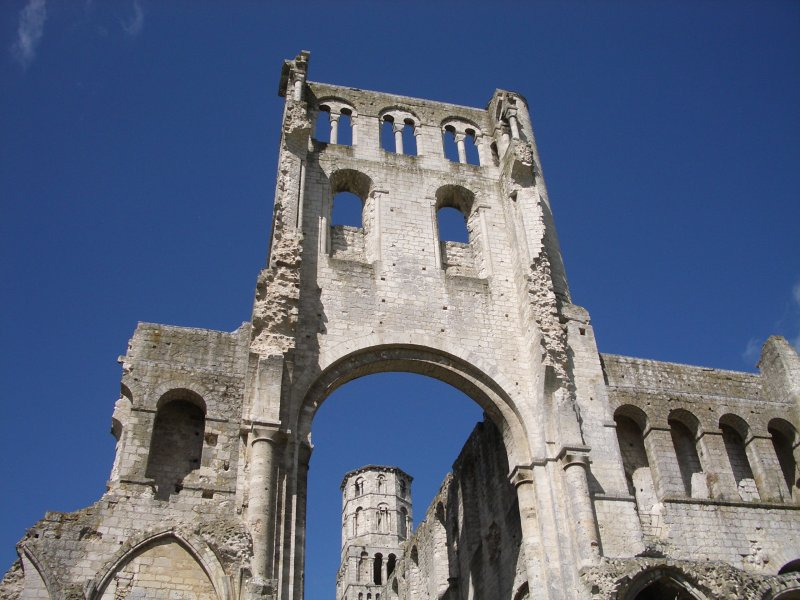
Pasajes del muro

 Una iglesia de peregrinación, Conques

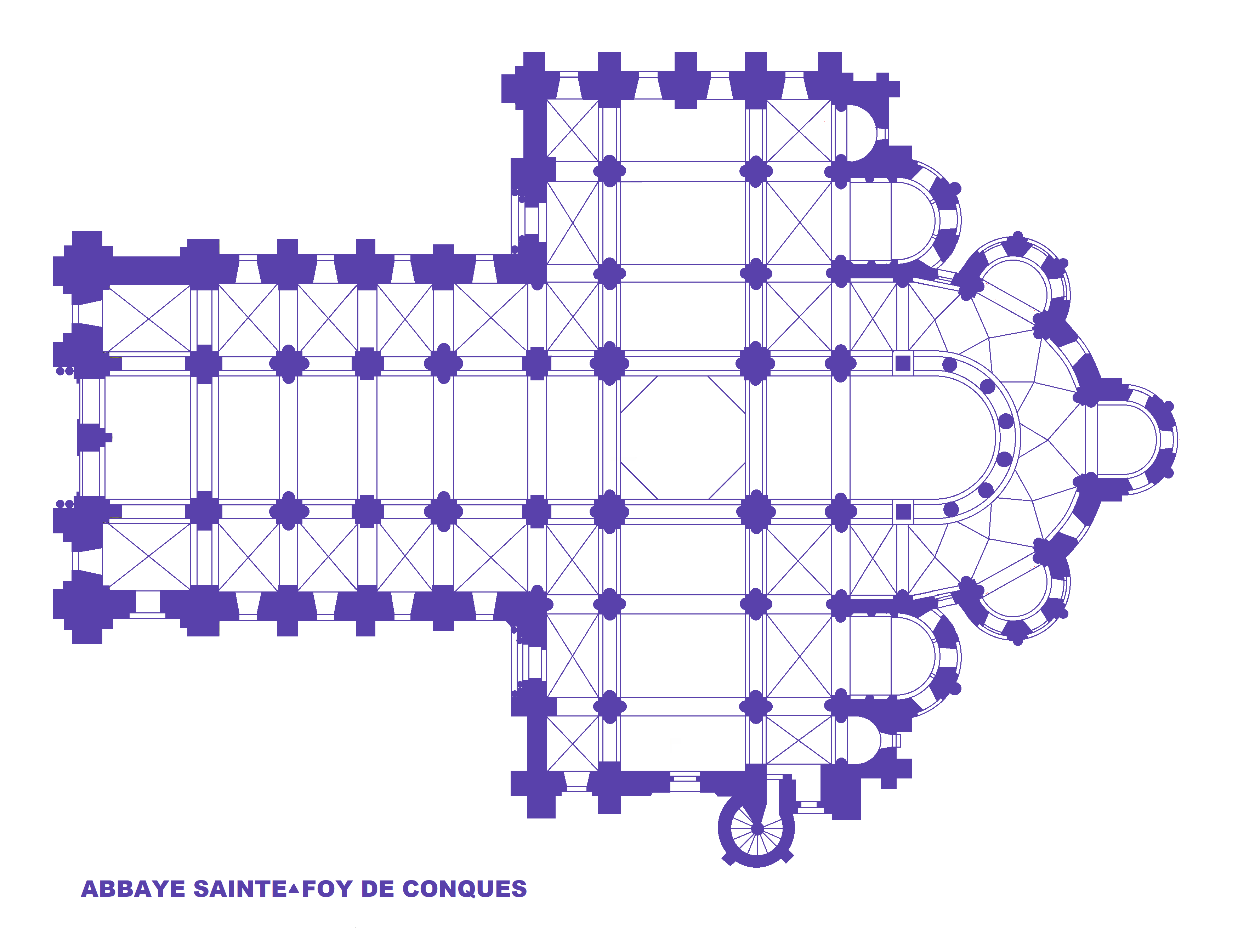
Abacial de Santa Fe de Conques

En el siglo IX, en el Rouergue, subsistía el modesto y casi inaccesible monasterio de Conques, pero al final del siglo los monjes organizaron el rapto de las reliquias en otro monasterio, las de Santa Fe en Agen. Después de un siglo sin milagros, estos se multiplicaron y Bernard de Angers escribió Le livre des miracles de Sainte-Foy [El libro de los milagros de Santa Fe] que le aseguró su notoriedad. Ante la afluencia de peregrinos, debió construirse una nueva iglesia abacial alrededor de 1030-1050. Su planta, que sirvió como prototipo para las iglesias de peregrinación, fue concebida desde el principio en su conjunto. Tiene una nave con tres naves, un transepto muy saliente y una cabecera con deambulatorio con tres capillas radiantes asociadas a las capillas escalonadas de los cruceros del transepto. Las tribunas, diseñadas para contrarrestar los empujes horizontales de la nave, también fueron previstas y se construirán un poco más tarde, aunque la escalera de acceso se construyó en la misma campaña de trabajo que el transepto. Aportan una luz indirecta a la nave central.
Con la nueva abacial de Conques se entra en una nueva época de la escultura. Los capiteles del transepto son de un tipo carolingio, con entrelazados para evocar la antigüedad del lugar y para inscribirse en la antigüedad de la religión cristiana. En el deambulatorio y en las entradas de las capillas, se usan capiteles de un tipo nuevo, aún tosco, algunas veces engastados de entrelazados, con palmetas cóncavas, de follajes tratados con torpeza, donde se introducen figuras humanas, un centauro en la capilla axial y cuadrúpedos enfrentados en la capilla sur del ambulatorio. De la cabecera hasta el portal se puede seguir la progresión del arte de la escultura desde 1050 hasta alrededor de 1130 y su entrada en la era de los capiteles historiados.

La iglesia abacial de Santa Fe, en Conques
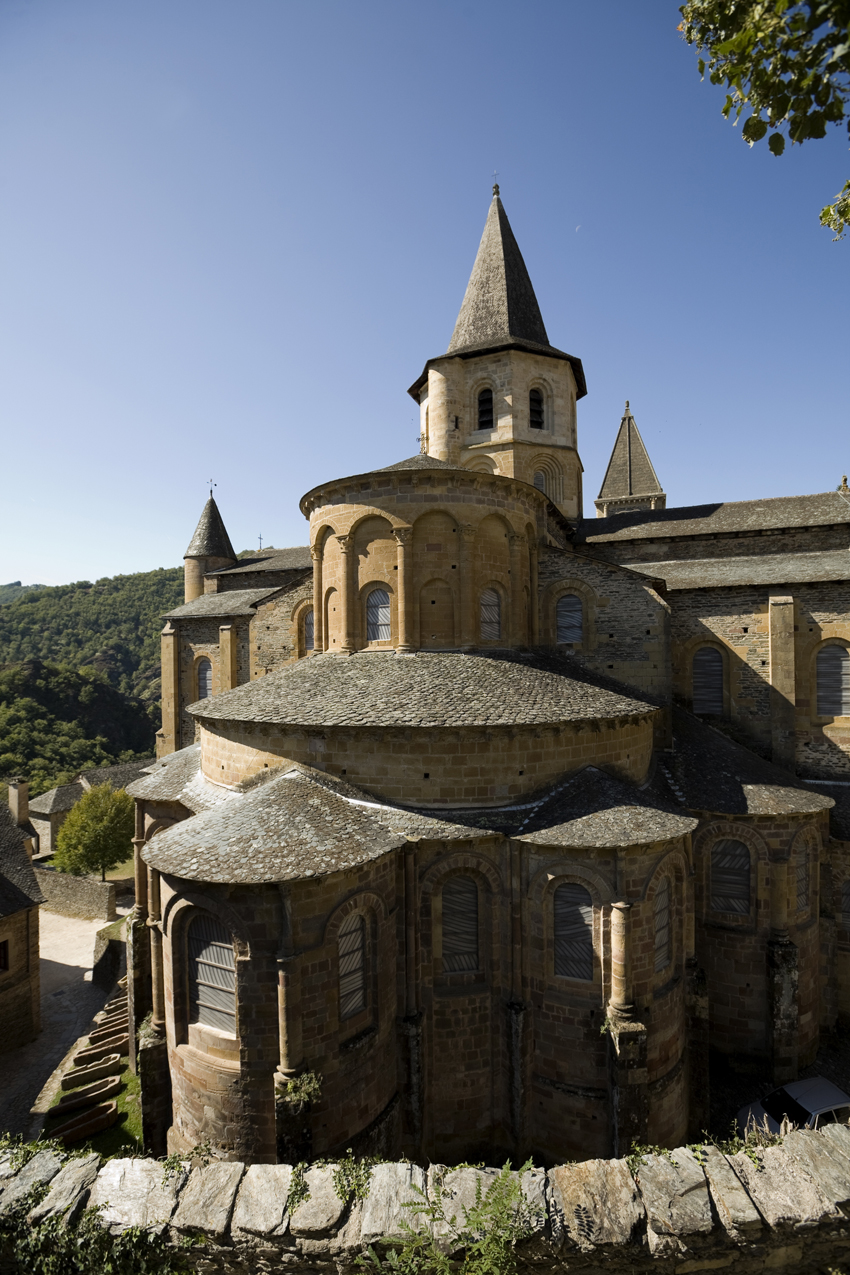
La cabecera
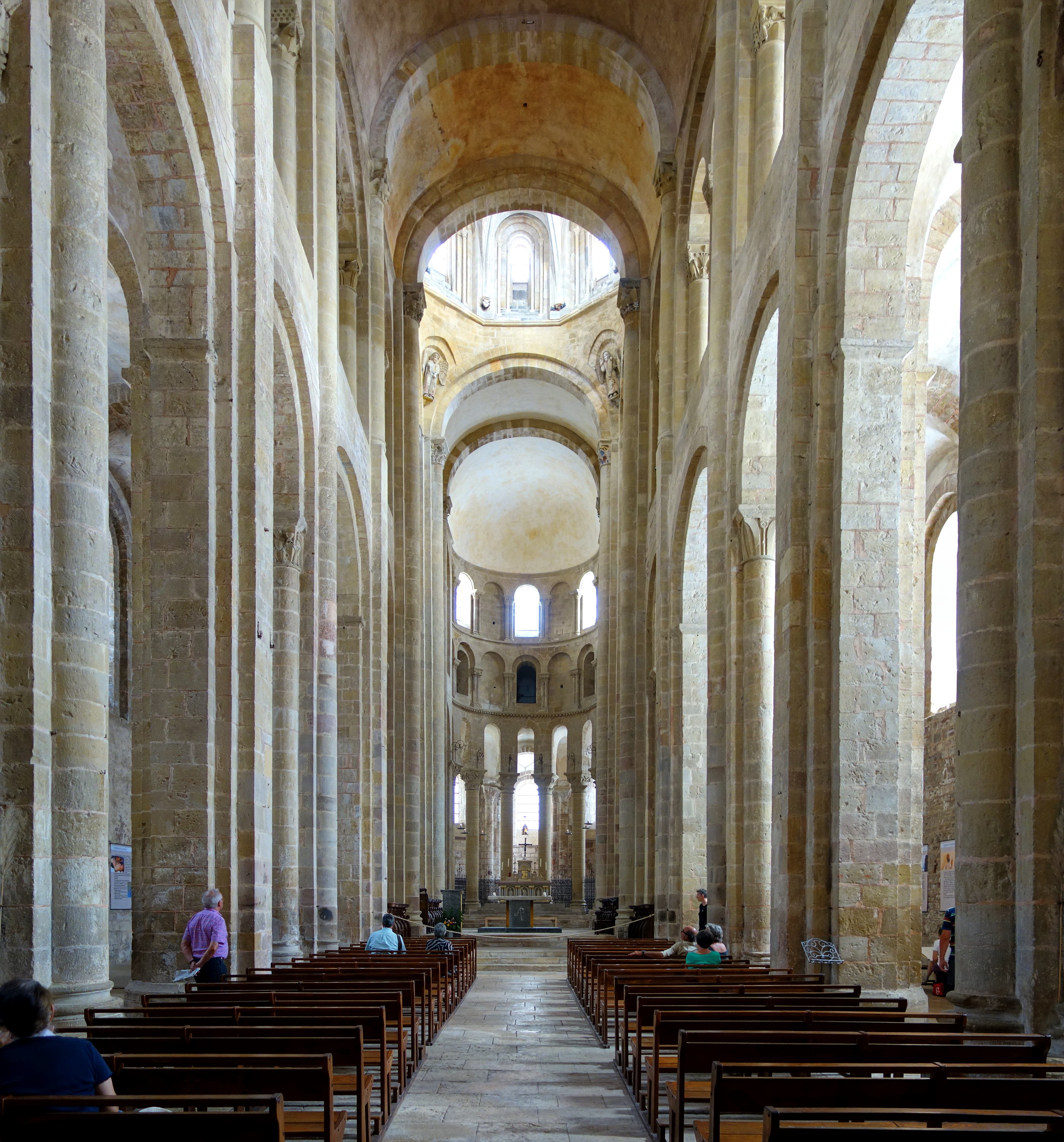
La nave
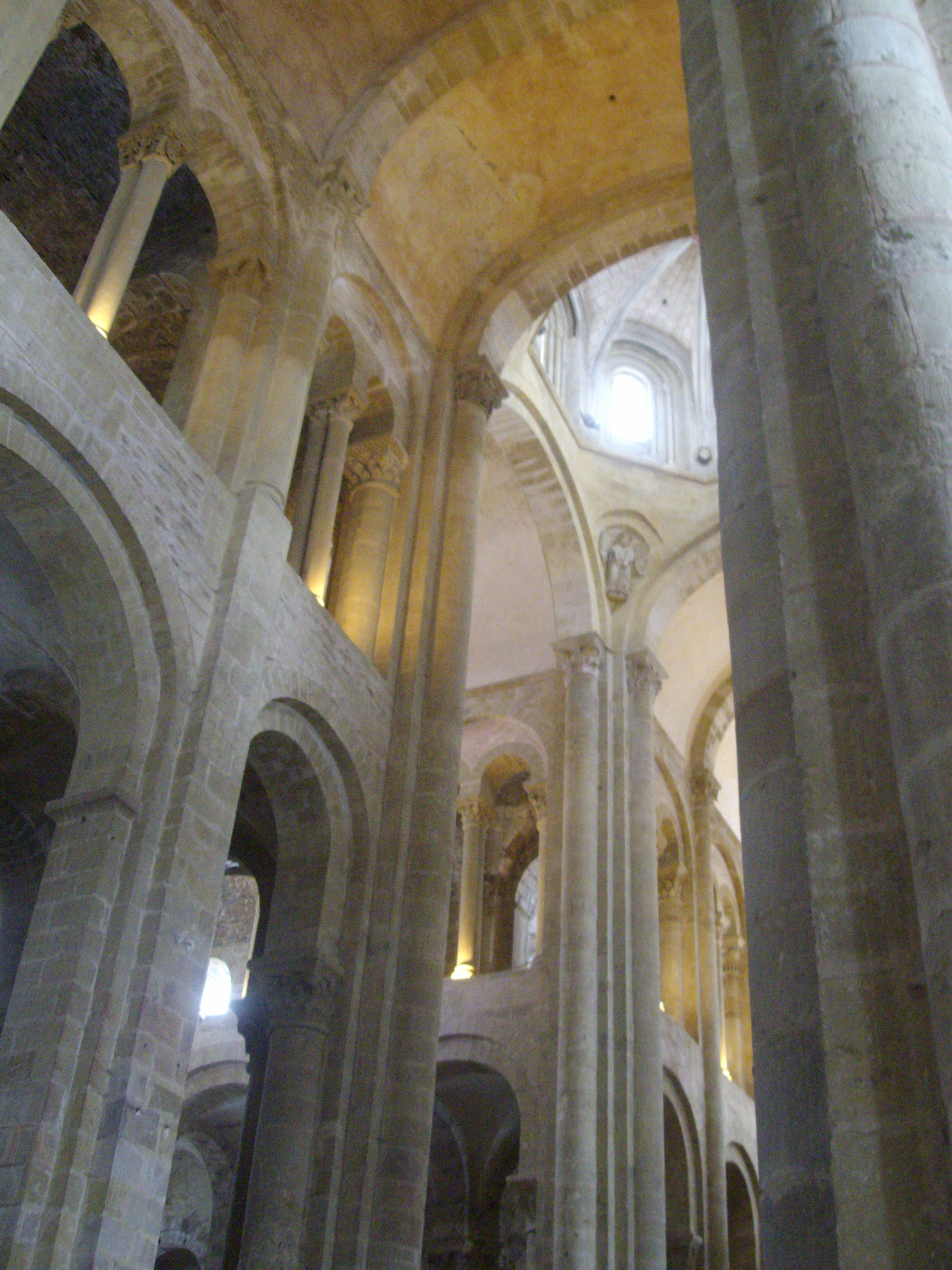
Las tribunas
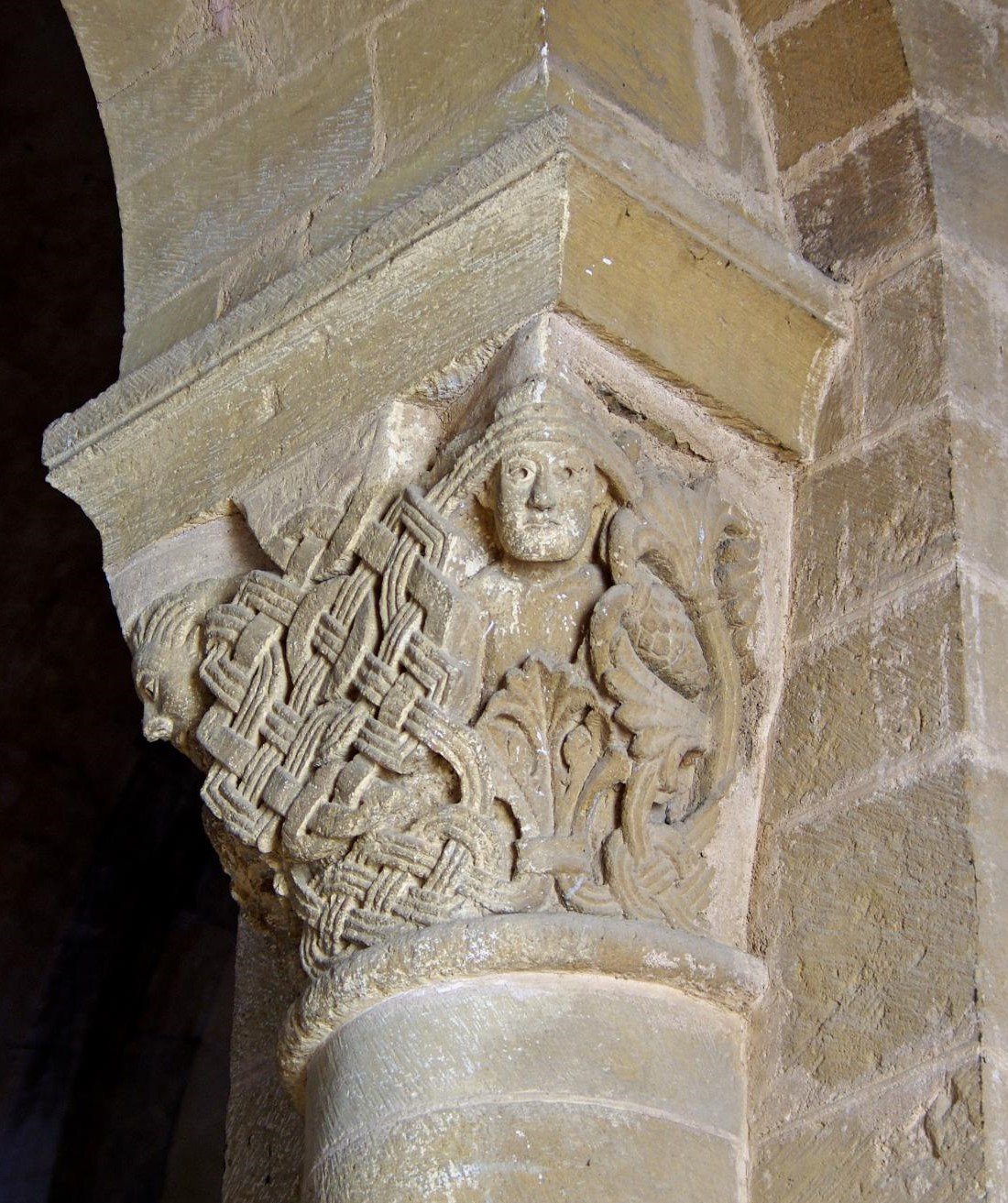
Capitel, con cabezas y tracería

#### Las relaciones con la arquitectura otoniana

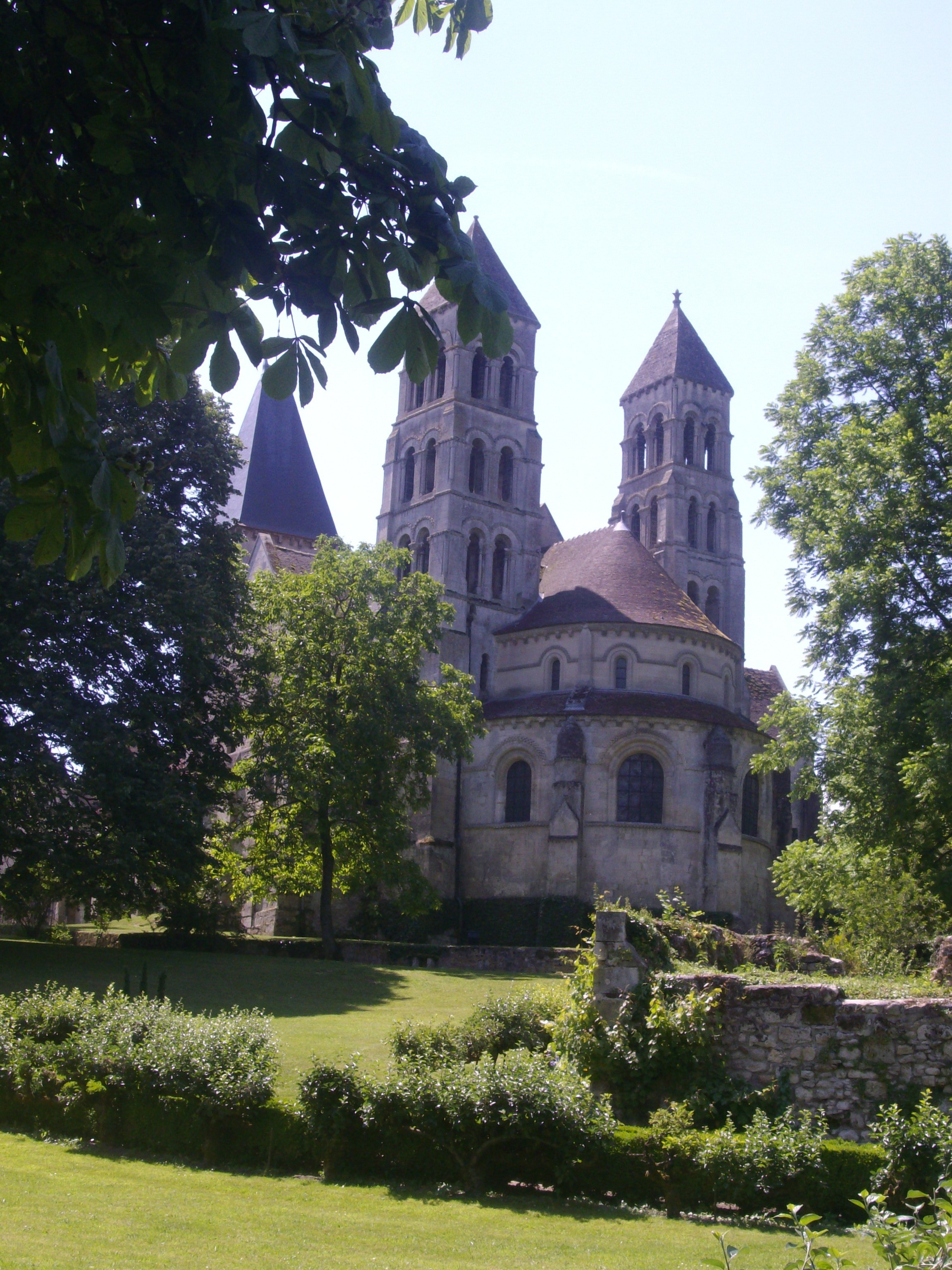
Cabecera de Morienval

La arquitectura otoniana se formó sola, casi en el vacío, haciendo evolucionar los modelos carolingios y resistiendo las contribuciones del primer arte románico mediterráneo. Las áreas de contacto en la Borgoña jurana y en los Alpes muestran que la fusión entre esos dos mundos de formas fue difícil. La progresión de la arquitectura meridional se detuvo en la zona de influencia otoniana que tomó prestados solo elementos de decoración para transformarlos y eso fue solo después de 1050, en un Imperio ya en descomposición, cuando los elementos decorativos y las esculturas meridionales se infiltraron en los edificios germánicos.
La influencia de la arquitectura otoniana en la Europa septentrional se puede sentir en los monumentos de las zonas noroeste y oeste de Francia, y cabría la pregunta sobre si los diferentes tipos regionales podrían reagruparse en un mismo conjunto formal que fuera desde el Océano hasta el Elba, y desde el mar del Norte hasta el Loira. Los transeptos bajos de Morienval y de las iglesias del Aisne probablemente provienen del Mosa, las cabeceras armónicas de Saint-Germain-des-Prés, de Melun y de Morienval, sin duda, derivan de Lorena; en Normandía, la fachada de Jumièges, con su macizo occidental y su tribuna, y la fachada desaparecida de Fécamp muestran una composición similar a la de los westwerks carolingios y otonianos, el porche de Saint-Nicolas-de-Caen es del tipo renano; en Campaña, entre la Francia real y el Imperio, se desarrolló alrededor del año 1000 una arquitectura diferente con algunas características típicamente francesas, pero similar en su estructura y en sus orígenes carolingios.

#### Decoración monumental y capiteles

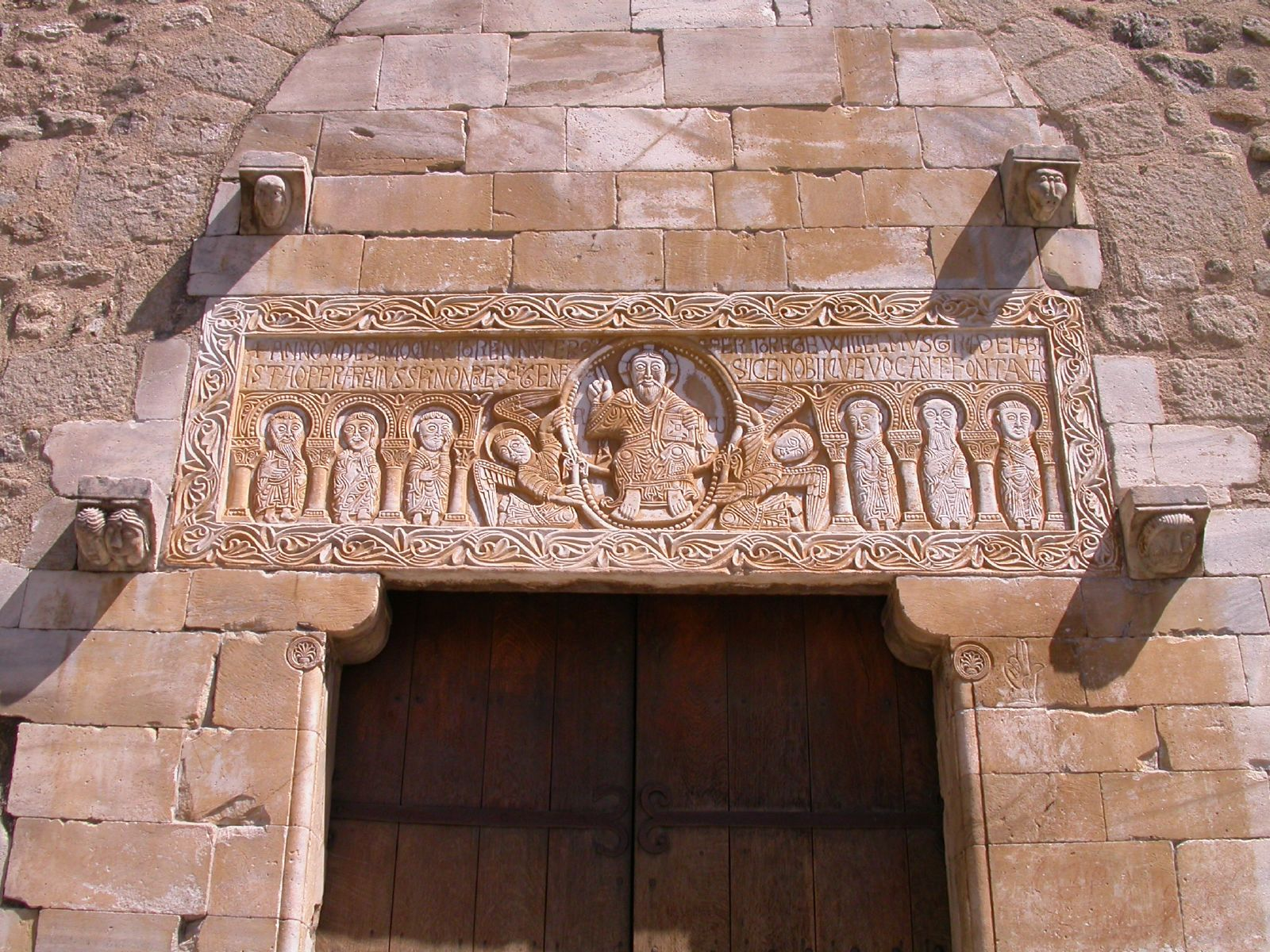
Abadía de Saint-Génis-des-Fontaines

Desde la época de la arquitectura paleocristiana, las grandes superficies murales recibían pinturas y mosaicos. A principios del siglo XI, la visión estética de la arquitectura románica se manifiesta no solamente en la pila compuesta, sino también en la decoración escultórica.
Para animar los muros, se encuentran especialmente en Italia y en Cataluña lesenas o pequeños arcos sobre pilastras poco salientes, lo que se llama bandas lombardas. En el valle del Loira, placas y frisos tallados decoran las paredes exteriores. Obras raras están presentes en la iglesia de Santa Radegunda de Poitiers, con un Cristo bendiciendo, y sobre los dinteles de los portales del Rosellón, y en particular, en el de la abadía de Saint-Génis-des-Fontaines.
Los progresos técnicos entrañaron una proliferación de los emplazamientos disponibles para los capiteles. A principios del siglo XI, se cuestionan los motivos vegetales derivados de las capiteles corintios utilizados en la arquitectura carolingia. Algunos preferían un aspecto más masivo y desnudo, que obtendrán mediante una simple división de las cestas abatiendo los ángulos, o capiteles cúbicos, compuestos por la penetración de una esfera en un cubo. Otros redescubrieron el corintio antiguo y los modelos galorromanos.
A principios del siglo XI, los escultores románicos se interesaron por los capiteles figurativos e historiados. Comenzaron a incorporar figuras humanas en ellos y luego asociaron gustosamente seres humanos con animales fantásticos o salvajes y encontraron motivos en las iluminaciones y en las artes preciosas. Los capiteles historiados eran todavía raros, ya que el estilo no quedará bien definido hasta finales del siglo XI. En la primera mitad del siglo XI, los intentos de representar escenas complejas con las restricciones relacionadas con la forma del bloque eran titubeantes. Estas dificultades estimularon la invención e impusieron respuestas pragmáticas sobre las proporciones de los personajes y la yuxtaposición de las escenas.

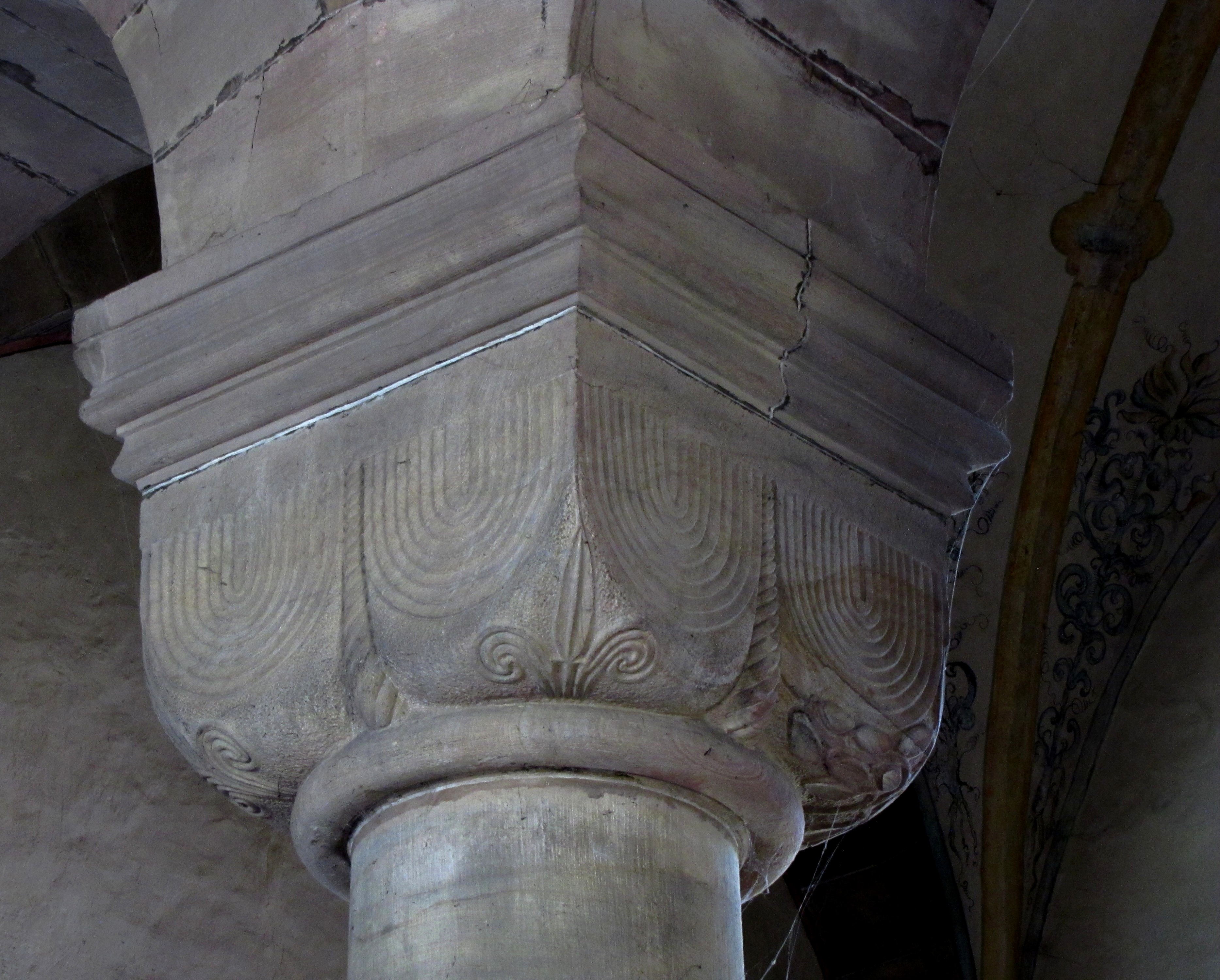
Abadía de Saint-Étienne de Marmoutier
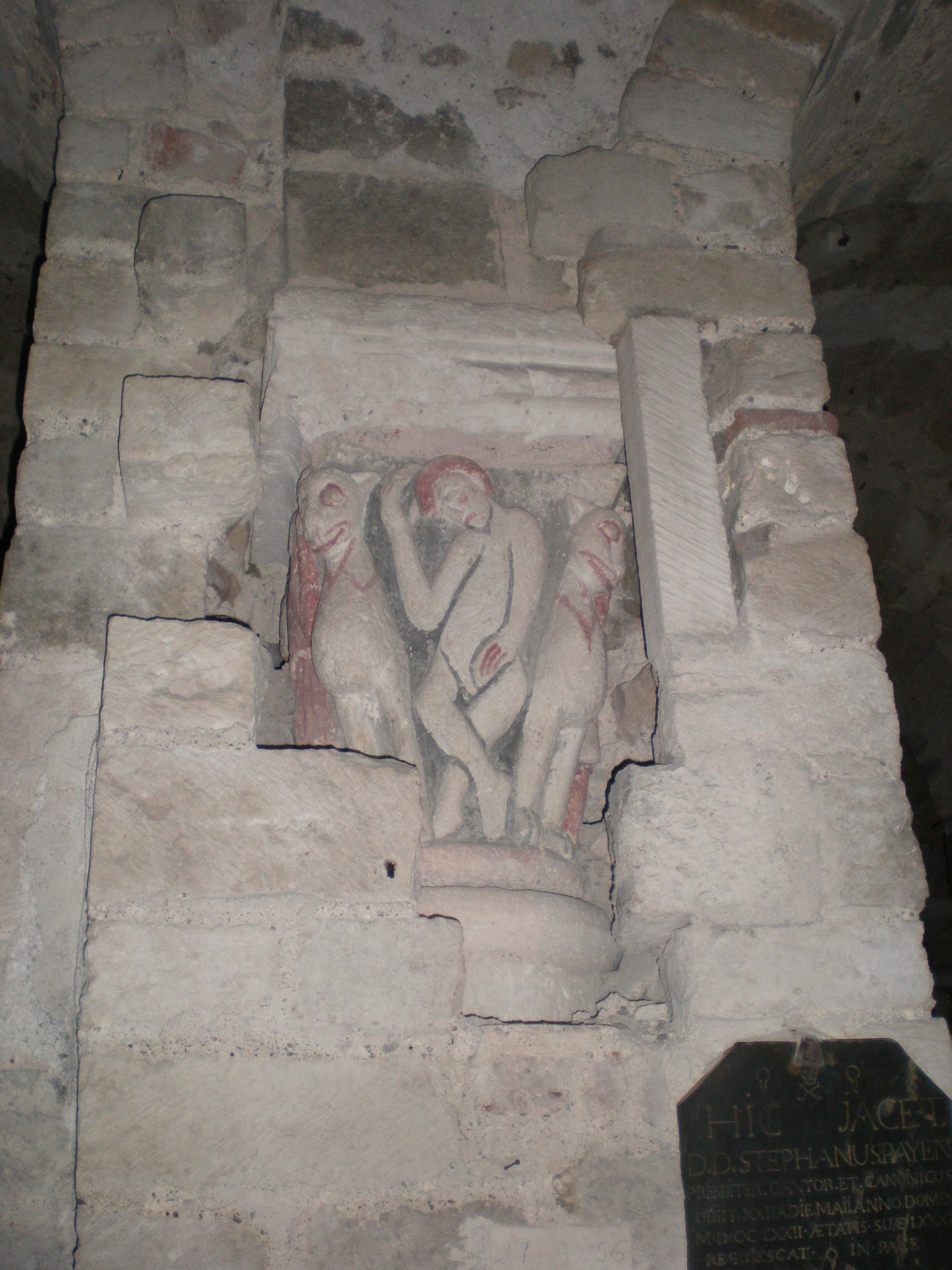
Saint-Aignan Orléans
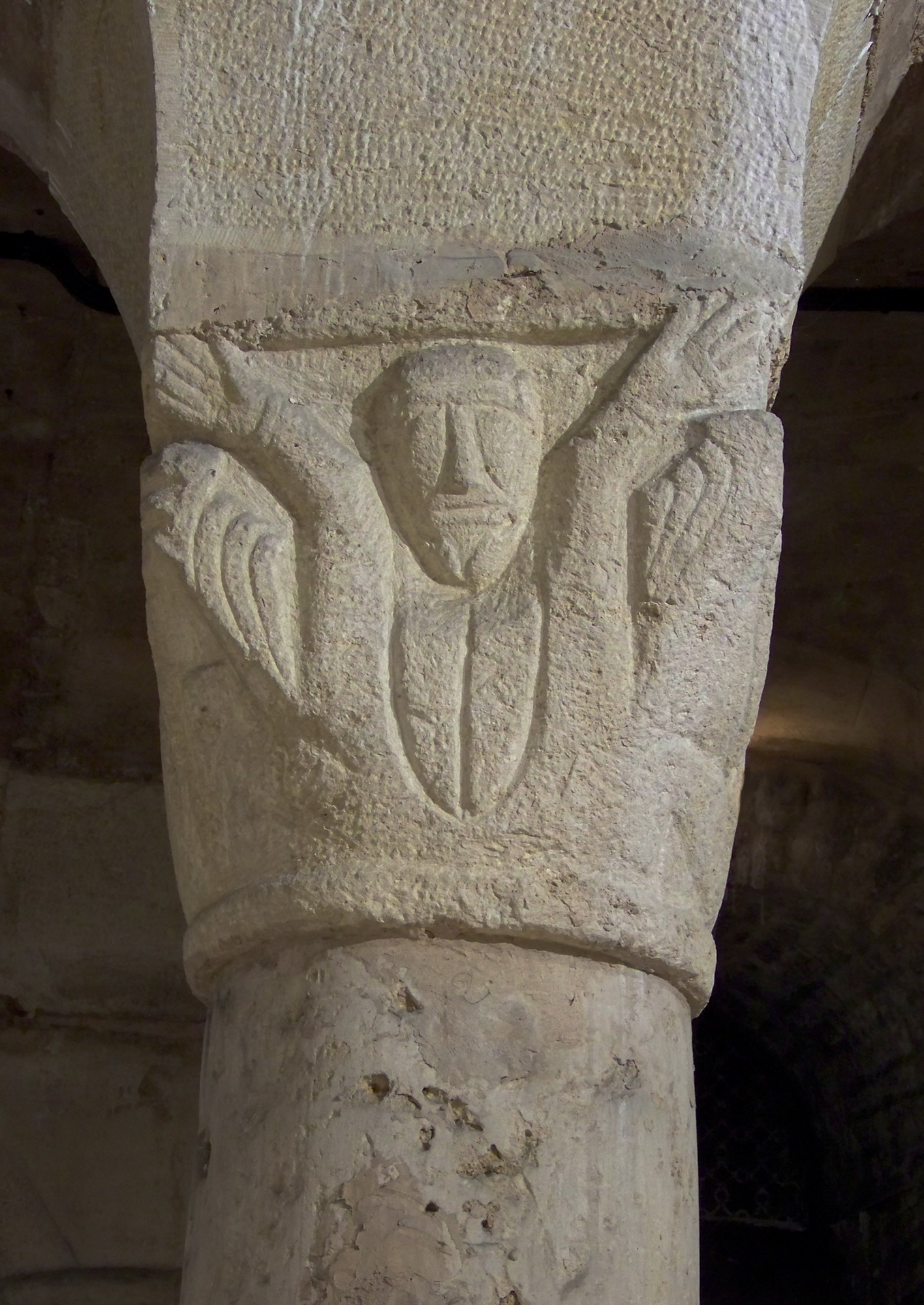
Catedral de San Benigno de Dijon
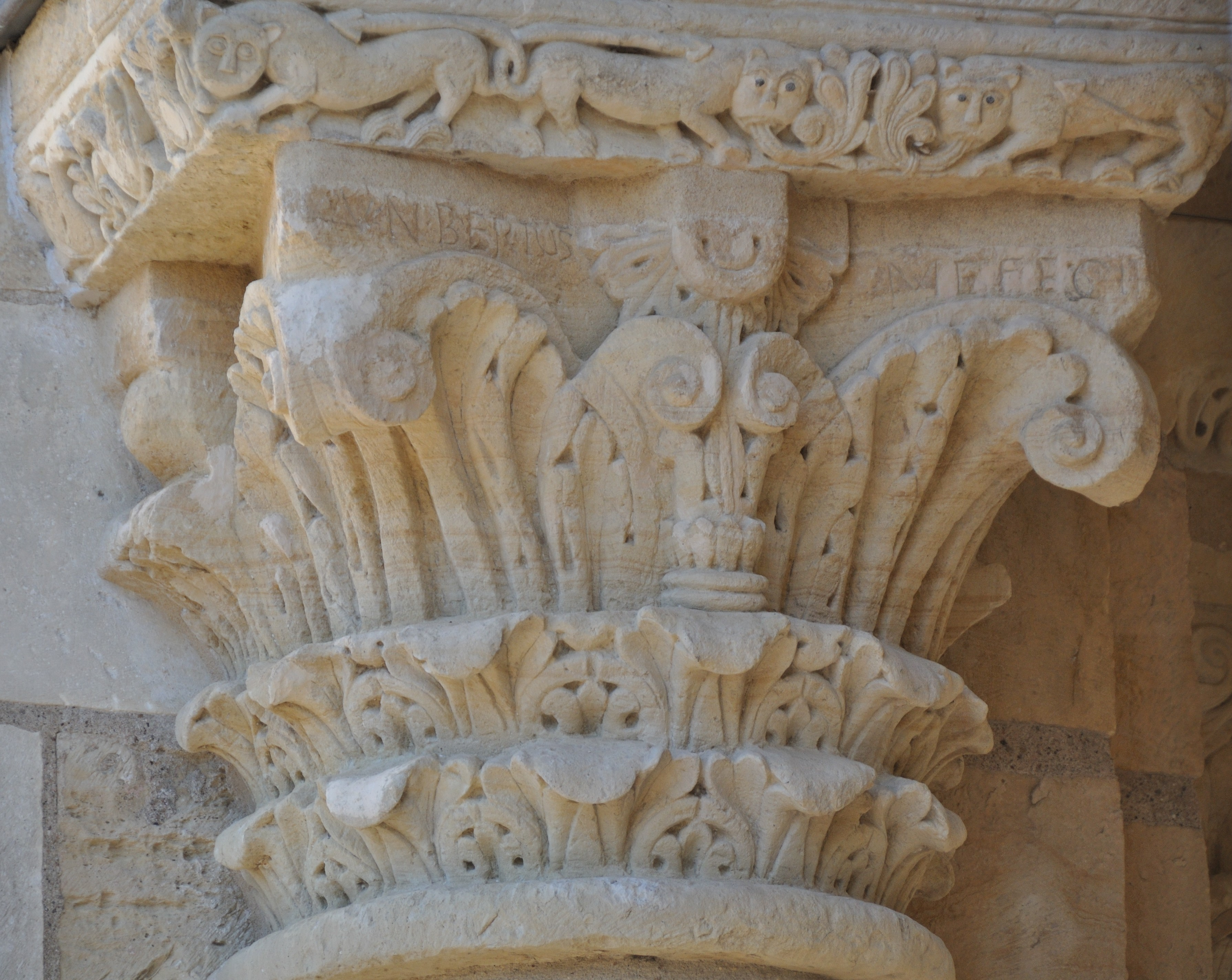
Capitel de Hubertus, abadía de Saint-Benoît-sur-Loire
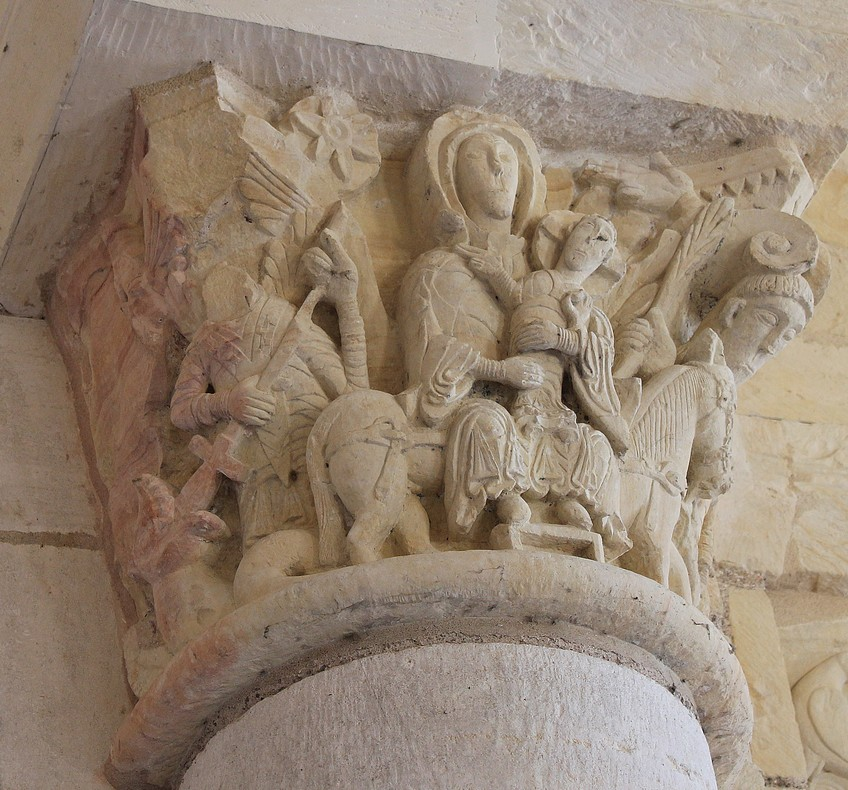
La huida a Egipto, en la misma abadía de Saint-Benoît-sur-Loire

### La expansión de la segunda mitad delsigloXI

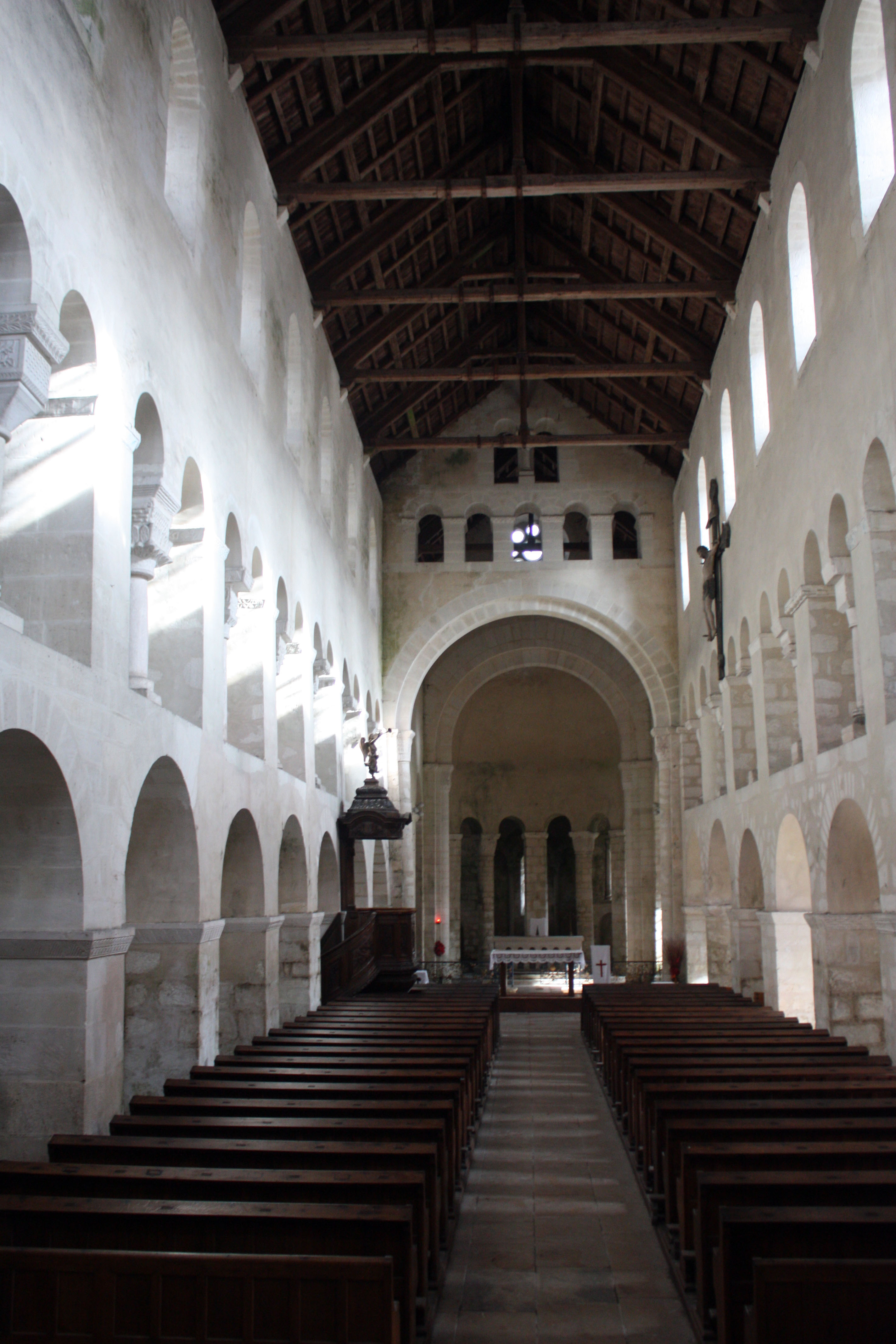
Iglesia de Vignory

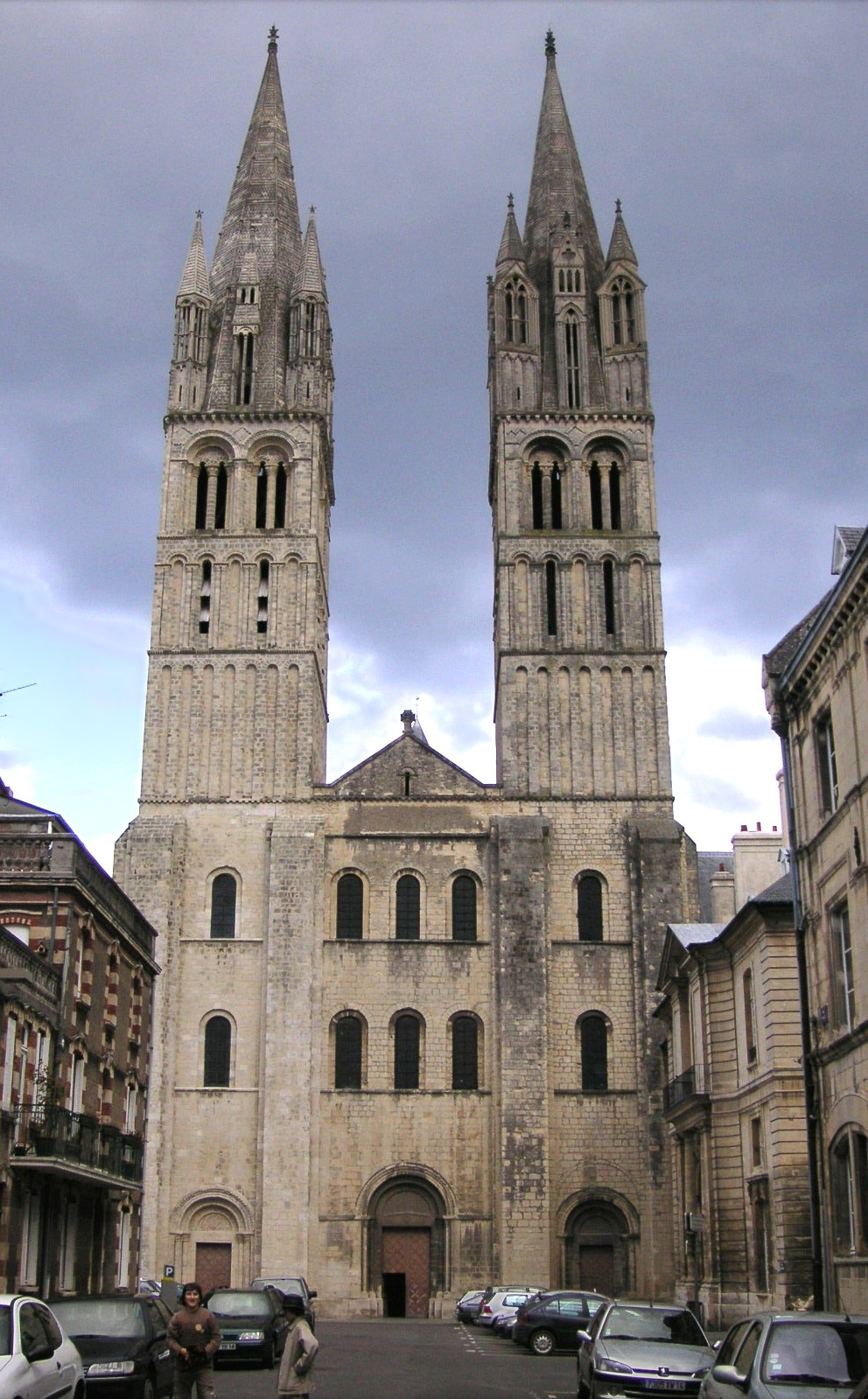
Saint-Étienne de Caen, la fachada armónica

En la segunda mitad del siglo XI se abrieron nuevos espacios para la arquitectura románica. La conquista normanda de Inglaterra en 1066 por Guillermo el Conquistador, la retirada del Islam en el norte de España y el desarrollo de las peregrinaciones, las relaciones del suroeste de Francia casi aislado con el Poitou y las provincias españolas, las contribuciones financieras de las posesiones inglesas y la reforma de la Iglesia católica que proporcionó más recursos a las comunidades, llevaron a una explosión de las edificaciones y a una evolución del estilo arquitectónico románico.

#### La arquitectura de techumbre de madera
Paralelamente a un primer arte románico meridional, que buscaba abovedar los edificios, se puede pensar que existió un primer arte románico del norte que permaneció muy fiel durante cierto tiempo al uso de la carpintería de madera en las cubiertas, especialmente para las naves simplificando así los problemas del alzado.
Construida alrededor de 1049-1057, la pequeña iglesia Saint-Étienne de Vignory tiene una nave construida sobre un alzado perfectamente articulado con pilas coronadas por una imposta y una superficie mural con tres niveles de aberturas para aligerarla sin tener la justificación de una tribuna.

##### El mundo anglonormando

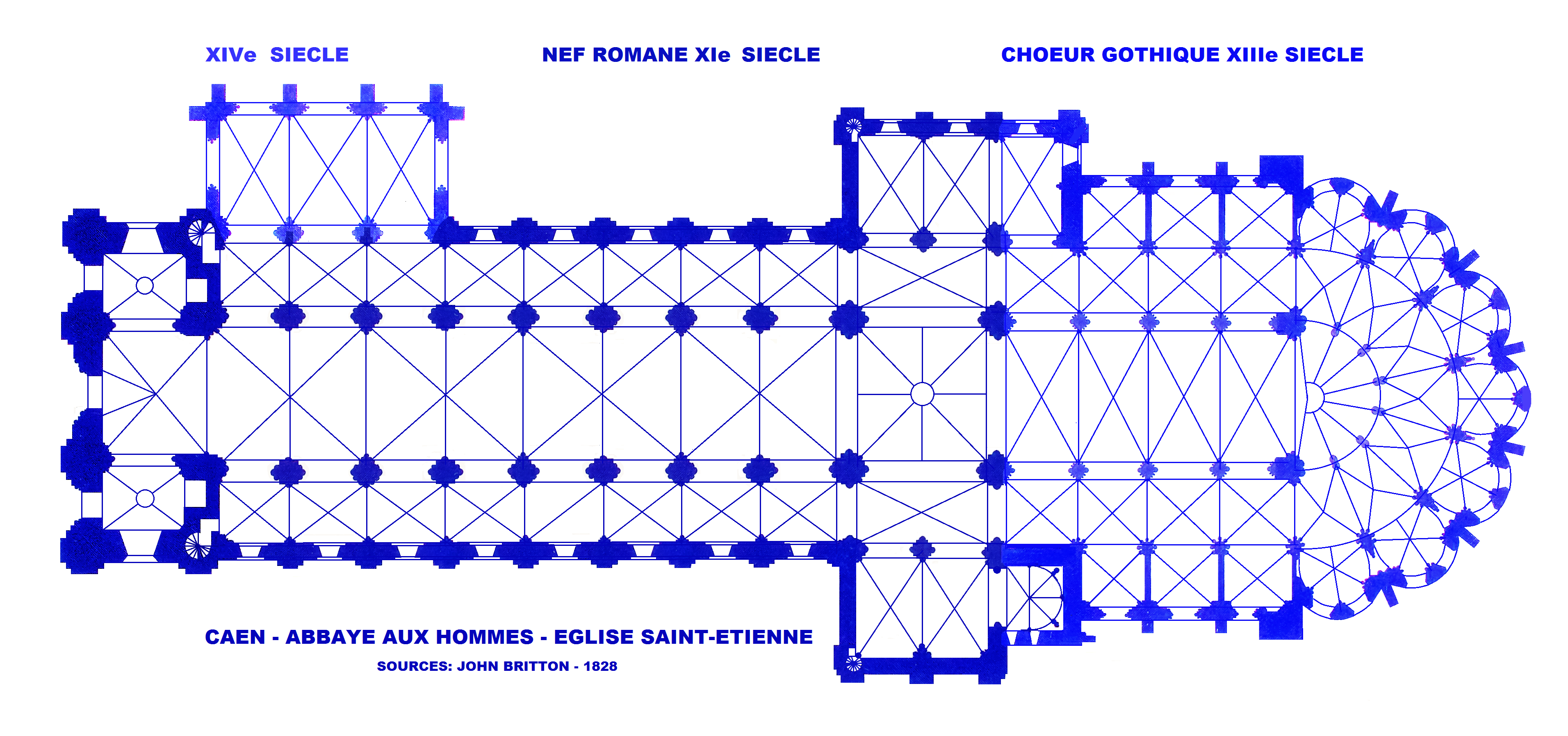
Saint-Étienne de Caen

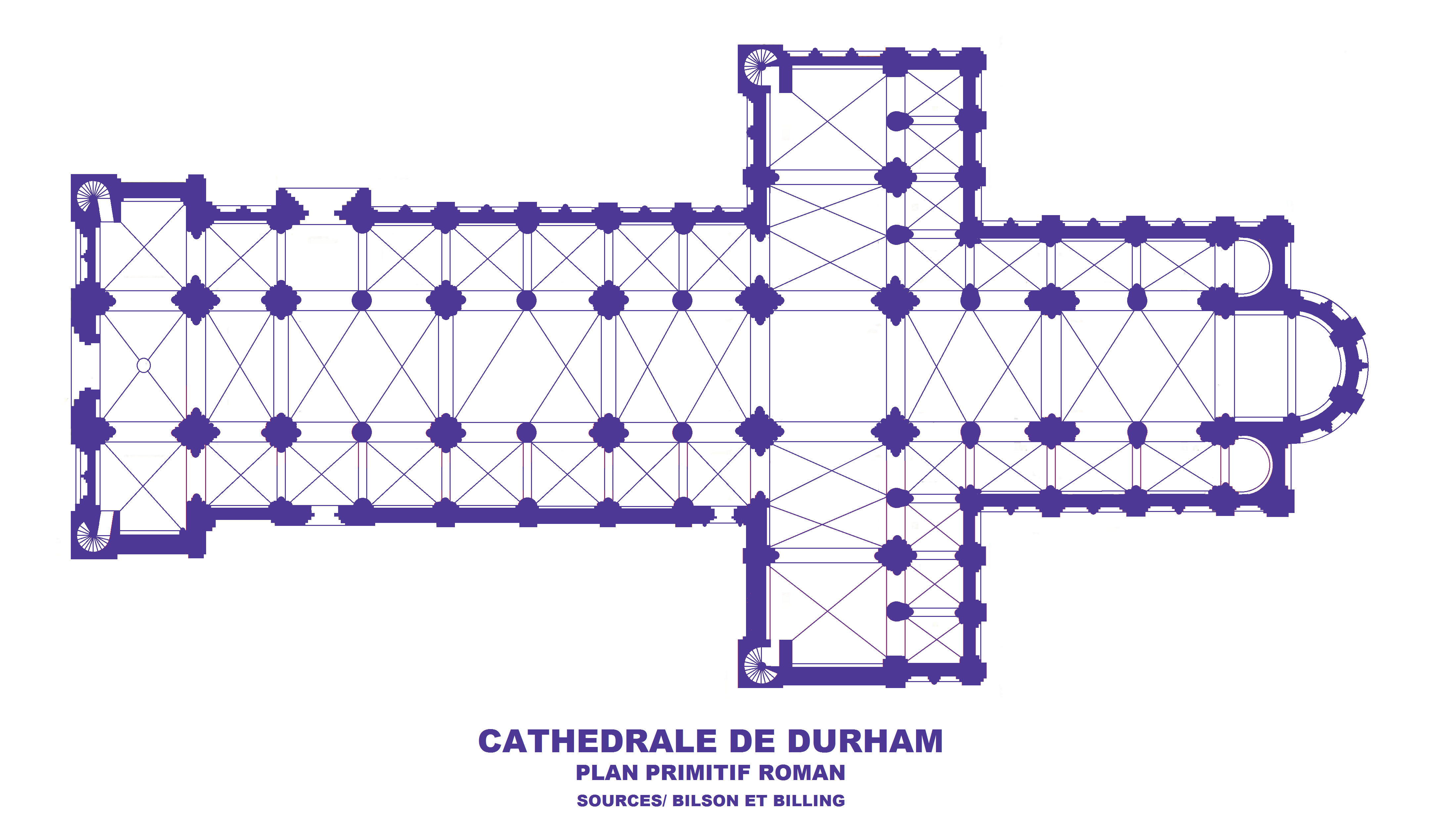
Catedral de Durham

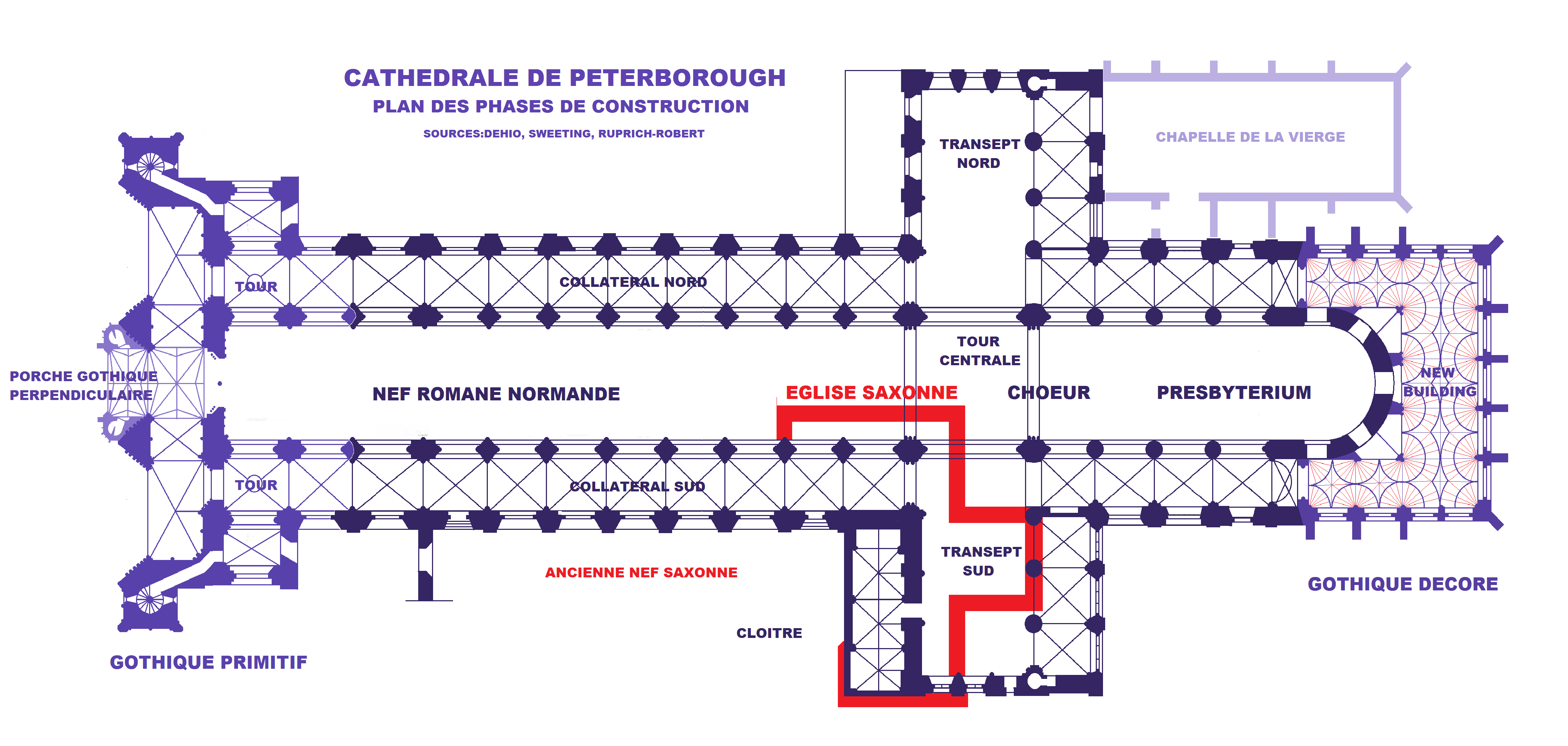
Catedral de Peterborough

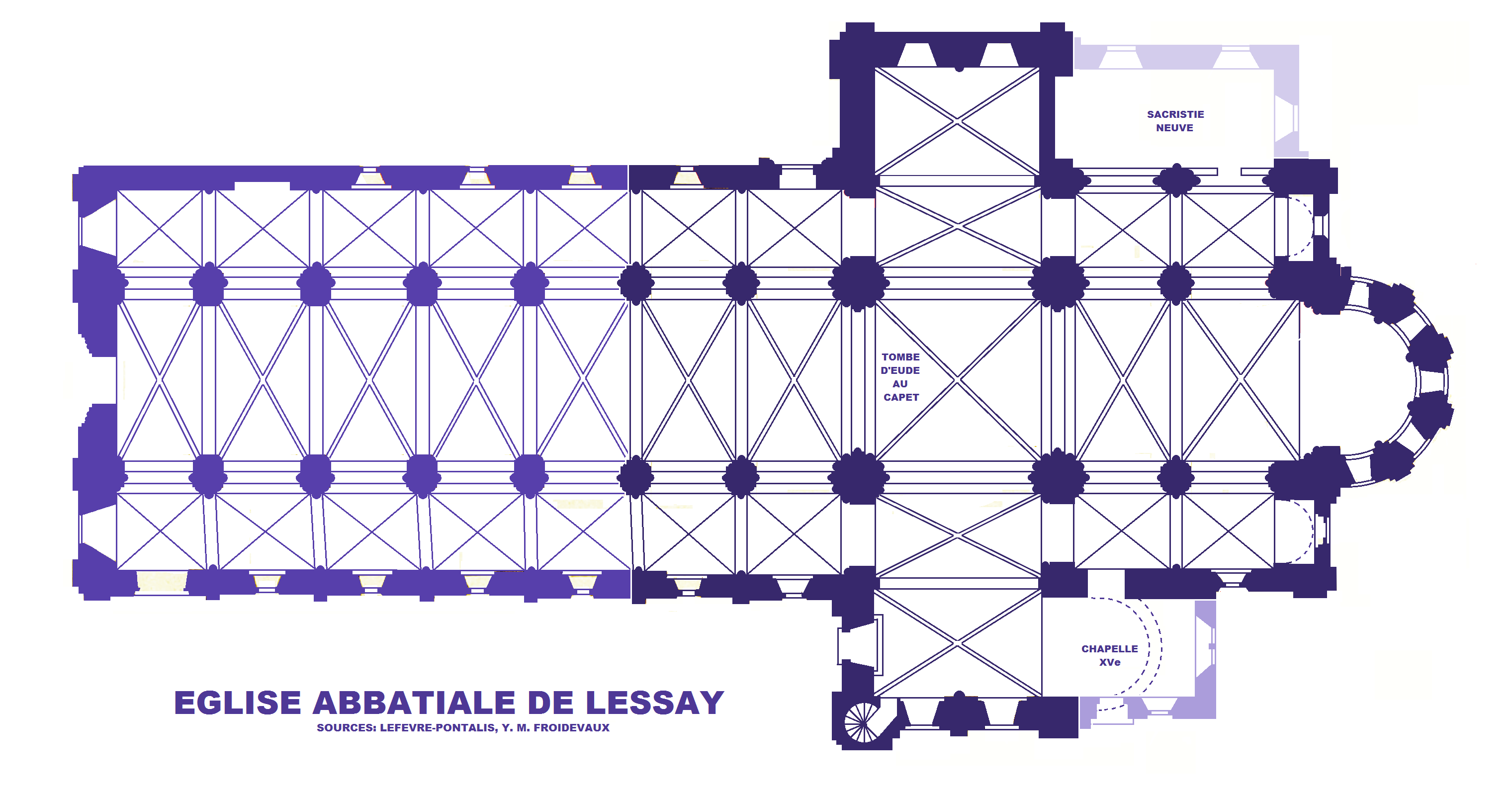
Abadía de Lessay

Los duques de Normandía estaban marcados por una profunda necesidad espiritual y era necesario llenar el vacío dejado por las invasiones vikingas en esa región en la que muchos asentamientos prerrománicos no habían sobrevivido, y donde las nuevas fundaciones tardaban en florecer. Guillermo el Conquistador eligió Caen como segunda capital de su ducado. Se comprometió con su esposa a fundar dos monasterios que van a ser determinantes para la arquitectura normanda. A su muerte había construido 17 conventos de monjes y 6 de monjas. Quiso que los edificios a los que se unía su nombre superasen en magnificencia a los que se levantaban por todos lados.
El 25 de diciembre de 1066, Guillermo fue coronado rey de Inglaterra y el extraordinario éxito material de los normandos se reflejó en la iglesia de Saint-Etienne de Caen. Si el ambicioso plan fue probablemente concebido antes de la conquista de Inglaterra, el éxito fulminante de 1066 permitió su rápida ejecución porque Guillermo no dudó en echar a perder, en beneficio de las abadías de Caen, la principal fundación de Haroldo II, la iglesia abacial de Waltam (en Essex), consagrada hacía pocos años (1060).
En 1063, el duque encomendó la construcción a Lanfranc —que había aconsejado al beato Herluin de Bec para la reconstrucción de la abadía de Notre-Dame du Bec— y luego lo nombró abad de Saint-Étienne de Caen en 1066 y arzobispo de Canterbury en 1070. Durante su mandato se reconstruyó la catedral de Canterbury destruida por un incendio hacía tres años.
En Inglaterra, después de 1066, la reconstrucción completa de las catedrales sajonas de Inglaterra por los normandos representó el programa más importante de construcciones eclesiásticas en la Europa medieval y las edificaciones más grandes erigidas en la Europa cristiana desde el final del Imperio romano. Todas las catedrales medievales de Inglaterra, excepto Salisbury, Lichfied y Wells, tienen vestigios de arquitectura normanda. La catedral de Peterborough, la catedral de Durham y la catedral de Norwich son casi completamente normandas y en otras todavía hay partes importantes: las naves de la catedral de Ely, de la catedral de Gloucester y de Southwell Minster, el transepto de la catedral de Winchester.
 La fachada armónica
La fachada de la iglesia de la abadía Saint-Etienne de Caen, que sorprendió por su pureza y su rigor, fue el primer ejemplo de una fórmula llamada a dominar la construcción de las iglesias más grandes de Occidente: la fachada armónica normanda. Consistía en dos torres occidentales de idéntico alzado dispuestas en el primer tramo de las naves laterales, alineadas con la puerta principal de la nave, para crear una fachada rectilínea.
Los tres niveles inferiores de la fachada forman un bloque cuadrado, que contribuye a la apariencia masiva del conjunto. Excepto por algunos ornamentos geométricos en las cresterías de los tres portales y al piñón de la nave, la desnudez de este bloque es sorprendente: la impresión de conjunto está sometida a las líneas arquitectónicas, a los cuatro contrafuertes masivos del principio, que acompañan la mirada desde el suelo hacia las torres; a las diez grandes ventanas, cuya base se prolonga con cordones salientes.
La técnica del muro grueso
La técnica normanda del muro grueso, iniciada en la abadía de Bernay, se desarrolló en la abadía Saint-Etienne de Caen en los años 1070-1080. Interrumpió todas las experiencias tradicionales y consistió en crear pasajes dentro de los muros al nivel de las ventanas de la nave, del transepto, de la fachada occidental e incluso de la cabecera. Estos pasajes, que facilitaban la circulación, permitían efectos de transparencia desconocidos en la arquitectura románica gracias al desdoblado de los muros y a la multiplicación de soportes, columnas y columnillas adosadas a los pilares compuestos. Al mismo tiempo, los arquitectos normandos abandonaron los alzados de dos niveles por otros de tres niveles que integraban un nivel de tribunas, con techumbres de madera o abovedadas. Antes de la llegada de la arquitectura gótica, las búsquedas normandas se centraron más en los elementos de la estructura que en los muros.

##### Las primeras crucerías de ojivas
Fue en el mundo anglonormando, en el que las naves tradicionalmente se cubrían con carpinterías de madera y se daba la alternancia de pilares fuertes y débiles después de la iglesia de la abadía de Notre-Dame de Jumièges, donde aparecieron las primeras bóvedas de ojivas, perfectamente formadas, con una disposición diagonal de nervaduras que se cruzaban para descansar en las esquinas de los tramos.
Las bóvedas de crucería de la abadía de Sainte Trinité de Lessay, en Normandía (hoy departamento de Manche), que pueden ser fechadas con certeza antes de 1098 por la inhumación en el coro de la abadía de Eudes en Capel, hijo del fundador y senescal de Guillermo el Conquistador, presentan torpezas que atestiguan búsquedas un poco empíricas porque fue en el curso de la construcción cuando la voluntad de abovedar el transepto se tomó insertando muy torpemente las entregas de los nervios.
La catedral de Durham, en Inglaterra, construida alrededor de 1093 por el obispo Guillaume de Saint-Calais —antiguo abad de la abadía de St. Vincent du Mans y asesor de los duques de Normandía y reyes de Inglaterra, Guillermo el Conquistador y Guillermo el Rojo— aun ofrecía los soportes bastante torpemente diseñados para recibir las nervaduras, pero la complejidad de las molduras y la perfección de las formas ya muestra que se habría beneficiado de ensayos anteriores. Estas dos fábricas en construcción debieron de inspirarse en logros anteriores y probablemente muy diferentes.

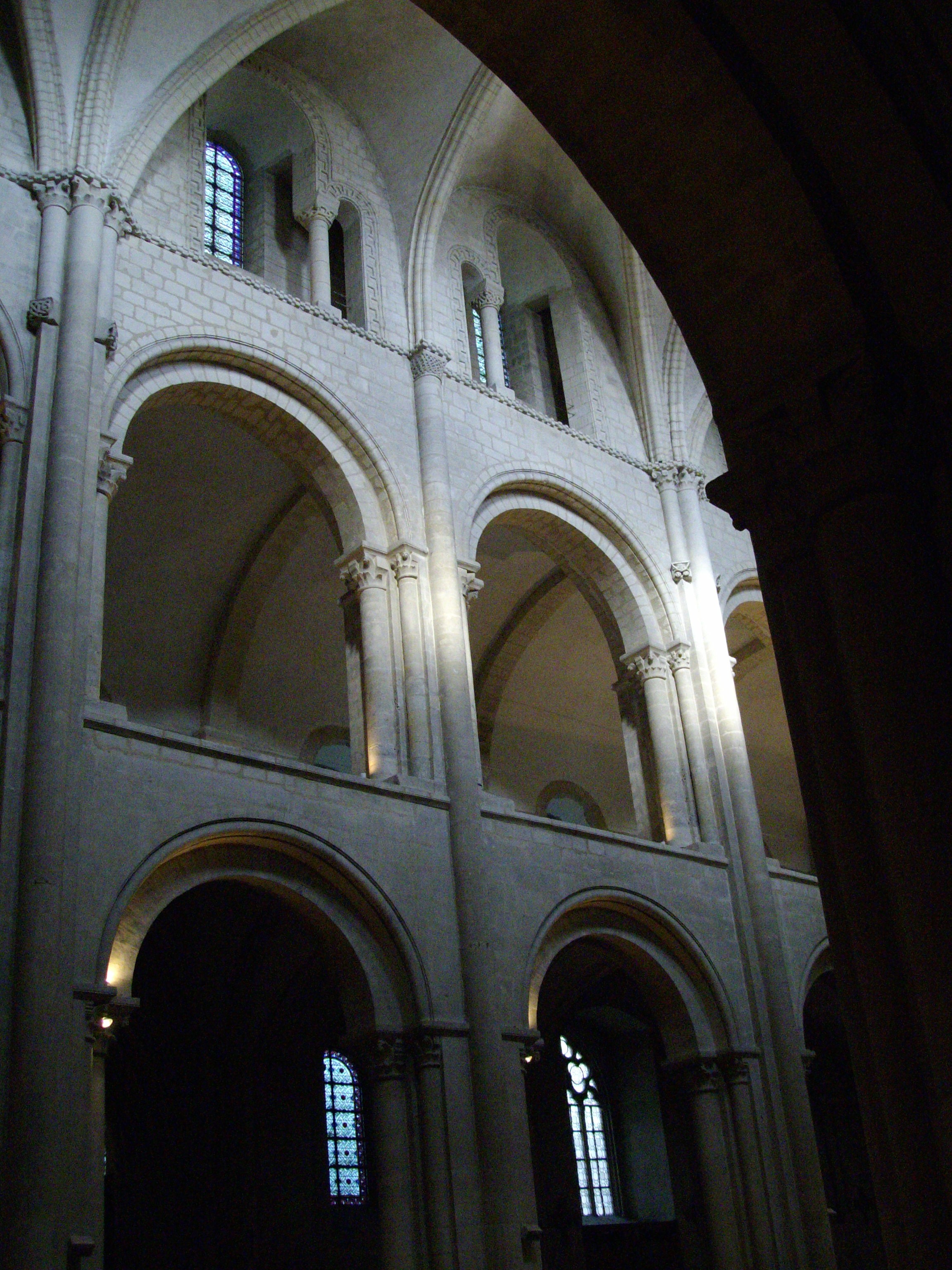
Iglesia de San Esteban de Caen
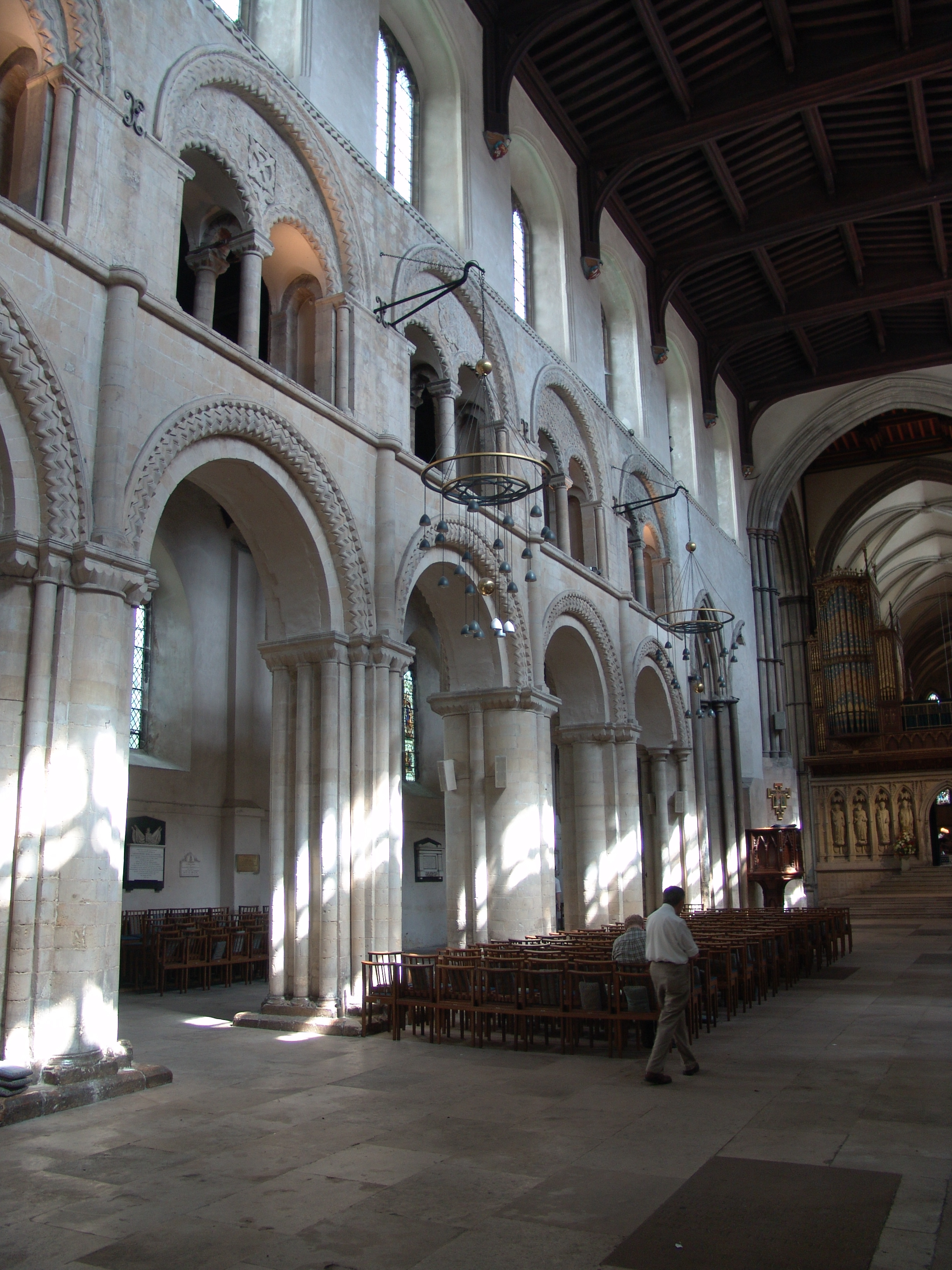
Catedral de Rochester
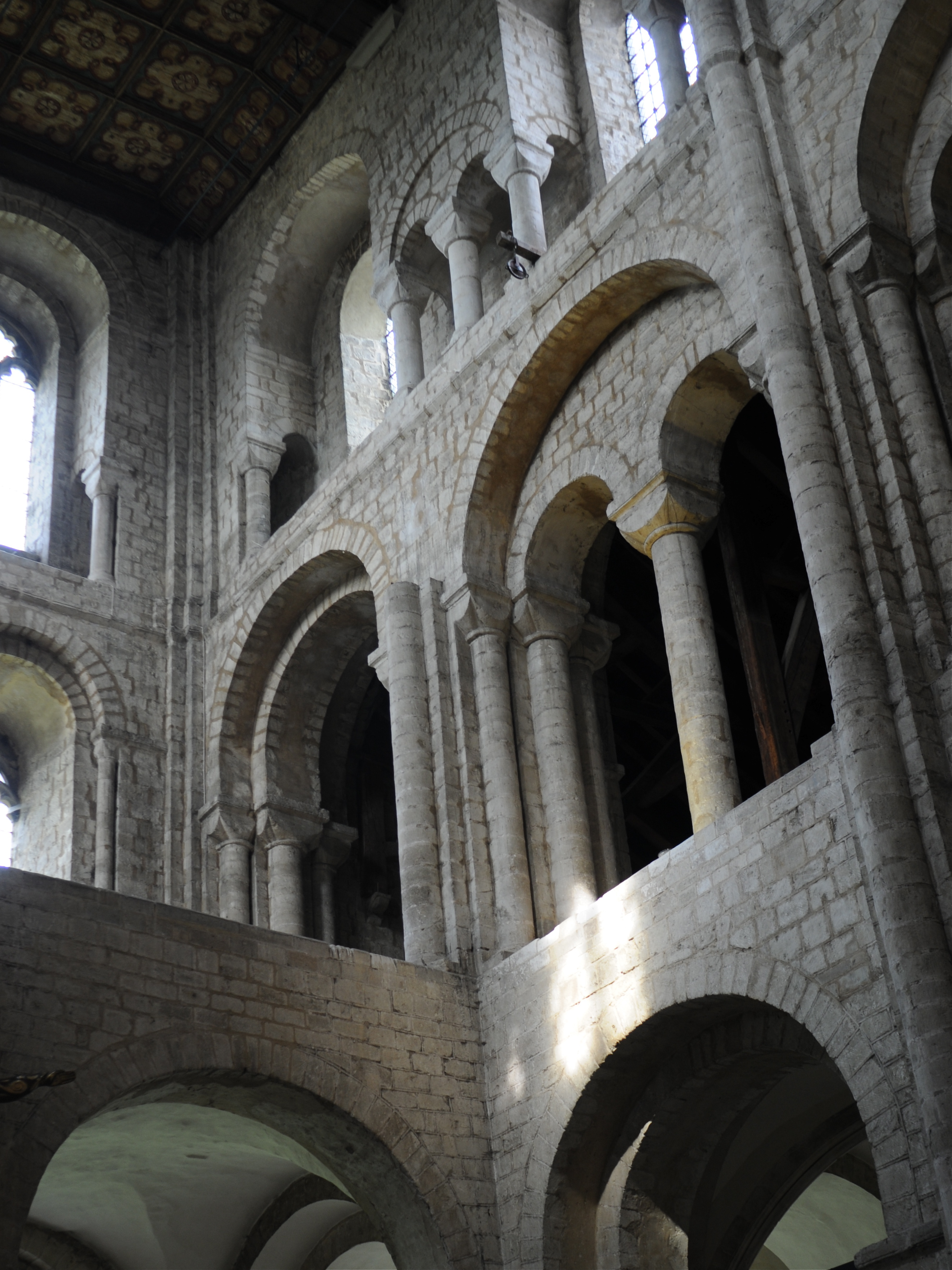
Catedral de Winchester
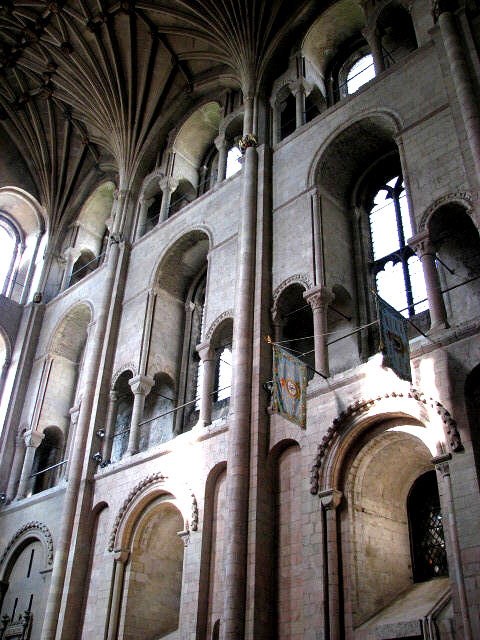
Catedral de Norwich
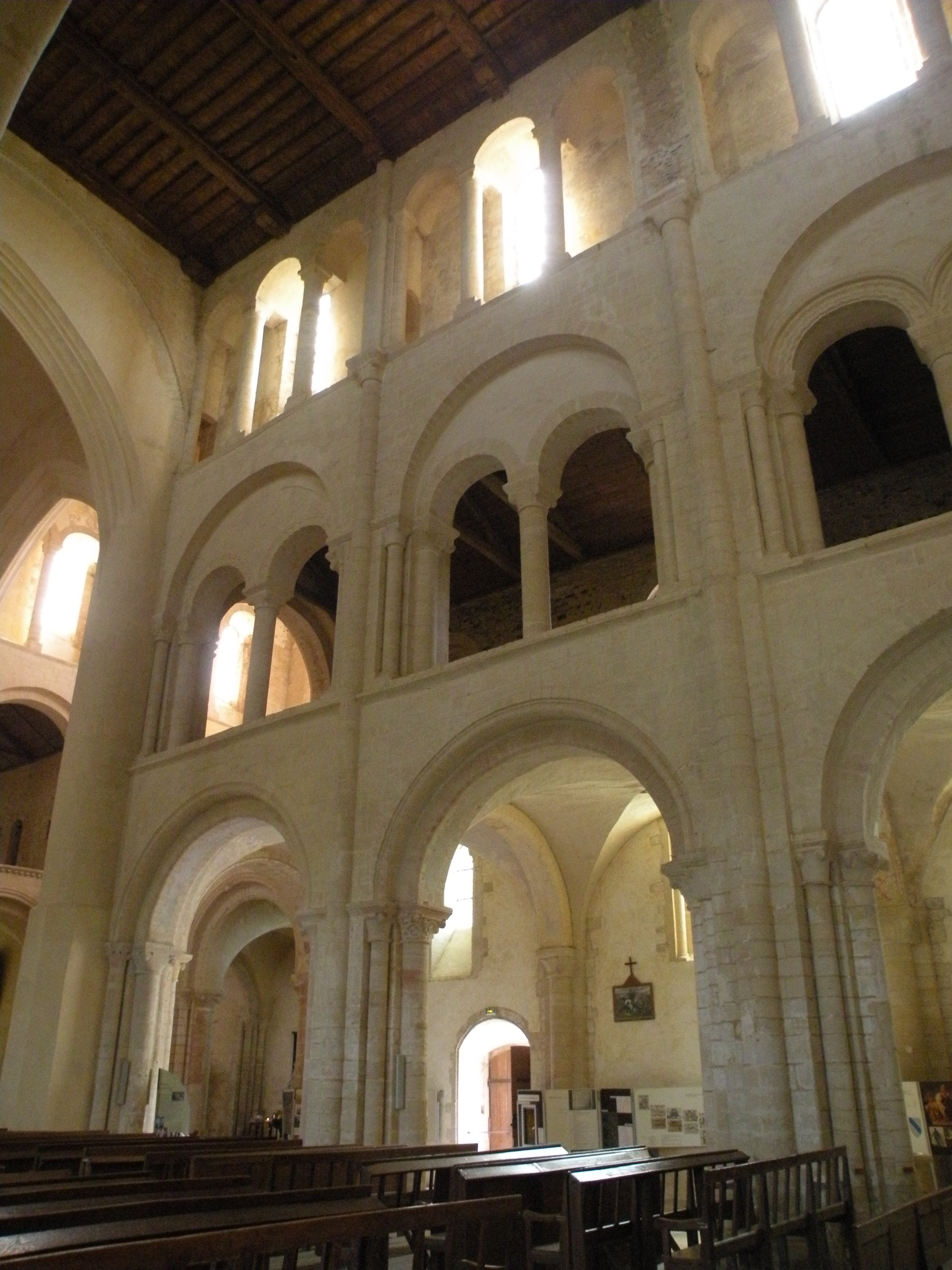
El pasaje en el muro, abacial de Cerisy-la-Forêt
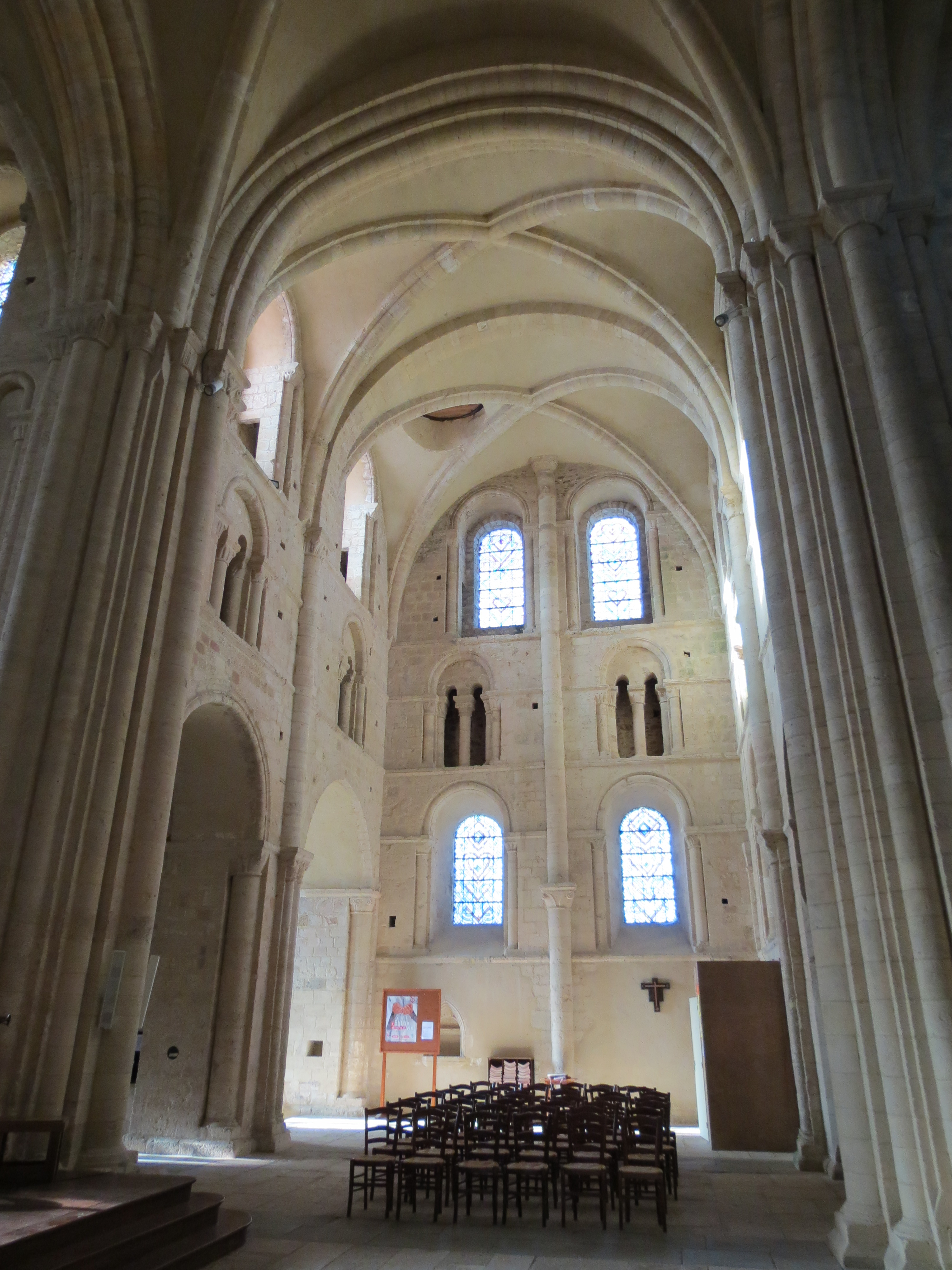
Abadía de Lessay, transepto abovedado de ojivas
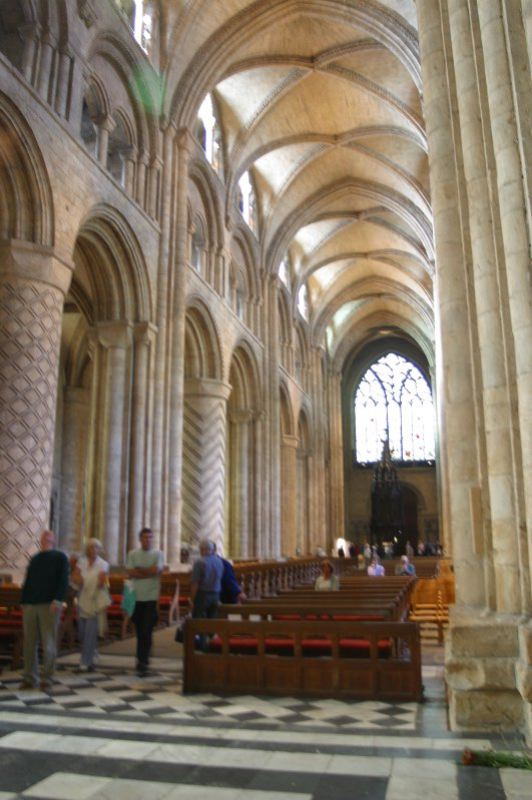
Catedral de Durham abovedada con ojivas

#### La arquitectura de arcadas y las nuevas cabeceras

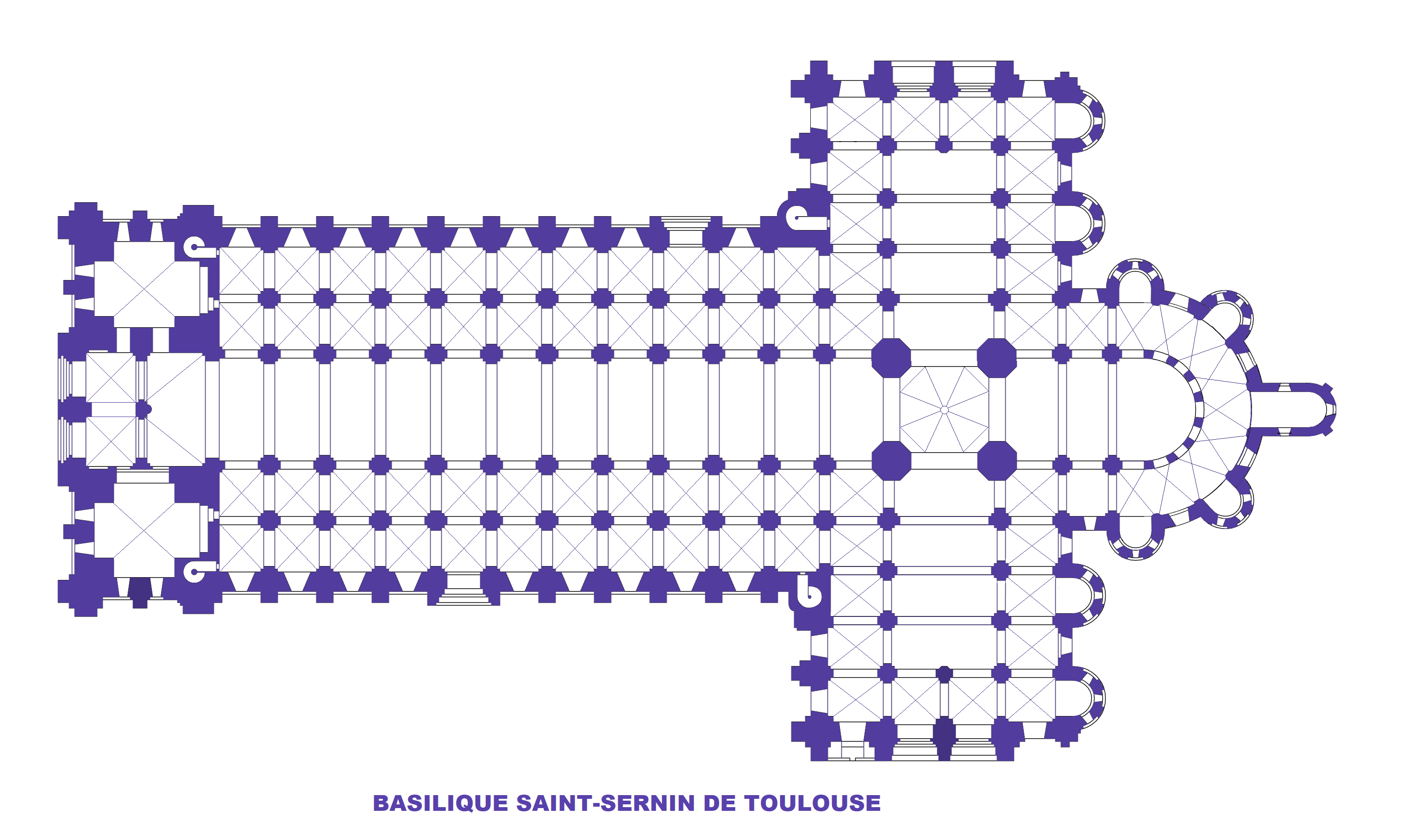
Planta de la basílica de San Sernín de Toulouse

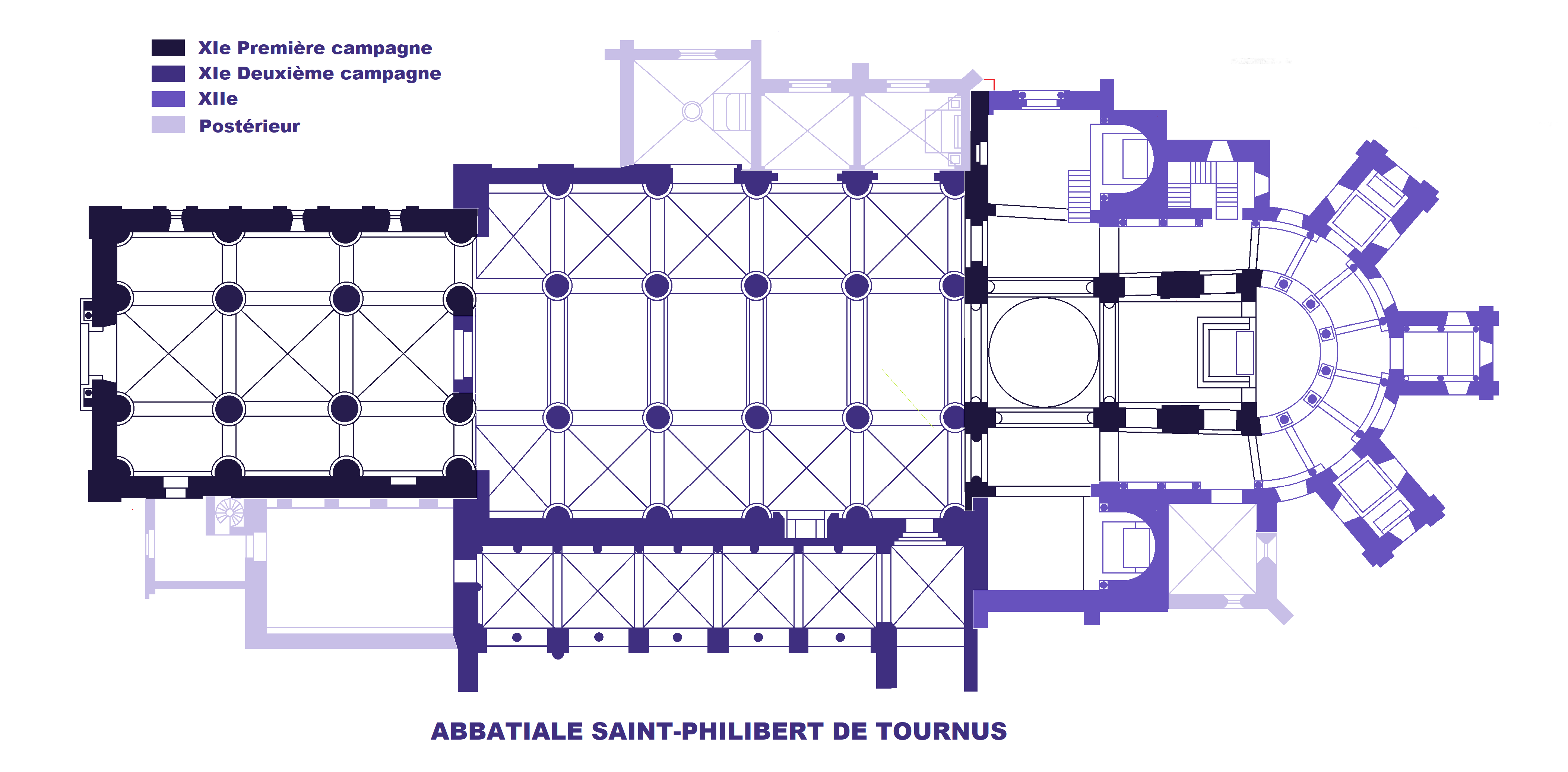
Planta de la abacial de Tournus

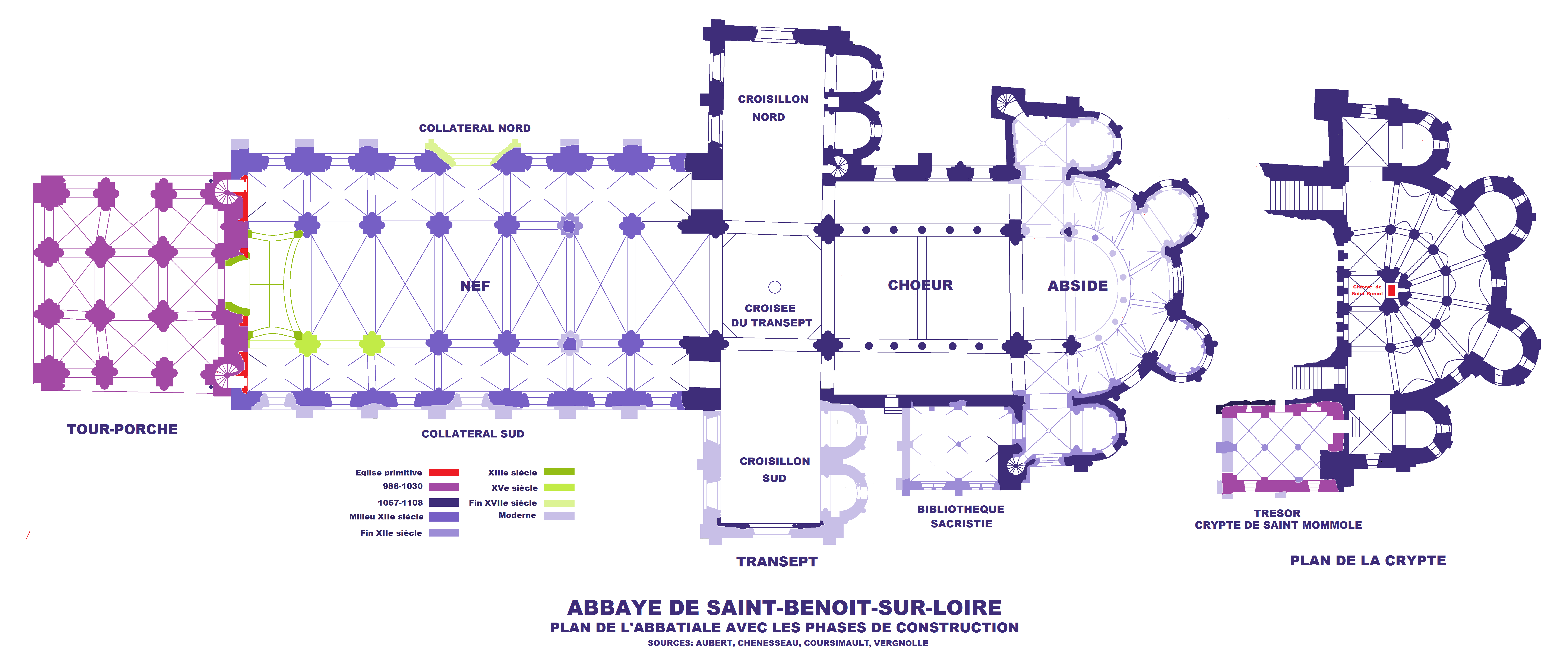
Planta de la abacial de Saint-Benoît-sur-Loire

El deseo de los arquitectos de construir edificios abovedados más importantes estaba limitado por los empujes horizontales generados por las bóvedas. La solución implicaba el uso de nuevas técnicas de contraempuje, con el auxilio de las naves laterales abovedadas y de un nivel de tribunas. Para garantizar la estabilidad de la nave central cubierta con una bóveda de cañón, se utilizaron naves laterales abovedas con aristas o en semicañón, pero estas soluciones eliminaban las ventanas altas y la iluminación directa de la nave.
Al agregar un nivel más al alzado de la nave central y superponer una tribuna abovedada de medio cañón sobre una nave lateral perfectamente estable abovedada de aristas, se garantizaba la estabilidad de la bóveda central. Además permitía mejorar las circulaciones y podía tener una función litúrgica. Las naves laterales de gran altura permitían aumentar considerablemente la altura de las naves centrales y también permitían doblar las naves laterales como en la basílica Saint-Sernin de Toulouse. En Saint-Philibert de Tournus, se encuentra una variante original en la que la nave central está cubierta con bóvedas de cañón transversales con naves laterales abovedadas con aristas.
Las construcciones de los arquitectos eran cada vez más variadas y particularmente las cabeceras, tanto en planta como en alzado, los espacios internos, los pasajes visuales y la luz. La cabecera de Saint-Benoît-sur-Loire ofrecía una interpretación original de la planta con deambulatorio con un alargamiento significativo del santuario. Probablemente se justificase por el deseo de construir una cabecera-relicario alrededor del santuario de san Benito, el fundador del monasticismo occidental. Las columnas del hemiciclo y los tramos del deambulatorio tienen intervalos reglados por las aberturas y, en particular, por la ventana axial.

Cabecera oriental de la basílica de Saint-Sernin de Toulouse
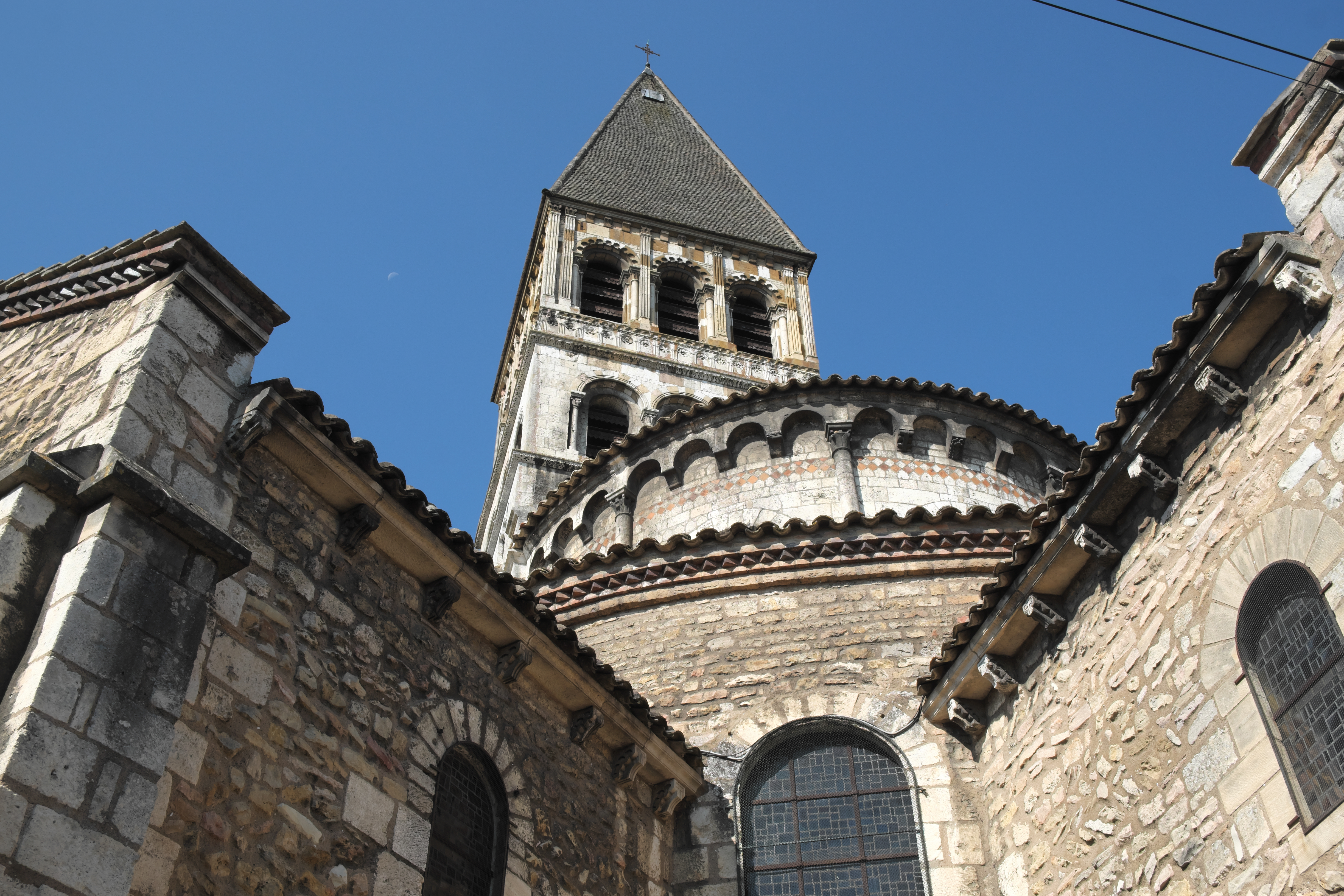
Cabecera de abacial de Tournus
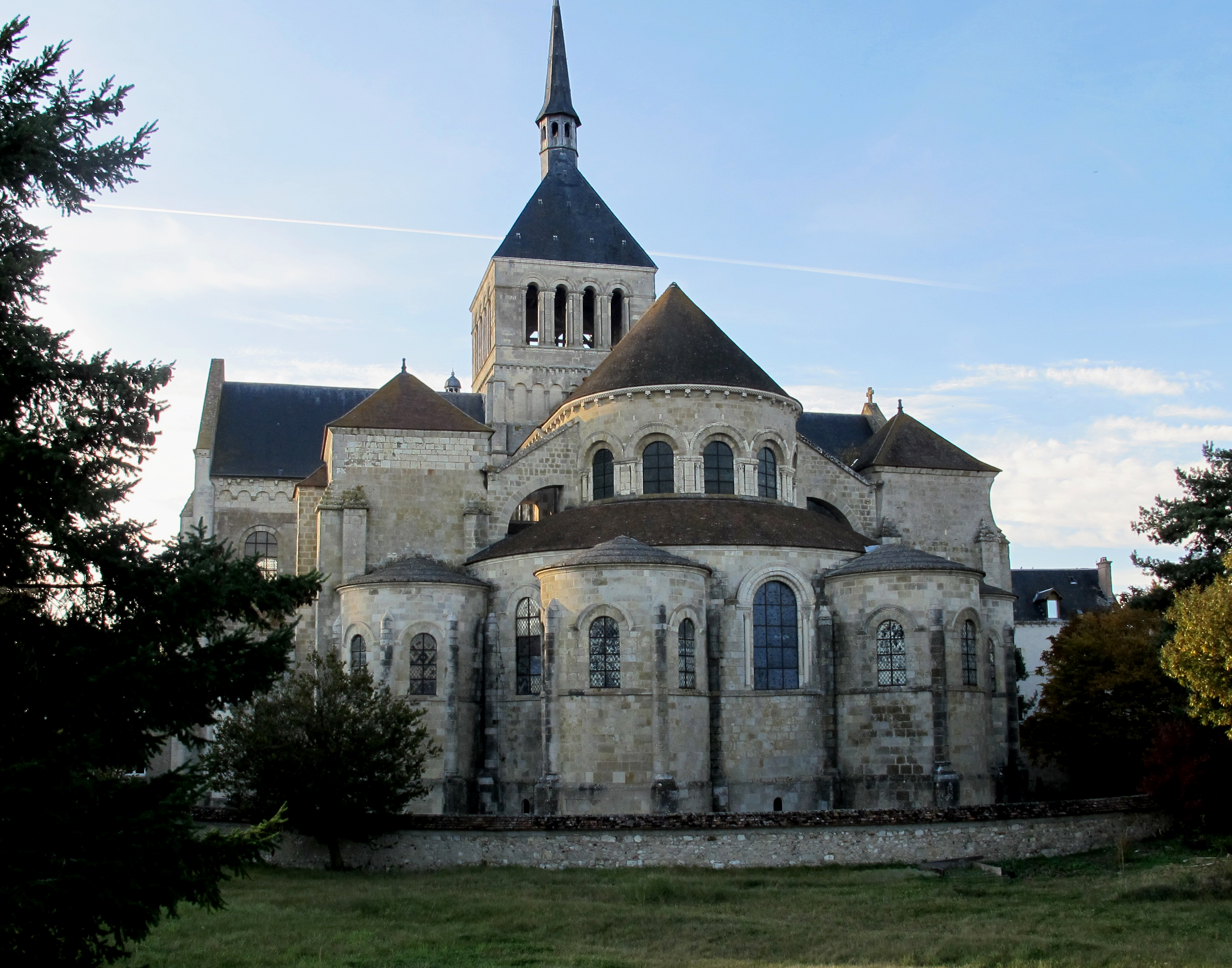
Cabecera de abacial de St-Benoît-sur-Loire

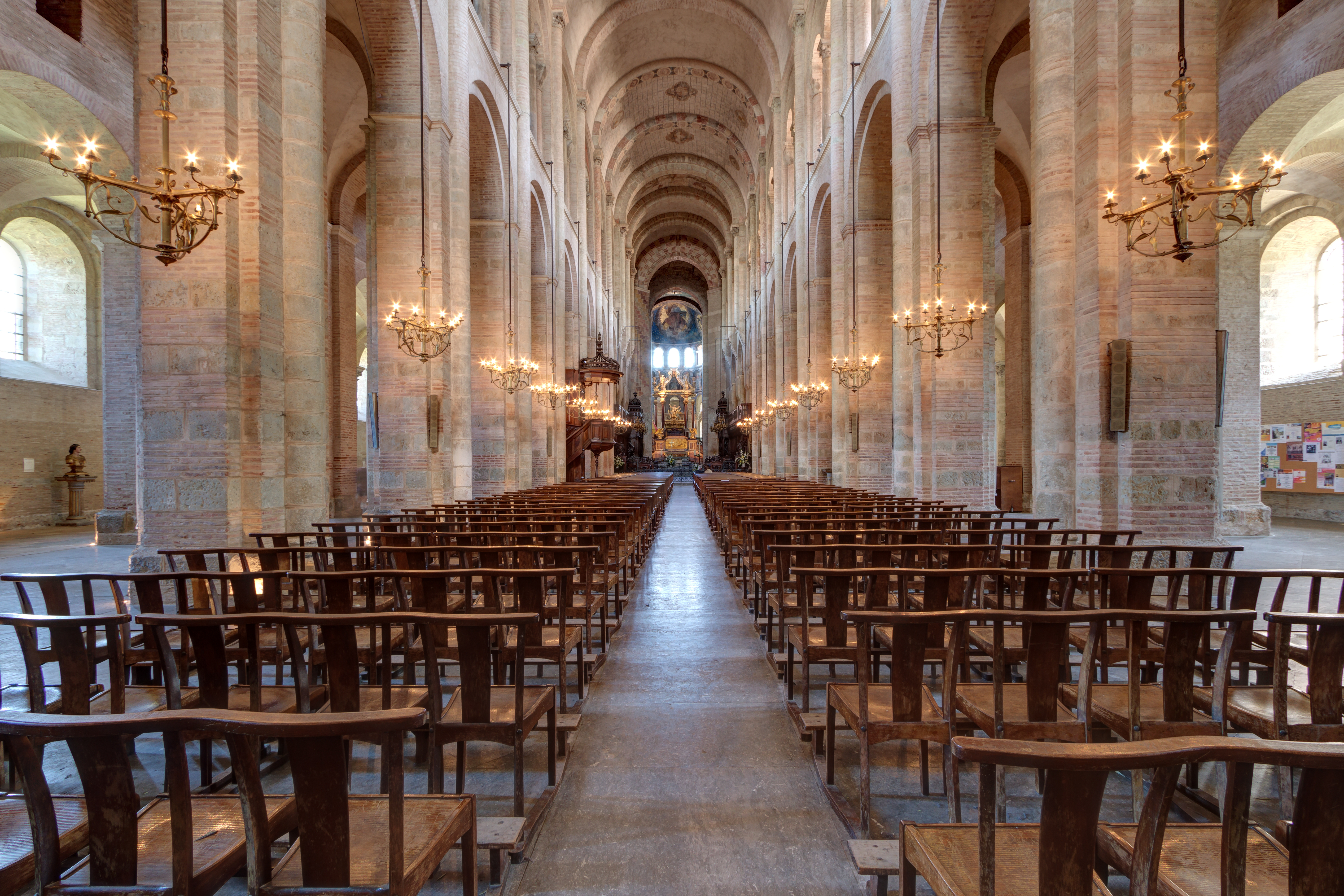
Basílica de Saint-Sernin de Toulouse
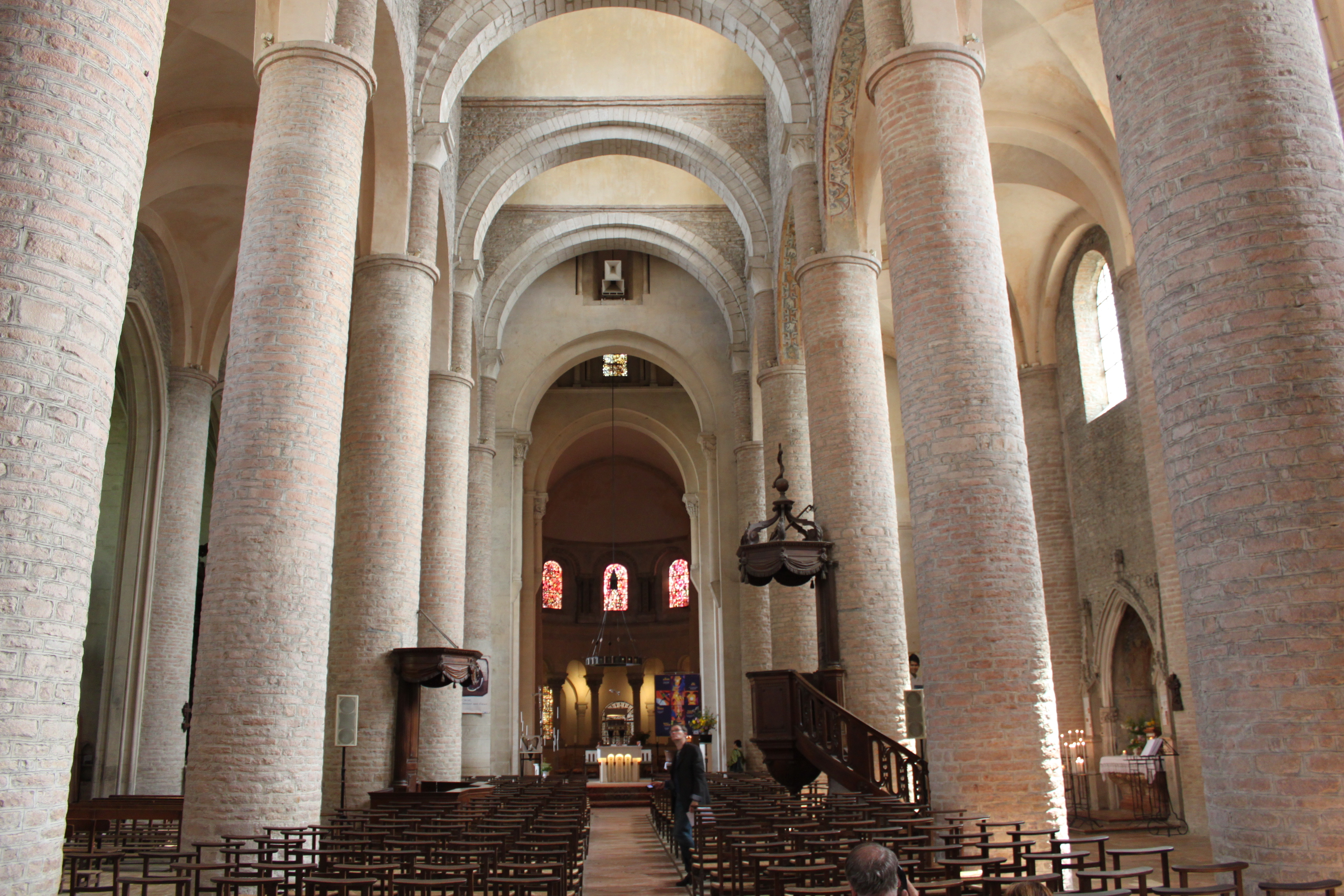
Nave de la abacial de Tournus
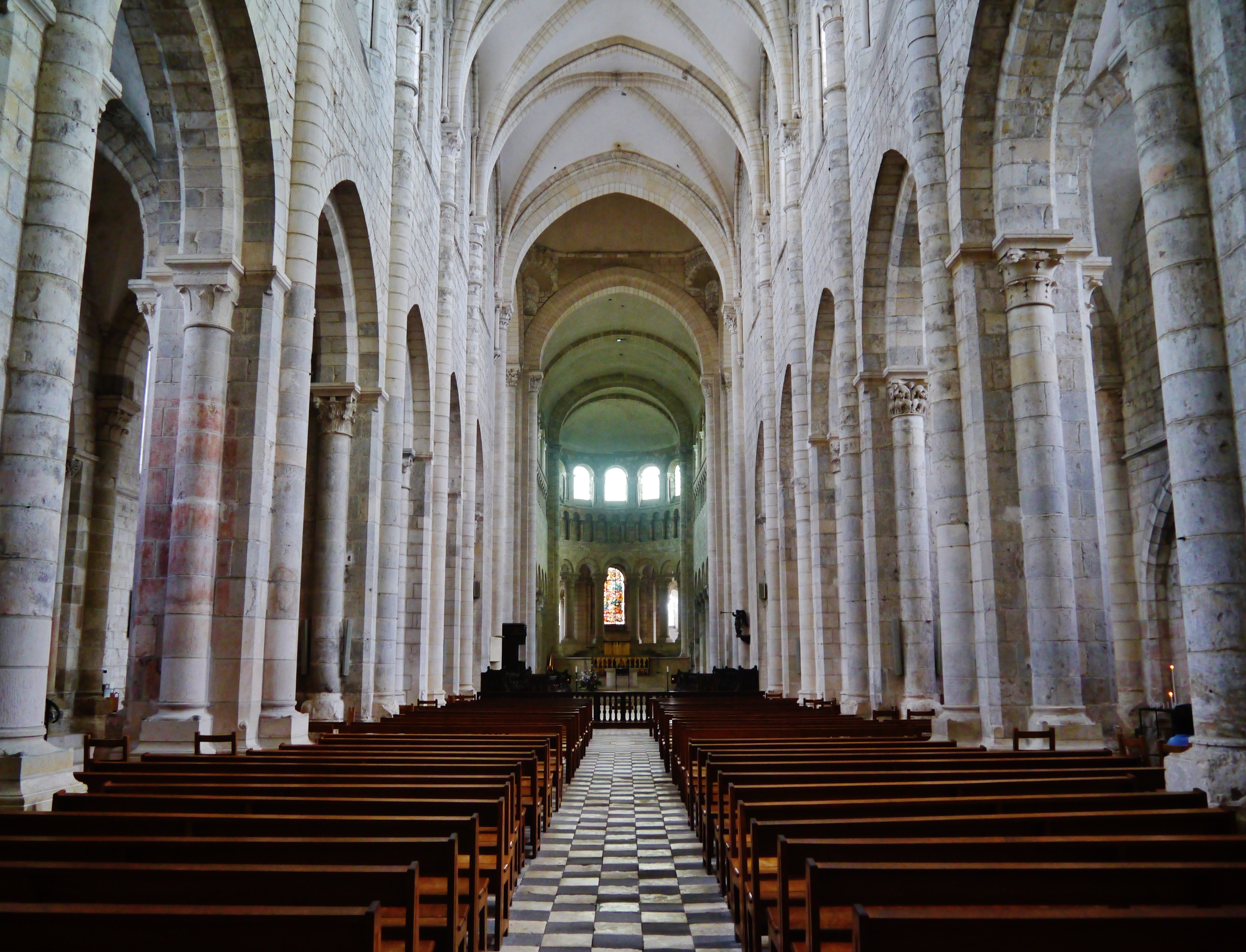
Nave de la abacial de St-Benoît-sur-Loire

### El tiempo de la madurez

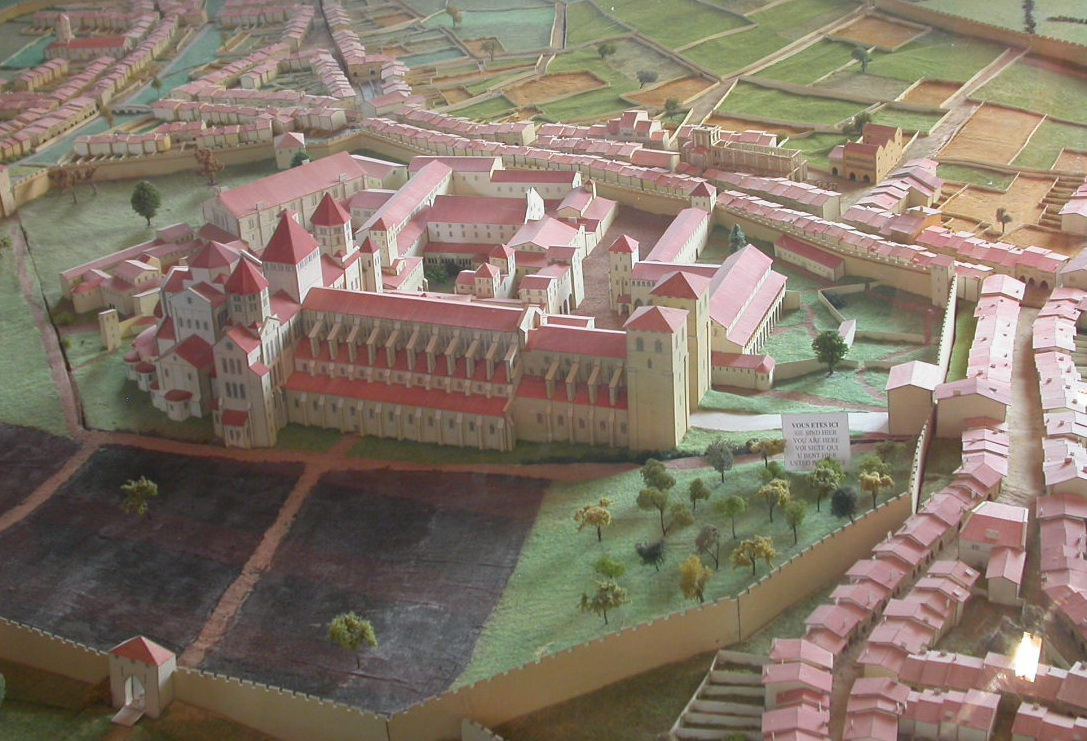
Maqueta de la abadía de Cluny III.

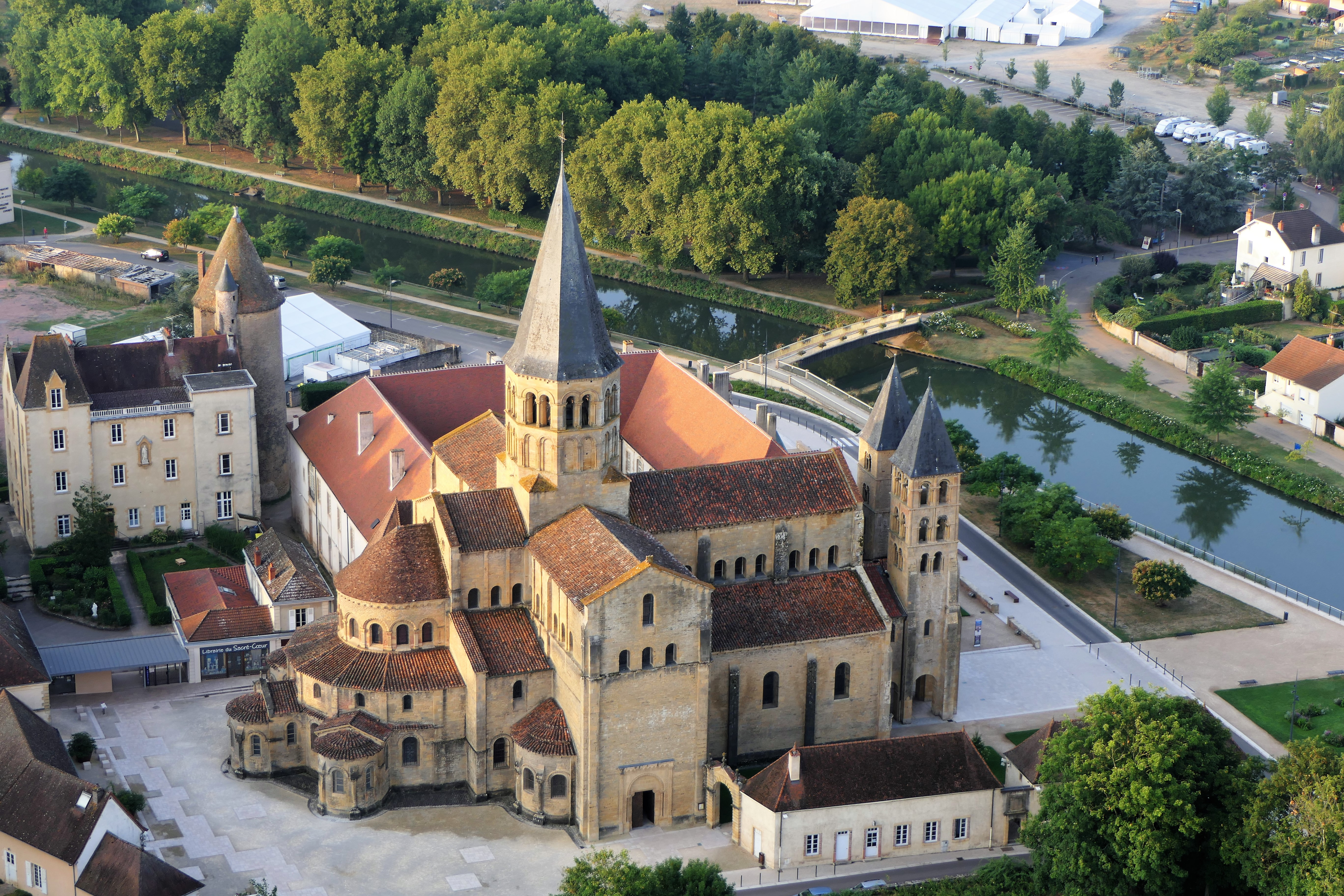
Maqueta de Paray-le-Monial

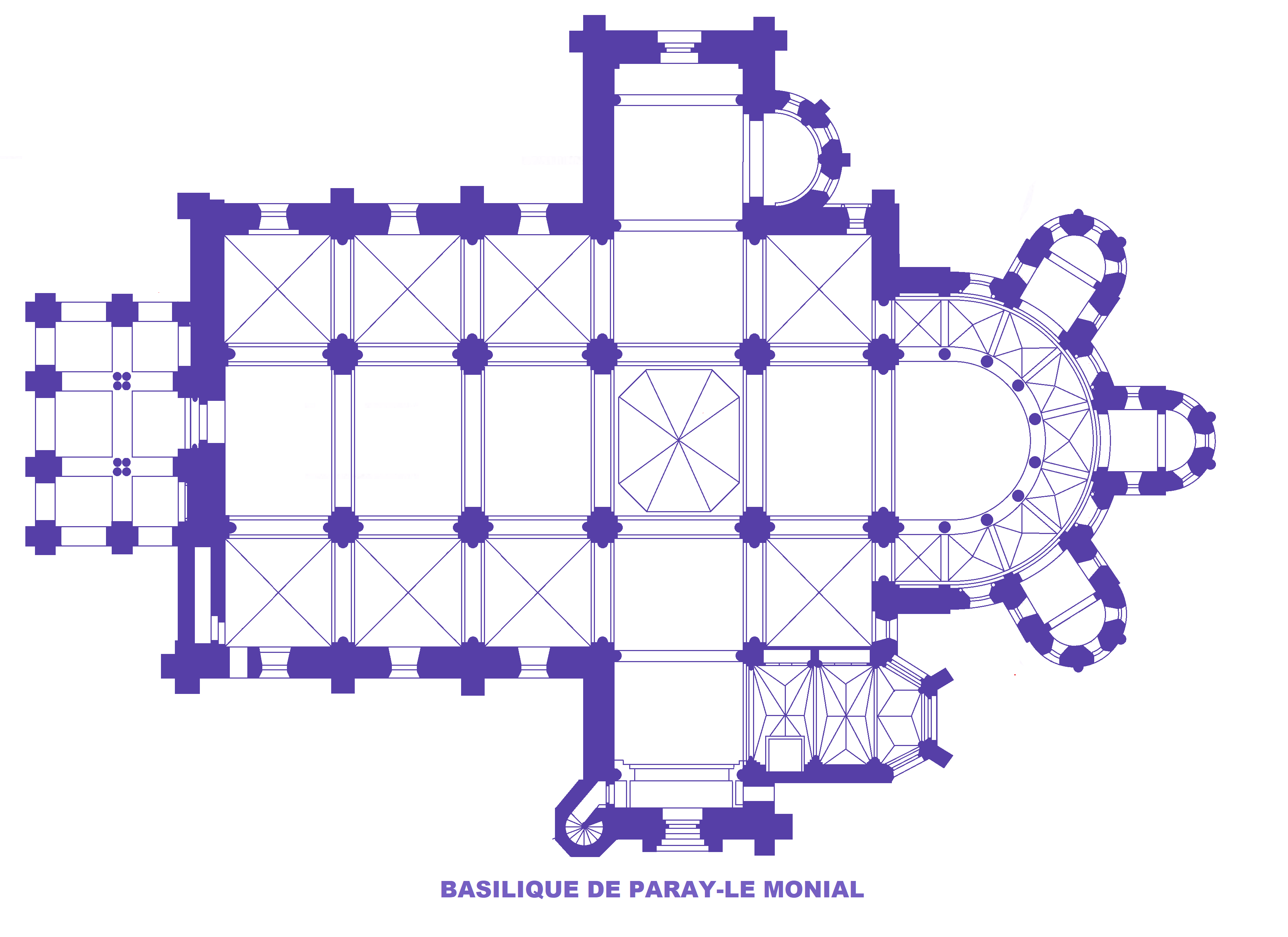
Paray-le-Monial

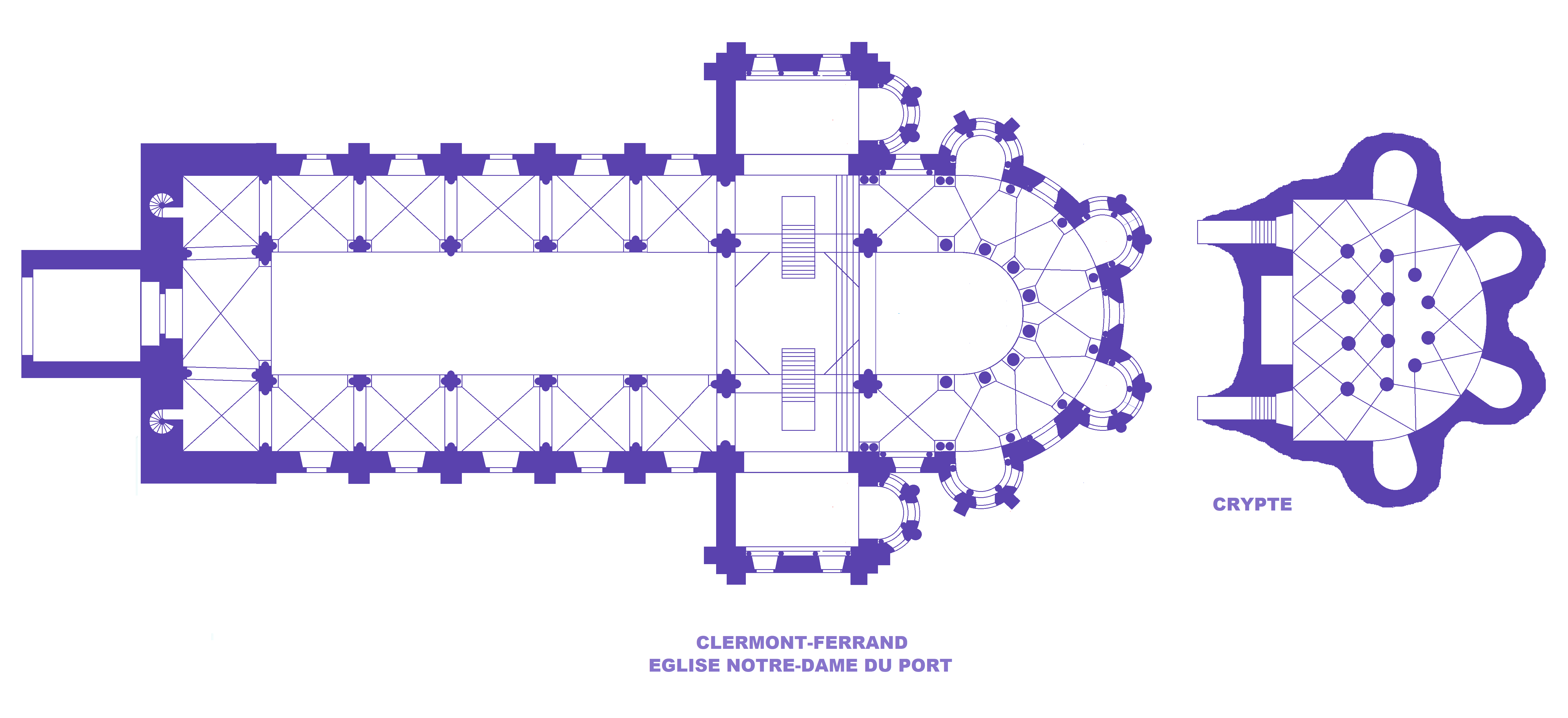
Basílica Notre-Dame-du-Port de Clermont-Ferrand

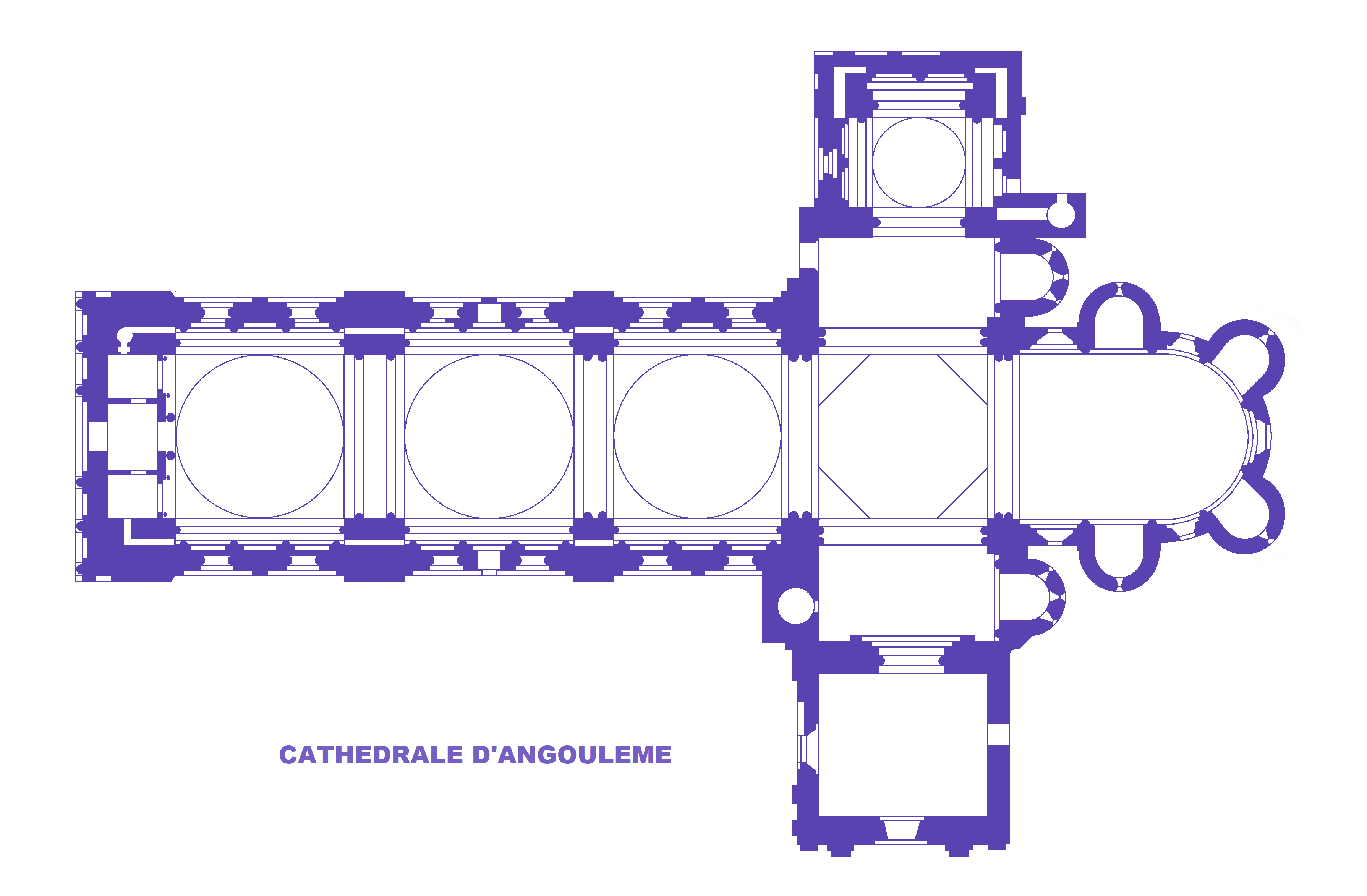
Catedral de Saint-Pierre de Angulema

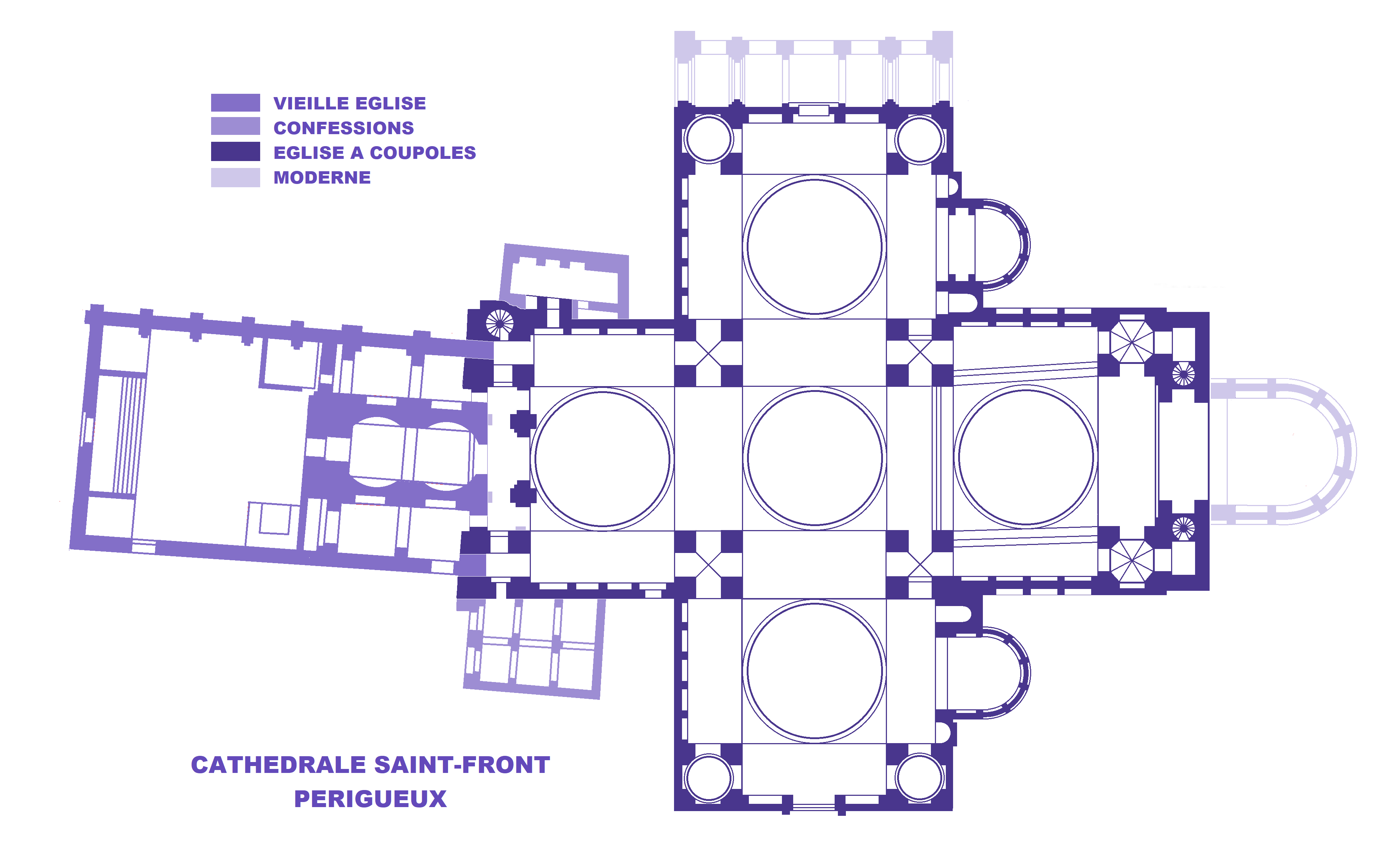
Saint-Front de Périgueux

El final del siglo XI estuvo marcado por el apogeo del poder de la abadía de Cluny, que alcanzó alrededor del año 1000 un millar de prioratos diseminados por toda Europa, con unos diez mil religiosos: nada era demasiado bueno para magnificar la casa de Dios. En reacción a ese derroche de medios, una crisis atraviesa el monasticismo con la creación de nuevas órdenes que desean renunciar a los bienes de este mundo lo que se manifestará en construcciones de una gran pobreza. Ese nuevo estado de ánimo tendrá una gran importancia en la creación artística y alrededor de 1130-1140, un nuevo ideal estético toma forma en esas comunidades.
Abadía de Cluny
La abadía de Cluny III era a la escala y a imagen del poder de la orden. Debía acomodar de dos a trescientos monjes residentes, a los conversos —que se ocupan de labores manuales y de los asuntos seculares de un monasterio, con el fin de permitir la plena vida contemplativa de los monjes—, al personal y a los visitantes. Si hoy no permanece más que el brazo sur del gran transepto, tres tramos de las naves laterales y dos capillas, los planos y las campañas de excavaciones muestran una iglesia de 187 m de largo con la antenave. La fiesta arquitectónica es de gran ambición, con un cabecera con deambulatorio y cinco capillas radiantes, un doble transepto dominado por cuatro torres, nave y coro con cinco naves, como en San Pedro de Roma. Era el edificio más grande de Occidente, y su abad, que dependía únicamente del papa, era una de las figuras más importantes de la cristiandad.
Paray-le-Monial, una réplica de Cluny
La basílica de Paray-le-Monial es una réplica relativamente fiel de la abadía de Cluny de dimensiones reducidas y una parte arquitectónica menos ambiciosa. Como en Cluny, su deambulatorio es más estrecho que la nave lateral correspondiente y ha una fuerte desnivel con el ábside. Las bóvedas del coro y de los pasillos tienen una altura idéntica a la de la nave y del transepto. El hemiciclo retoma el tipo de altas columnas de Cluny, los dos niveles de ventanas, las arcadas y las columnas adosadas. Paray-le-Monial como Cluny se caracteriza por su austeridad externa en oposición a una investigación plástica interna de una gran riqueza.
Una diferencia importante aparece con Cluny, donde el arquitecto tiene la voluntad de reducir el alcance de la nave central de una altura sin precedentes en la arquitectura románica. Crea un voladizo con cordones en fuerte saliente en cada nivel del alzado y emplea órdenes superpuestos con pilastras acanaladas. Esta superposición de órdenes que se encuentra en Paray-le-Monial sin tener la preocupación del voladizo se retoma a menudo en Borgoña y más allá.
 Las iglesias de Auvernia

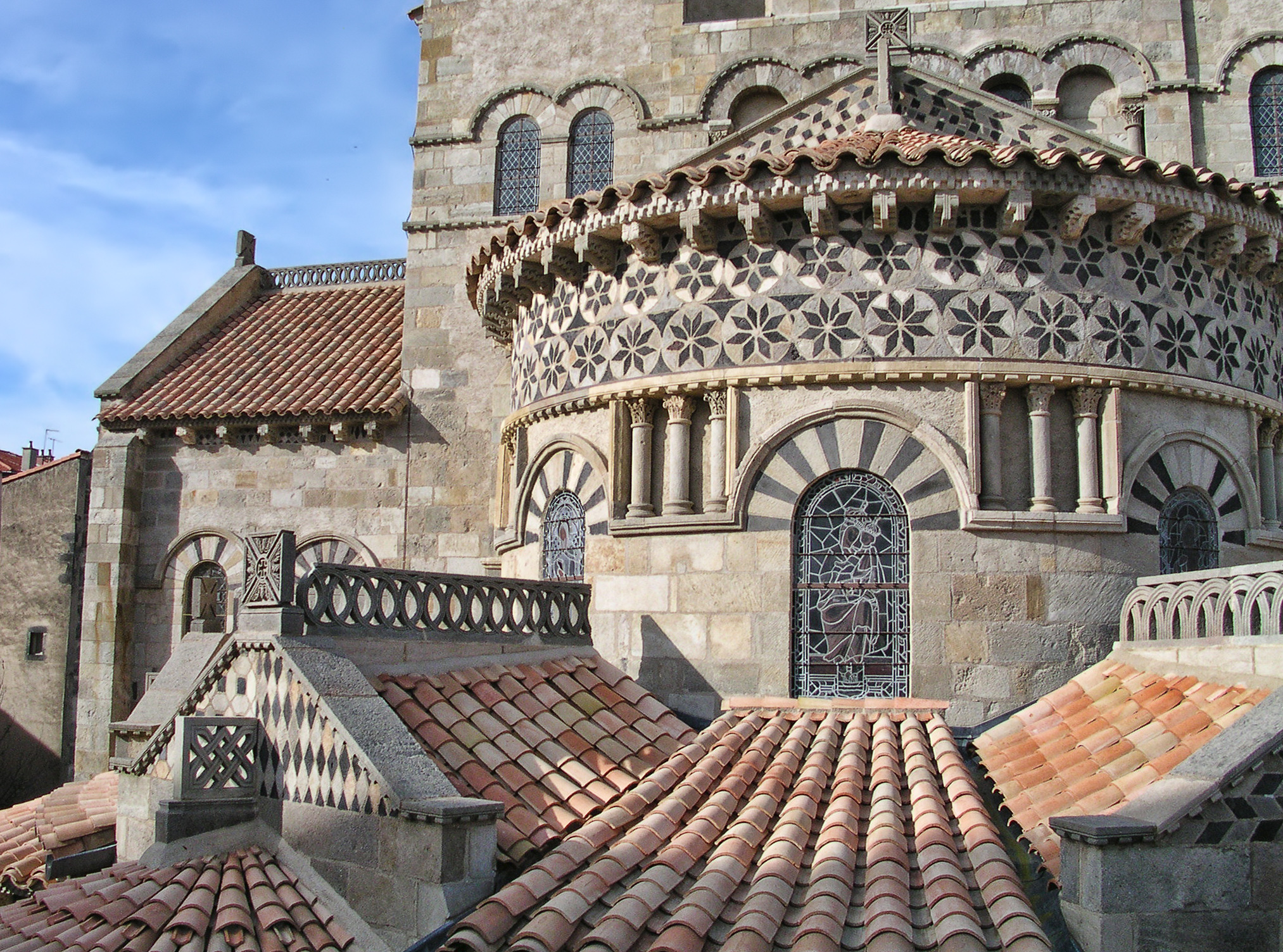
Decoración, Basílica de Nuestra Señora del Puerto, Clermont-Ferrand

En Auvernia, los arquitectos permanecieron fieles a la bóveda de cañón, con un interés particular por las superficies murales inarticuladas y los arcos diafragmáticos que separaban la nave del transepto, perforados de huecos. La cripta, que en otros lugares ya tendía a desaparecer, sigue presente en algunos edificios de Auvernia. La difusión de la luz está especialmente elaborada, al igual que la decoración exterior con el ensamblaje de piedras diferentes y juegos de aparejos tomados de la Alta Edad Media. La basílica de Notre-Dame-du-Port de Clermont-Ferrand tiene una cripta y una cabecera con una decoración de piedras policromadas.

#### La bóveda de cañón apuntada
A principios del siglo XII, los arquitectos utilizaron en varios edificios de Borgoña, del Berry, del suroeste (en Saint-Pierre de Chauvigny) y en Auvernia la cobertura de los transeptos, y luego de las naves, mediante bóvedas de cañón apuntadas. Constituidas por dos arcos círculares que se juntan sobre una clave, reducían las fuerzas horizontales y eran más fáciles de contrarrestar, permitiendo así crear aberturas más grandes en los muros. Reemplazaron rápidamente a la bóveda de cañón semicircular. El arco apuntado también se impuso en las arcadas y en los arcos fajones. Esta nueva técnica marcó un importante punto de inflexión en la arquitectura medieval. Condujo al abandono de las tribunas de contraempuje y al éxito de las iglesias de tres naves de alturas casi idénticas, con las naves laterales abovedadas con aristas que retomaban los esfuerzos horizontales de la nave central y los llevaban al pie de las bóvedas de cañón apuntadas, como en Notre-Dame de Cunault en Anjou.
 Bóvedas de aristas de grandes luces, Vézelay
Para cubrir la nave de la basílica Sainte-Marie-Madeleine de Vézelay con una altura de 18,50 m y de 10,00 m de anchura sin el acodalamiento de unas naves laterales elevadas y para obtener una iluminación alta directa sobre la nave, el arquitecto hizo una elección ingeniosa. Construyó en la nave central una serie de bóvedas de aristas hechas de materiales ligeros, de piedras falsas moldeadas, constituidas por una mezcla de cal, de escombros calizos pulverizados y de brezo. La parte central de las bóvedas de aristas está hecha con elementos concéntricos y las entregas fueron reforzadas con profundos arranques. Los arcos fajones fueron doblados y entregan en los muros. La solución probó tener problemas y pronto los muros empezaron a desplomarse, siendo primero estabilizados mediante tirantes que absorbían las fuerzas horizontales, que fueron luego retirados tras la construcción de arbotantes exteriores.

#### Las cúpulas
A partir de 1100-1110, se estaban desarrollando en Aquitania edificios que se cubrían con hileras de cúpulas. Permitían cerrar grandes áreas para reunir y visualizar una multitud en una región atravesada por los movimientos heréticos. Este tipo de cubiertas genera pocas fuerzas horizontales, se puede yuxtaponer y, aparte de los importantes macizos de los ángulos, las paredes exteriores no participan en la estructura portante. Las características del primer edificio románico cubierto con cúpulas, la iglesia Saint-Etienne de Périgueux, se retomaron en la catedral de Cahors con una cúpula más grande con un diámetro de 18,0 m y 32,0 m de altura. En la catedral de Saint-Pierre, en Angulema, las cúpulas se organizan según una planta de cruz latina. La nave, de 15,0 m de anchura, está compuesta por cuatro cúpulas de 10,0 m de diámetro, un transepto muy saliente con absidiolos orientados y un santuario muy profundo con cuatro absidiolos radiantes. Saint-Front de Périgueux, construida a partir de 1120 con su carácter bizantino, tomó como modelo a la basílica de San Marcos de Venecia.

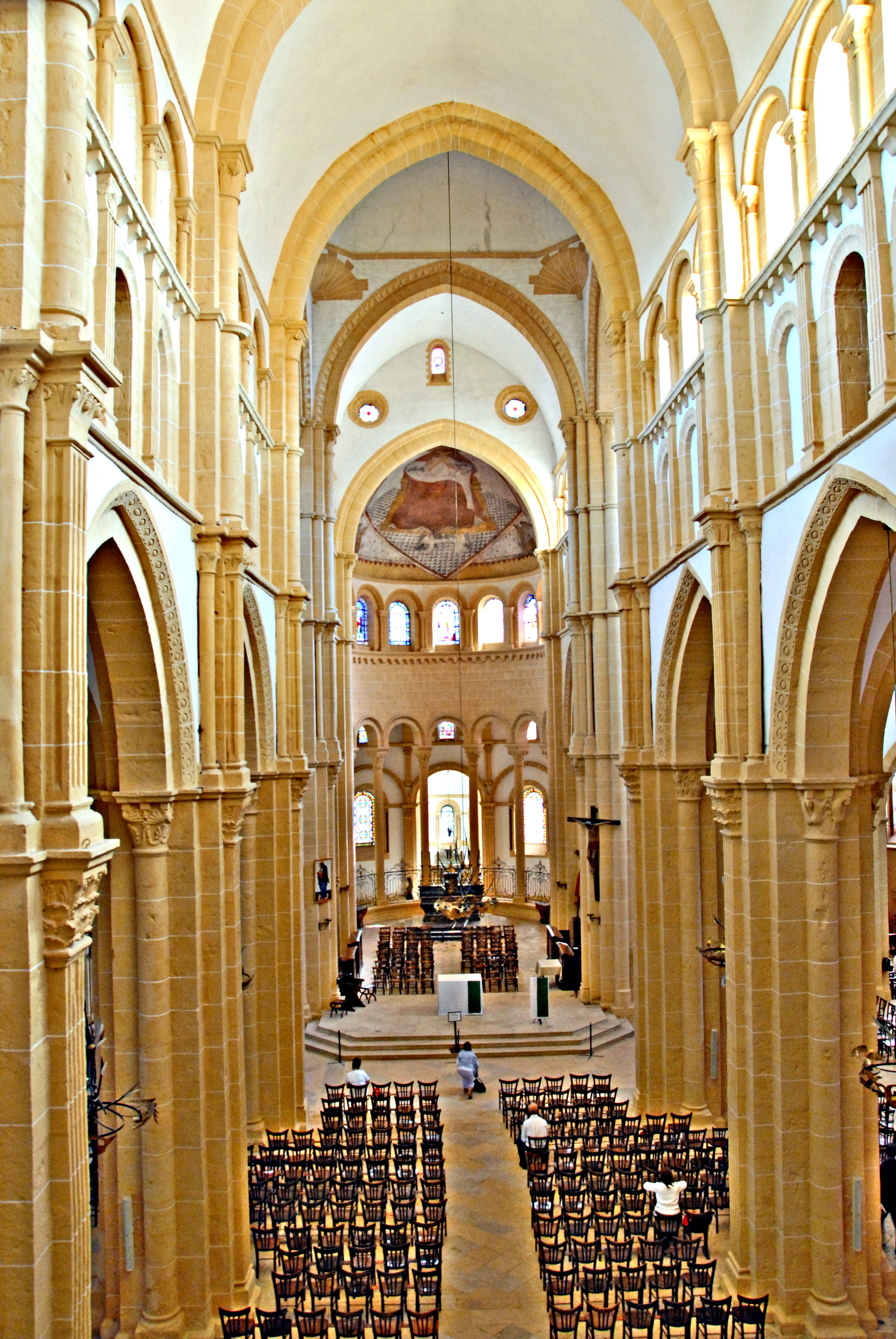
Órdenes superpuestos en la basílica de Paray-le-Monial
Bóvedas de aristas en la basílica de Vézelay
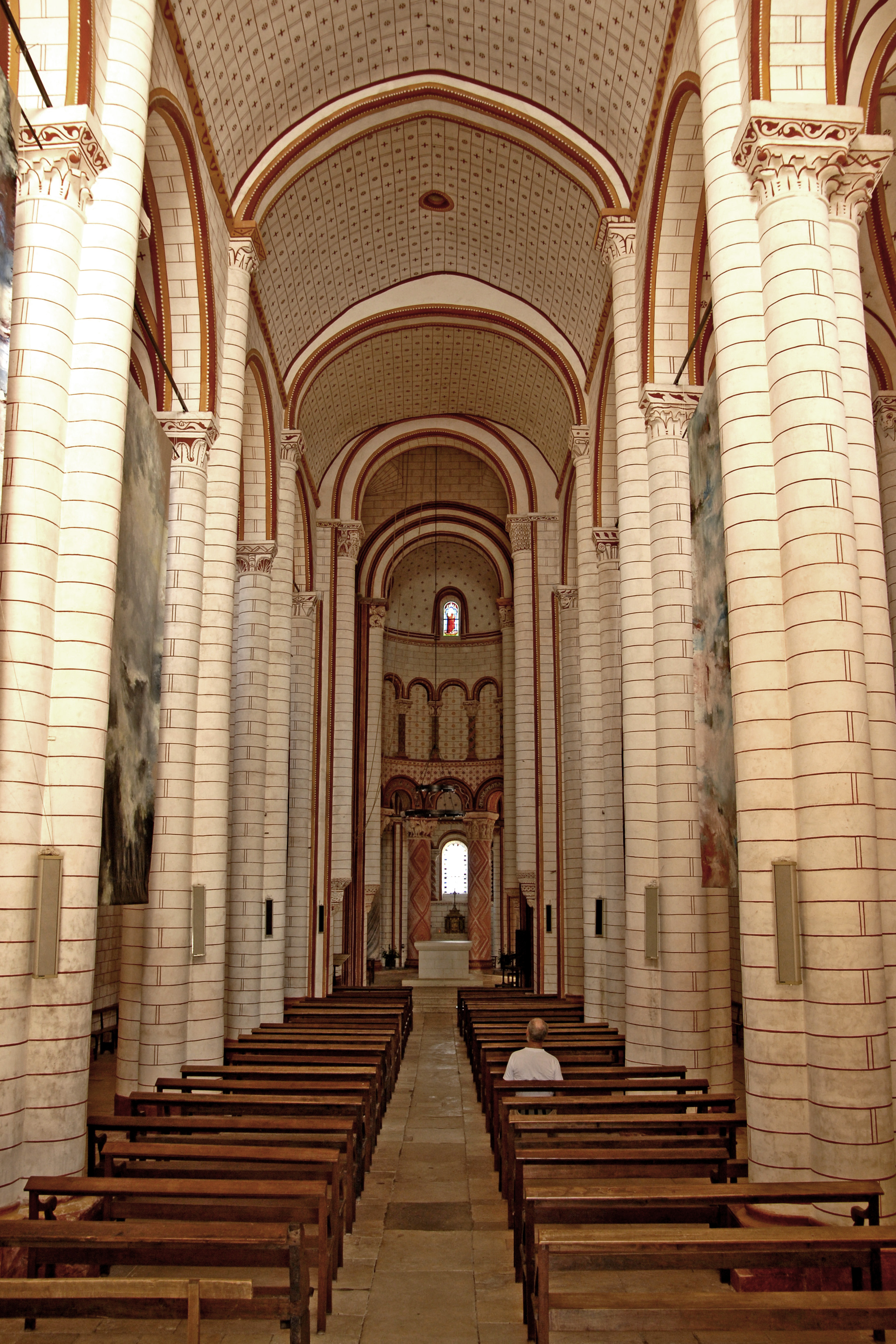
Bóveda de cañón apuntada, Chauvigny
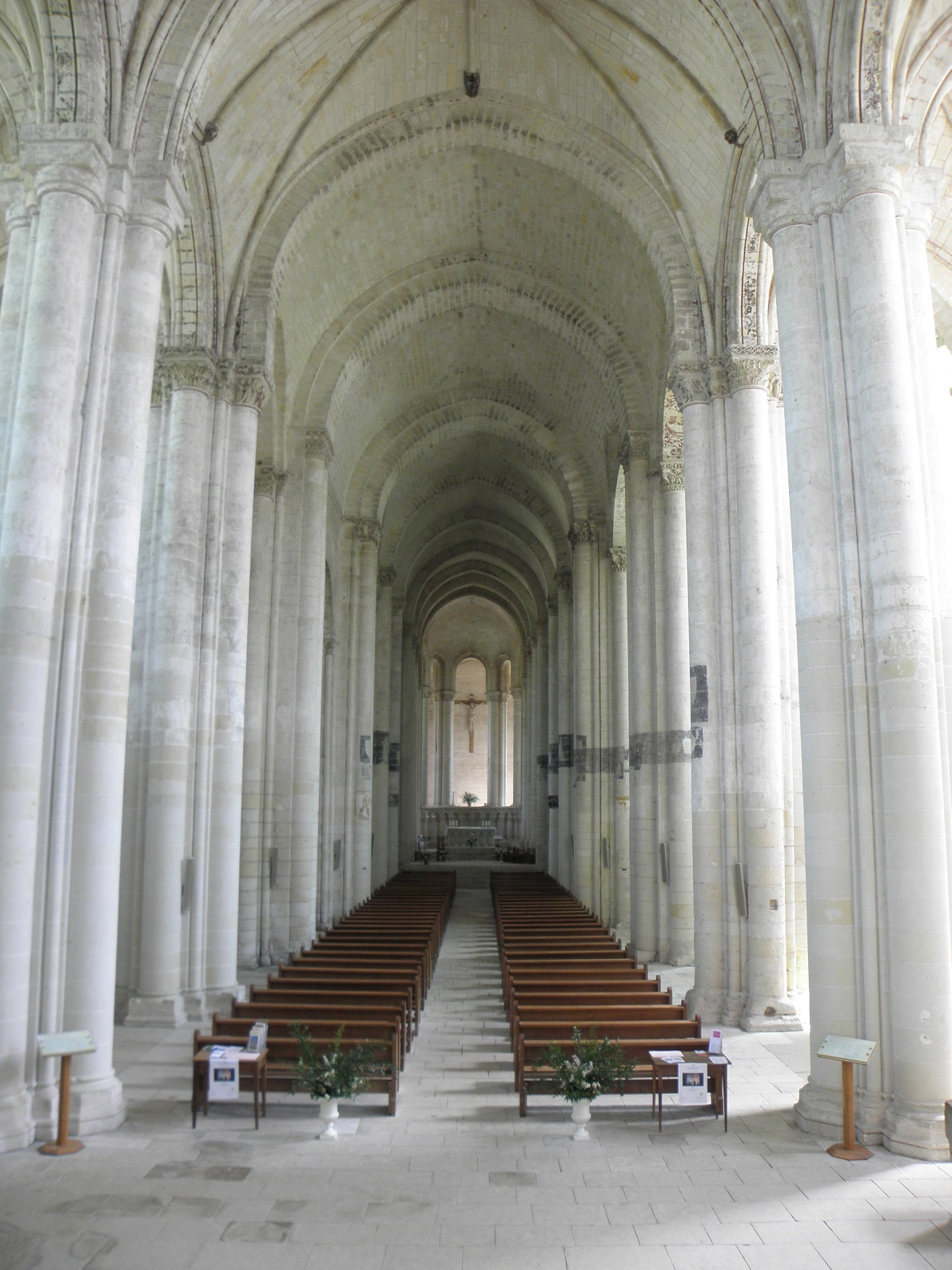
Nave de Cunault
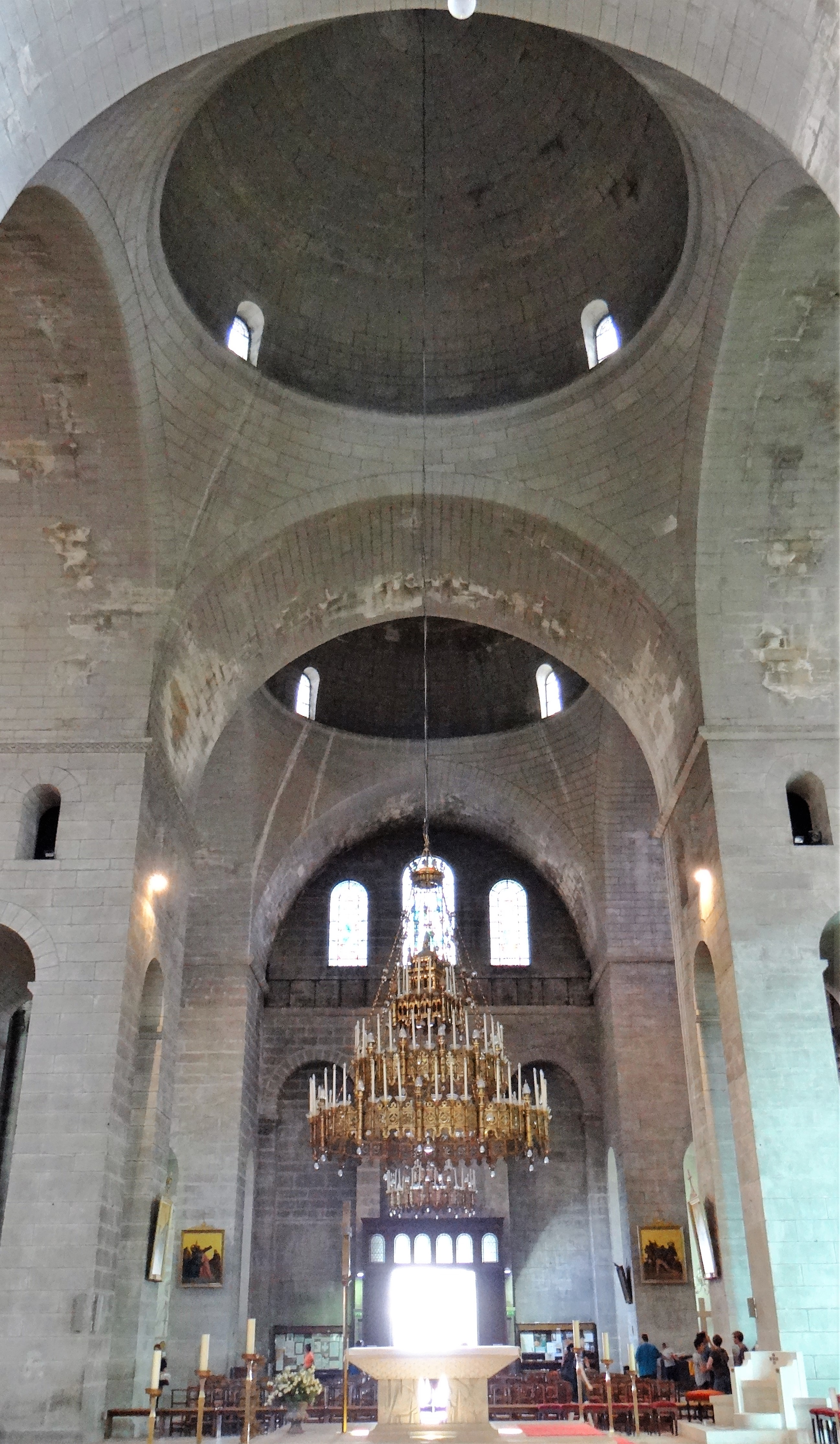
Cúpulas en Saint-Front, Périgueux

### Del románico al gótico

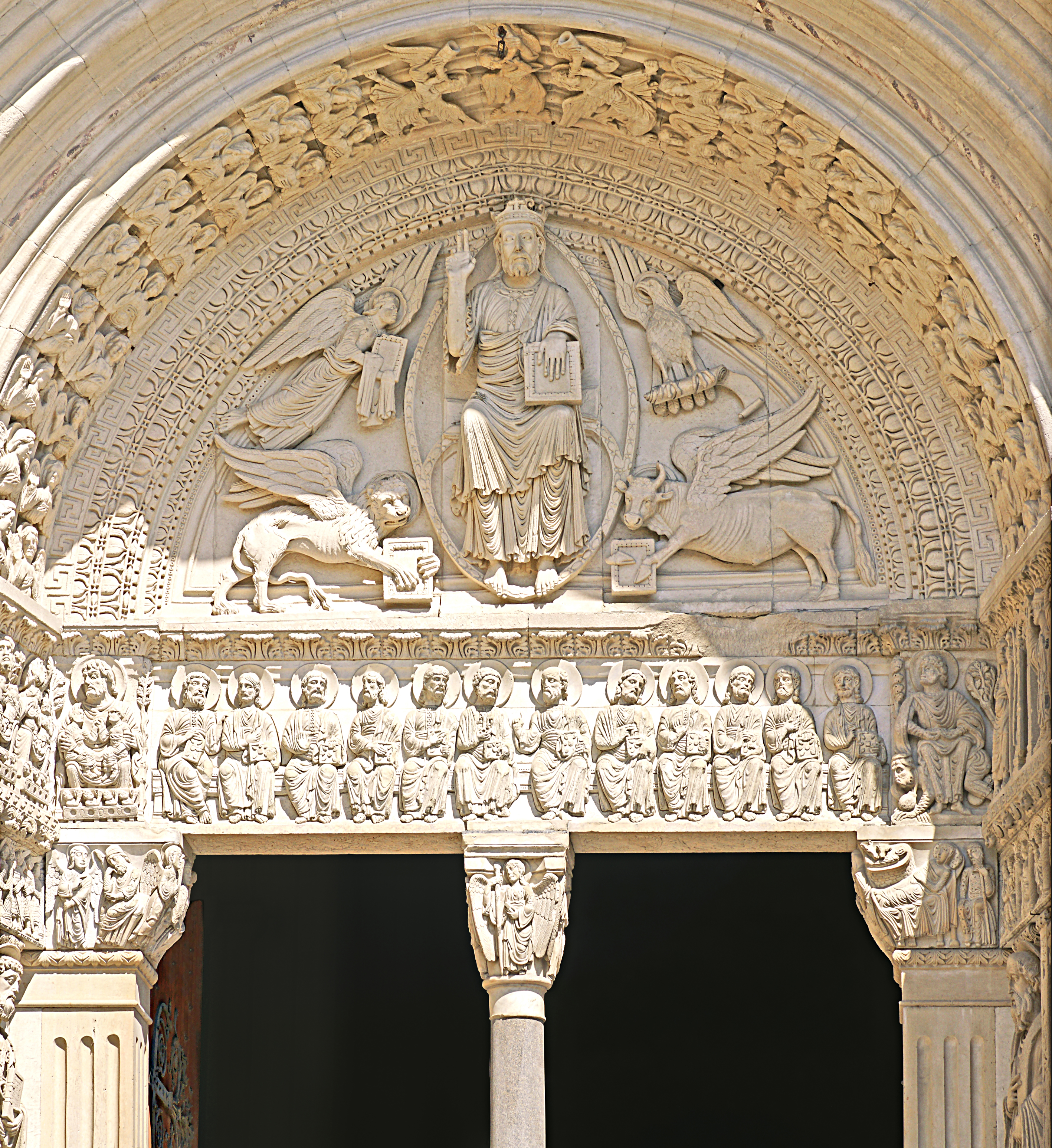
Portal de San Trófimo de Arlés

En el siglo XII comenzó el declinar del arte románico en las regiones donde no se había desarrollado verdaderamente. En la Île-de-France y en el Valle del Loira, no se construyó más en este estilo después de los años 1140-1160. Se ve allí la aparición de un nuevo estilo. Los maestros albañiles de Île-de-France le dieron a la bóveda de ojivas su verdadero papel, extrayendo las consecuencias lógicas y llevando a su perfección las bóvedas que lanzan sobre naves más y más altas, con más y más luz, con más y más claridad de las grandes catedrales.
El área de desarrollo de esta nueva arquitectura gótica sigue aproximadamente el dominio real pasando por Reims, Provins, Sens, Etampes, Mantes, Gournay, Amiens y Saint-Quentin. Las bóvedas de ojivas más antiguas se encuentran alrededor de 1125 en el deambulatorio de la iglesia de la abadía Notre-Dame de Morienval, en las naves laterales de la iglesia de Saint-Etienne de Beauvais, en el porche de la iglesia prioral de Saint-Leu-d'Esserent, en el tramo derecho del coro de Saint-Pierre de Montmartre de París, en la sala inferior y en la capilla del obispo de Meaux y en el coro de la iglesia de Lucheux, en el Somme.
El arte románico resistió mejor en Normandía, en Borgoña y en el Languedoc. Pero fue en las regiones del sur marcadas por la menor capacidad económica y por razones culturales relacionadas con una antigua romanización, donde la antigüedad había marcado fuertemente el paisaje donde la arquitectura románica todavía se utilizaba a finales del siglo XII, e incluso a mediados del XIII. La iglesia de San Trófimo de Arlés y la iglesia de la abadía de Saint-Gilles du Gard son ejemplos notables de la escultura románica de este período.

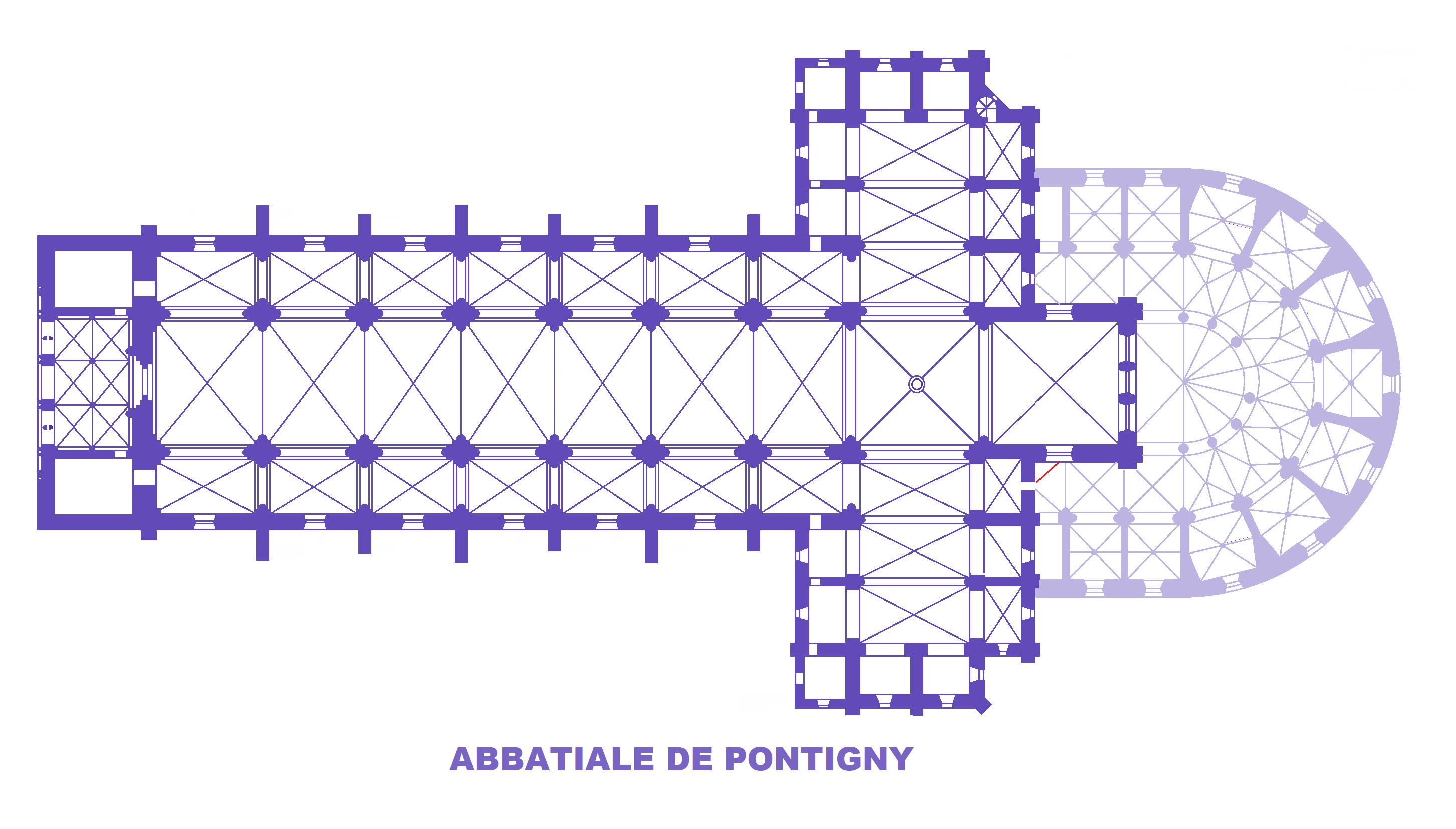
Abadía de Pontigny

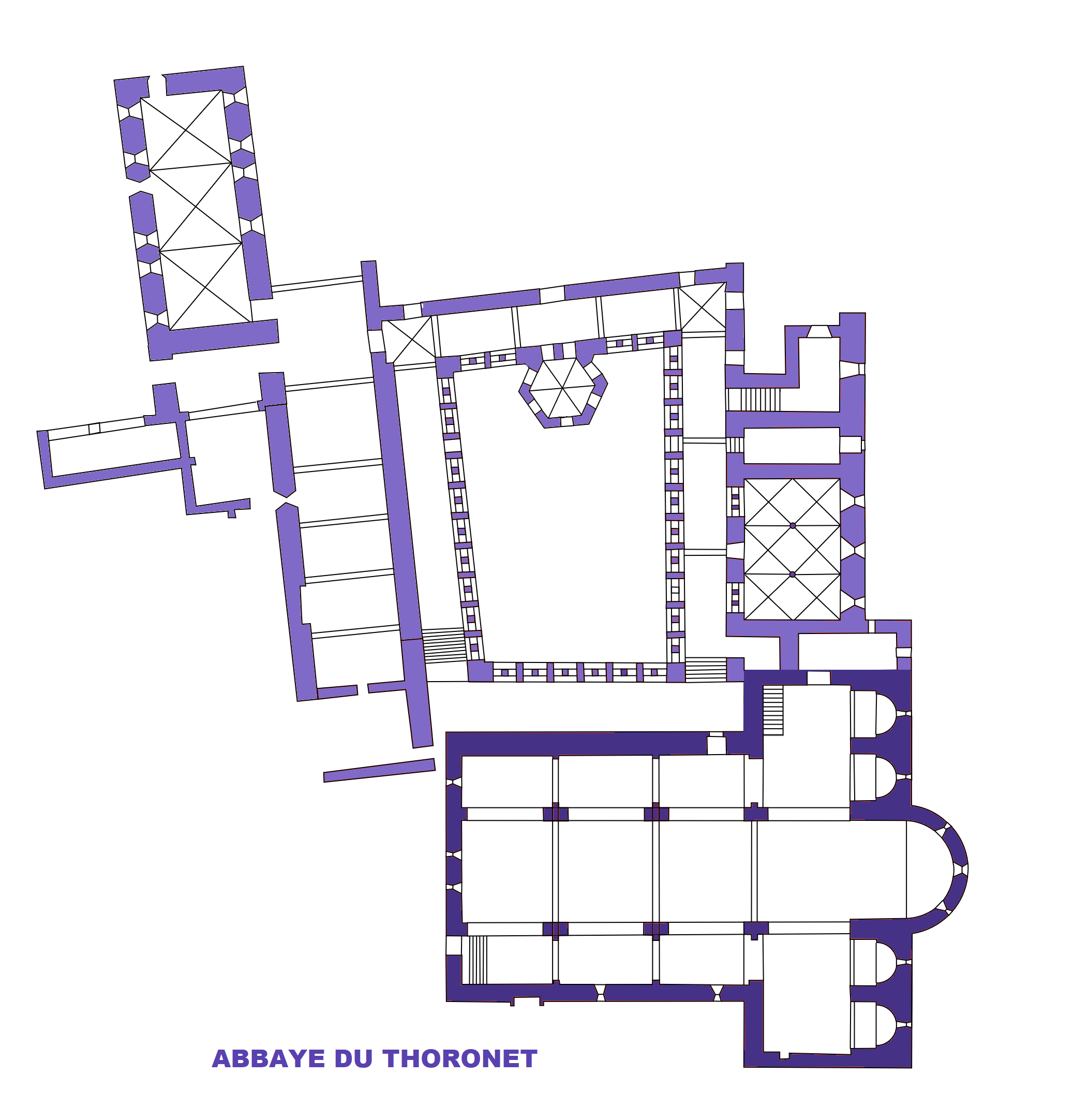
Abadía del Thoronet

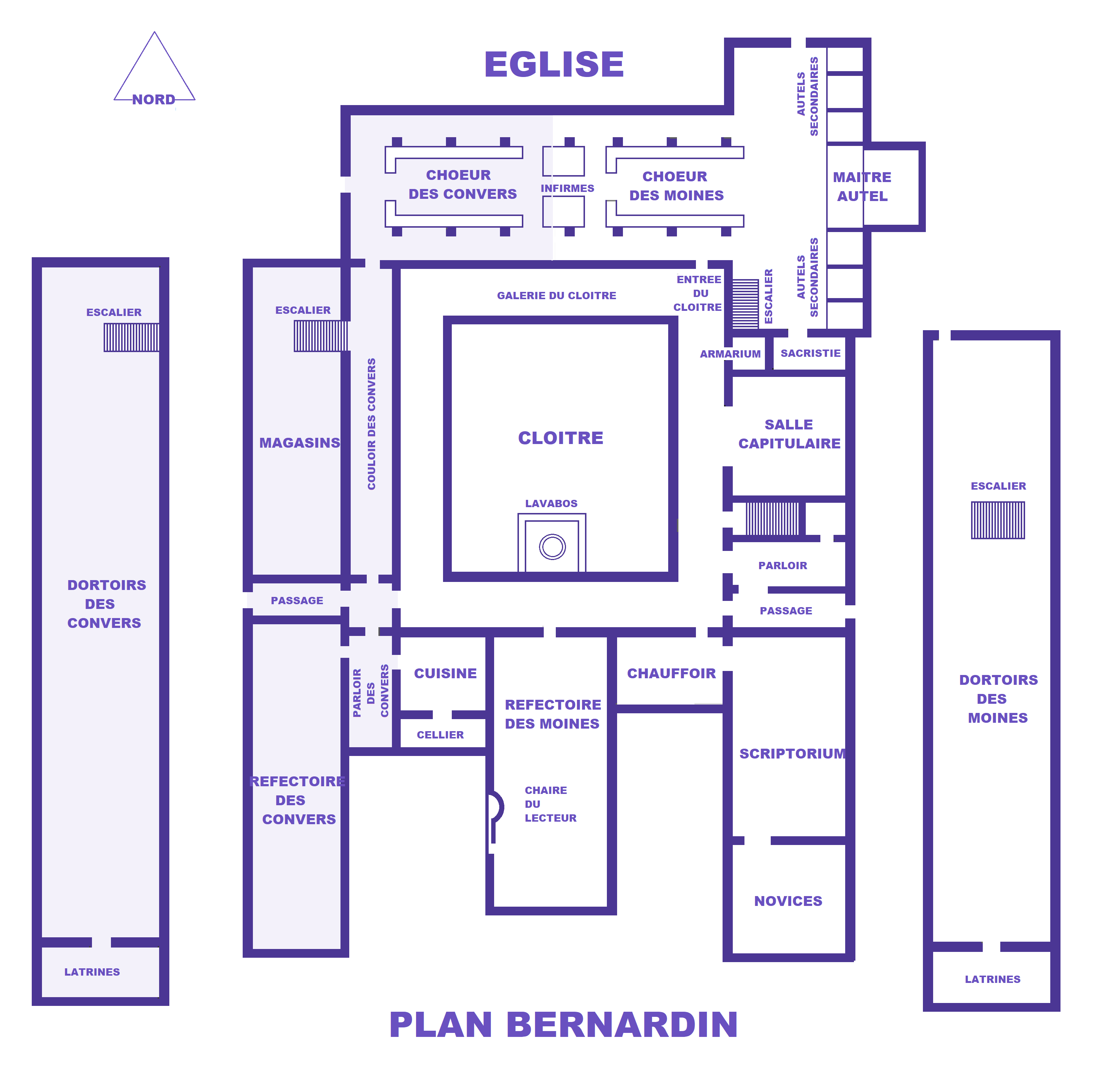
Planta benedictina

Al mismo tiempo, las nuevas órdenes monásticas cistercienses, grandmontinos y chalaisiens definían una arquitectura ideal con formas depuradas, con especial atención a la calidad de la mampostería de piedra. En sus redes de abadías, difundieron esos principios independientemente de las modas locales y crearon una arquitectura románica atemporal que desafía el tiempo por su calidad de construcción.
Pero la simplicidad deseada en el origen de la creación de esas órdenes se adaptó rápidamente a las nuevas realidades. Solo los cartujos respetaron el ideal original y concibieron una planta tipo para su vida de cenobitas y ermitaños. Las celdas independientes de los monjes constaban de tres salas: el Ave María; el oratorio con un asiento, una oficina y una cama en una alcoba; un taller con un jardín. Estas celdas fueron distribuidas por el claustro de la maison haute. La segunda parte del monasterio estaba reservada para la vida en común de los religiosos, con la iglesia, un pequeño claustro, la sala capitular, el refectorio y su cocina. Los edificios de los conversos y los anexos operativos estaban bastante distanciados.

#### El ideal cisterciense
Robert de Molesme decidió en 1098 fundar un nuevo monasterio que llamó de Citeaux. El éxito llevó a la creación de nuevas abadías que estaban regidas por una carta que definía los objetivos de la nueva orden, la orden cisterciense, que se convertirá en una de las ramas de la Reforma gregoriana. Los cistercienses vivían en zonas desiertas, se ganaban la vida a través del trabajo y rechazaban lo superfluo. Al principio, se contentaban con vivir en edificios de madera, luego san Bernardo de Clairvaux imaginó una organización lo suficientemente flexible como para adaptarse a las limitaciones locales, pero aunque los edificios tenían características comunes, no existió una planta tipo.
En el monasterio cisterciense convivían en sencillez y consuelo dos comunidades humanas, los monjes de coro, que no abandonaban la abadía y los conversos. Se reunían en la iglesia separada en tres partes: el santuario, el coro de los monjes y los tramos occidentales de los conversos. La abadía se organizaba alrededor de un claustro, con los edificios de los conversos situados algo alejados, al oeste. La abadía cisterciense no tenía reliquias y no recibía a laicos.
Desde 1130-1140, los primeros cistercienses construyeron edificios en piedra con una sobriedad llevada al extremo, rechazando las curvas, buscando la pureza de la línea sobre la que se deslizaba el pensamiento pero con una calidad extraordinaria de la piedra. Aparte de un crucifijo de madera pintado, no debía haber pinturas ni esculturas en la iglesia y las vidrieras debían ser incoloras y no figurativas. Los campanarios de piedra estaban prohibidos.
En las abadías de Fontenay (1139-1147) y del Thoronet (1160-1175) se utilizaron las formas románicas y la bóveda de cañón apuntada sobre arcos fajones. Entre las dos abadías se pasó de una iglesia de cabecera plana con un ábside y capillas cuadrangulares alineadas a una de capillas hemisféricas alineadas en una cabecera plana con un ábside semicircular.
Después de la muerte de San Bernardo en 1153, se hicieron cambios en el esquema inicial: el santuario semicircular o rectangular fue reemplazado por una cabecera con deambulatorio y capillas, como en Claivaux y en Pontigny. Las abadías cistercienses en Europa son consideradas abadías hijas de Cîteaux (1098-1193), La Ferté (1113), Pontigny (1114), Clairvaux (1115-1135) y Morimond (1115).··

Abadías cistercienses en Francia
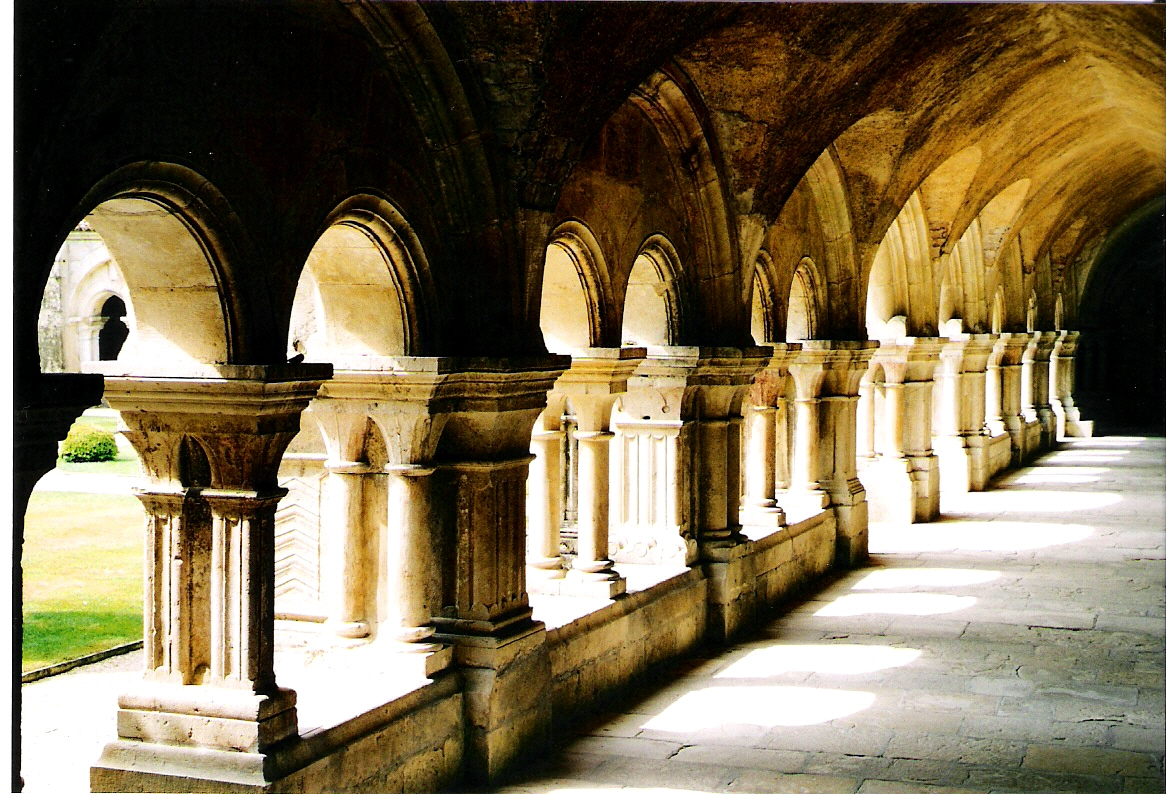
Claustro de la abadía de Fontenay
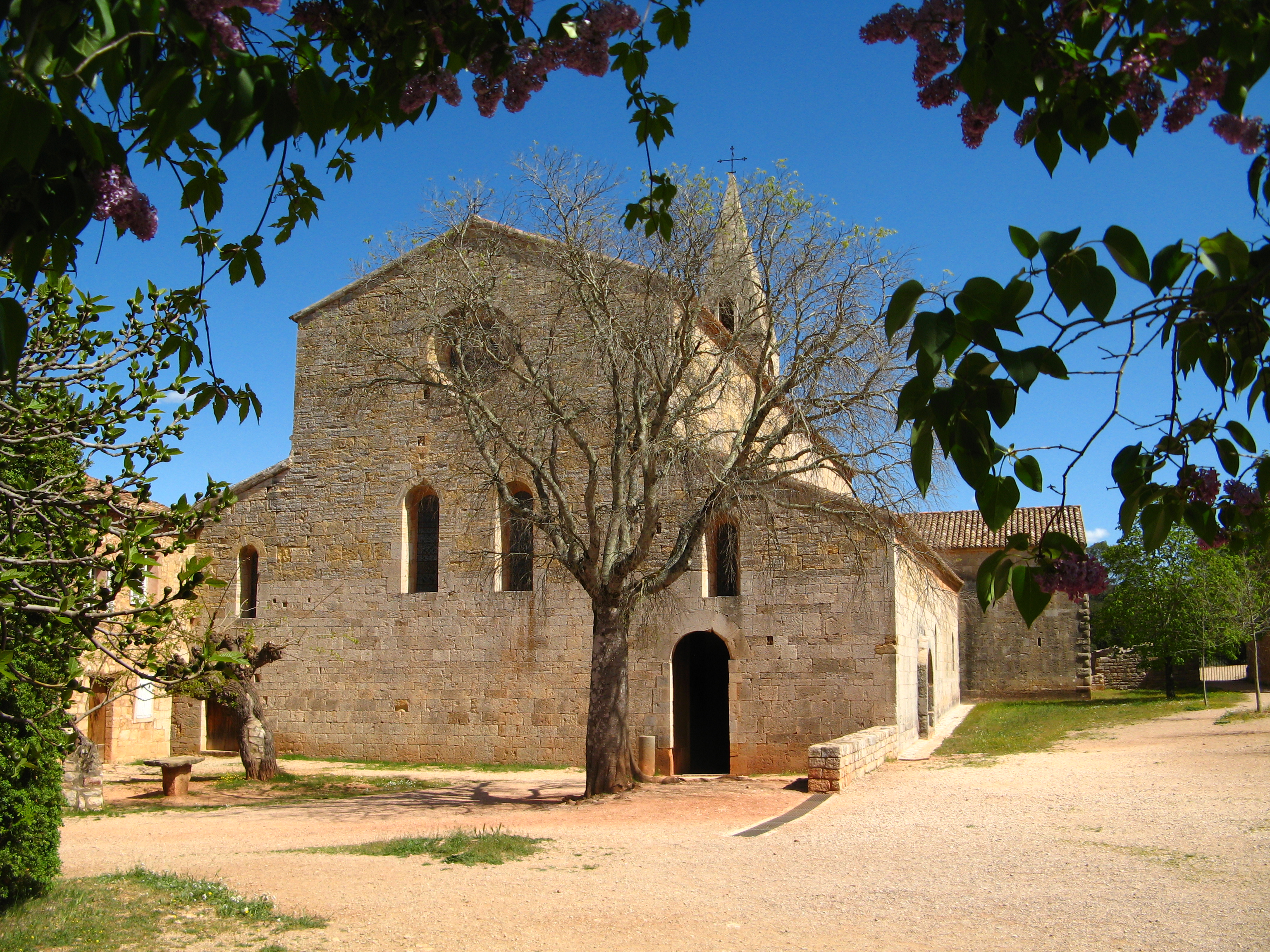
Iglesia de la abadía del Thoronet
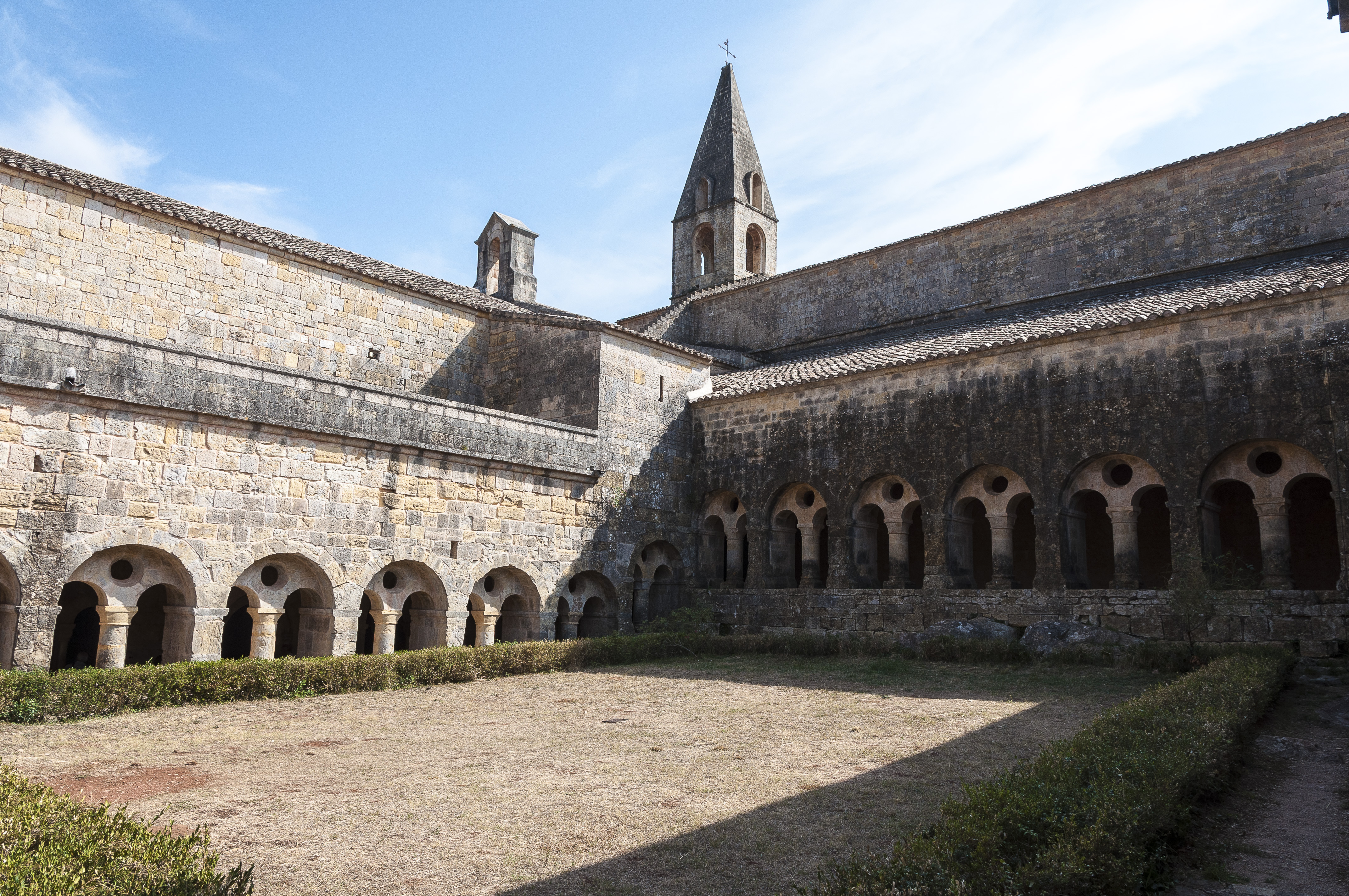
Claustro de Thoronet
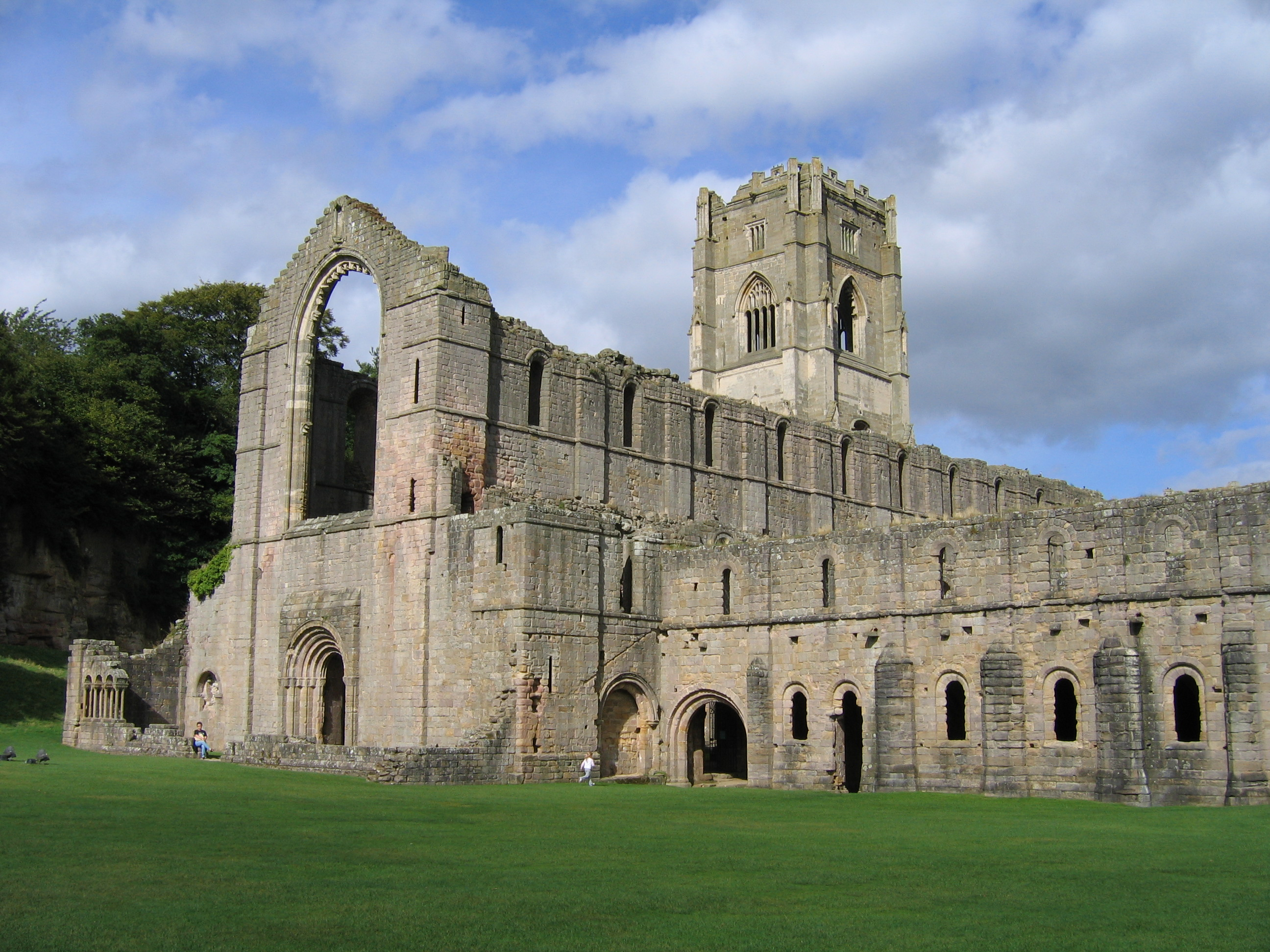
Abadía de Fountains

Durante un siglo y medio de arquitectura románica, cada generación de arquitectos y patrocinadores inventó sin ninguna barrera o límite en un mundo donde había una gran libertad para imaginar, innovar y crear. Todo se ponía al servicio de la idea, las técnicas, las formas y los medios. La arquitectura románica expresaba su tiempo y era solo la parte visible de la sociedad entera.
Permaneció fiel al muro como la arquitectura romana, pero trabajó sobre los ritmos, las articulaciones, los espacios, los pasajes visuales y luminosos, y los aparejos de piedra. Estos desarrollos condujeron a la arquitectura gótica y a la desaparición del muro. Reflejaron un profundo cambio en la sociedad y una nueva forma de entender la construcción.
Prisioneros de sus prohibiciones, los monjes dejaron a los obispos y a los capítulos de las catedrales la responsabilidad de las innovaciones en el campo arquitectónico en un mundo muy diferente al de los monasterios: el mundo de las ciudades. El racionalismo del escolasticismo, que buscaba aprehender los misterios divinos por los meros recursos del intelecto, constituirá el sistema de pensamiento en el que se formara el estilo gótico, llamado a reemplazar al estilo románico.

### La arquitectura y su decoración

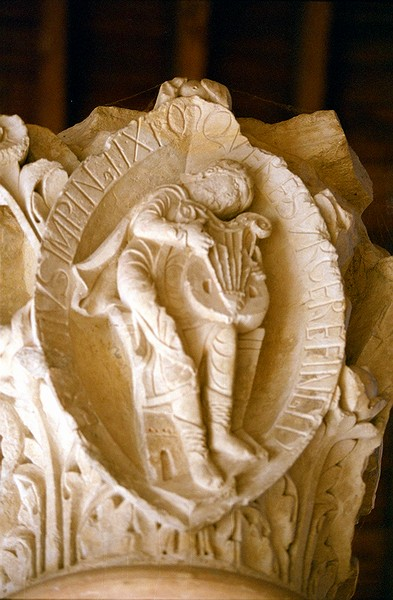
Abadía de Cluny

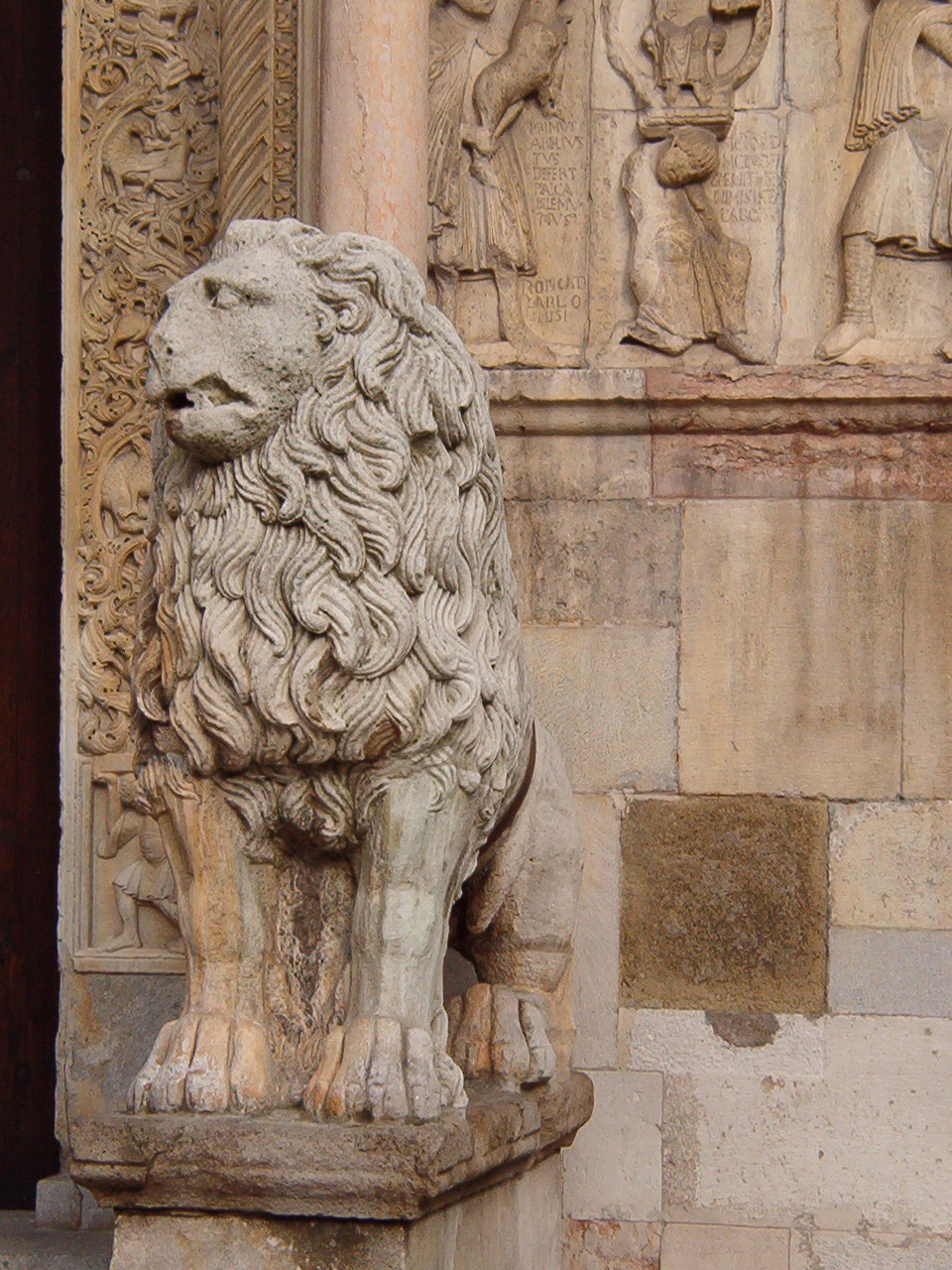
Leon de Wiligelmo catedral de Modena

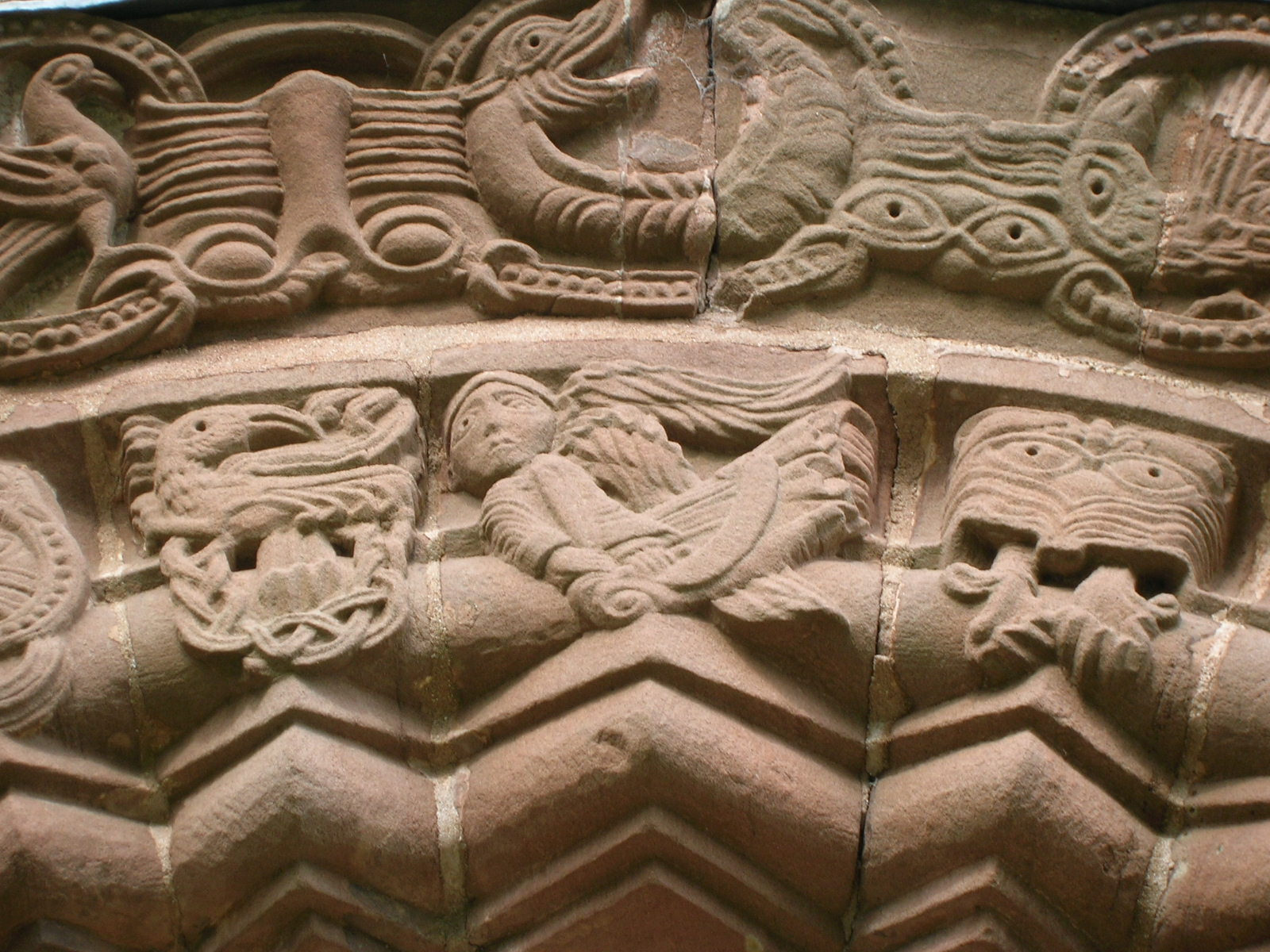
Iglesia de Kilpeck, Inglaterra

El surgimiento de la decoración de la arquitectura románica comienza al final del siglo XI cuando de manera brutal la imagen invade las abadías clunicienses. Los religiosos que participan en la adopción de la reforma gregoriana le otorgaron lo que se había rechazado durante mucho tiempo y reconocieron que una imagen podía llevar un mensaje tan relevante como un discurso escrito para una mejor comprensión de los misterios de la fe por parte de los fieles.
Este interés en la imagen evocaba el tiempo de los primeros cristianos con una gran diferencia, que las imágenes dejaban el lugar de culto para afirmarse también en el exterior. Antes de esta explosión, la decoración pintada o esculpida estaba reservada para los espacios más sagrados de los edificios, pero su gran diversidad había impuesto una cierta prudencia en la interpretación. Los frescos de Saint-Savin-Sur-Gartempe unifican el espacio interior, los mosaicos de la catedral de Cefalù o de la basílica de San Marcos de Venecia intentaban reconectar con la arquitectura paleocristiana y la catedral de Monreale es el ejemplo más exitoso.
Al final del XI, la reforma gregoriana con sus modificaciones litúrgicas transformó profundamente el altar y su entorno. Los antependium se convirtieron en retablos con la nueva posición del oficiante. La alianza de retablos y de reliquias encuentra una prolongación en los altares-tumbas. Los receptáculos de los restos santos se convierten a veces en estatuas-relicarios a imagen del santo, a menudo colocadas al lado del altar. Esta nueva posición del sacerdote impuso una reorganización del coro con un desplazamiento de los monjes en los tramos orientales de la nave y la creación de asientos. Esta separación entre los religiosos y los fieles condujo a la construcción de ambones y de canceles.
Si la decoración interior reconectaba con la tradición de los primeros lugares de culto cristianos, la reforma gregoriana dio un alcance triunfante a la imagen al inscribirla en la entrada a los edificios de culto. El portal se convierte en la «puerta del cielo» y el vínculo con el mundo profano. Ya no se dispone sistemáticamente en la fachada oeste de la iglesia, sino que también pueden estar en el eje de una calle principal o de un acceso privilegiado. Para los religiosos en el interior de los monasterios, la imagen a menudo se limitaba a los capiteles historiados y, a veces, a capiteles sobre pilares en claustros y en las salas capitulares.

#### Los lugares de creación
Los principales creadores ejercían en centros privilegiados. El suroeste de Francia y el noroeste de España estuvieron marcados por dos generaciones de artistas, la primero de las cuales se inspiraba en las artes menores, los marfiles y las iluminaciones y en los patrones paleocristianos e incluso paganos de los sarcófagos. El artista iba a la búsqueda de gestos y de una actitud expresiva para definir la figura románica y los capiteles historiados. La segunda generación hizo la síntesis de importantes centros artísticos entre Moissac y Santiago de Compostela, pasando por Toulouse y León. Definieron un tipo de portales que fueron soporte de la iconografía deseada en ese momento y trajeron un nuevo estilo a las esculturas de los claustros. El maestro del portal de Moissac tuvo una influencia importante en el Quercy, Cahors, Souillac y en el Limousin, en Beaulieu e Ydes. El trabajo del maestro de la abadía de Silos en España también fue notable.
Borgoña estuvo marcada por el autor de los capiteles de Cluny. Tomó prestado de la Antigüedad el desnudo y el acanto, rechazó las limitaciones del marco arquitectónico y su estilo se caracterizó por las telas que se enrollaban y volaban. Esta agitación es una de las características de la escultura de Borgoña. La iconografía retomó el simbolismo de la cultura monástica cluniciense.
Hasta el último cuarto del siglo XII, la Italia septentrional fue el tercer centro de creación importante antes de enfrentar los desafíos de la escultura gótica. Dos grandes artistas, quizás el maestro y el alumno parecen haber guiado la producción esculpida. Alrededor de 1110-1120, el primer Wiligelmo ofreció a la catedral de Modena un programa de fachada con un portal precedido por una suerte de baldaquino de una apariencia muy ligera que se oponía a los porches masivos de las iglesias del Languedoc. Su discípulo Nicoló, que lo pudo seguir en Sacra di San Michel de Plaisance y de Ferrara hasta Verona respetó la enseñanza de su maestro pero cargó los portales y los porches con esculturas. Por primera vez en Italia, decoró los tímpanos.
Además del estilo de estos artistas, la escultura románica italiana ofreció otra orientación que prolongaba la tradición lombarda del siglo VII. El oficio seguía siendo artesanal con una repetición de motivos y una dificultad para representar la figura humana. Fue regenerado con las contribuciones orientales a través de Venecia y se desarrolló en Pavía, que se convirtió, en el final del siglo XI y el comienzo del XII, en uno de los centros de creación más grandes en Occidente. Los patrones dominantes fueron los entrelazados, los animales fantásticos y algunos temas religiosos. Este estilo de escultura se difundió en Alemania en el valle del Rin, Baviera y Hesse, en Polonia, en Inglaterra, hasta Dinamarca en la catedral de Lund.

#### Los tímpanos y las puertas esculpidas
El inicio del siglo XII vio aparecer los primeros programas de escultura en los portales. Los escultores fascinados por la figura humana se reunieron en un entorno homogéneo y relativamente estable en talleres que trabajaban para sitios locales. El surgimiento de estos programas fue fulgurante y apenas algo más de una generación separa los primeros portales, como el de la abadía de Charlieu, de los grandes logros de los años 1120-1130, la basílica de Vézelay, la catedral de Saint-Lazare de Autun, la abacial de Sainte -Foy de Conques abadía, la abadía de Moissac, la abadía de Saint-Pierre de Beaulieu-sur-Dordogne, la iglesia Saint-Pierre de Carennac...
El portal marcaba el paso entre lo profano y lo sagrado y llevaba el simbolismo de la «puerta del cielo». Para expresarlo, los escultores de los años 1100 exploraron las posibilidades ofrecidas por el tímpano esculpido sobre toda su superficie. Uno de los testimonios más antiguos de este trabajo en Francia es el tímpano del portal occidental de la iglesia de Beaulieu-sur-Dordogne. Es una losa monolítica semicircular de 3,12 m de diámetro con un Cristo en una mandorla acompañado de dos ángeles dispuestos sobre un dintel con los doce apóstoles. Esta composición armoniosa de una mandorla en el espacio semicircular del tímpano se retomará en una gran cantidad de portales borgoñones hasta el final de la arquitectura románica.
A partir de 1120, para paliar los límites impuestos por la luz de los dinteles, se instaló en el centro de la apertura del portal un parteluz que permitía duplicar el ancho del tímpano y alcanzar hasta 6,80 m en Vézelay. Para mantener las proporciones correctas, este cambio de escala entrañó una mayor altura de los parteluces y de los pedestal y un campo más grande utilizable por los escultores. Los programas iconográficos fueron enriquecidos con nuevos temas, los nuevos personajes ocupaban completamente las superficies disponibles. 
En la Francia meridional, fue en Saint-Sernin de Toulouse donde se talló el primer tímpano con un programa iconográfico, que ilustraba la Ascensión de Cristo (alrededor de 1115). El principio se desarrolló luego en el tímpano de la abadía de Saint-Pierre de Moissac (el Apocalipsis de Juan, el regreso de Cristo, 1130-1135) luego del de Sainte-Foy de Conques (Juicio final, probablemente después de 1165). Estas tres iglesias románicas del suroeste fueron incluidas en 1998 en la Lista del Patrimonio Mundial de la UNESCO parte del bien serial «Chemins de Saint-Jacques-de-Compostelle en Francia» .
En la abadía de Moissac, Cristo está en medio de las Escrituras, en Beaulieu es la Parusia de Cristo al final de los tiempos y Mâcon, la abadía de Conques y Autun proponen tres interpretaciones del juicio final. En Vézelay, el programa iconográfico que se extiende a los tres portales es de una gran coherencia, puede ser a imagen de la abadía de Cluny, del que solo quedan unos pocos vestigios. El tema elegido del Pentecostés es proporcionado por el tímpano central. El portal del sur representa escenas que preceden al nacimiento de Cristo, la Anunciación, la Visitación, la Natividad, la Adoración de los Magos y en el norte, las escenas que preceden a su Ascension, los peregrinos de Emaús sobre el dintel y la aparición a los Apóstoles sobre el tímpano.
Las escenas esculpidas no se limitaron a los tímpanos, sino que también se extendieron a los arquivoltas y en el oeste a las fachadas como en la catedral de Angulema y en la iglesia de Notre-Dame la Grande de Poitiers.

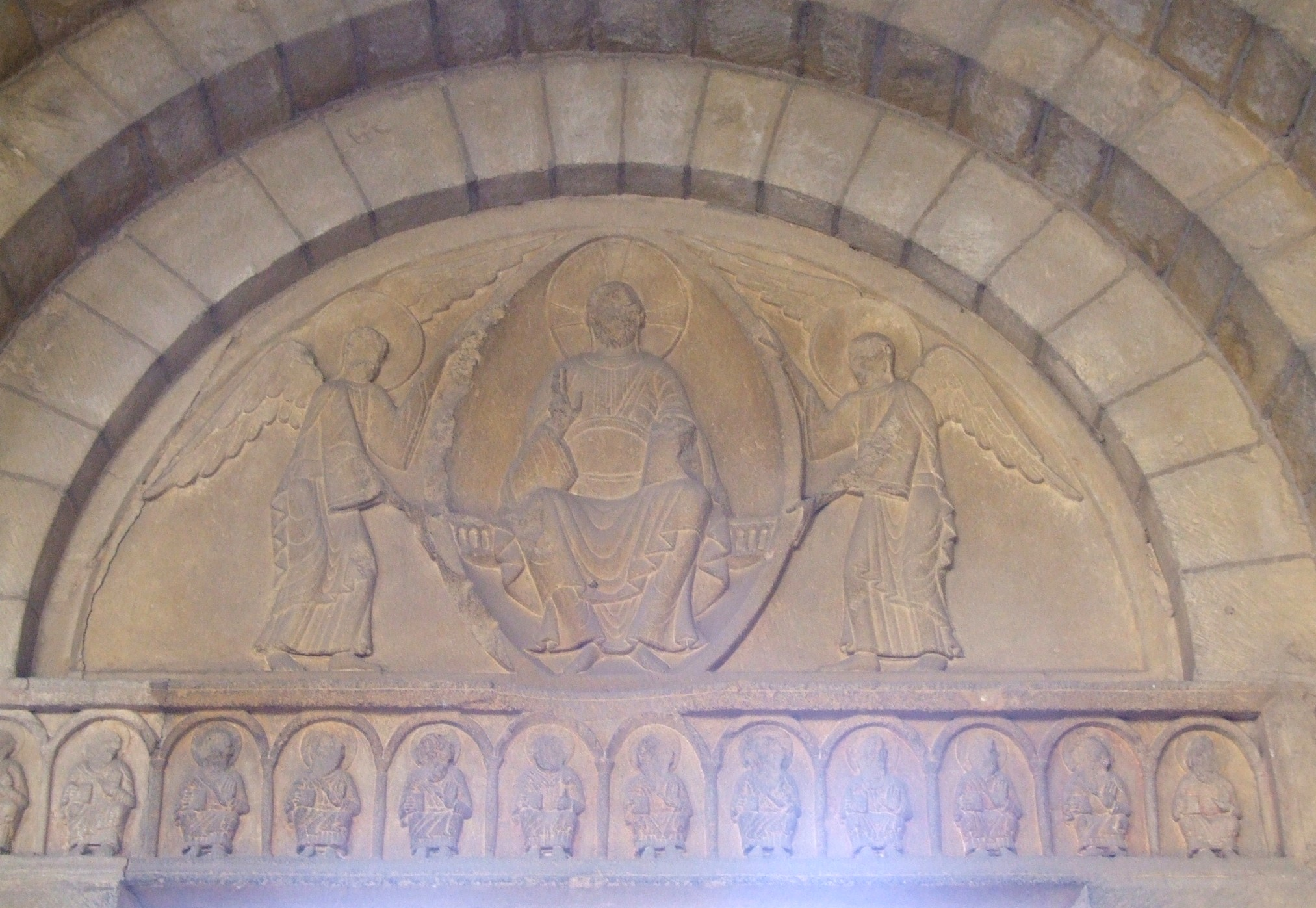
Tímpano oeste de la abadía de Charlieu
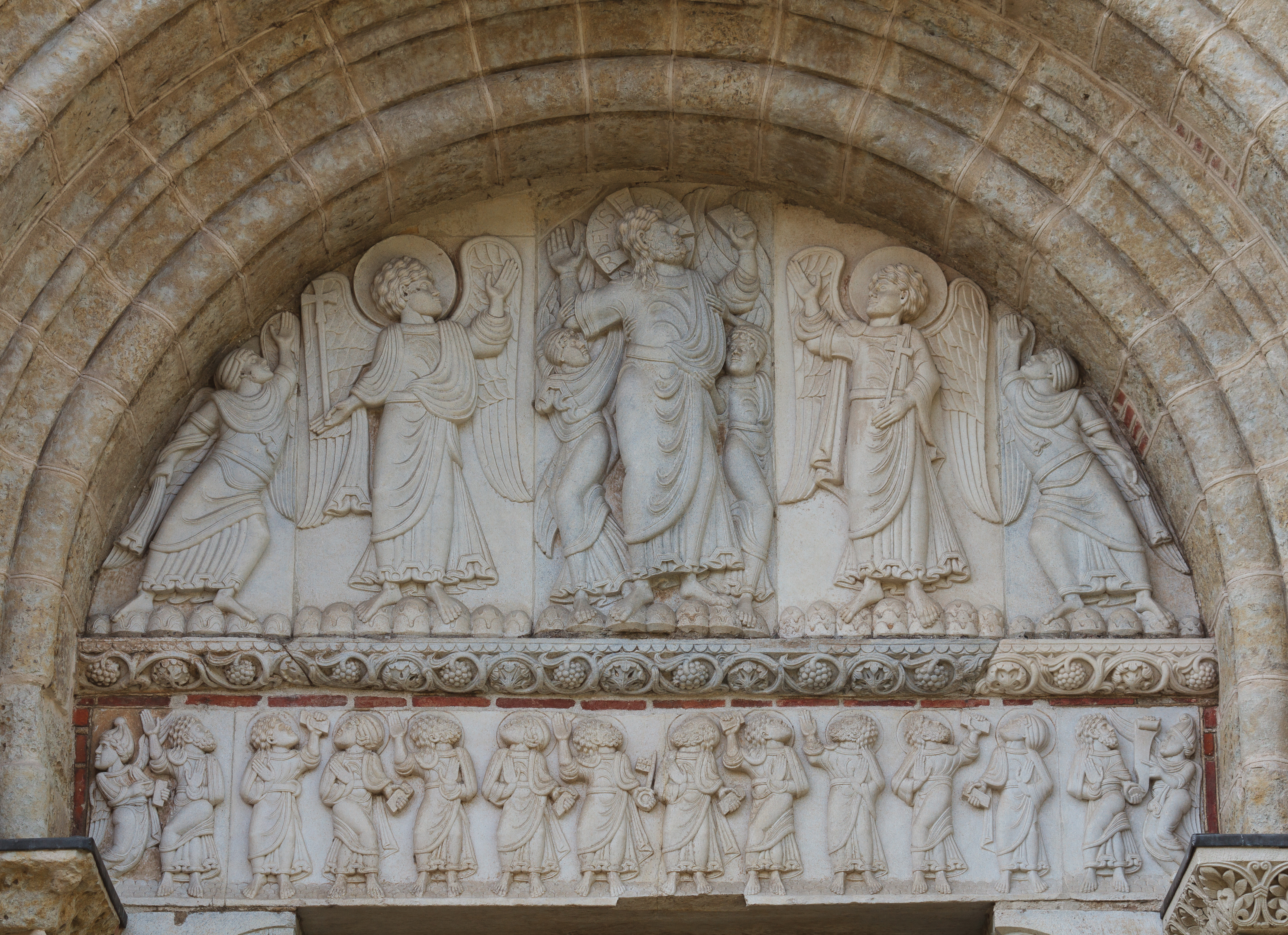
Tímpano de la puerta Miègeville en Saint-Sernin de Toulouse
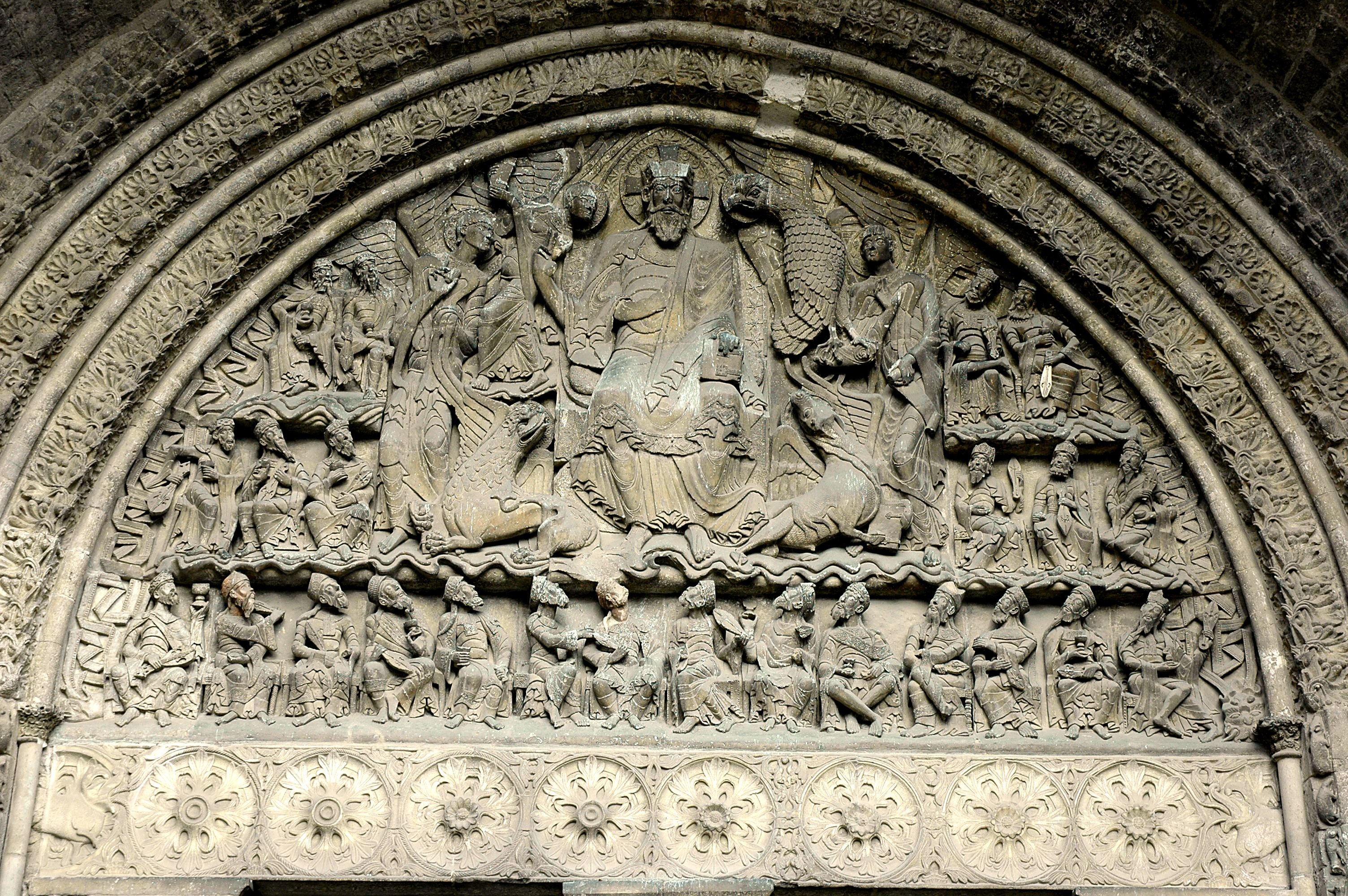
Tímpano de la abadía Saint-Pierre de Moissac
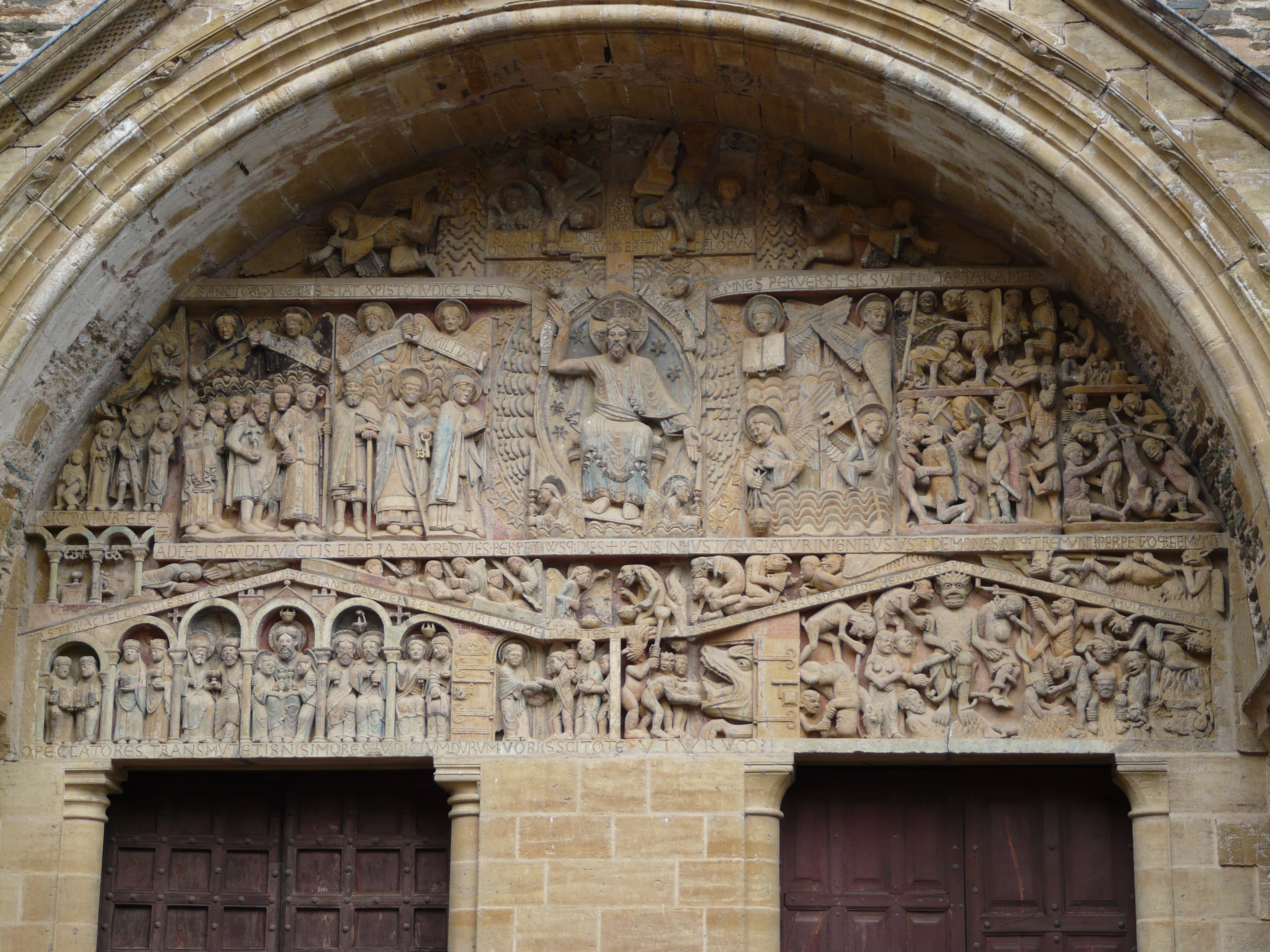
El tímpano de Sainte-Foy de Conques
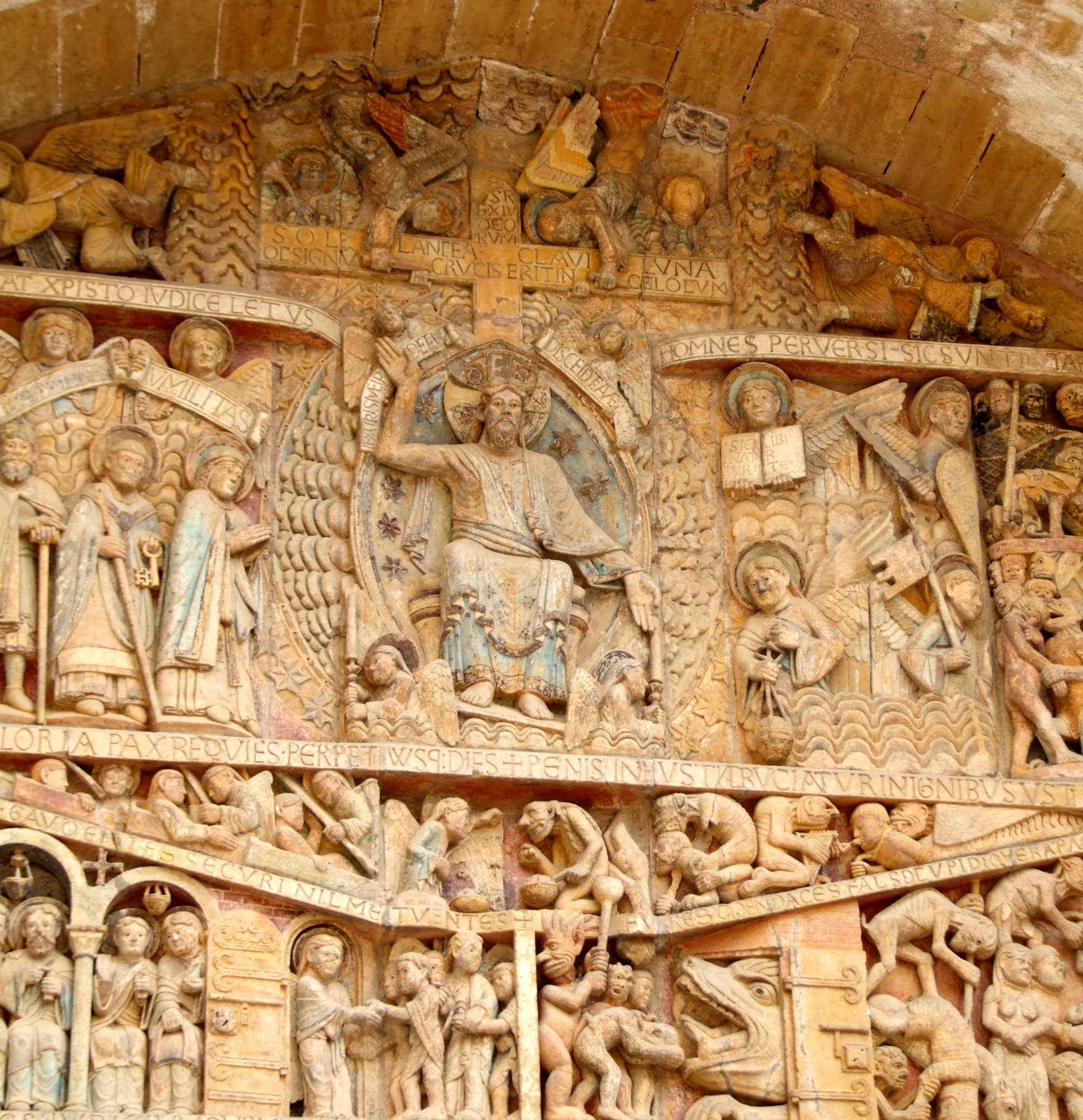
Detalle del tímpano de Conques

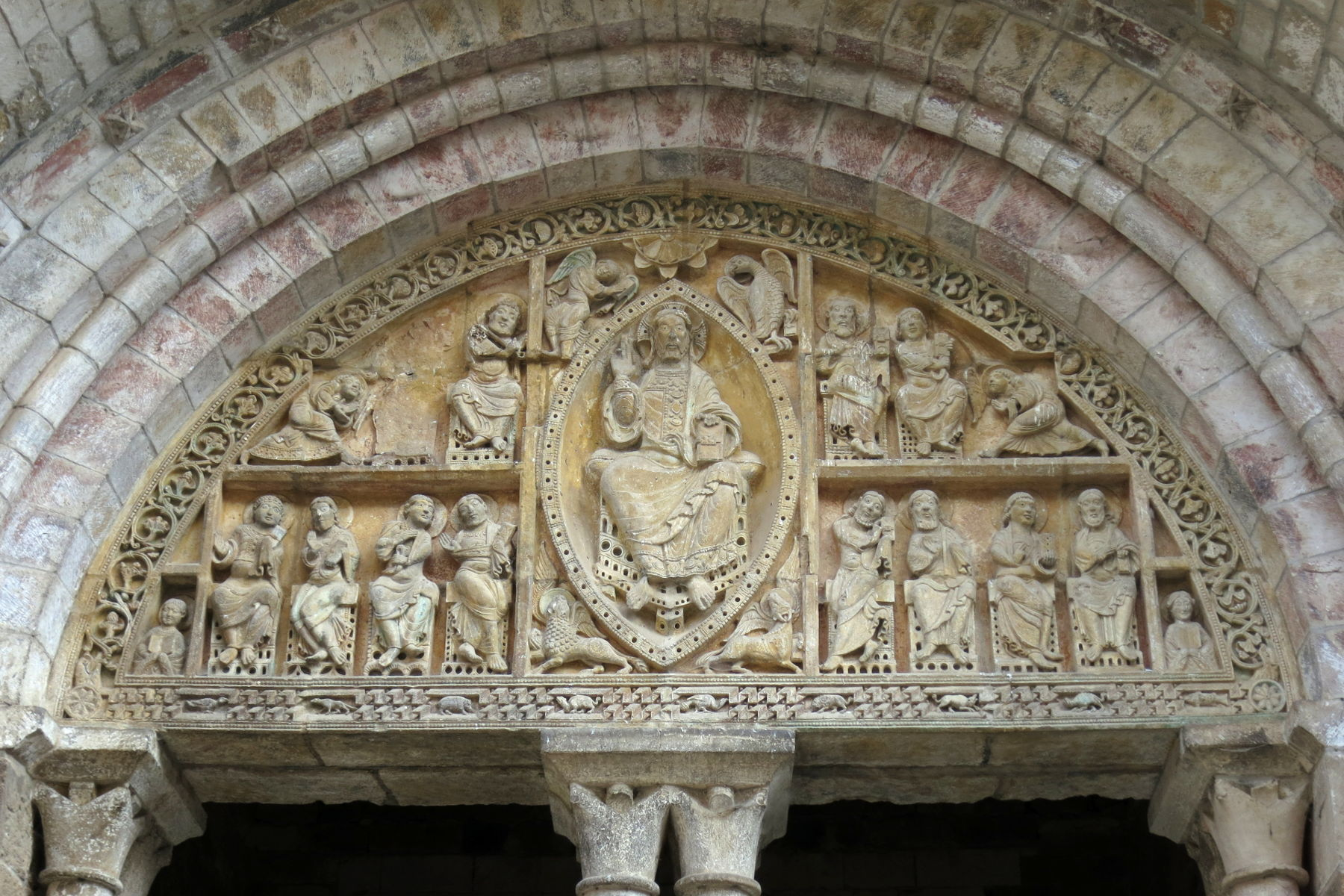
Tímpano de Saint-Pierre de Carennac
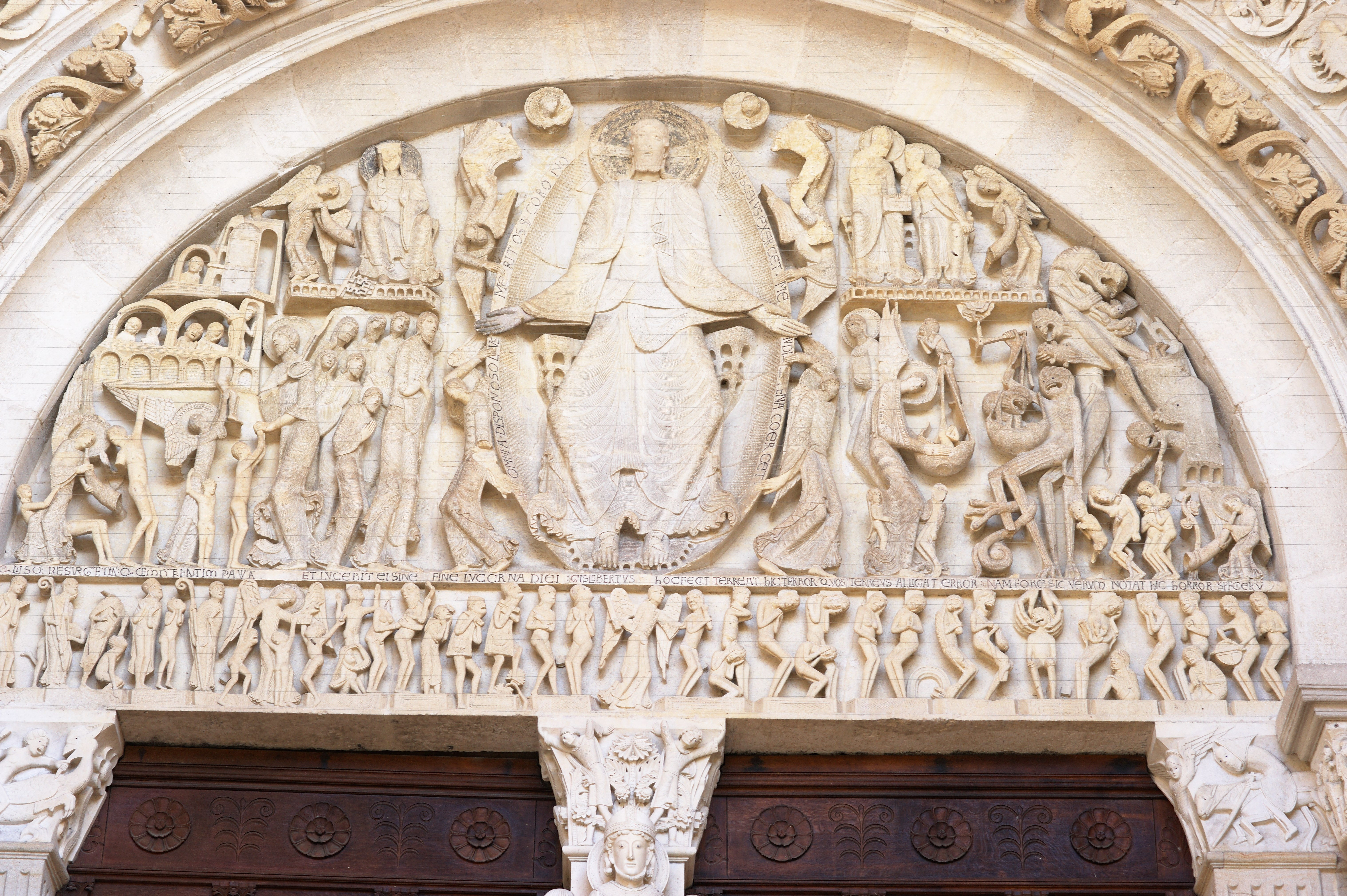
El tímpano de la catedral de Autun
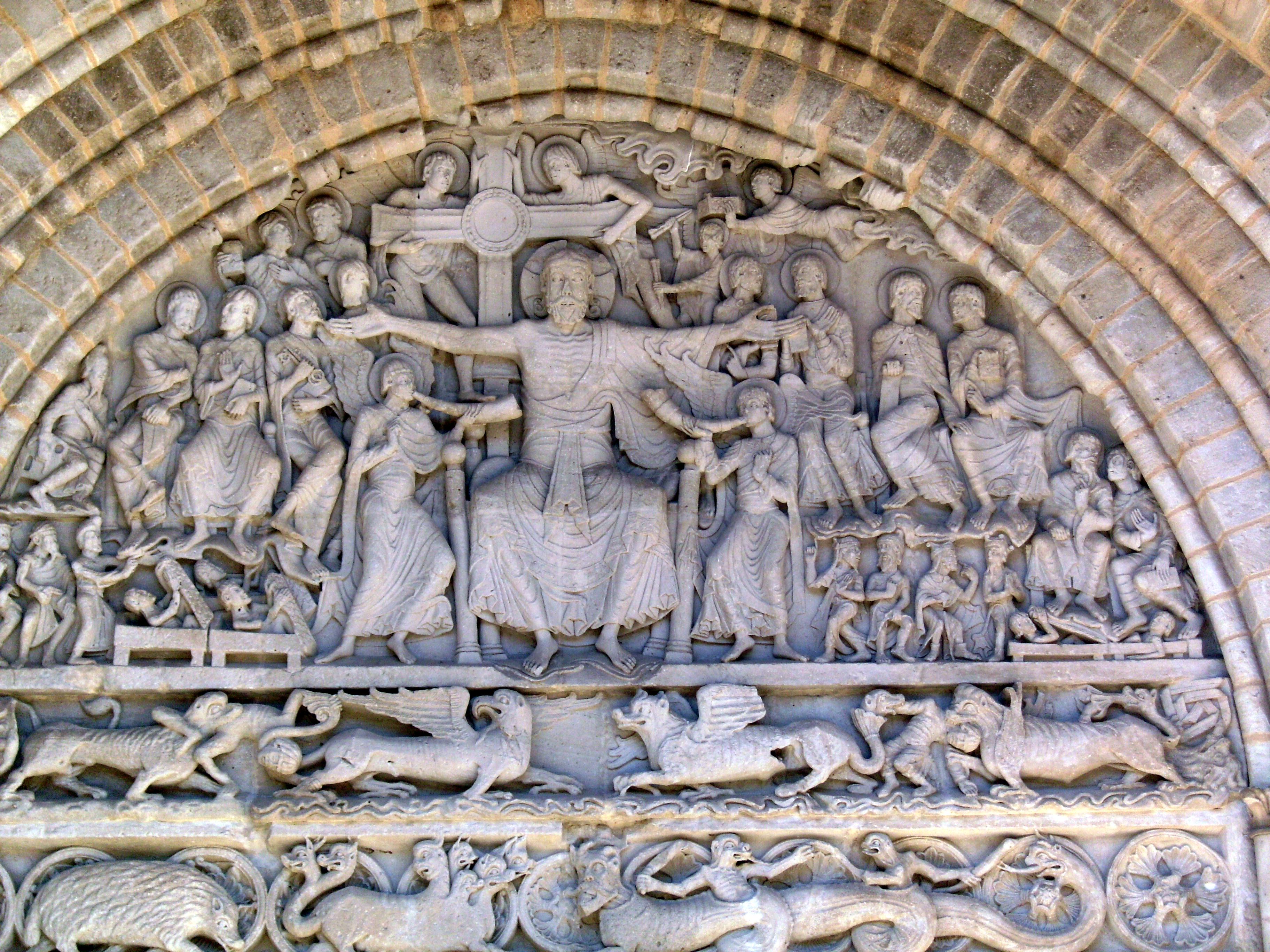
Tímpano de l'abbaye de Beaulieu-sur-Dordogne
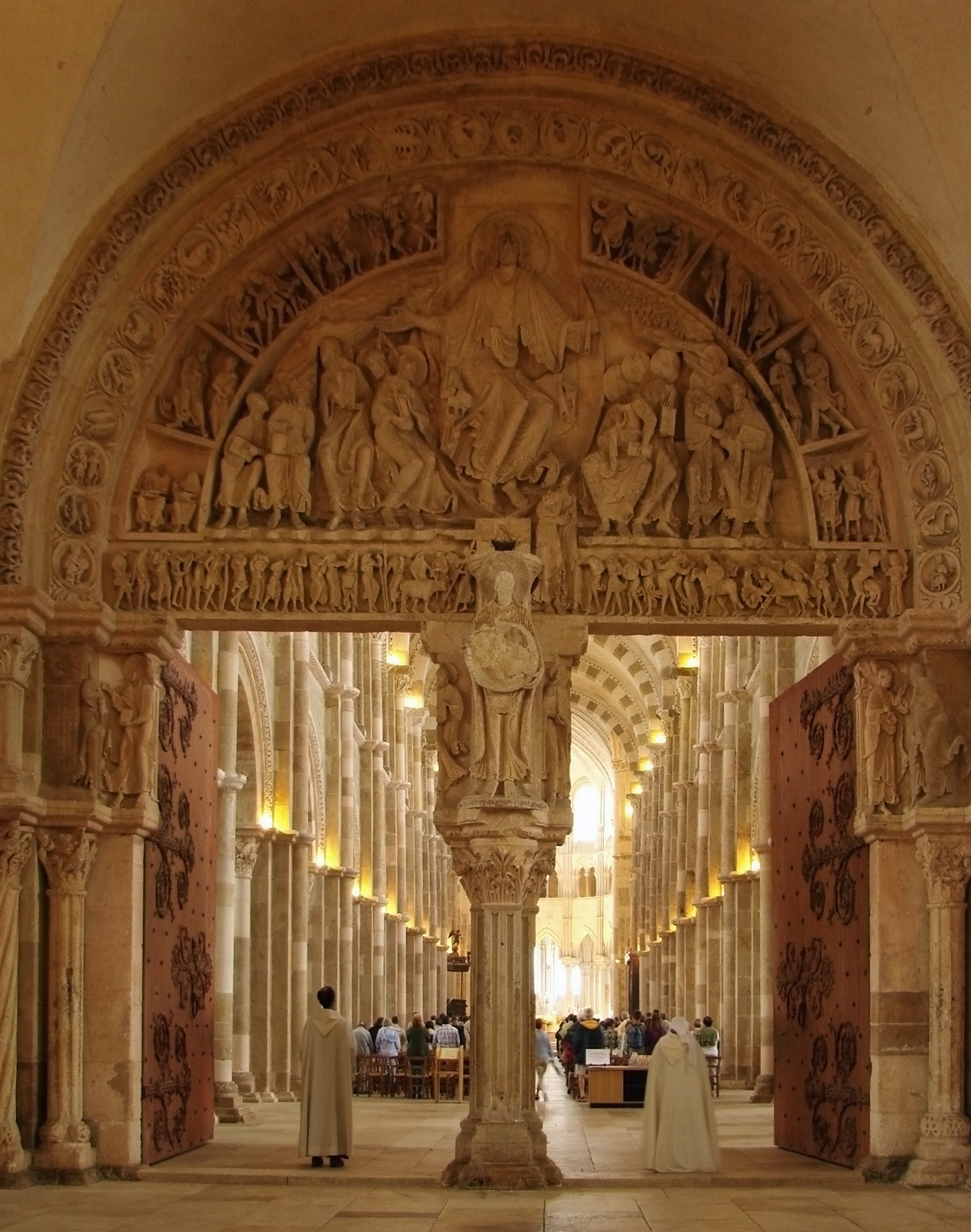
El tímpano del portal central de la Basilique de Vézelay
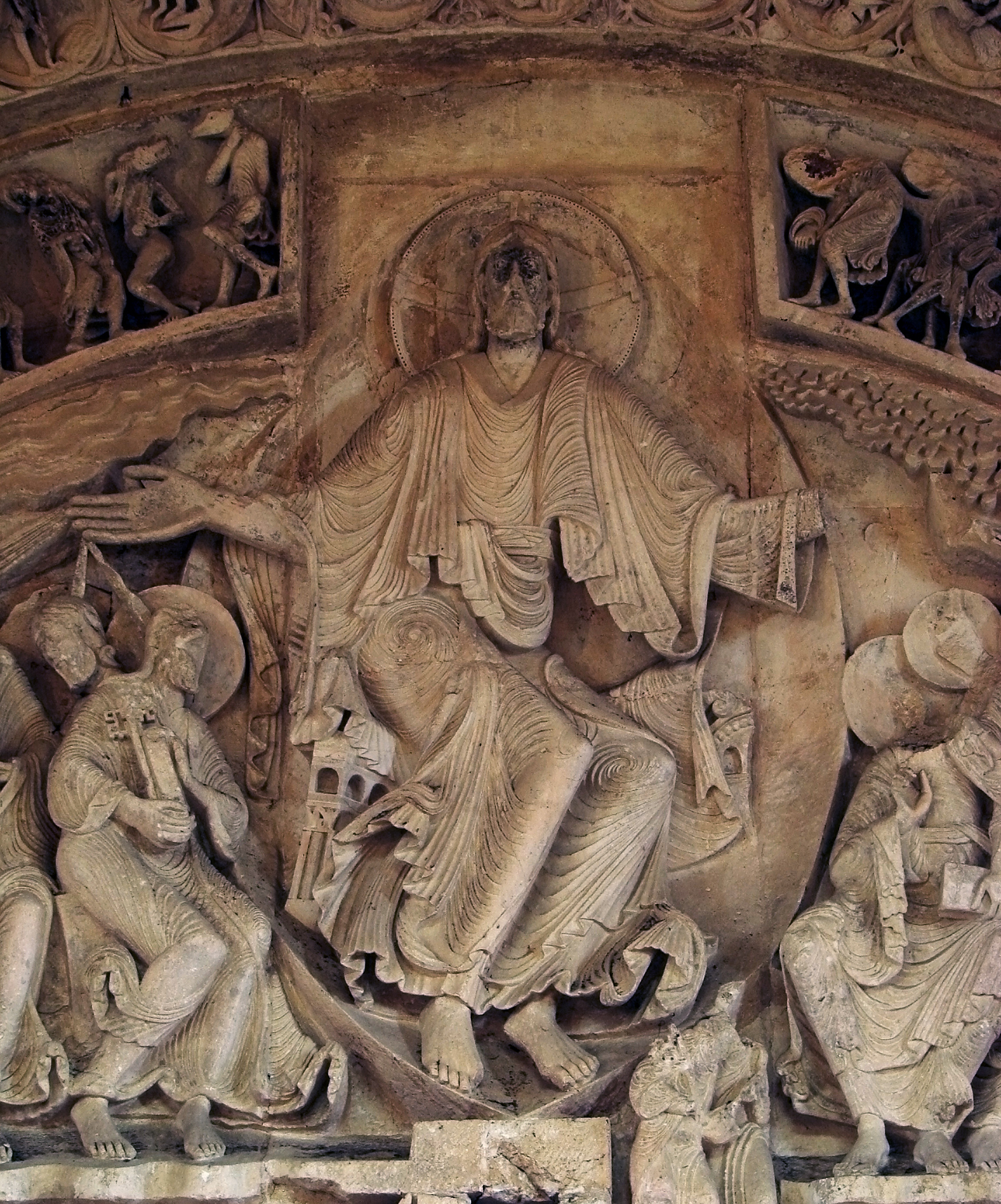
Detalle del tímpano de Vézelay

#### La escultura de los claustros y los capiteles historiados

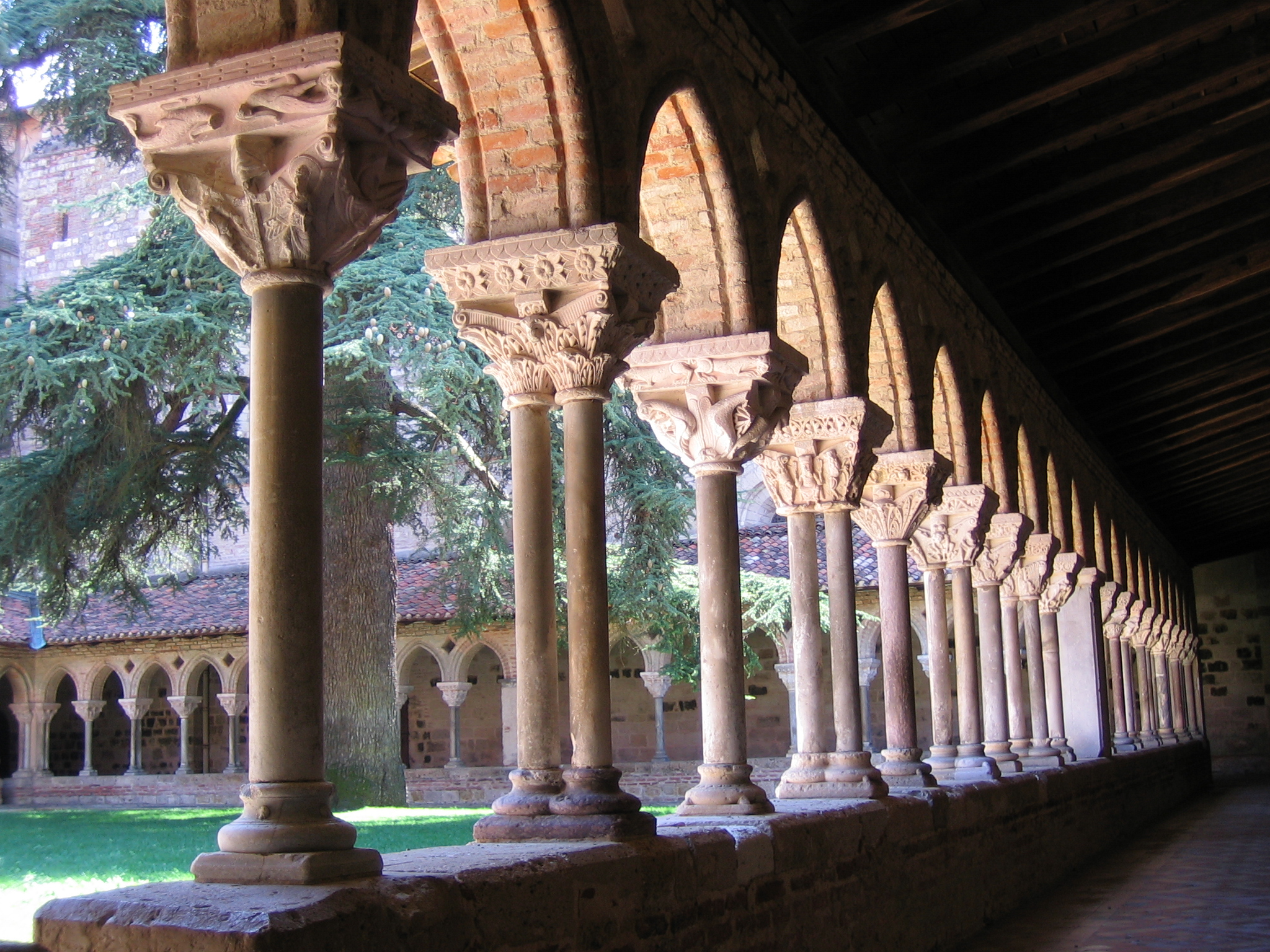
Abadía de Moissac

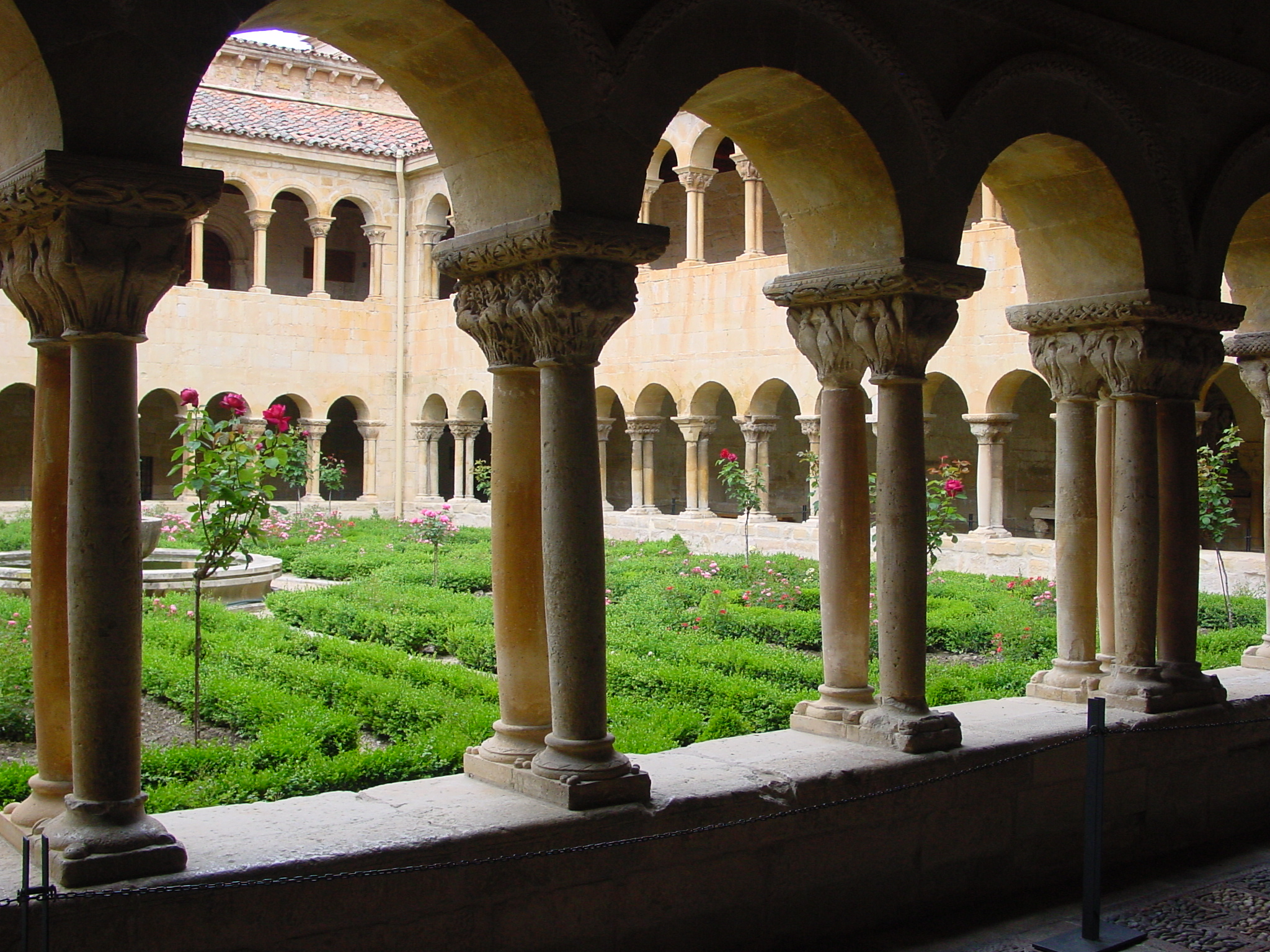
Abadía de Santo Domingo de Silos

En el corazón del encierro monástico, el claustro era el lugar de oración, de meditación y de relajación. También era un espacio de conexión entre la sala capitular que debía abrirse sobre el claustro para que nadie ignorase una reunión, el refectorio con el lavabo, los dormitorios próximos a la iglesia para los oficios nocturnos, el calefactor, la biblioteca y los lugares de estudio.
De los claustros del comienzo del XI, hay restos del de la abadía de San Martin de Canigou que muestra simples arcadas sobre pilares; en Saint-Philibert de Tournus alrededor de 1050, los pilares se duplican con columnillas; y en la catedral de Besançon y Saint-Guilhem-le-Désert, las arcadas descansan alternativamente sobre pilares y columnillas. En ese momento, se buscaba una cierta riqueza en los materiales con a veces algunos capiteles tallados con plantas.
El claustro historiado de la abadía de Moissac fechado en 1100 es el ejemplo más antiguo de claustro completamente conservado. Las galerías están soportadas, en los ángulos y en el medio de cada lado, por pilares cuadrangulares que están conectados por arcadas que alternativamente se apoyan en columnillas simples y dobles. Los pilares están recubiertos de placas de mármol talladas con grandes personajes con la efigie de los apóstoles y de un abad del monasterio, que constituye una de las grandes conquistas de la escultura de este comienzo de siglo. Los capiteles historiados están asociadas con capiteles ornamentales y figurativas. 
Los escultores de la abadía también hicieron capiteles para uno de sus prioratos, la Daurade en Toulouse. En los años 1130-1135, los trabajos fueron reanudados por un taller muy innovador con acentos que recuerdan a las artes preciosas. En las primeras décadas del siglo XII, hay pocos claustros historiados. Se pueden citar los de la abadía de Conques, Eschau, la sala capitular de Marcilhac-sur-Célé, donde los capiteles evocan el juicio final. En la abacial de Saint-Sernin en Toulouse y Saint-Michel-de-Cuxa, los temas bíblicos se descuidan a favor de animales entrelazados en plantas con monstruos y cabezas grotescas. 
En las iglesias, los capiteles historiados fueron cada vez más numerosas al comienzo del siglo XII, pero era difícil desarrollar en ellos temas, excepto en los edificios provistos de un ambulatorio como en Notre-Dame-du-Port de Clermont-Ferrand, la iglesia de Saint-Nectaire o Saint-Pierre de Chauvigny. Si los capiteles historiados se estaban multiplicando, algunos escultores se inspiraban en modelos de la Antigüedad para los capiteles figurativos. También se ve un renacimiento del capitel corintio utilizada en la abadía de Cluny III acompañada de pilastras acanaladas que hacen referencia al arte romano.

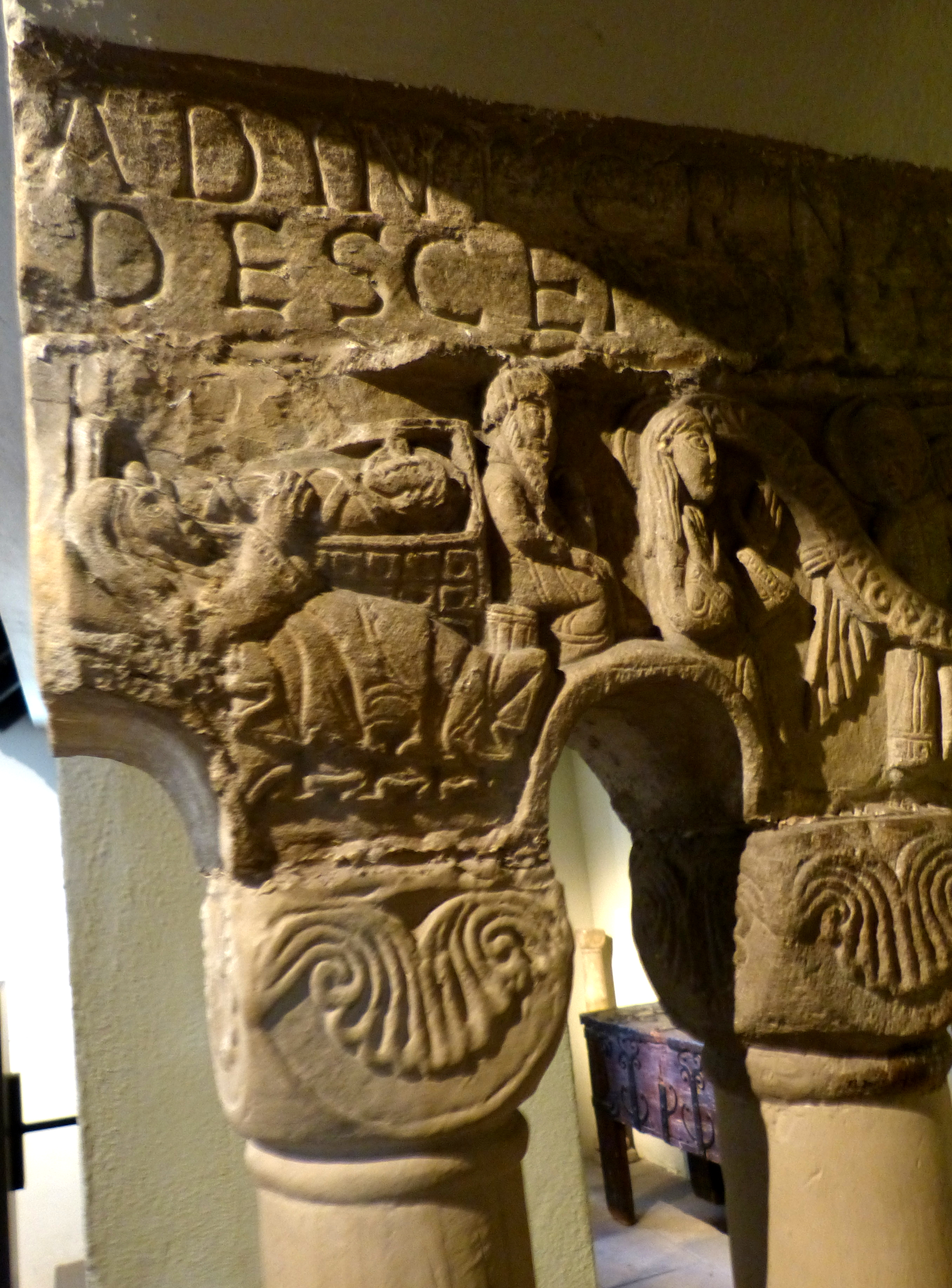
Iglesia de Eschau
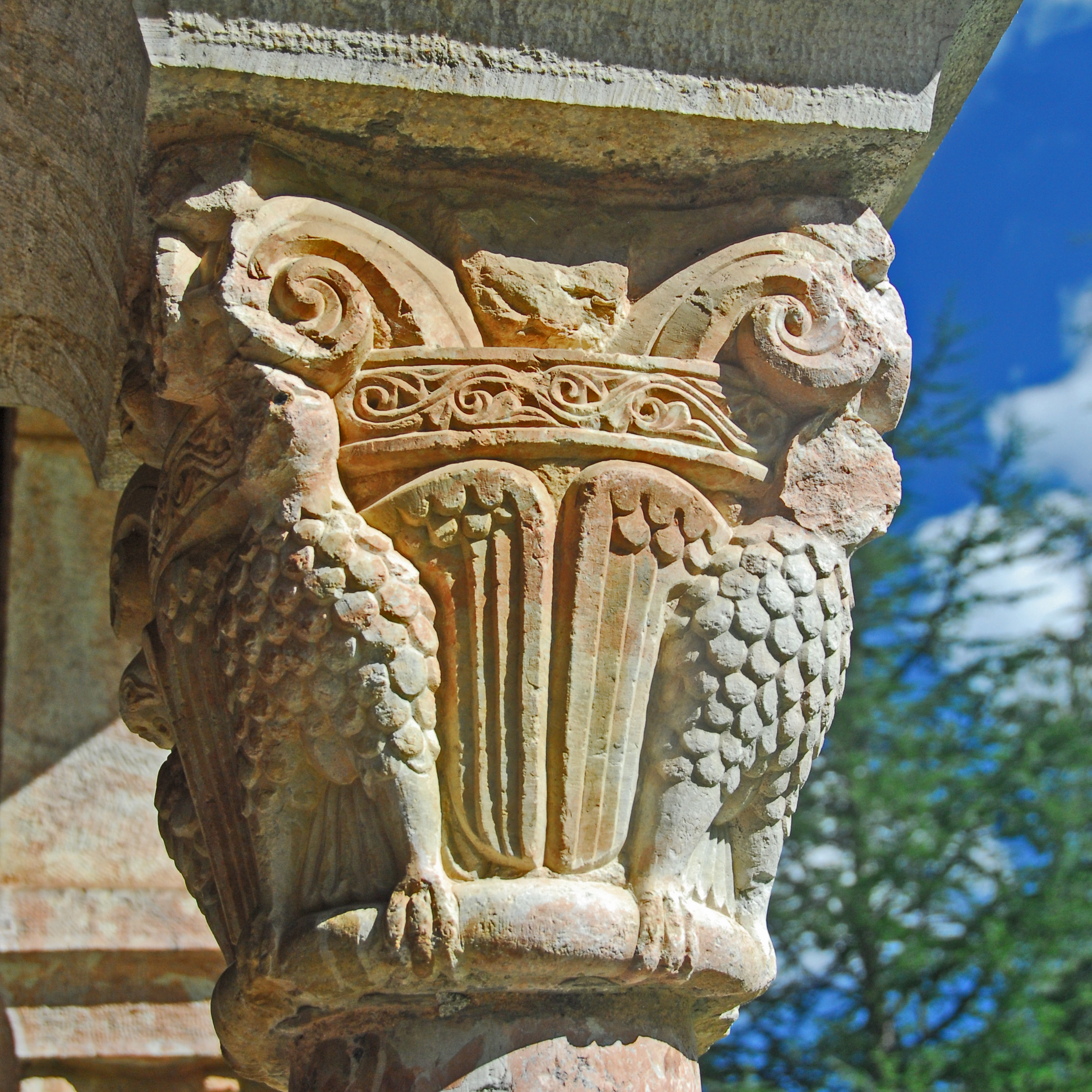
Abadía de Cuixá
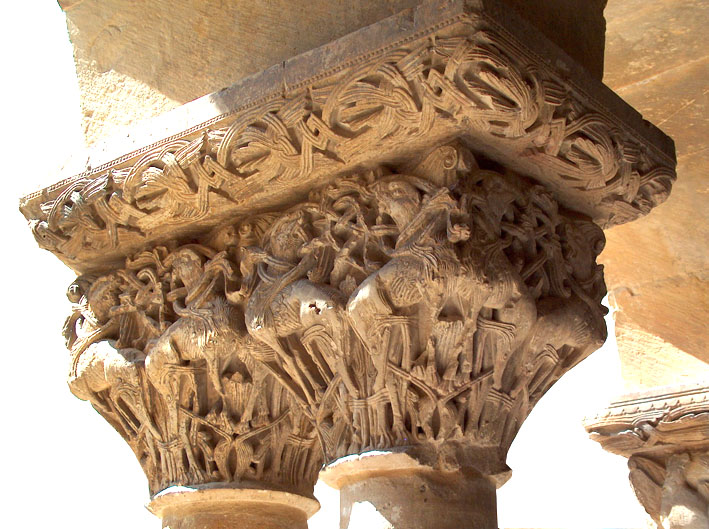
Abadía de Silos
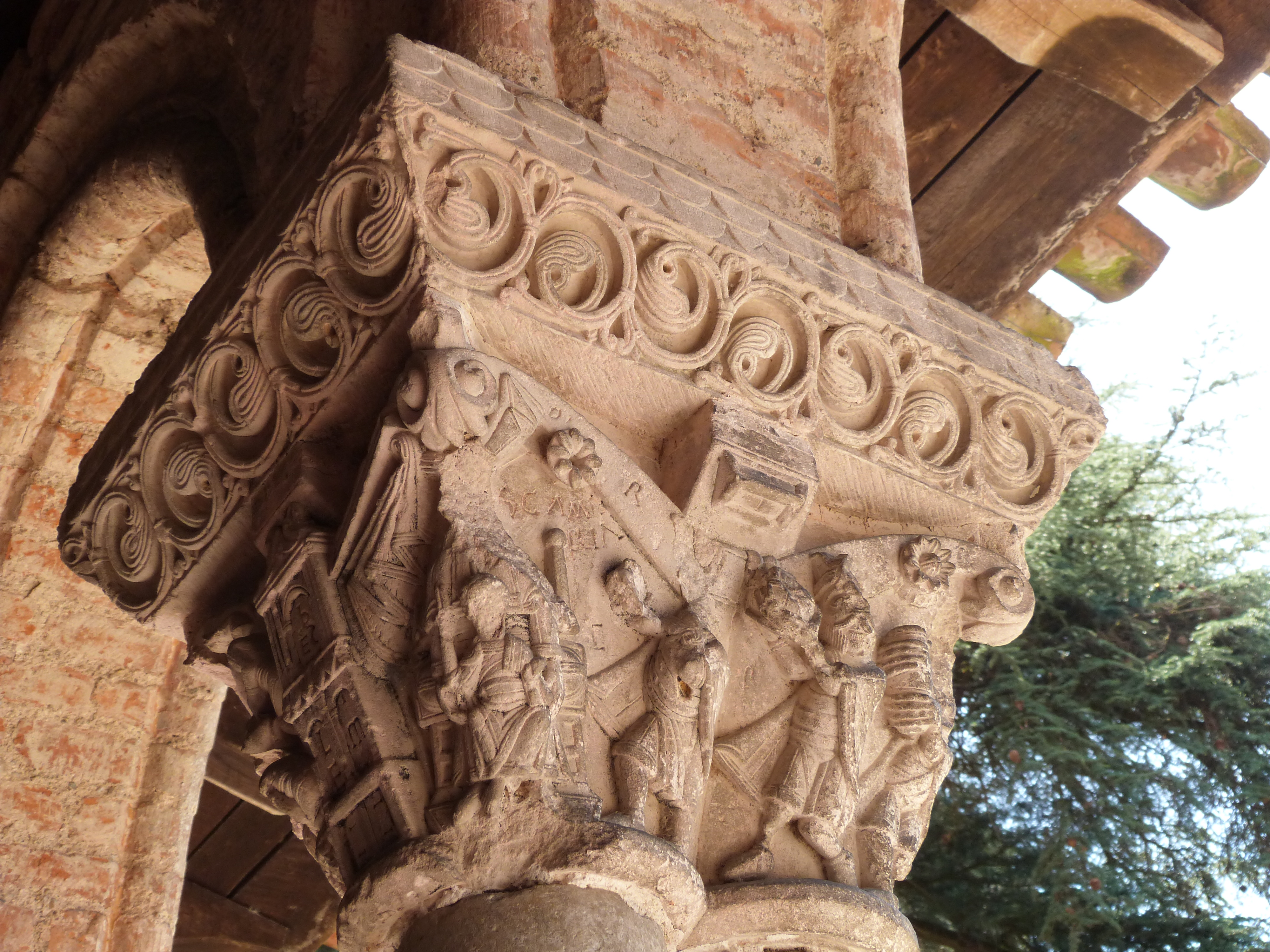
Abadía Saint-Pierre de Moissac
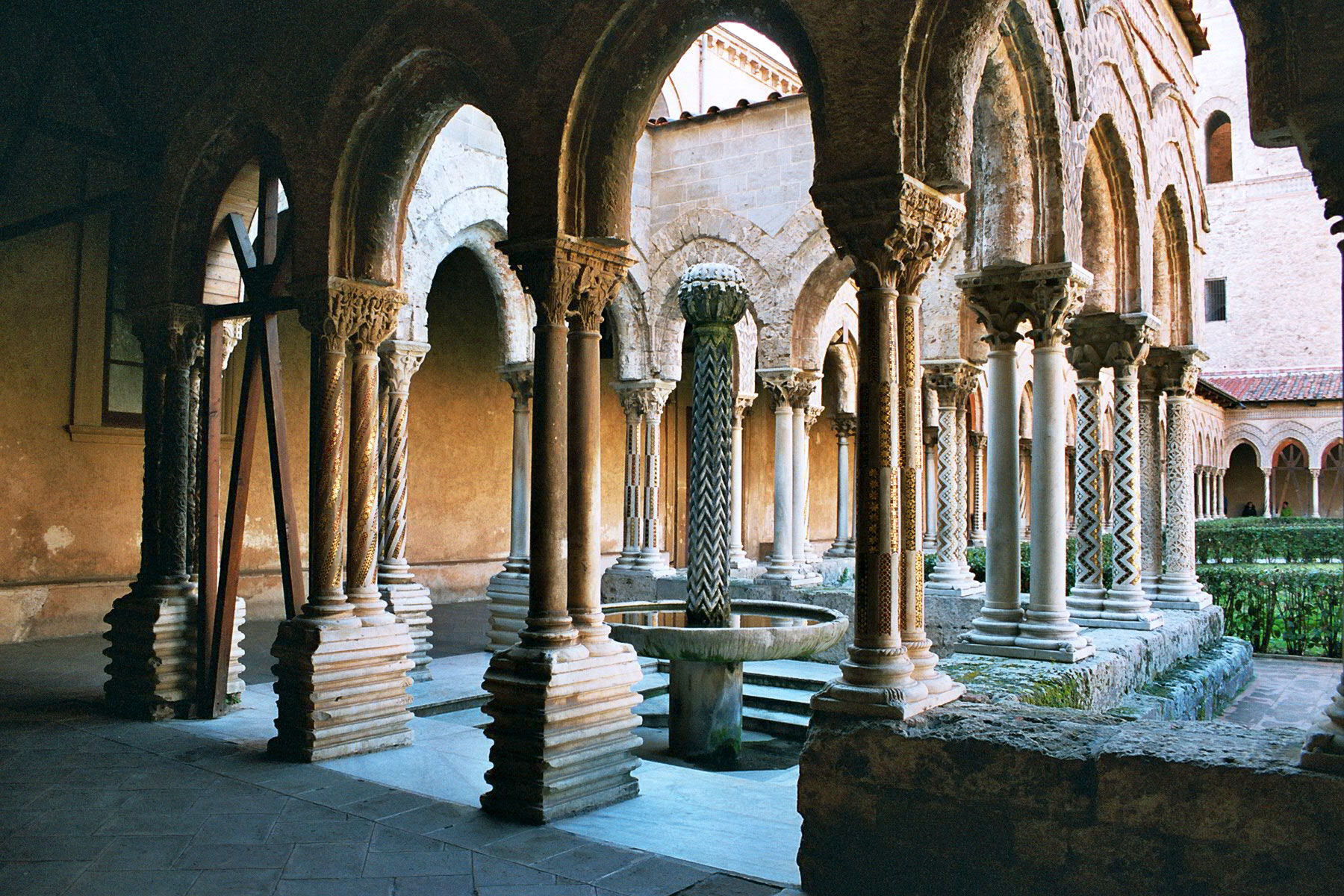
Catedral de Monreale

#### La pintura mural y las vidrieras

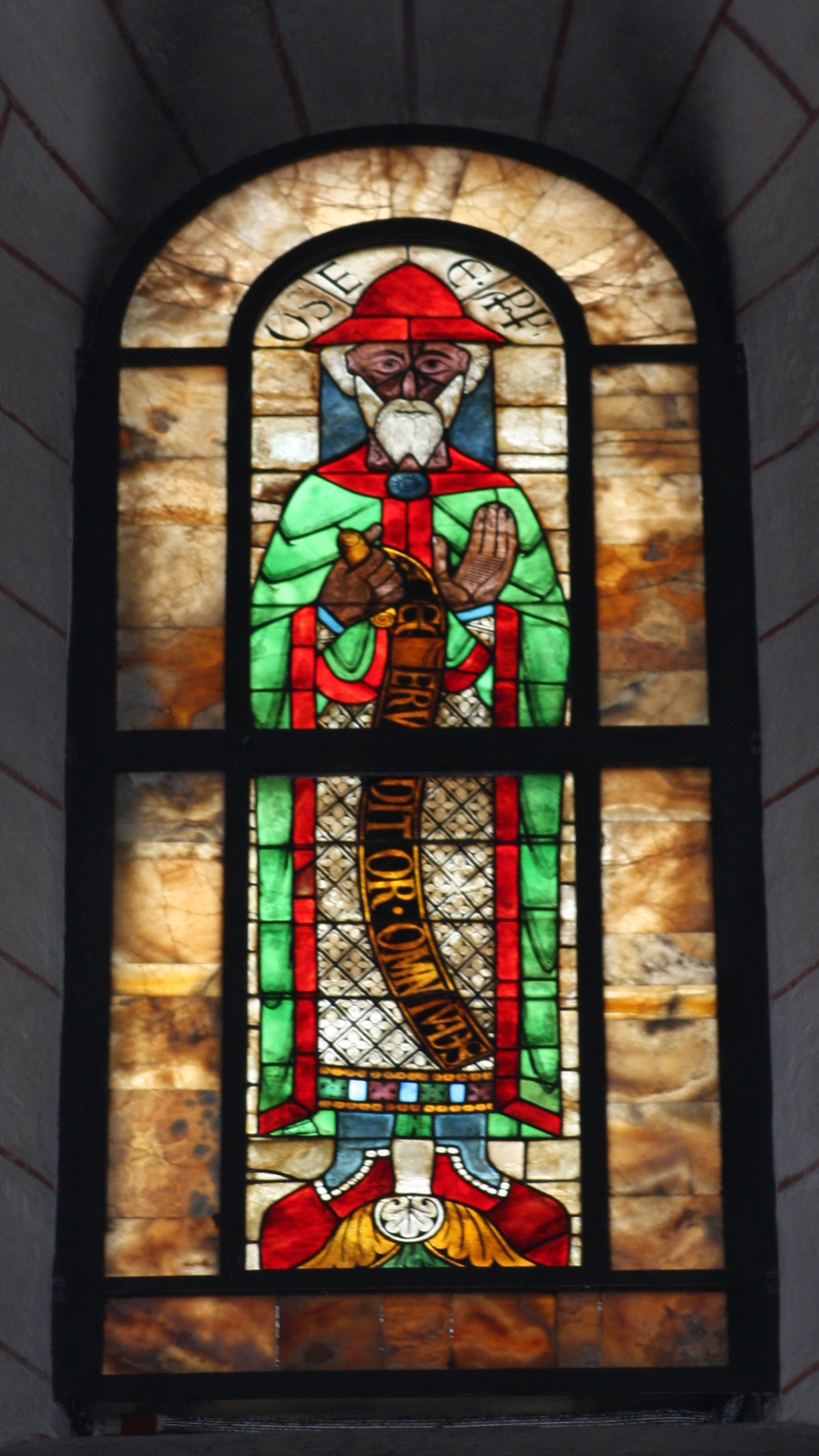
Osée, Augsburgo.

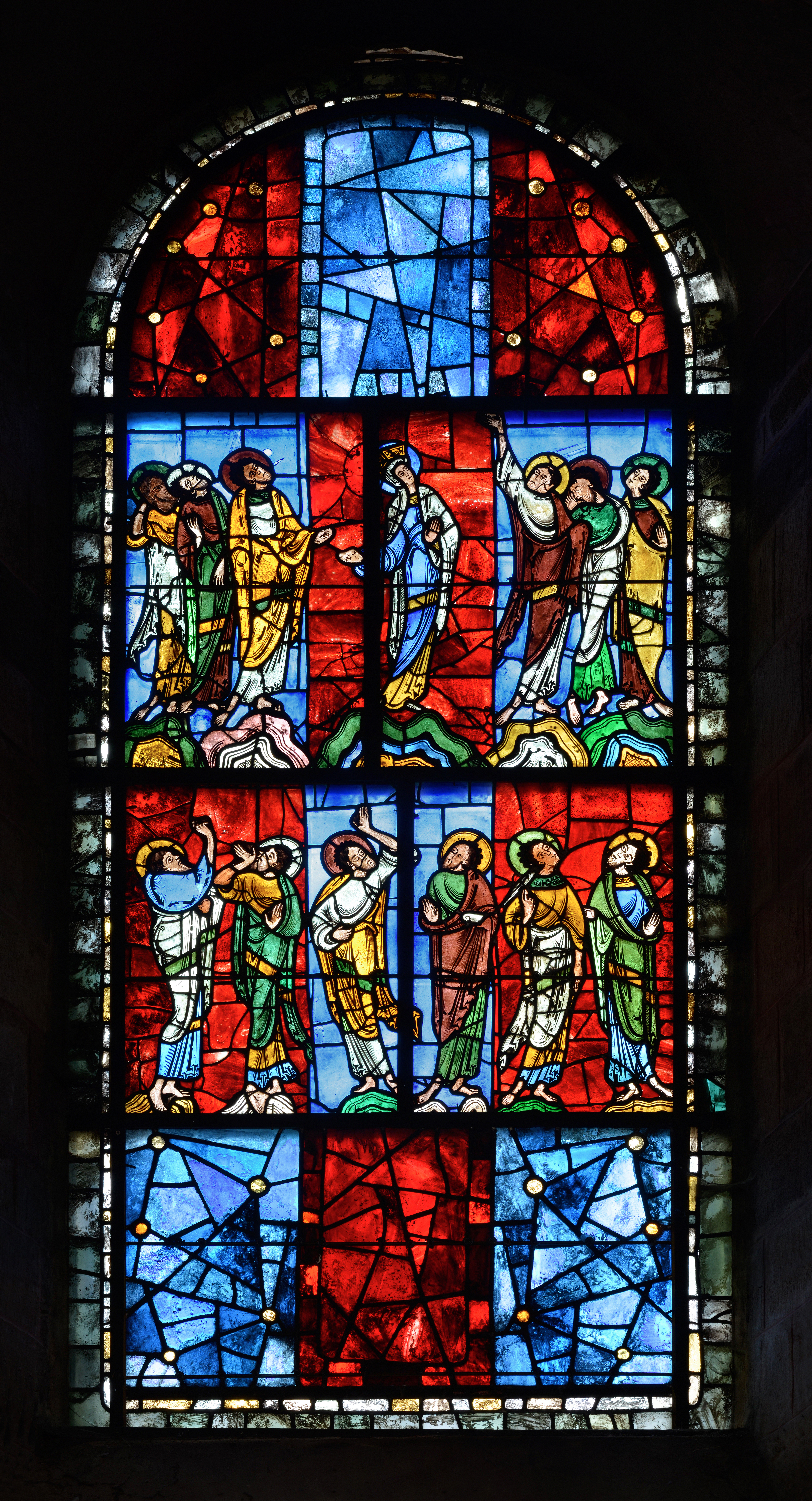
La Ascensión, Le Mans, las vidrieras más antiguas que se conservan en el sitio original

En la arquitectura románica, la pintura fue hecha para educar y responder a una cierta búsqueda de la belleza, pero también solía ser para algunos una injuria a la indigencia de los pobres y una fuente de entretenimiento. En la época románica, la atracción estética irresistible del color se justificaba por su valor simbólico y desempeñó el papel que la luz tomará en la arquitectura gótica.
Los edificios románicos ofrecían vastas superficies para la pintura que a menudo estuvo presente en los lugares más sagrados, los coros y los ábsides, con el tema del Cristo resucitado. Las composiciones en honor de los santos se fueron desarrollando cerca de sus reliquias, el Antiguo y Nuevo Testamento decoraban la nave, el juicio final a menudo estaba próximo a la fachada, en oposición a los ábsides.
Los artistas se desplazaban y se puede seguir a un pintor por sus obras en ambos lados de los Pirineos o por los textos, por ejemplo, un artista de Tours produjo dos ciclos sobre el Apocalipsis y el Juicio final en la abadía de Saint-Benoît-Sur-loire hacia 1030. Las regiones del Berry, del Poitou y del valle de Loir recolectaron la herencia común de un cierto arte carolingio terminando y Poitiers alrededor del año 1100 y se convirtió en un verdadero centro artístico con una influencia sobre la abadía de Saint-Savin-sur-Gartempe y quizás hasta el Alto Aragón y en Cataluña. En Borgoña, el espíritu cluniacense y el refinamiento de su cultura se reflejaron en las creaciones pictóricas que integran aportaciones artísticas diversas, en particular bizantinas, que también estaban presentes en la pintura del sureste de Francia.
En el norte de Italia, la decoración del ábside de la basílica Saint-Vincent de Galliano está fechada en 1007 con influencias antiguas, bizantinas y otonianas. Alrededor de 1100, San Pietro al Monte de la abadía de Civate presenta elementos bizantinos muy modernos y esta influencia es aún más visible en Santo Angelo in Formis cerca de Capua, donde un conjunto de frescos es el más completo y mejor preservado de la Italia meridional. 
En Roma, alrededor de 1100, los papas deseaban transmitir su mensaje reformador y ejercieron un patrocinio importante con artistas de alto nivel. Una iconografía rica, una paleta clara y animada, una cierta tipología de rostros y un gusto mínimo por la ornamentación caracterizaron esta escuela que todavía existía en 1255, pero ya con una alteración vinculada al gótico. 
La pintura románica también es visible en edificios no abovedados y queda un único techo con figuras en la pequeña iglesia de Zillis en los Grisones. Esta iconografía del medio o tercer cuarto del siglo XII está dedicada a Cristo y a san Martín con bordes de animales marinos fantásticos.
 Las vidrieras
La vidriera románica tiene funciones religiosas y espirituales vinculadas al vidrio que permitía que la luz pasase, lo que no podía ser más que una manifestación divina. En la arquitectura románica, las aberturas eran raras y pequeñas y se usaba vidrio transparente o sin colores tratados con grisalla. La preciosidad de la ejecución recuerda las obras de orfebrería, los altares portátiles y los retablos esmaltados. 
Las vidrieras de los países germánicos eran diferentes en su estilo de las de Francia y en particular de las del norte del país. Solo hay tres conjuntos importantes provenientes de la catedral de Estrasburgo, de la iglesia colegiata Saint-Patrocle en Soest y la serie de paneles del monasterio de Arnstein, depositados en el Museo de arte e historia de Westfalia, en Münster. Las vidrieras francesas del grupo del oeste están muy ligadas al arte monumental y la pintura románica del suroeste de Francia. La Ascensión de la catedral de Le Mans está en el mismo registro que la vida de Noé de [Abadía de Saint-Savin-sur-Gartempe|Saint-Savin-sur-Gartempe]]. En la catedral de Poitiers, en un edificio comenzado alrededor de 1160, las vidrieras de la cabecera plana son plenamente románicas y cercanas a la Ascension de Le Mans.
Otros dos grupos independientes recibieron aportaciones bizantinas en la segunda mitad del siglo XII. La región del Ródano con el priorato clunicense del Champ-près-Forges tiene vidrieras fechadas a partir de los años 1160-1170 y se puedes notar en Inglaterra, en un estilo protogótico, las vidrieras de la catedral de Canterbury. ·

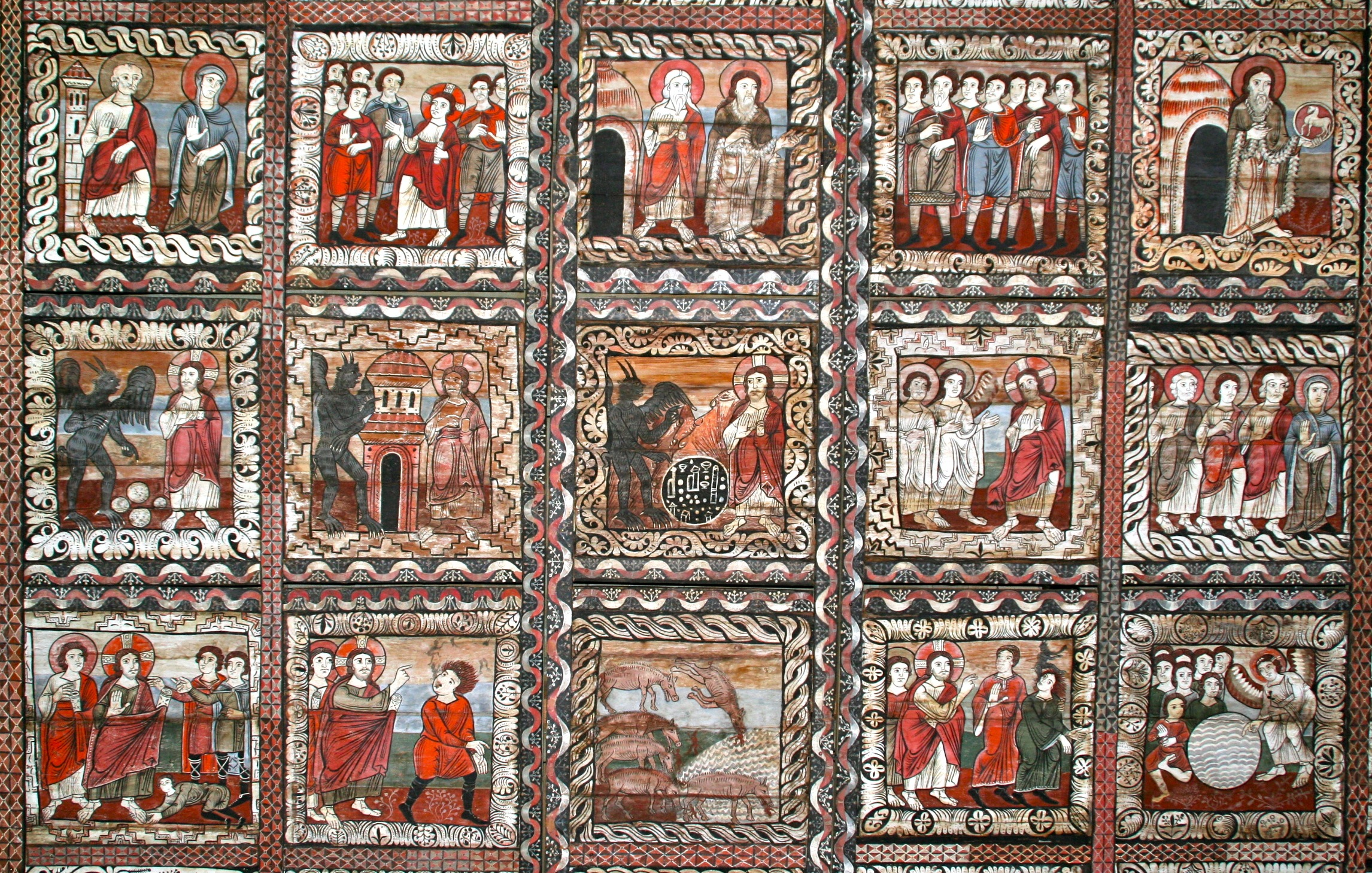
El plafond pintado de Zillis
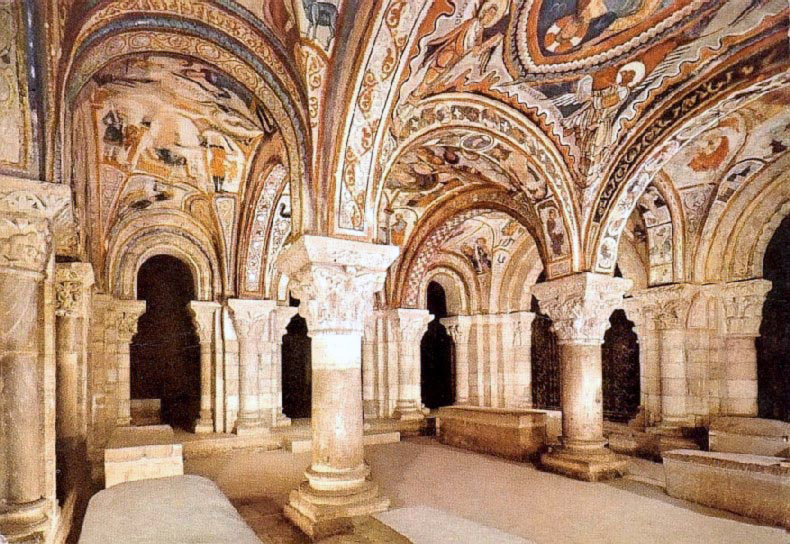
Panteón de reyes de la basílica de San Isidoro (León)
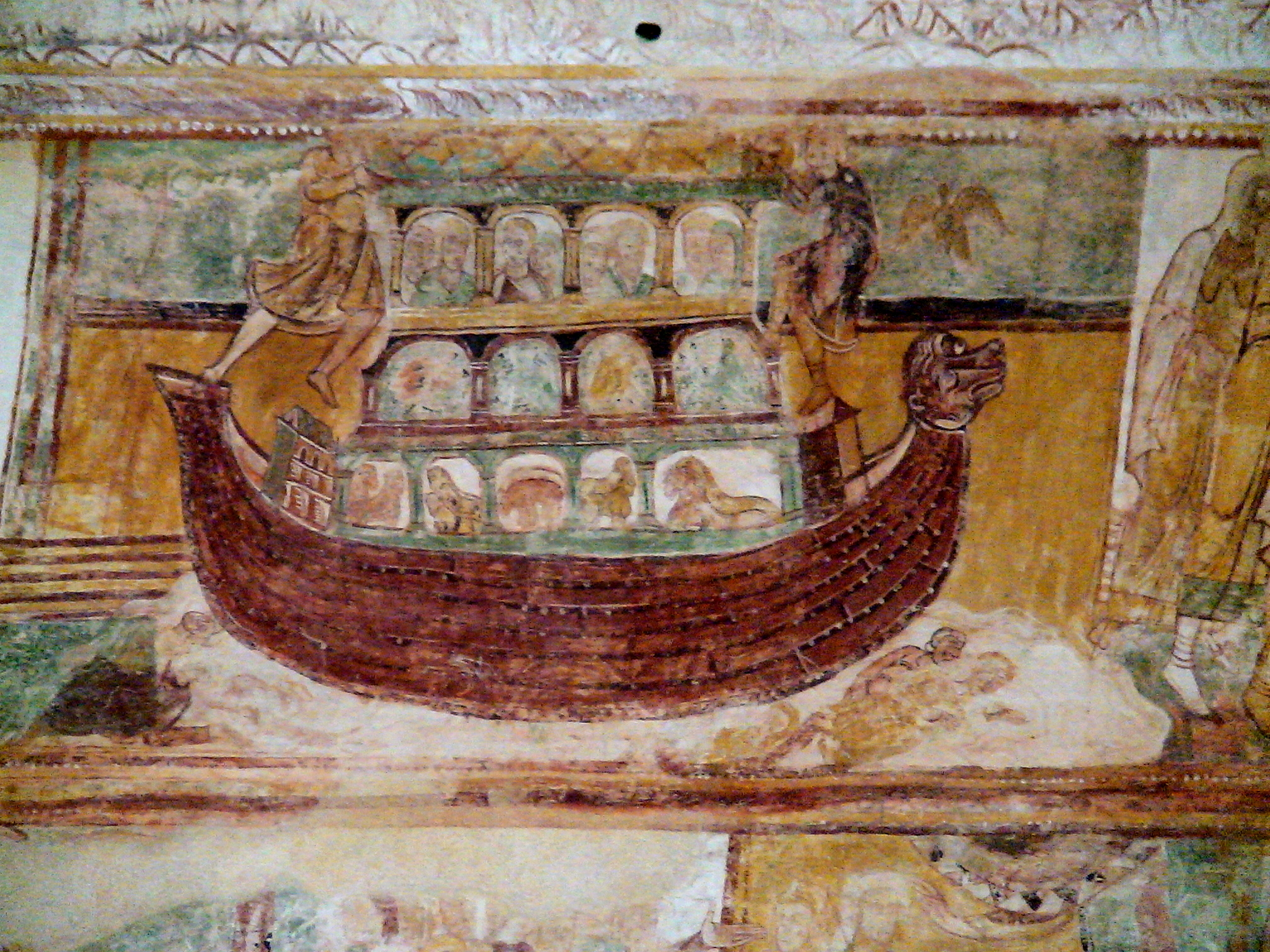
Abadía de Saint-Savin-sur-Gartempe
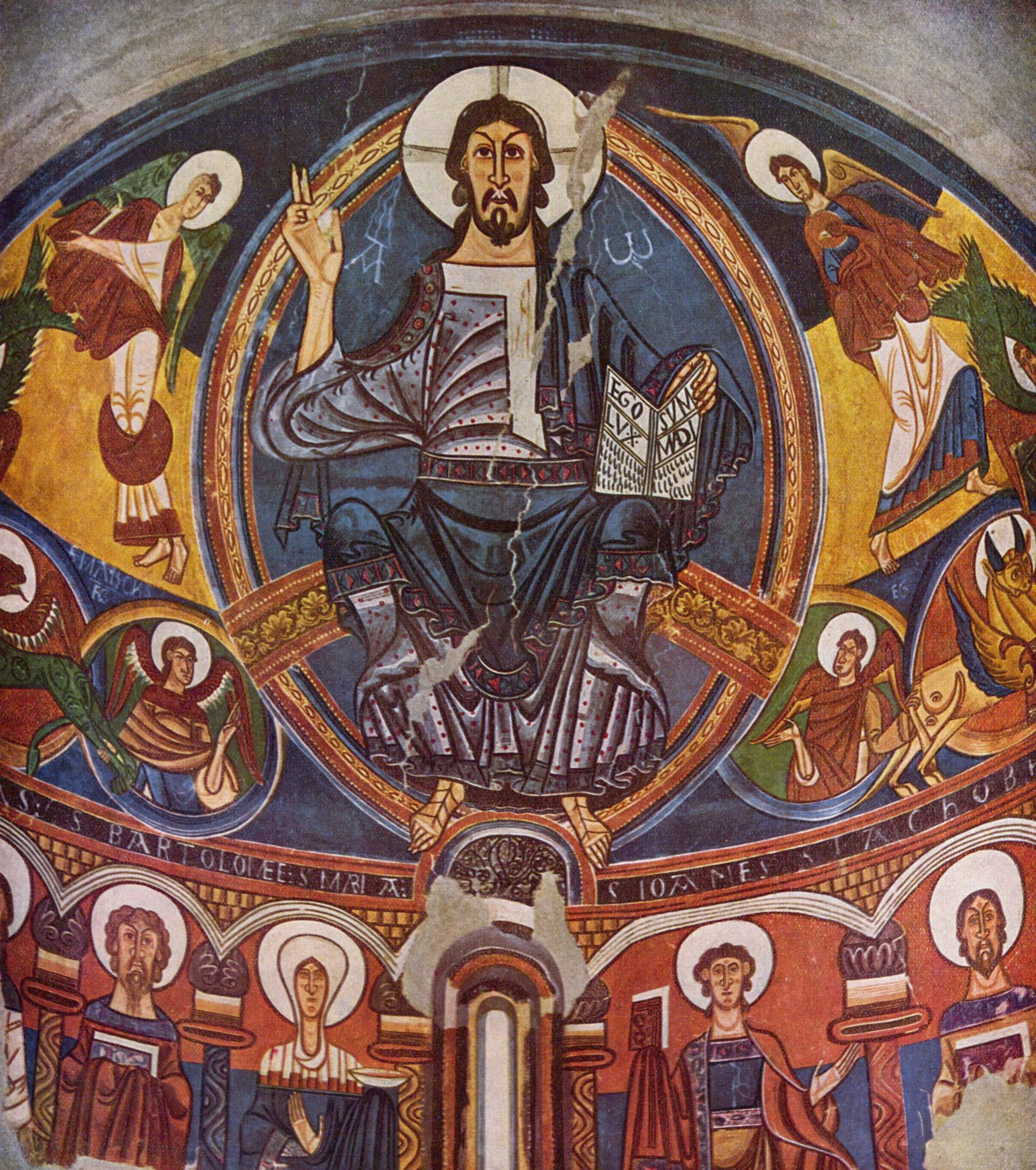
San Clemente de Taull (Lleida)
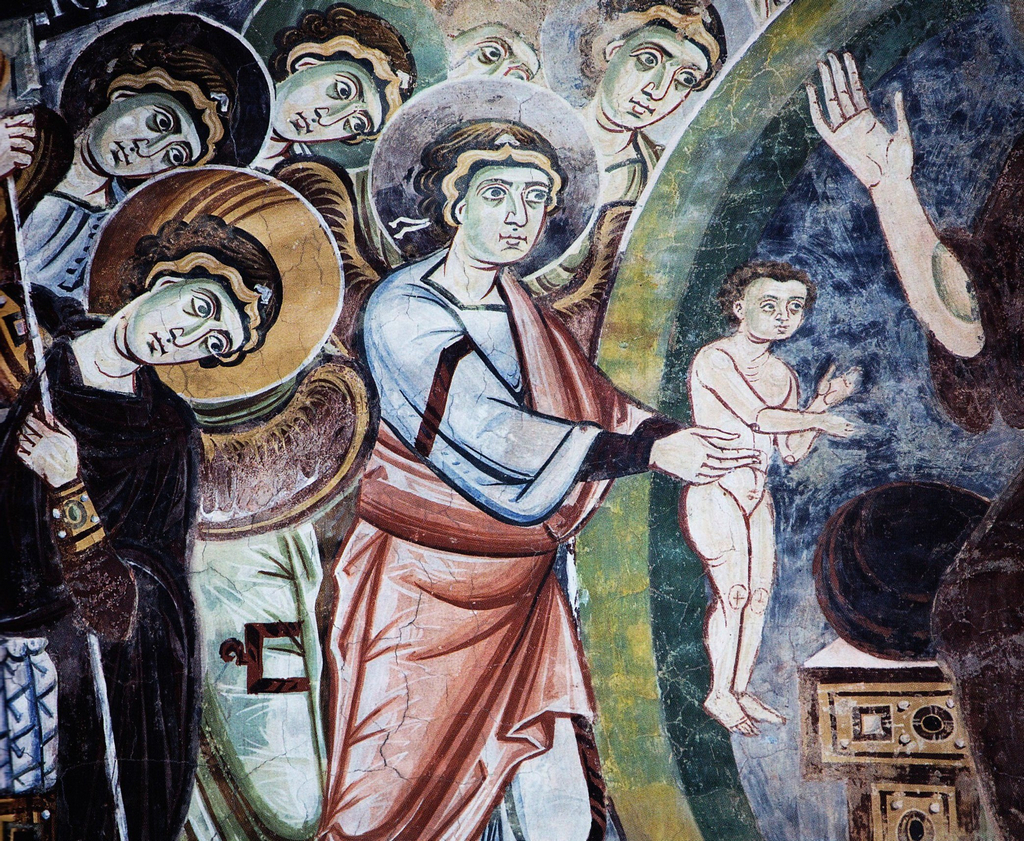
Abadía de Civate

## Tipos de edificios
Los edificios principales de la arquitectura eran: iglesias, monasterios, abadías y catedrales.

## Componentes del estilo
Entre los elementos arquitectónicos que destacan en el estilo románico los más característicos del mismo son:
- El pilar compuesto y de núcleo prismático.
- El arco de medio punto.
- La cubierta de bóveda de medio cañón y de arista.
- La cúpula poligonal sobre trompas.
- Los ábsides semicirculares en planta de cruz latina en las iglesias.
- La planta basilical es la típica latina.

A continuación otros de los elementos arquitectónicos propios del estilo:
- Contrafuertes muy desarrollados
- Arcos fajones y arquivoltas
- Capiteles decorados
- Impostas, frisos decorativos
- Escultura monumental aplicada a la arquitectura

### Planta

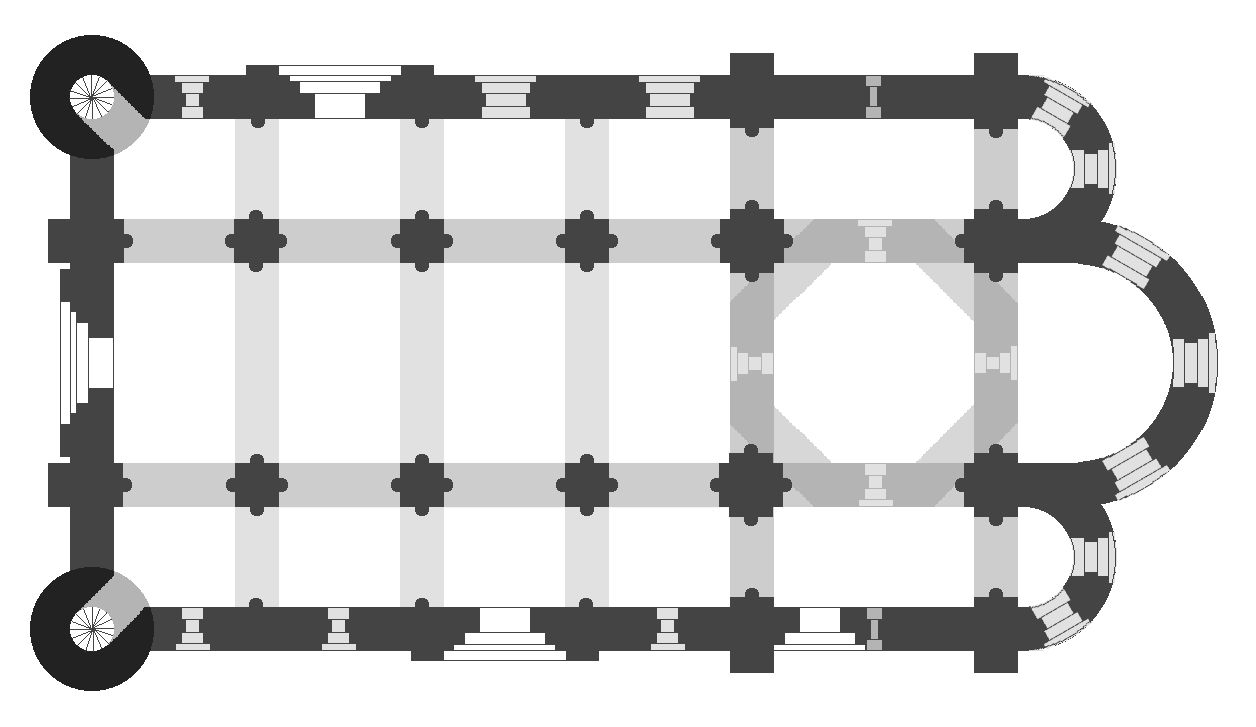
Planta de la iglesia de San Martín en Frómista, Pallantia.

La planta típica de una iglesia románica es la basilical latina con cuatro, tres o cinco naves y crucero de brazos salientes. En el testero o cabecera, que siempre mira a oriente, se hallan tres o cinco ábsides semicirculares de frente o formando corona, llevando cada uno de ellos tres ventanas en su muro. Y en los pies o entrada del templo se alza un pórtico o nártex flanqueado por dos torres cuadradas. Pero así como las iglesias rurales o menores solamente constan de una sencilla nave y un ábside sin crucero saliente y sin torres junto a la portada, así las mayores sobre todo, las de grandes monasterios o los santuarios visitados por numerosas peregrinaciones suelen ofrecer muy amplio el transepto y crucero, como también tienen prolongadas las naves laterales en torno a la capilla mayor constituyendo la girola o nave semicircular que da paso a diferentes capillas absidiales, abiertas en torno de ella a modo de corona. Algunas iglesias tienen los brazos del crucero convertidos en sendos ábsides que con el central forman una especie de gran trifolio. Las iglesias de templarios y de otras órdenes caballerescas afines se hallan, por lo común, sobre planta poligonal o circular y son de escasas dimensiones. Asimismo, existen pequeños oratorios de planta circular que fueron capillas funerarias o que estuvieron unidas a fortificaciones como oratorios militares y no faltan otras que siguiendo el estilo o inspiración bizantina se disponen a modo de cruz griega y de cuadrifolio.

### Contrafuertes
Los soportes característicos de un edificio románico, son el pilar compuesto y el estribo o contrafuerte adherido exteriormente al muro. Los contrafuertes tienen por objeto reforzar los muros y servir a la vez de estribo o contrarresto a los arcos y bóvedas (servicio que también prestan los pilares compuestos): son visibles al exterior, lisos y de forma prismática. Pero cuando se adhieren a los ábsides aparecen frecuentemente a modo de columnas que sostienen el alero. Los muros están formados de sillarejo o de sillares desiguales con poca regularidad en las hiladas.

### Pilares y arcos

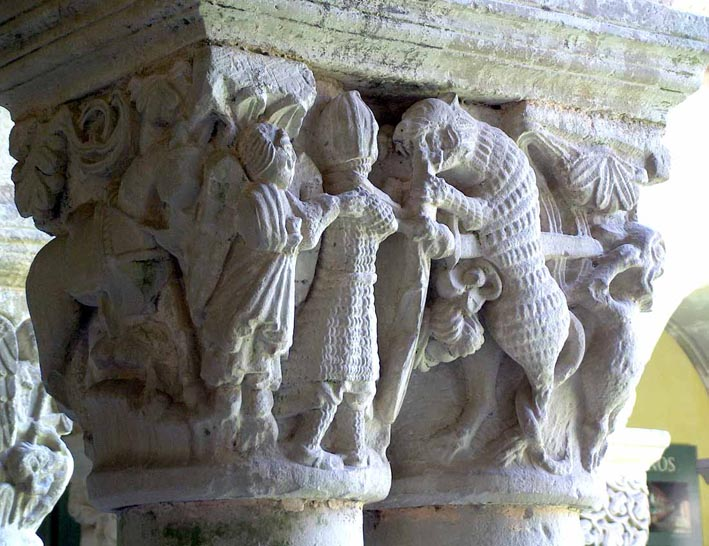
Capitel románico.

El referido pilar monta ordinariamente sobre un zócalo cilíndrico o de poca altura y se compone de una pilastra simple o compuesta que lleva adosadas a cada frente o a alguno de ellos una o dos columnas semicilíndricas (o en vez de estas, otras pilastras más estrechas) con objeto de dar pie a los arcos formeros y a los transversales o fajones. Dichas columnas tienen basa y capitel igualmente adosados al núcleo central prismático. Hay también columnas exentas y pareadas, de dos en dos, o de cuatro en cuatro pero no se hallan de estas formas ordinariamente sino en los claustros, pórticos, galerías y ajimeces.

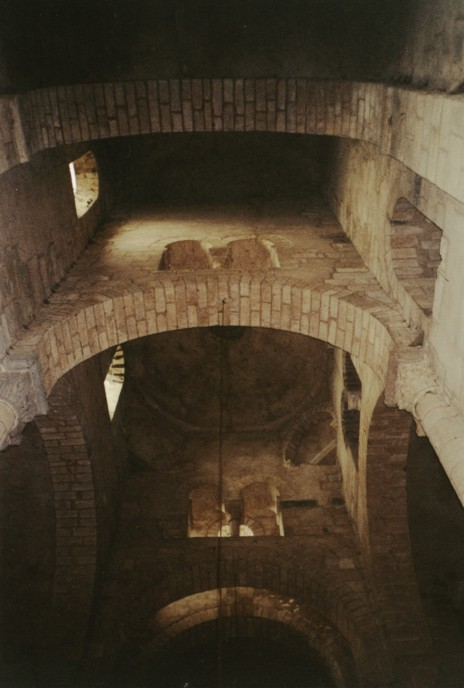
Arcos en la iglesia de Saint-Saturnin, Francia.

Los capiteles románicos ofrecen especial interés por lo variado de sus formas y por las curiosísimas labores con que suelen decorarse. Algunos de ellos conservan reminiscencias clásicas de sabor corintio degenerado pero en su gran mayoría se forman de un grueso prisma o de un tronco piramidal o de cono invertido en cuyos frentes lleva esculpidas labores geométricas entrelazadas o motivos vegetales que en forma de hojas le rodean o asuntos simbólicos e históricos. Va coronado el capitel por un ábaco grueso, denominado cimacio, el cual se halla casi siempre decorado con molduras u otros ornamentos propios del estilo y frecuentemente lleva por su parte inferior una serie de modillones cuadrados que parecen almenas. En las columnas geminadas o yuxtapuestas suele cubrir el ábaco a todo el grupo de ellas uniendo así sus capiteles.
Las bases de las columnas tienen la forma toscana o ática pero con el toro inferior ancho y aplastado y suelen llevar en las enjutas o ángulos del plinto una figurilla caprichosa o bien una garra que aparenta sujetar con el plinto la moldura curva o toro que en él descansa. En el siglo XII se ornamentan frecuentemente las basas con diferentes labores propias del estilo lo cual ya se usó alguna vez en la arquitectura visigoda (y mucho más en la romana) según se observa en la iglesia de San Pedro de la Nave.
Los arcos de construcción se apoyan inmediatamente sobre el referido ábaco y son de medio punto o peraltados y casi siempre dobles o triples, es decir, que cada uno de ellos consta de dos o tres semianillos adheridos uno debajo de otro siendo más ancho el de encima. Cuando se adorna con molduras propiamente dichas, se denuncia la segunda época del estilo y se presentan ellas en forma de un baquetón grueso, bordeando la esquina del arco. Propio asimismo de la segunda época (siglo XII) es el arco apuntado, también llamado ojival, que a veces se halla en edificios románicos como medio constructivo para disminuir el empuje lateral (sin que por esto sea indicio de estilo gótico si falta la bóveda de crucería) y nunca como ornamento. Se hallan, no obstante, en algunos edificios románicos, influidos por la arquitectura musulmana, arcos lobulados y entrelazados, ya ornamentales, ya constructivos. Pero estos últimos solamente en arcadas de claustros o en obras equivalentes.

### Cubierta interior

Cubierta interior con bóveda de cañón

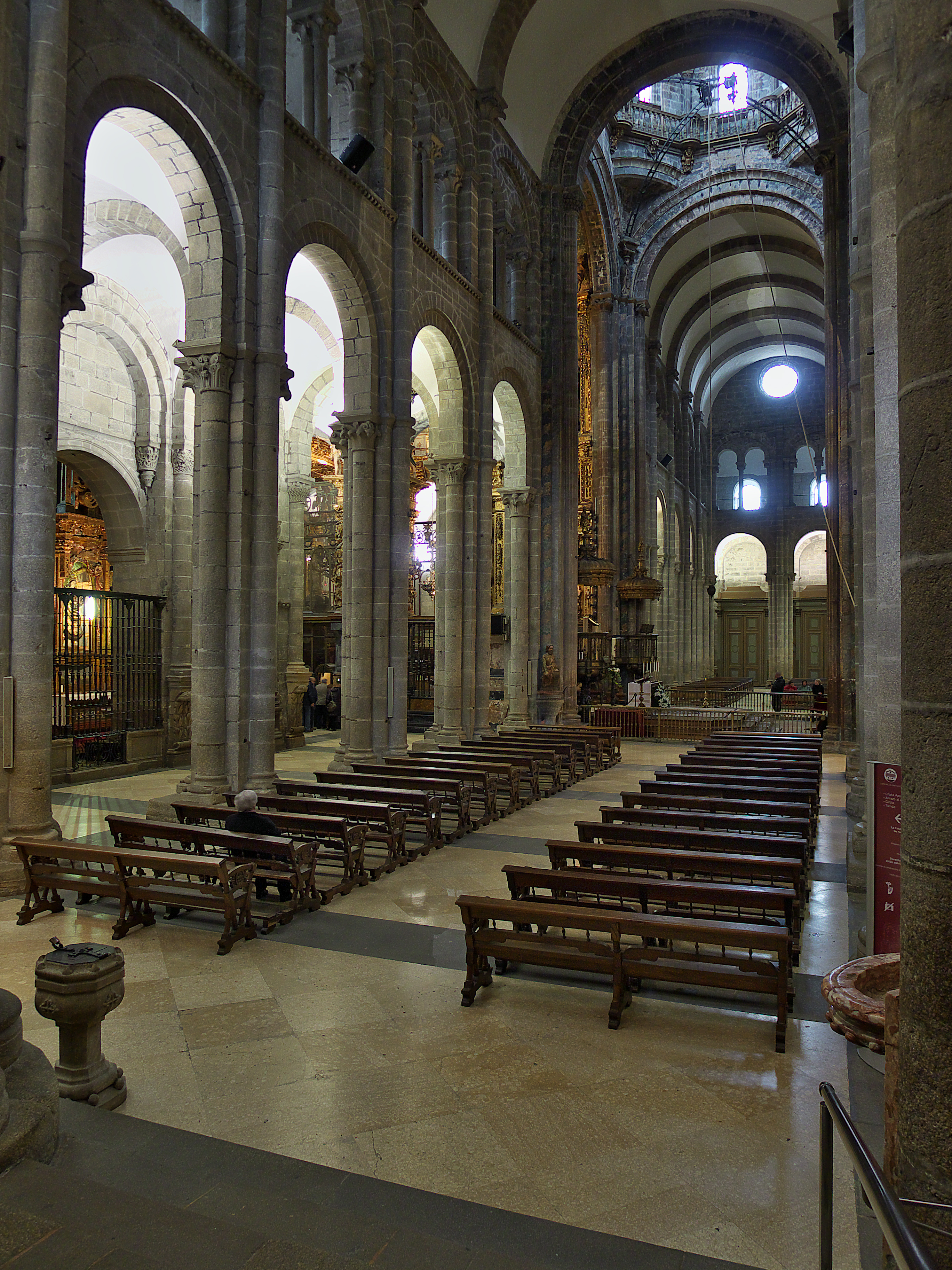
Catedral de Santiago de Compostela. Transepto.

La cubierta interior de las naves y estancias diferentes consiste por lo general en la bóveda de medio cañón —a veces, apuntada como los arcos— para la nave central; de arista o de cuarto de cañón para las laterales y de concha o de cuarto de esfera para los ábsides, alzándose sobre el crucero una cúpula poligonal apoyada en trompas (a estilo persa) que se colocan en los ángulos o rincones resultantes del encuentro de los arcos torales. Dichas trompas se constituyen por una bovedilla semicónica o por una serie de arquitos en degradación que hacen el mismo oficio. Algunas veces, según la escuela a que pertenezca el edificio, la nave central lleva techumbre de madera o carece de cúpula o por el contrario, la tiene verdaderamente esférica y elevada sobre pechinas a estilo bizantino. La dificultad y la diferencia mayor que se hallan en estos edificios estriban en el problema de combinar el abovedamiento de todas las naves con la iluminación suficiente de la central y, además, en dar al crucero o al encuentro de las naves un equilibrio muy estable y una cubierta proporcionada: las soluciones varias que se dan a este doble problema constituyen las diferencias principales de las escuelas arquitectónicas del estilo románico.

### Cubierta exterior
La cubierta exterior o tejado insiste sobre las bóvedas mediante una armadura sencilla de madera que se apoya en ellas, pero en el siglo XII se hace independiente esta armadura y es sostenida solo por los muros para no cargar de peso las bóvedas y cúpulas. Sobre la cúpula poligonal del crucero se eleva una linterna prismática ya formando cuerpo con ella, ya estando independiente a modo de domo. Dicha linterna se termina por una cubierta piramidal, semejando el conjunto una torre de base ancha y poca altura que, a veces, ejerce también funciones de campanario.

### Puertas y ventanas

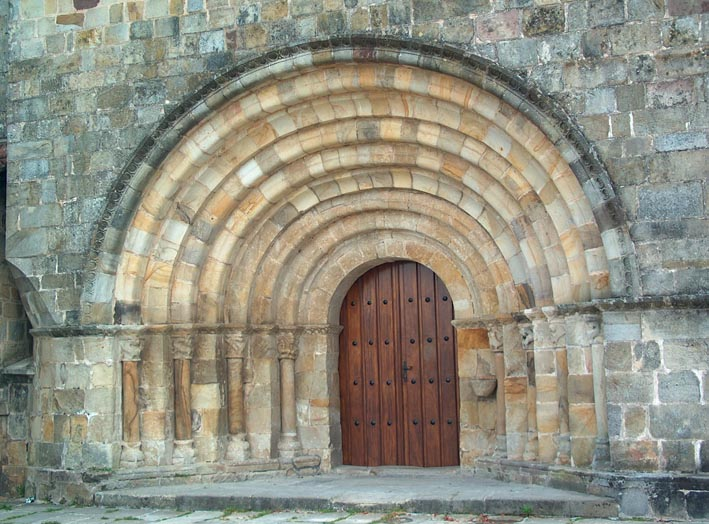
Portada de la Colegiata de Castañeda, Cantabria

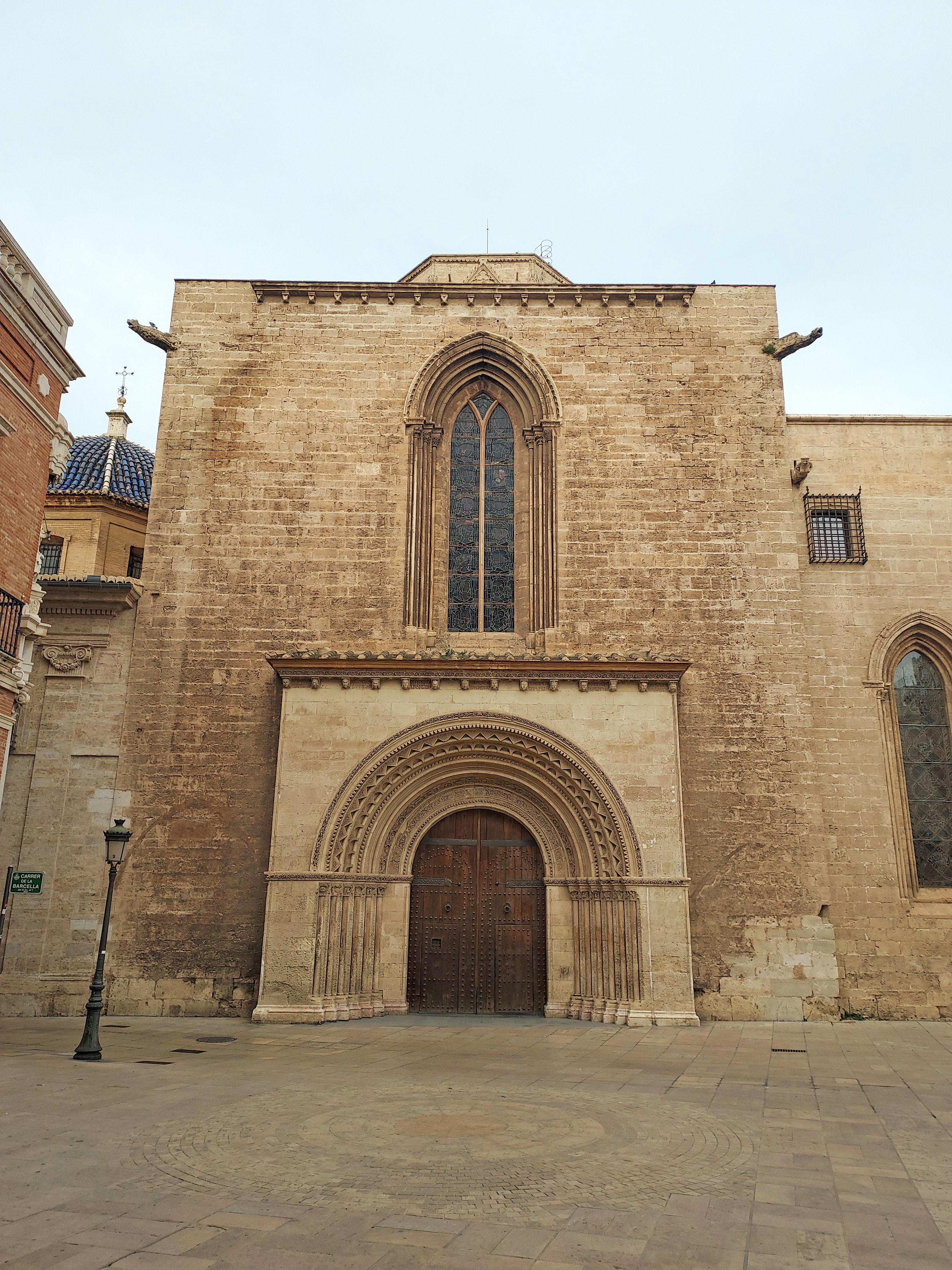
Puerta de la Almoina. Catedral de santa María de Valencia.

Las puertas se hallan formadas por una serie de arcos redondos concéntricos y en degradación, las arquivoltas, apoyados en sendas columnillas de suerte que todo el conjunto forma una especie de arco abocinado y moldurado contribuyendo al mayor efecto visual el mismo grosor del muro que suele formar allí un cuerpo saliente. Algunas portadas carecen de dintel y de tímpano pero por lo general se hallan provistas de uno y otro y entonces se esculpen sobre el último relieves simbólicos o iconísticos y a los lados de la portada o en las jambas y aun en el mismo arco abocinado se disponen variadas series de labores ornamentales en relieve, flanqueándose, a veces, con estatuas el ingreso en las iglesias más suntuosas.
Las ventanas se abren casi siempre en la fachada y en el ábside y algunas veces en los muros laterales. Son bastante más altas que anchas y terminan por arriba en arco doble, generalmente plano o de arista viva apoyado sobre columnitas como las de la portada y cuando estos arcos se rodean de molduras finas o baquetones o bien las ventanas han dejado la primitiva estrechez, pertenecen a la segunda época del estilo. Hay también ajimeces, óculos y pequeños rosetones, correspondiendo estos últimos al último periodo.
Se cierran las ventanas con vidrieras incoloras o de color en algunas iglesias suntuosas o con láminas traslúcidas de alabastro o yeso cristalino o con simples celosías de piedra perforada y en las iglesias pobres con simples telas blancas enceradas o impregnada con trementina. De aquí que hayan de ser poco extensas las ventanas de esta época (lo mismo que en la precedente) hasta que se fue ensayando y generalizando el uso de grandes vidrieras.

### Cornisas
Las cornisas, forman como una imposta corrida sobre pilastras y muros y a continuación de los ábacos de los capiteles y adornan el frontispicio colocadas encima de la portada o debajo de las ventanas. Llevan adornos y molduras y a menudo (al igual que el frontón y el alero o tejaroz, que también son cornisas) están sostenidas por canecillos o por series de arquitos ciegos.

### Ornamentación

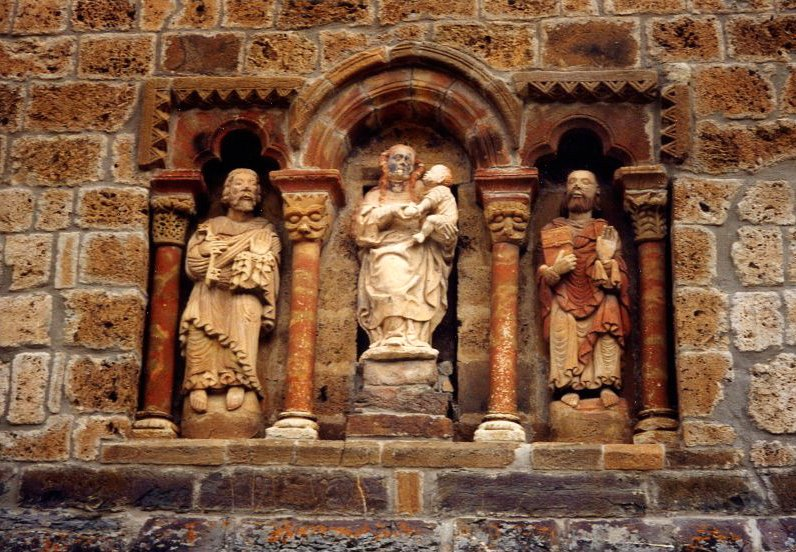
Esculturas en el iglesia de Santa María, en Piasca, Cantabria.

La ornamentación típica del estilo románico se manifiesta principalmente en las cornisas, arquivoltas, capiteles, puertas y ventanas y consiste en un conjunto de líneas geométricas quebradas o en sisas, billetes, ajedrezados, dientes de sierra, puntas de diamante, lacerías, arquerías o arquitos ciegos, rosetoncitos, follaje serpenteante y otros motivos vegetales siempre estilizados o con escasa imitación de la naturaleza. También se utilizan los relieves y estatuas iconísticas, los mascarones o canecillos, los bestiarios (monstruosas figuras de animales) y los relieves simbólicos.
Se decoraban los muros interiores con varias pinturas de dichos motivos y de escenas religiosas o bíblicas y los pavimentos alguna vez con mosaicos. Por regla general, se halla íntimamente unida con la estructura en los edificios románicos su decoración escultórica, de modo que sirva esta para acentuar los miembros más salientes de aquella y no sea como vestidura postiza del edificio. No obstante, se observan en algunos edificios esculpidas varias figuras de monstruos como aplastados por las basas de las columnas o de relieve en el zócalo de las fachadas con idea evidentemente simbólica o moral ya que no la tienen arquitectónica.

### Estructura
La estructura general de una iglesia románica puede inferirse de lo dicho sobre la planta, soportes y bóvedas. Solo falta advertir que toda la composición interior se acusa exteriormente por los contrafuertes que señalan los tramos de la planta. Asimismo, por las impostas corridas que indican las divisiones de la alzada. Por las ventanas y arquerías, que responden a los triforios interiores o a sus equivalentes y a las diferencias de altura en las naves, etc.
En las fachadas bien dispuestas se advierte una gran cornisa sostenida por canecillos sobre la portada, una o tres ventanas o un rosetoncito en lo alto, dos o tres series de arquerías ciegas a diferentes niveles y un frontón o piñón bordeado por una cornisa en el término superior del muro.

## Arquitectura románica en Europa

### Francia
La arquitectura románica en Francia es una denominación historiográfica  con la que se designa un estilo arquitectónico de la Edad Media que surgió en lo que hoy es Francia a partir de una gran variedad de construcciones erigidas tras la muerte de Carlos el Calvo cuando se disgregaba el imperio carolingio y daba inicio la época feudal. Fue un momento en el que se produjeron grandes cambios en Europa y en el que los nacientes estados de lo que entonces se conoció como Cristiandad comienzan a estructurarse de una manera más estable. Cronológicamente, en esos territorios que llegaran a ser Francia, la arquitectura románica sucedió a la arquitectura carolingia y se desarrolló en paralelo a la arquitectura otoniana, siendo un estilo de amplia difusión en toda la Europa medieval que vivió su esplendor entre los siglos XI y XII. No hay consenso sobre la fecha de inicio del estilo románico, con propuestas que van desde el siglo VI hasta finales del siglo X, siendo esta última fecha la más común. Evolucionó y derivó en el siglo XII en la arquitectura gótica, marcada por los arcos apuntados. Ejemplos de arquitectura románica se pueden encontrar en todo el continente, siendo de hecho el primer estilo arquitectónico paneuropeo desde la arquitectura imperial romana. El estilo románico en Inglaterra, llevado por los normandos ya afincados en Francia, se conoce tradicionalmente como arquitectura normanda.
En una Europa rural con escasos recursos materiales y técnicos, se construyeron muchos castillos y fortalezas durante ese período, pero fueron muchas más las nuevas iglesias levantadas en ciudades y aldeas. Los monasterios y abadías contribuiran siendo verdaderas factorías de desarrollo económico. Las más significativas son las grandes iglesias abaciales, muchas de ellas todavía en pie, más o menos completas y con frecuencia en uso, destacando el empuje de una innovadora y ambiciosa abadía borgoñona, Cluny, que desde allí irradiara a todo el continente. La enorme cantidad de iglesias construidas en el período románico fue sucedida por el período todavía más ocupado de la arquitectura gótica, que reconstruyó, parcial o totalmente, la mayoría de las iglesias románicas en áreas prósperas como Inglaterra y Portugal. Los grupos más grandes de edificios románicos supervivientes están en las áreas que fueron menos prósperas en periodos subsecuentes, incluyendo partes de la Francia meridional, de la España norteña y de la Italia rural. La supervivencia de casas y palacios románicos no fortificados seculares, y de los cuartos domésticos de los monasterios es mucho más rara, pero éstos utilizaron y adaptaron las mismas características encontradas en los edificios religiosos, a una escala doméstica.
La arquitectura románica combinó varias características de los edificios antiguos romanos y bizantinos con otras tradiciones locales, siendo reconocible por su cualidad masiva, sus gruesos muros, la falta de la escultura, los arcos de medio punto y los pilares robustos, las bóvedas de arista, las grandes torres y las arcadas decorativas, a veces con banda lombarda. Básicamente de esa época se conserva una arquitectura religiosa en piedra, que estílisticamente es posible caracterizar por el uso del arco de medio punto como la reinterpretación del antiguo arco romano. Las columnas que soportan los arcos son generalmente cilíndricas y están rematadas con capiteles a menudo talladas con representaciones de animales, plantas y símbolos o más o menos geométricos. Cada edificio tiene formas claramente definidas, con frecuencia de una planta muy regular y simétrica; el aspecto general es de simplicidad en comparación con los edificios góticos que les van a seguir. El estilo se puede identificar a través de Europa, a pesar de las características nacionales y regionales y de los diferentes materiales empleados. Tendrá varias etapas, fundamentalmente dos, conocidas como primer rómánico (o rómánico temprano o lombardo) y segundo románico (o alto románico o románico maduro).
Regionalmente, el románico francés tiene variedades reconocibles en el Languedoc, la Provenza, Borgoña y Auvernia, con elementos tipológicos distintivos, como la pirámide auvernesa de las cabeceras de las iglesias o la torre octogonal lemosina de los campanarios. Las fachadas de la escuela de Provenza son las más antiguas, construidas en piedra y con las naves laterales haciendo las veces de contrafuertes de la nave central. En el crucero se levantan torres o cimborrios de dos niveles. Su aspecto exterior es austero. Las iglesias más destacadas son las de San Trófimo de Arlés, San Víctor de Marsella y la catedral de Aviñón. En la escuela del Languedoc aparecen las primeras iglesias de peregrinación, con cinco naves y girola. Templos importantes son: San Sernin de Toulouse y Santa Fe de Conques. El tipo clásico románico se encuentra en la región central, en Auvernia. Las iglesias tienen ábside y girola, con naves laterales de dos pisos con triforio. La nave central tiene bóveda de cañón. Los arcos son de grandes dimensiones. Y la  piedra utilizada tiene policromía. Destaca la catedral de Puy y la iglesia de Notre-Dame la Grande en Poitiers. La fachada de Le Puy-en-Velay, en Haute-Loire tiene una compleja disposición de aberturas y arquerías ciegas que luego se convertirá en una característica de las fachadas góticas francesas. Se hace aún más rica por el ladrillo policromado utilizado en diversos patrones, incluyendo en tablero de ajedrez, también una característica de la decoración con cerámica de las iglesias cristianas en la península ibérica de ese período. El perfil de las naves laterales se tamiza con arcos abiertos, tal vez por las campanas.
En la escuela de Aquitania y el Perigord aparecen las cúpulas, como en la catedral de Angulema y San Front de Périgueux. La  catedral de Angulema  es uno de los varios casos en que las iglesias bizantinas de Constantinopla parecen haber influido en el diseño, ya que los espacios principales están cubiertos con cúpulas. Esta edificación habría requerido el uso de muros muy gruesos y de enormes pilares desde los que arrancasen las cúpulas. Hay capillas radiales en todo el ábside, que es una característica típicamente francesa y que luego fue evolucionando hacia la cabecera. La catedral de Angulema es otra fachada ricamente decorada, pero aquí es de piedra labrada jugando ya la escultura el papel de adorno principal. La manera de disponer los distintos arcos no es diferente a Le Puy-en-Velay, pero la formación de cinco claras divisiones verticales sugiere que la nave central interior estará enmarcada por dos naves laterales a cada lado; sin embargo, la iglesia no tiene naves y está cubierta, como se ha mencionado ya, por cúpulas. La escultura figurativa, en común con mucha de la escultura románica, no está estrechamente integrada en los espacios en forma de arco en los que se ha dispuesto.
La escuela de Borgoña desarrolló el modelo típico románico, el que más se difundió, como la abadía de Cluny, la catedral de Autun y la iglesia de Vezelay.  En la catedral de Autun el patrón de los huecos de la nave central y las laterales se extiende más allá del crucero y en el presbiterio, cada nave lateral termina en un ábside. Cada tramo de la nave se separa en la bóveda por un nervio transversal. Cada transepto se proyecta hasta la anchura de los dos tramos de la nave. La entrada tiene un nártex que apantalla la portada principal. Este tipo de entrada va a ser reelaborada en la época gótica en los transeptos en Chartres. La abadía de Fongombault ya muestra la influencia de la abadía de Cluny, con una planta cruciforme claramente reconocible. Hay una cabecera de capillas que rodean la suerte de ábside; el crucero está coronado por una torre y los transeptos terminan con gabletes.
Y la escuela de Normandía, que influiría mucho en la arquitectura normanda de Inglaterra. Sus iglesias son más altas, armoniosas y, por lo tanto, con más luz. En el exterior destacan las tres portadas, que corresponden a sendas naves. Destacan en Caen las iglesias de Sant-Etienne de la abadía de los Hombres y la Trinidad. Saint-Étienne presenta una de las fachadas románicas más conocidas del norte de Francia, con tres portales que conducen a las naves, y una disposición sencilla de ventanas idénticas entre los contrafuertes de las altas torres. Iniciada en la década de los 1060, fue un prototipo para las fachadas góticas. Las espiras y los pináculos, que parecen elevarse inevitablemente de las torres, son de principios del siglo XIII. La Trinidad puso un mayor énfasis en el portal central y en la disposición de las ventanas sobre él. La decoración de las torres comienza en un nivel inferior al de Saint-Étienne, dándoles peso y distinción. Las balaustradas superiores fueron adiciones en estilo clásico. Notre-Dame en Domfront es una iglesia cruciforme con un breve ábside en el extremo oriental. La nave ha perdido sus naves laterales, y tiene probablemente solo parte de su longitud. El crucero tiene una torre que se eleva en dos plantas diferenciadas y está coronada por una aguja piramidal de un tipo visto ampliamente difundido en Francia y Alemania, y también, en las torres normandas de Inglaterra.
Casi todos los edificios románicos franceses que se conservan han sido clasificados como monumentos históricos, apareciendo los más destacados ya en las listas de 1840 y 1875. Varias iglesias han sido individualmente declaradas patrimonio de la Humanidad, como la basílica de Vézelay (1979), la abadía cisterciense de Fontenay (1981), la iglesia abacial de Saint-Savin-sur-Gartempe (1983) calificada de «capilla Sixtina del arte románico», y la basílica de Saint-Remi de Reims (1991), además de algunos más recogidos en conjuntos, como un buen número de catedrales, iglesias y abadías en los Caminos de Santiago en Francia (1998).
- Arquitectura románica
- Saint-Nectaire, en Puy-de-Dôme con una torre de crucero poligonal como Cluny, contrafuertes planos y un alto ábside oriental con bajos absidiolos radiantes que forman una cabecera.
- La abadía de Saint-Georges, Boscherville, es muy típica de la arquitectura normanda de principios del siglo XII con pisos de ventanas idénticas, arcadas ciegas y torreones pareados. La fachada revela la forma de la nave y los pasillos.
- La iglesia de la abadía de la Trinité de Caen muestra el desarrollo de las torres gemelas y la fachada de triple portal
- La catedral de Angulema muestra una fachada torreada que da poca indicación de la forma del edificio y es típica del sur de Francia.

### Italia
La arquitectura románica italiana comprende un período de producción arquitectónica más amplio que el de otros países europeos: desde los precoces ejemplos de los últimos decenios del siglo XI hasta, en algunas regiones, todo el siglo XIII.
En ese periodo Italia estaba desmembrada políticamente, con muchos poderes regionales —cristianos en el norte y centro (reino de Lombardía, marcas de Toscana y de Verona, república de Venecia, Estados Pontificios, ducado de Spoleto) y más cercanos a los bizantinos y musulmanes, y luego a los normandos, en el sur (principados de Capua, de Benevento y de Salerno, ducado de Amalfi, catapanato de Italia y emirato de Sicilia)— que combatían entre ellos, debilitándose económica y socialmente. La Alta Edad Media fue en el país una época de miseria, que alcanzó también al monacato, corrompido y relajado, que apenas pudo dedicarse a la construcción de nuevos monasterios. Hasta mediados del siglo XI la situación no cambió, coincidiendo con el resurgimiento europeo, económico y demográfico, de los siglos XI y XII que tuvo un gran efecto en el país. En el norte de Italia confluían dos de los grandes ejes económicos de la cristiandad: la ruta que desde las ciudades comerciales del norte de Alemania y del Báltico (agrupadas en la Hansa) atravesaba el Rin y el Ródano, con las rutas marítimas que a través del Mediterráneo trasportaban las especias y productos de lujo de Oriente y los países musulmanes. Convertidas en emporios comerciales, muchas ciudades italianas experimentaron un desarrollo económico que les llevó a crear flotas mercantes y barrios comerciales en Oriente (Palestina, Bizancio, Egipto...). Fue la etapa de las Repubbliche marinare y, particularmente Génova y Venecia, extendieron su dominio a islas y puertos a lo largo del Mediterráneo y el mar Negro forjando auténticos imperios de ultramar. Dado el vacío de poder causado por la fragmentación territorial y la lucha entre el Imperio y la Santa Sede, las potencias locales buscaron formas autónomas de mantener la ley y el orden. La controversia de la investidura finalmente fue resuelta por el Concordato de Worms. En 1176, una liga de ciudades-estado, la Liga Lombarda, derrotó al emperador alemán Federico Barbaroja en la batalla de Legnano, asegurando una independencia efectiva de la mayoría de las ciudades italianas del norte y centro. Políticamente, supuso el ascenso social de los comerciantes, que formaron una oligarquía gobernante en muchas de esas ciudades que pudo emprender ambiciosos programas edificatorios, incluidos religiosos, pero en los que la reforma cluniacense tuvo poca influencia.
La arquitectura en esta época fue uno de los periodos más fructíferos y creativos de la arquitectura italiana, muy influida por lo que se hacía en Francia y Alemania, pero también hay una profunda influencia bizantina y de la arquitectura clásica. Dio lugar a muchas obras maestras y variantes locales muy diversas, tanto en estilo como en construcción. Posiblemente la escuela más «artística» fuese la toscana —principalmente en Florencia y Pisa—, que hizo uso generalizado del mármol y que en el exterior destaca la combinación de elementos arquitectónicos repetidos: franjas horizontales, arquillos ciegos y frontones y columnas. El románico siciliano, con influencias normandas, también debe ser tomado en consideración así como el lombardo —más avanzado en sus estructuras arquitectónicas que el toscano, pero menos artístico— y el piamontés.
La arquitectura románica dejó de emplear las techumbres de madera y experimentó con el uso de bóvedas de cañón. La gran innovación italiana fue la bóveda de arista, que no se usaba desde los tiempos de la Antigua Roma. El peso de los edificios se transmitía hacia el exterior y se solía recoger en contrafuertes para soportar el peso de la techumbre. Los gruesos muros, que también soportaban parte de ese peso, tenían ventanas pequeñas, con interiores bastante más banales y aburridos que las iglesias paleocristianas y bizantinas; solían consistir en paredes de mármol o piedra, con poca decoración, al contrario que los ricos interiores tapizados de mosaicos de las iglesias bizantinas.
Las innovaciones planimétricas introducidas en Francia y Alemania durante el período románico no llegaron inmediatamente a Italia, donde, entre los siglos XI y XII, la construcción de plantas basílicales continuó, generalmente sin un transepto. Sin embargo, los deambulatorios con capillas radiantes hicieron su aparición en la abadía de Sant'Antimo (1118-mitad del XII) y en la catedral de Aversa (1053-1090).
Los tres edificios principales del románico temprano fueron iniciados el mismo año, en 1063, no muy alejados entre sí: la abadía benedictina de San Abundio (1063-1095), en Como, la catedral de Pisa (1063-1118) y la basílica de San Marcos (1063-1092), la catedral de Venecia. San Abundio fue consagrada en 1095 y muestra la relación de Lombardía con el románico transalpino, con rasgos cluniacenses tanto en planta como en el tratamiento exterior y exterior. Con cinco naves cubiertas con vigas de madera, presenta un doble campanario al estilo de los Westwerk alemanes y una decoración del muro exterior con arcos ciegos y lesenas, además de un notable corredor escultórico de los «comacini magistri».
La catedral de Pisa fue consagrada en el 1118 y puesto que la república mantenía fuertes contactos comerciales con Bizancio, recibió influencias orientales —los «matroneos» y la cúpula elíptica con coronamiento de bulbo— aunque reinterpretadas según el gusto local, con formas artísticas de notable originalidad, como el interior en cinco naves con columnatas (antiguamente de cruz griega, ampliado a planta latina), inspirado en la desaparecida catedral románica de San Martino en Lucca, que tenía una distribución de espacios típicamente paleocristiana. 
La basílica de San Marcos, construida sobre un palacio preexistente, funcionaba como capilla palatina del palacio ducal y no dependía del patriarca de Venecia. La construcción se terminó en 1092, pero no concluyó en su estado actual hasta el siglo XIV, aunque el estilo se mantuvo unitario y coherente pese a las diversos influencias artísticas que sufrió a lo largo de los siglos, siendo una conjunción única entre arte bizantino y occidental. La planta es de cruz griega con cinco cúpulas distribuidas en el centro y a lo largo de los ejes de la cruz, rodeadas de grandes arcos. Las naves, tres por brazo, están divididas por columnatas que confluyen hacia los pilares que sostienen las cúpulas; no se hicieron como un bloque único de muro sino articulados a su vez con cuatro pilares y una cúpula más pequeña. (El tema de la cúpula también aparece en las Marcas y en el Sur, y en particular en algunas iglesias del románico apuliano (duomo de Molfetta, 1150-?), mientras que el tema de la cruz inscrita aparece en Stilo (Cattolica de Stilo), Otranto y Trani.)
En la segunda mitad del siglo XI, se construyó la iglesia abacial de Montecassino (1066-1071), dotada de un transepto que no sobresale del cuerpo del edificio y con ábsides al final de cada una de las tres naves. Sin embargo, el edificio más importante en el sur de Italia se encuentra en la basílica de San Nicolás de Bari (1087-1197), construida durante el dominio ítalo-normando de Apulia, que presenta un transepto, con soportes alternos a lo largo de la nave y con dos torres en la fachada según el uso normando.
En el centro-norte de Italia, por otro lado, se desarrollaron las galerías con arcadas (como en el duomo de Modena (1099-1184), con un transepto no sobresaliente, tres ábsides y un campanile (la Ghirlandina) aislado) que encontraron aplicaciones notables en el románico pisano (Duomo y campanile de Pisa, duomo (1063-1070) e iglesia de San Miguel en Foro (1070-?) en Lucca, duomo de Pistoia y otras iglesias toscanas, pero que en parte también influyeron en la arquitectura románica sarda y corsa. En cambio, en Lombardía, la basílica de san Ambrosio de Milán (1088-1099) es recordada por su cobertura con bóveda de crucería y nervaduras entre las más antiguas de Europa.
De matriz germánica son, en Como, la basílica de Sant'Abbondio, rehecha por los benedictinos (1050-1095) (privada de transepto) y la iglesia de San Fedele (1120) (inspirada en las plantas trilobadas de Colonia). La planta de la catedral de Parma (1059-1116) aún se refiere a Alemania, con un transepto saliente y un ábside único terminal. En la zona del Véneto destaca San Zenón de Verona. 
Aún en la Italia septentrional, las principales catedrales se caracterizaron por la presencia de imponentes baptisterios exentos (como el baptisterio de Cremona (1167-?) y el baptisterio de Parma (1196-1270), aunque el baptisterio más famoso se encuentra en el centro de Italia, el baptisterio de Pisa (1152-1363).
Por otro lado, en Florencia fueron favorecidos los motivos arquitectónicos de la época romana, dando lugar a lo que los críticos llamaron el estilo proto-renacentista (basílica de San Miniato al Monte (1013-?), baptisterio de San Giovanni (1059), Iglesia de los Santos Apóstoles, abadía Fiesolana, en Fiesole). Un interés similar en la antigüedad se puede encontrar en y alrededor de Roma (fachadas del duomo de Civita Castellana y de San Lorenzo fuori le mura).
En Sicilia, los elementos bizantinos se unieron a los normandos y sarracenos, encontrándose en algunas iglesias de Palermo (San Cataldo (1154-1160) y otras) y en las catedrales de Cefalù (1131-1148) y Monreale (1172-1267) (las tres declaradas en 2015 patrimonio de la humanidad como «Palermo árabe-normando y las catedrales de Cefalú y Monreale»)
En la arquitectura civil, por otra parte, numerosas torres nobles hicieron su aparición; destacan las de San Gimignano y Bolonia.
- basílica de San Nicolás de Bari (1087-1197)
- Duomo de Lucca (1063-1070)
- iglesia de San Miguel en Foro (1070-?) en Lucca
- Baptisterio de Parma (1196-1270)
- Catedral de Cefalú (1131-1148)
- San Zenón de Verona (1138-1389)

### Alemania
Después de la división del gran imperio carolingio, la feudalidad se estableció sobre un fondo de numerosos estados casi continuamente en guerra unos contra otros. En ese contexto, los monasterios fueron la única organización social que permanecía ajena a esa inestabilidad y en ellos, eruditos y artistas encontraban un lugar inviolable en el que se conservaban las preciadas obras ancianas.La arquitectura era entonces una disciplina sagrada. Cualquier abab era un buen maestro de obras, capaz de trazar una planta y dirigir la construcción de una iglesia, el monumento por excelencia del momento, al punto que a veces, a la arquitectura románica se le llama monástica.
En Alemania, el estilo se desarrolla en los siglos XI y XII y continua hasta mediados del XIII. De las tres escuelas románicas —lombarda, renana y francesa—, obviamente será la Renana la que estilísticamente marque la etapa, aunque tendrá préstamos de las otras en las zonas limítrofes. Estas diferentes escuelas tendrán varios centros artísticos ocupados en resolver el problema de la sustitución de los antiguos techos de madera de las basílicas latinas por abovedamientos en piedra. En un momento de frecuentes incursiones normandas, esas techumbres de los monasterios ardían fácil y rápidamente, causando el derrumbe de gran parte de las edificaciones. El problema se resolvió con métodos diferentes que dependían de los recursos locales, de las dificultades técnicas y de la pericia de los ejecutantes, lo que condujo a una gran variedad de manifestaciones, a pesar de la opinión mal fundada de unidad estilística. Las bóvedas si serán el elemento característico, no solo por su utilización sino por las disposiciones constructivas especiales que exigían. Al ejercer un importante empuje lateral, debían contrarrestarse con la construcción de espesos muros, contrafuertes y arcos fajones reposando sobre gruesos pilares. Esto dio a los edificios un carácter severo, austero y las iglesias parecían fortalezas precedidas de un poderoso nártex en forma de donjon. Todavía no es la iglesia triunfante, pero ya es una iglesia militante, símbolo de un tiempo en el que se constituiran las órdenes monásticas militares y las comunidades de monjes soldados: cruzados y caballeros teutónicos.
El abovedamiento de la nave principal requería el uso, en las naves laterales, bien de una semi-bóveda de cañón continua (cuarto de círculo), o bien de una serie de arcos que tienen su eje longitudinal perpendicular al de las laterales. Estos dos sistemas de contraempujes tienen la desventaja de dificultar la perforación de ventanas en las paredes altas; como resultado, la parte principal de la iglesia recibía la luz del día solo desde las ventanas de las naves inferiores y, por lo tanto, quedaba en relativa oscuridad.
El sistema de bóvedas se aplicó primero a la cripta (bóveda de cañón o bóveda de aristas), luego al ábside (bóveda de cul-de-four) y al coro, luego a las naves laterales y finalmente a la nave principal, pero después de tres siglos de prueba y error, ya a mediados del siglo XII, el arte románico había alcanzado su apogeo en casi todas partes. En general, las iglesias románicas fueron construidas sobre una planta en forma de cruz latina; las escasas que tuvieron plantas en cruz griega o en forma poligonal, fueron cubiertas con un abovedamiento de cúpulas con trompas o colgantes. Estaban siempre orientadas; el coro, al este y la torre, al oeste.
De la iglesia abacial de San Ricario en Centula (cerca del actual Abbeville, en el norte de Francia), muy favorecida por Carlomagno, derivan muchas arquitecturas alemanas de finales del siglo X: por ejemplo, la iglesia de San Pantaleón de Colonia, caracterizada por un severo westwerk (980). El tema del westwerk se retomó más tarde en la iglesia de San Miguel de Hildesheim, que comenzó inmediatamente después del año 1000: el edificio se basa en un esquema geométrico regular, con una nave central y tres naves laterales en la que se insertan dos transeptos, dos coros y dos ábsides. La particularidad de la nave de Hildesheim, todavía con techumbre plana de madera, son los soportes alternos que soportan una arcada de arcos de medio punto: este esquema, que proporciona una sucesión de pilares y columnas, tuvo una difusión considerable en toda Europa central.
En Alemania, obviamente el arte románico se superpusó con el arte otoniano. El ducado de Sajonia experimentó, como región de origen de los otones, una explosión cultural, a causa de los depósitos de mineral y de los buenos suelos, especialmente en la región de Harz. Aquí las iglesias como la citada de San Miguel de Hildesheim y San Ciriaco de Gernrode surgieron a principios del románico. En Goslar comenzó en 1005 la construcción del Palacio Imperial (1005-1056), que será la corte regia de los emperadores germánicos (1050-1253). En el siglo XI también se comenzaron muchos castillos, como el de Núremberg y el de Wartburg, que se ampliaron posteriormente en estilo gótico.
A partir del siglo XI, se desarrolló plenamente el estilo románico renano, que se caracterizará por la existencia de tres ábsides que forman un trébol. En la sede episcopal renana se construyeron nuevas catedrales que marcaran el gusto por los edificios religiosos muy grandes, altos y desarrollados en longitud, construidos en ladrillo; como la temprana construcción románica de Willigis Bardo de la catedral de Maguncia (desde 1009), la catedral imperial de Espira (desde 1030) o también  importantes iglesias monásticas como la de la abadía de Santa Maria Laach.
Un punto de inflexión lo marcó la reconstrucción de la catedral de Espira (Espira II), reconstruida en 1080, solo veinte años después de la conclusión de la primera catedral (Espira I). En el nuevo edificio, el edificio románico más importante del país y en el siglo XI el edificio más grande en el mundo cristiano y un símbolo edificatorio del poder de los salios, se retomó la grandiosa planta de la iglesia anterior, con una nave igualmente ancha y alta, pero esta vez estaba cubierta por bóvedas de crucería en lugar de una cubierta plana. Además, el motivo decorativo de las semicolumnas muy altas, primero apoyado contra los pilastras y luego continuando en la pared casi hasta el techo, fue recogido nuevamente en la nave. Fue en ese momento cuando se construyó el edificio románico más importante del país, la catedral de Espira. En Espira II se mejoró este efecto plástico, llegando a crear tres niveles superpuestos de columnas y semicolumnas, cada uno de los cuales correspondía al desarrollo de un elemento sustentado: las bóvedas, los arcos de acceso a los naves laterales, las arcadas ciegas alrededor de las ventanas. En el exterior se construyó una galería que recorre alrededor la catedral a la altura del matroneo, caracterizada por las arcadas sobre columnas: sirvió para fusionar algunas de las partes más antiguas del edificio y se retomó en muchas construcciones de la región, más por el hermoso efecto del claroscuro que por un uso práctico real.
Otro hito de la arquitectura de este período es la iglesia abacial de Santa Maria Laach en Renania, que comenzó en 1093 y finalizó en el siglo XIII. A pesar del largo período de construcción, la apariencia del edificio es unitaria y se caracteriza por una combinación compleja de diferentes volúmenes. La parte central está rodeada por la zona monumental del crucero y del westwerk, ambos flanqueados por dos torres (en un lado de base cuadrada, en el otro redonda); también en el cruce del transepto con la nave central se yergue un cuerpo octogonal, mientras el westwerk está dominado por una robusta torre central de volúmenes paralepipédicos superpuestos, culminando con un techo inclinado, que marca el punto más alto de la basílica. Los muros externos están animadas por lesenas de piedra más oscuras y arcos colgantes.
Importante para la afirmación del estilo románico fue la llamada escuela de Colonia. Antes del estallido de la Segunda Guerra Mundial en Colonia existían, de hecho, numerosas iglesias románicas caracterizadas por la terminación triconcha; ese es el caso, por ejemplo, de la basílica de Santa María del Capitolio, delimitada en el frente oriental por tres ábsides dispuestos ortogonalmente entre sí, en la que, aparte del coro, los brazos de la nave lateral también tienen ábsides. Aún hoy se conservan las llamadas doce basílicas románicas además de la catedral gótica.
Evidencias arquitectónicas románicas se pueden encontrar en todo el país, con muchas iglesias y monasterios fundados durante ese período. En Sajonia-Anhalt se encontrará la ruta del románico. El románico renano, con obras como la catedral de Limburg o la iglesia de la ciudad en Bacharach, trajo edificios que a menudo hacen uso del color. De particular importancia son la colegiata de San Servacio en Quedlinburg, patrimonio de la Humanidad desde 1994, y también la catedral de Lübeck (1173-1335), la catedral de Brunswick (1173-1195), la catedral de Tréveris (1235-1270) y la catedral de Bamberg (1081-1111), reformada en el XIII y cuya última etapa ya corresponde al período gótico. La catedral de Worms (1125-1181) y la catedral de Maguncia (ca. 975-1037) también son ejemplos citados de arquitectura románica.
También destaca el monasterio de Maulbronn, declarado patrimonio de la Humanidad en 1993, que se considera un importante ejemplo de arquitectura cisterciense. Fue construido entre los siglos XII y XV y, por lo tanto, también tiene componentes góticos.
Ya en la época del románico tardío, el duque de Sajonia Enrique el León fue un gran constructor, fundador de las ciudades de Múnich (1157-1158), Lübeck (1159) y Schwerin (1160); también fundó y desarrolló las ciudades de Stade, Luneburgo y Brunswick, donde hizo construir la catedral. A finales del románico, este edificio de ladrillo tomó inspiración del románico lombardo, introducido de forma esporádica en el sur de Alemania, pero que dio forma el paisaje en el norte de Alemania (véase románico del ladrillo en inglés).
Poco a poco, la arquitectura de las iglesias se vio influida por el estilo gótico: la catedral de Naumburgo y las iglesias de Limburgo, de Andernach, aunque mantienen su aspecto románico, tienen una estructura más cercana al gótico.
- Románico en Alemania
- Catedral de Worms (1125-1181)
- Iglesia abacial de Santa Maria Laach (1093-1235)
- Catedral de San Jorge (Limburgo) (ca.1200-1235)
- Catedral de Tréveris (1235-1270)

### España
La arquitectura románica supone una manera de construir dentro del estilo conocido como arte románico desarrollado en Europa, con sus características propias y su especial evolución a lo largo de más de dos siglos, que comprende desde principios del siglo XI hasta la mitad del siglo XIII. Esa misma arquitectura en España adquiere sus propias peculiaridades dejándose influir tanto por las modas que le llegan desde el exterior a través de Italia y Francia como por la tradición y recursos artísticos antiguos en la península ibérica. 
Mientras en el siglo VIII se pudo sentir en la Europa cristiana occidental la restauración carolingia, la España cristiana siguió apegada a la cultura tradicional hispanorromana y goda, sin dejarse influir por los movimientos culturales europeos, hasta la llegada del románico. 
La arquitectura románica se extendió en España en la mitad norte llegando hasta el río Tajo, en plena época de Reconquista y repoblación, en especial tras la conquista de Toledo (1085) que aseguró la paz al norte del Duero y favoreció en gran medida su desarrollo. Entró tempranamente en primer lugar por tierras catalanas de los condados de la Marca Hispánica donde desarrolló un primer románico y se extendió por el resto con la ayuda del Camino de Santiago y de los monasterios benedictinos. Dejó su huella especialmente en edificios religiosos (catedrales, iglesias, monasterios, claustros, ermitas…) que son los que han llegado al siglo XXI mejor o peor conservados, pero se construyeron también en este estilo monumentos civiles correspondientes a su época, aunque de estos últimos se conservan bastantes menos (puentes, palacios) y militares (murallas como las de Ávila, castillos de Pedraza y Sepúlveda  y torres). Tal esfuerzo constructor sólo puede entenderse como consecuencia de la pujanza de la sociedad de los reinos cristianos, capaces incluso de extraer recursos (pago de parias) de los divididos reinos taifas.
El románico se desarrolló tempranamente en los siglos X y XI, antes de la influencia de Cluny, en los Pirineos catalanes y aragoneses, simultáneamente con el norte de Italia, en lo que se ha llamado «primer románico» o «románico lombardo». Fue un estilo muy primitivo, caracterizado por los muros gruesos, la falta de escultura y la presencia de ornamentación rítmica con arcos, tipificada en el conjunto de las iglesias románicas del Valle de Boí, con piezas tan singulares como San Juan de Boí, San Clemente de Tahull  o Santa María de Taüll (las dos últimas consagradas en 1123).
El primer románico catalán estuvo muy influido por el arte carolingio y el musulmán de la península ibérica, siendo modélica la fundación del monasterio benedictino de San Pedro de Roda (878-1022). A comienzos del siglo XI hubo una gran actividad arquitectónica por parte de grupos de maestros y canteros lombardos que trabajaron por todo el territorio catalán, erigiendo iglesias bastante uniformes. El gran impulsor y difusor (así como patrocinador) de ese arte fue el abad Oliba del monasterio de Santa María de Ripoll (880-1032), que mandó que se ampliase el monasterio con un cuerpo de fachada donde se levantaron sendas torres, más un crucero con siete ábsides, decorado al exterior con ornamentación lombarda de arquillos ciegos y fajas verticales. También patrocinó la reforma de los monasterios de San Martín de Canigó (997-1026) y de San Miguel de Fluviá (desde 1017). Las edificaciones suelen ser de una o más naves abovedadas, separadas por pilares; a veces llevan la construcción de un pórtico y siempre en el exterior se ve la decoración de arquillos ciegos, esquinillas y lesenas (franjas verticales). Las torres correspondientes son especialmente bellas; unas veces van unidas al edificio y otras son exentas, de planta cuadrada o excepcionalmente cilíndrica como la de Santa Coloma de Andorra. Este primer románico lombardo se extendió también por tierras aragonesas cuyas pequeñas iglesias rurales se vieron influenciadas al mismo tiempo por las tradiciones hispánicas.
La arquitectura románica plena llegó a través del Camino de Santiago, la entonces más reciente de las tres grandes peregrinaciones cristianas creada después de que en el siglo IX se descubriera en Santiago de Compostela un sepulcro que, según se creía, encerraba los restos mortales del apóstol Santiago el Mayor. Fue un estilo auténticamente internacional, con un modelo, la abadía de Cluny, y un lenguaje común al del resto de Europa. Aparecen las típicas iglesias de peregrinación —basadas en San Sernín de Toulouse—, con tres o cinco naves, crucero, girola, absidiolos, tribuna, bóvedas de cañón y arista, y se da la alternancia de pilares y columnas, el «ajedrezado» o «taqueado jaqués» como motivo decorativo y la cúpula en el crucero. El modelo de románico español del siglo XII fue la catedral de Jaca (1077-1130), modelo que se extendió con algunas variaciones por las áreas reconquistadas según los reinos cristianos avanzaban hacia el sur.
En España no se distinguen fácilmente escuelas geográficas, como ocurre en Francia, porque los tipos aparecen mezclados aunque si se presentan ejemplos de edificios que siguen claramente, si no en su totalidad sí en gran parte, algunas de las escuelas francesas: la auvernesa  —catedral de Santiago de Compostela y la Basílica de San Vicente de Ávila—, la poitevina —Santo Domingo de Soria, uno de los mayores logros del románico español, y la mayoría de las iglesias catalanas del siglo XII, como Sant Pere de Roda y San Pedro de Galligans— y la de Perigord, cuyos ejemplos pertenecen ya a la transición hacia el gótico con novedades técnicas inducidas por la reforma cisterciense, como las cúpulas sobre trompas o pechinas—colegiata de Toro, salvo la cúpula que es de influencia bizantina, y en general el grupo de cimborrios del Duero.
El románico español también muestra influencias de los estilos «prerrománicos» —principalmente del arte asturiano, pero también del arte visigodo, arte mozárabe o de repoblación— y también del arte andalusí o hispanomusulmán y la arquitectura árabe, tan próxima, sobre todo de los techos de la mezquita de Córdoba y los arcos polilobulados. Así se advierte en San Juan de Duero (Soria), en San Isidoro de León o en la peculiar iglesia poligonal de Eunate en Navarra (con muy pocos ejemplos comparables, como la Vera Cruz segoviana.
En el reino de León el románico engarza con la tradición asturiana, con logros notables como la Cámara Santa de Oviedo, la Real Colegiata de  Santa María de Arbas —en pleno puerto de Pajares— y la iglesia de Coladilla, por la poco usual temática erótica de los canecillos y por la simplicidad de sus líneas. También hacia el norte se extendió el románico, con un sentido más rural: en Galicia, con las catedrales de Tuy y Lugo; en Cantabria, con las iglesias de Santa María de Piasca y de las colegiatas de Castañeda, Cervatos, San Martín de Elines y Santillana del Mar; y en el País Vasco, con el santuario de Nuestra Señora de Estíbaliz en Argandoña y la basílica de San Prudencio de Armentia. 
En Castilla y León predominó la planta basilical de tres naves, con la central más alta y ancha, y con triple ábside. En las rutas jacobeas los principales edificios religiosos son urbanos: la ya mencionada catedral de Jaca, el monasterio de Santo Domingo de Silos en Burgos, la real basílica de San Isidoro de León (pórtico de 1067), la iglesia de San Martín de Frómista (1066-c.1100) y la catedral de Santiago de Compostela (iniciada en 1075); aunque también las hay rurales ya que se elevaron numerosas iglesias parroquiales, más pequeñas y de una sola nave, como las de San Esteban de Corullón, Santa Marta de Tera o San Esteban de Gormaz. En algunas zonas, hubo una verdadera fiebre constructiva, como el románico palentino del que hay más de seiscientas iglesias catalogadas. El románico segoviano se caracteriza por sus torres solemnes y por el pórtico de arquerías sobre columnas sencillas o pareadas, que cumplieron una importante función en la vida urbana medieval (San Esteban).
Destacan asimismo un grupo de iglesias leonesas por sus peculiares cimborrios y cúpulas, denominándose habitualmente el grupo de cimborrios del Duero, compuesto por la catedral de Zamora (1151-1174), la colegiata de Toro (1170-mediado del XIII), la catedral Vieja de Salamanca (fin del XII-1236), y la catedral Vieja de Plasencia (principios del siglo XIII-siglo XV). Algunas iglesias y catedrales, en el siglo XIII, ya anuncian la transición al gótico, como las de Ciudad Rodrigo o Ávila. En Navarra y Aragón se nota más la influencia de Cluny. Destacan las iglesias monacales de San Juan de la Peña, San Salvador de Leyre (consagrada en 1057) y las de San Pedro de Lárrede, San Miguel de Estella, y San Pedro de Olite. En La Rioja, destaca el San Millán de la Cogolla. Son todas iglesias rurales de una sola nave, ábside semicircular y arcos ciegos. Es frecuente la presencia de torres altas y cuadradas, con ventanas en lo alto, que recuerdan a los minaretes musulmanes. En Aragón también sobresale el castillo de Loarre, del siglo XII y en Navarra, el palacio real de Estella.
En el sur aparecen las influencias arte islámico, pero donde más se nota esa influencia es en el románico mudéjar  o «románico de ladrillo», un arte urbano cuyos templos tienen la estructura de las iglesias cristianas y los motivos decorativos islámicos. Sin embargo, ese arte no estaba dominado por la concepción cristiana de la vida, ya que fueron conversos, musulmanes y judíos, los que construyeron estos templos. Destacan las iglesias de Sahagún, Arévalo, Cuéllar, Olmedo y Toro. Aunque en su conjunto el arte mudéjar es contemporáneo del gótico.
En lo que será el reino de Valencia no existen edificios puramente románicos, ya que la reconquista durante el siglo XIII, y el cambio de gusto arquitectónico hicieron que algunos edificios de planta románica fuesen finalizados en período gótico. Ejemplo de ello es la iglesia de San Juan del Hospital de Valencia, iniciada en 1238 por la orden hospitalaria tras la conquista de la ciudad de Valencia por Jaime I.
- Monasterio benedictino de San Pedro de Roda (878-1022), uno de los primeros ejemplos  románicos en el país
- Primer románico aragonés: Santuario de la Madre de Dios de Pedrui, consagrado el 5 de noviembre de 972, por el Obispado de Roda
- Colegiata de San Martín de Elines, Cantabria
- Nuestra Señora de la Anunciada (Urueña, Valladolid). Arquitectura lombarda. Es el único ejemplar en estilo románico catalán en Castilla y León.
- Iglesia de Santa María de Eunate (Navarra)

Casi todos los edificios románicos españoles que se conservan han sido clasificados como Bienes de Interés Cultural, apareciendo los más destacados ya en la lista de monumentos histórico-artísticos de  1931. Dos grandes conjuntos han sido declarados patrimonio de la Humanidad: «Caminos de Santiago: Camino de Santiago Francés y Caminos del Norte de España» (1993, amp. 2015) e «Iglesias románicas catalanas del Valle de Bohí» (2000).
El Centro de Estudios del Románico (CER) de la Fundación Santa María la Real —fundada en 1994 y que ha editado una «Enciclopedia del Románico», un trabajo de tres décadas para documentar todos los testimonios románicos de la península ibérica (más de 9000) y que alcanza ya los 55 volúmenes, avalada por un diploma del Premio Europa Nostra en «»2003—, puso en marcha, entre el 3 de noviembre y el 28 de diciembre de 2008, el concurso «Maravillas del Románico Español» para elegir los siete edificios preferidos por los internautas. Tras una primera selección realizada por un equipo de expertos, se eligieron los siguientes siete edificios (por orden): la colegiata de San Isidoro de León, la catedral de Santiago de Compostela, la catedral Vieja de Salamanca, los monasterios de San Juan de Duero, San Juan de la Peña y Santo Domingo de Silos y el castillo de Loarre.
- «Maravillas del Románico Español»
- Fachada de las Platerias (1103-1117) de la catedral de Santiago de Compostela
- Cimborrio de la catedral Vieja  de Salamanca (inicios del XI-1236)
- Monasterio de  San Juan de la Peña (1026- s. XII)
- Castillo de Loarre (s. XI) (provincia de Huesca)

### Portugal
La arquitectura románica se introdujo en Portugal entre el final del siglo XI y principios del XII. Los primeros edificios románicos más influyentes fueron la catedral de Braga y el monasterio de Rates. La catedral de Braga fue reconstruida en el 1070 por el obispo Pedro y consagrada en 1089, aunque sólo el ábside fue terminado a tiempo. El ambicioso plan del obispo era crear una peregrinación a la iglesia, con tres naves laterales, un ambulatorio y un gran transepto. Una reliquia de ese proyecto temprano puede ser una pequeña capilla oriental ubicada hoy en día fuera de la propia iglesia.
La actividad constructiva se aceleró después de 1095, cuando el conde Enrique de Borgoña tomó posesión del condado Portucalense. El conde Enrique llegó a Portugal con un buen número de nobles borgoñoñeos y también de monjes benedictinos de la abadía de Cluny, que estaba encabezada por su propio tío abuelo, Hugo de Cluny. Los benedictinos y otras órdenes religiosas dieron un gran impulso a la arquitectura románica durante todo el siglo XII. El conde Enrique también patrocinó la construcción del monasterio de Rates (comenzado en 1096), que seráuna de las obras fundamentales del primer románico portugués, aunque el proyecto fue modificado varias veces a lo largo del siglo XII. La relevancia de su arquitectura y esculturas, con diversas influencias arquitectónicas, hacen de ese edificio un caso de estudio que se refleja en la producción de más arte románico en el naciente reino de Portugal.
Las escuelas de Braga y Rates fueron muy influyentes en el norte de Portugal. Se encuentran iglesias monásticas románicas del siglo XII en Manhente (cerca de Barcelos), con un portal que data de alrededor de 1117; en Rio Mau (São Cristóvão), cerca de Vila do Conde), con un ábside excepcional desde 1151; en Travanca (cerca de Amarante); en Paço de Sousa (cerca de Penafiel); en Bravaes (São Salvador)  (cerca de Ponte da Barca); en Pombeiro (cerca de Felgueiras) y en muchos otros lugares.
- Las primeras y pequeñas iglesias románicas rurales
- Iglesia de Manhente y torre
- Fachada del monasterio de Travanca con una ventana de hendidura estrecha y su torre defensiva única.
- La iglesia de San Salvador de Bravaes
- São Cristóvão de Rio Mau

La difusión del románico en Portugal siguió la dirección norte-sur de la Reconquista, especialmente durante el reinado de Afonso Henriques, el hijo del conde Enrique y primer rey de Portugal. En Coímbra, Afonso Henriques creó el monasterio de Santa Cruz, una de las más importantes de las fundaciones monásticas de la época, aunque el edificio actual es el resultado de una remodelación del siglo XVI. Afonso Henriques y sus sucesores también patrocinaron la construcción de muchas nuevas catedrales en las sedes obispales del país. Esa generación de catedrales románicas incluye la de Braga, ya mencionada, la de Oporto, la vieja de Coímbra, la de Viseu, la de Lamego y la de Lisboa.
Todas las catedrales románicas portuguesas fueron modificadas ampliamente con posterioridad, con la excepción de la catedral Vieja de Coímbra (comenzada 1162), que ha permanecido casi inalterada. La catedral de Coímbra es una iglesia de planta de cruz latina con tres naves, un transepto con brazos cortos y tres capillas en el Este. La nave central está cubierta por una bóveda de cañón de piedra mientras que las naves laterales están cubiertas por bóvedas de arista. El segundo piso de la nave central tiene una galería de arcos (triforio), y el crucero está coronado por una cúpula. Este esquema general está relacionado con la planta de la catedral de Santiago de Compostela, en Galicia, aunque el edificio de Coímbra es mucho menos ambicioso.
La catedral de Lisboa (comenzada ca. 1147) es muy similar a la catedral de Coímbra, a excepción de que la fachada oeste está flanqueada por dos enormes torres, una característica observada en otras catedrales como Oporto y Viseu. En general, las catedrales portuguesas tenían un aspecto de fortaleza de apariencia pesada, con merlones y poca decoración, aparte de los portales y ventanas.
Un destacado edificio románico religioso es la iglesia Redonda (Rotunda) en el castillo de Tomar, que fue construida en la segunda mitad del siglo XII por los caballeros templarios. La iglesia es una estructura redonda con un octógono central en arco, y probablemente fue el modelo de la Cúpula de la Roca en Jerusalén, que los cruzados erróneamente creyeron que eran un vestigio del Templo de Salomón. La iglesia del Santo Sepulcro de Jerusalén también pudo haber servido como modelo.
La distribución cronológica y geográfica de los edificios románicos en Portugal está íntimamente relacionada con la organización territorial que surge de la Reconquista, siendo la razón fundamental de las diferencias entre un fenómeno artístico de influencia local en el norte del país y un tipo más "internacional" en edificios como las catedrales de Coímbra y Lisboa. La arquitectura románica se desarrolló por primera vez en las regiones del Miño y del Duero (con la catedral de Braga como su referencia) y luego se extendió hacia el sur hasta Coímbra. Es en las zonas rurales del noroeste y en las regiones centrales donde los edificios románicos están más concentrados, sobre todo en las riberas de los ríos Duero y Mondego.
Los tiempos difíciles de la Reconquista portuguesa significaron la construcción de muchos castillos para proteger a las poblaciones de moros y castellanos. El rey Afonso Henriques patrocinó la construcción de muchas fortificaciones (a menudo remodelando castillos árabes como el mismo castillo de San Jorge de Lisboa) y la concesión de tierras a órdenes militares —especialmente a los caballeros templarios y a los caballeros hospitalarios— que se responsabilizaron de la defensa de las fronteras y los pueblos. Los caballeros templarios construyeron varias fortalezas siguiendo la línea del río Tajo, como los castillos de Pombal (c.1156), Tomar (1160), Monsanto (1165), Penas Roias (1166), Belver, Almourol (1171) y Longroiva (1174). Se les atribuye haber introducido la torre del homenaje en la arquitectura militar portuguesa.
- Destacados edificios románicos portugueses
- Catedral de Braga
- Iglesia de San Pedro de Rates
- Catedral de Oporto, con su fachada pesada e imponente con contrafuertes gruesos, embellecida luego con un portal barroco
- Abadía de Tarouca, comenzada en 1144, el año de la llegada de los monjes cistercienses a Portugal (la fachada es copia de la abadía de Fontenay)

### Inglaterra
El arte anglonormando, a veces conocido como arte románico en Inglaterra, es la denominación historiográfica con la que se designa la producción artística —fundamentalmente arquitectónica y que se corresponde con el  arte románico en el resto del continente—  que se dio en la Inglaterra medieval, desde la década de los años 1040 —en especial tras la conquista normanda de 1066— y hasta el advenimiento de la arquitectura gótica, alrededor de 1180. Tras la destrucción en 1174 en un incendio de la catedral de Canterbury, los arquitectos normandos introdujeron la nueva arquitectura gótica. Hacia 1191, la catedral de Wells y la catedral de Lincoln impusieron el modelo gótico inglés, con lo que el estilo normando pasó a quedar cada vez más reservado a las construcciones provincianas de escasa envergadura.
El románico ya había llegado al país de la mano del rey Eduardo el Confesor, que había sido educado en Normandía, donde estuvo exiliado, y que hizo llegar maestros albañiles desde el continente en 1042 para trabajar en la abadía de Westminster, primer edificio de estilo románico en el país consagrado en 1065. En 1051, ya había hecho llegar también a caballeros normandos que habían levantado castillos en motas defensivas contra los galeses y nombrado a eclesiásticos normandos en influyentes puestos. Tras la invasión, Guillermo el Conquistador, que se convirtió en rey de Inglaterra, organizó el país y retiró de él grandes riquezas que financiaron muchos proyectos edificatorios, militares y religiosos, en Normandía y en la propia Inglaterra, cuando muchos religiosos normandos fueron colocados a la cabeza de las diócesis más importantes.
Los normandos, que habían destruido gran parte de las iglesias inglesas, se dedicaron luego a su reconstrucción, reemplazándolas por edificaciones románicas: se construyeron centenares de iglesias parroquiales y las grandes catedrales iniciaron sus obras a partir de 1083, en lo que representó el programa más importante de construcciones eclesiásticas en la Europa medieval: cuando se erigieron eran las edificaciones más grandes en la Europa cristiana desde el final del  Imperio romano. Todas las catedrales medievales inglesas —excepto las de Salisbury, Lichfied y Wells— tienen vestigios de arquitectura normanda (aunque la mayoría fueron más tarde parcial o totalmente reconstruidas en estilo gótico): son casi completamente normandas las de Durham (1093-1104),Incluso Durham muestra características de transición importantes que conducirán a la aparición del gótico. Service, Alastair (1982). «6». Anglo-Saxon and Norman : A guide and Gazetteer. The Buildings of Britain. ISBN 0-09-150130-X.</ref> Norwich (1094-1145) y Peterborough (a partir de 1118); otras, mantienen partes importantes, como las naves —Ely (1083-1109), Gloucester (1089-1499), St Alban y Southwell Minster (1108-1158) (las dos últimas iglesias abaciales en la época medieval)— o el transepto —Winchester (iniciada en 1079 y consagrada en 1093)—. Destacan también otros edificios religiosos, como la capilla de la torre de Londres (~ 1087) o la iglesia de Kilpeck (en Herefordshire).
Las nuevas iglesias románicas, que alcanzaron una mayor altitud y longitud que las precedentes, se caracterizaron por el uso de arcos de medio punto; por disponer de naves laterales separadas de la central por hileras de pilares —a menudo alternando con gruesas columnas cilíndricas—, que soportan las arcadas; y por hacer uso de las bóvedas de arista. En los cruceros de las grandes iglesias se dispusieron torres-cimborrios (que hacían las veces de linterna) y las cabeceraa solían ser cuadradas o utilizar el arco ojival. Rasgos especialmente normandos son la decoración escultórica con bajos relieves, el uso de patrones decorativos a base de motivos de chevrón, forma de compás) y tener fustes con una decoración en zigzag.
- Nave de la catedral de Durham (1093-1104)
- Nave de la catedral de Peterborough (a partir de 1118), con uno de los tres techos de madera original que se conservan en Europa.
- Nave de la catedral de Ely (1083-1109),
- Nave de la catedral de Gloucester (1089-1499)
- Nave de la Southwell Minster (1108-1158);
- Transepto de la Winchester (iniciada en 1079 y consagrada en 1093).

También a causa de la invasión Guillermo I y sus nobles construyeron en el país numerosos castillos de madera del tipo de mota castral para imponer el control sobre la población nativa. Muchos fueron reconstruidos posteriormente en piedra, comenzando con la misma Torre de Londres o el castillo de Oxford (1074), con la doble torre de la iglesia como lugar de refugio. También hay un pequeño número de edificios normandos domésticos aún en pie, por ejemplo la Jew's House (Lincoln), casas señoriales en Saltford y Boothby Pagnall (en Lincolnshire); y mansiones fortificadas como el castillo de Oakham.
Los edificios anglonormandos presentan formas geométricas simples de proporciones masivas, su sillería incluye pequeñas franjas de escultura, a veces arcadas ciegas y espacios en los que se concentran capiteles y puertas de medio punto con tímpanos bajo una bóvedas de arista. La «bóveda normanda» es una bóveda con cúpula. Las molduras normandas son esculpidas o incisas, teniendo ornamentos geométricos, como bóvedas con arco apuntado.  Un rasgo especialmente normando es el uso de patrones decorativos a base de motivos de chevrón (forma de compás). Las iglesias con planta cruciforme tenían frecuentemente un coro profundo y un crucero cuadrado que devino característico de la arquitectura eclesiástica inglesa. La fuerte influencia normanda después de la invasión fue integrando progresivamente a la anterior cultura anglosajona.
Este artículo trata sobre la etapa normanda y se complementa con otro, arquitectura de las catedrales medievales de Inglaterra, en que se recoge todo lo relacionado con las catedrales, desde su origen y construcción normanda, hasta las etapas góticas y posteriores. Asimismo, en cada uno de los artículos individuales de cada edificio importante, se trata más en detalle cada uno de ellos. También en castillos de Gran Bretaña e Irlanda se trata la construcción normanda de castillos tras la conquista.
- Arcos ojivales en las ruinas de la abadía de Bolton (siglo XII) en el condado de North Yorkshire
- Torre de Londres (1078): Guillermo el Conquistador construyó la Torre Blanca central como su fortaleza y residencia.
- El castillo de Norwich: los arcos son característicos del estilo románico
- Castillo de Oakham, una mansiones fortificada
- Jew's House (Lincoln

### Dinamarca
El estilo románico se generalizó en Dinamarca a finales del siglo XI. Las iglesias de piedra más antiguas y los primeros frescos románicos datan probablemente de la década de 1080, y después el estilo románico se convirtió rápidamente en el estilo dominante en el arte y la arquitectura. Sin embargo, ello no significó que el estilo nórdico tradicional desapareciera por completo de inmediato. Los adornos continuaron realizándose en el estilo antiguo y hasta aproximadamente 1150 existió una mezcla de estilos románico y nórdico de Urness.. El trasfondo de esta confusión quizás sea que el arte eclesiástico en Dinamarca a principios de la Alta Edad Media se hacía bajo la supervisión de artesanos extranjeros que tenían estudiantes locales en sus talleres. Es posible que luego estos hubieran agregado formas tradicionales a esas obras.
Las primeras iglesias danesas del siglo IX fueron construidas en madera, por lo que no han sobrevivido al paso del tiempo. Cientos de iglesias de pequeños pueblos realizadas en piedra en estilo románico fueron construidas en el siglo XII y XIII (de las que hoy en día hay alrededor de 1650). La mayoría fueron construidas en forma de basílica, con una nave de techo plano y un coro con pequeñas ventanas circulares y arcos de medio punto. Una parte más pequeña fueron iglesias redondas, como la iglesia de Østerlars en la isla de Bornholm, construida alrededor de 1150 y otras tres iglesias en la isla. El edificio de tres plantas es soportado por una pared exterior circular y excepcionalmente ancha, con una columna central hueca.
El granito y la piedra caliza fueron los primeros materiales preferidos para construir, pero después de que la producción de ladrillo alcanzara Dinamarca a mediados del siglo XII, el ladrillo rápidamente se convirtió en el material preferido. Entre los ejemplos más notables de edificios de mampostería de ladrillo románico destacan la iglesia de San Benito, en Ringsted (consagrada en 1170)  y la especial iglesia de Nuestra Señora en Kalundborg (c. 1200) con sus cinco altas torres.
Hasta aproximadamente el año 1100 hubo una clara influencia inglesa en el arte y la arquitectura daneses, pero a partir de entonces desaparece paulatinamente, para ser sustituida por la influencia alemana y lombarda. Gotfredsen cree que ese cambio fue aparentemente el resultado de la construcción de la catedral de Lund, en Scania, cuando la región era parte del Reino de Dinamarca (hoy día parte de Suecia). Esto siguió al establecimiento del arzobispado nórdico en esa ciudad en 1103, ya que llegaron maestros artesanos germanos y lombardos a para ayudar en su construcción. Fue la primera de las grandiosas catedrales danesas en forma de basílica de tres naves con transeptos. La ciudad de Ribe, que siguió con su magnífica catedral de Nuestra Señora (1150-1250), tenía tratos cercanos con la región del Rin en Alemania. Ambos materiales, piedra arenisca y tufa, y los modelos fueron tomados de ahí.
Después de 1150, la influencia francesa se vuelve dominante, ya que desde allí se extendió el gótico temprano. Hacia el año 1100, el arte en toda Europa occidental lleva el sello de ser internacional. La inspiración y los estilos se mezclan desde muchos lugares. Por ejemplo, las iluminaciones de acanto en el arte del libro otoniano tienen grandes similitudes con el estilo nórdico de Urness.
Gotfredsen cree que la mezcla de los estilos románico y Urnes se utilizó deliberadamente para crear la distinción entre el bien y el mal, ya que los caóticos patrones enredados que caracterizan el estilo Urness se pudieron usar para contrastar con las líneas más limpias y el orden geométrico del románico. Un ejemplo es el altar de la iglesia de Lisbjerg, que ahora se encuentra en el Museo Nacional. Está decorado con elementos tanto del estilo Urness como del románico. Ella cree que el contraste entre los dos estilos debería ilustrar la idea teológica de la vida humana como un viaje espiritual hacia lo divino. En el altar se muestra un recorrido desde el antiguo estilo caótico al nuevo y limpio. Los leones fueron muy comunes en el arte románico danés.
- Iglesia de Østerlars (ca. 1150)
- Pilar hueco interior de la iglesia de Østerlars
- Iglesia del monasterio de Sorø (1161-1201)
- Iglesia de Nuestra Señora en Kalundborg (c. 1170-1200)
- Reconstrucción en su forma original de una iglesia románica en Hjerl Hede

### Hungría

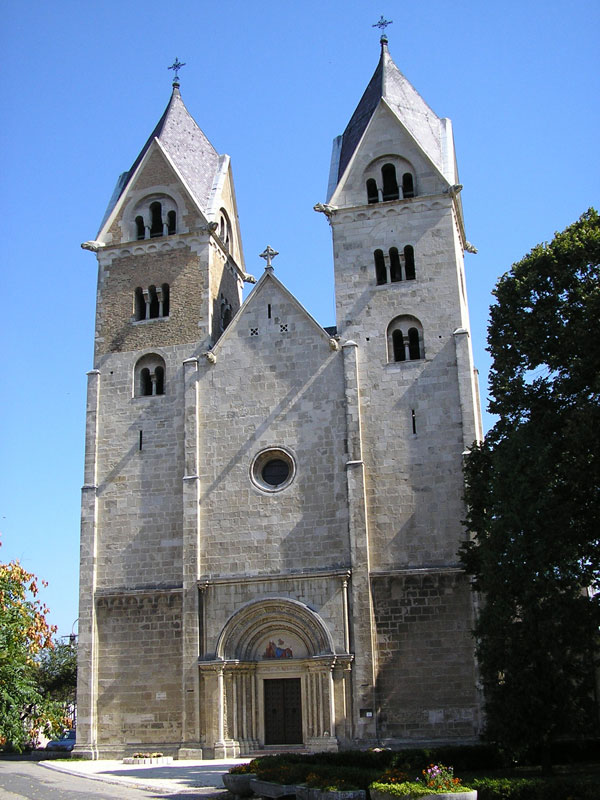
Iglesia de Lébény, en Hungría

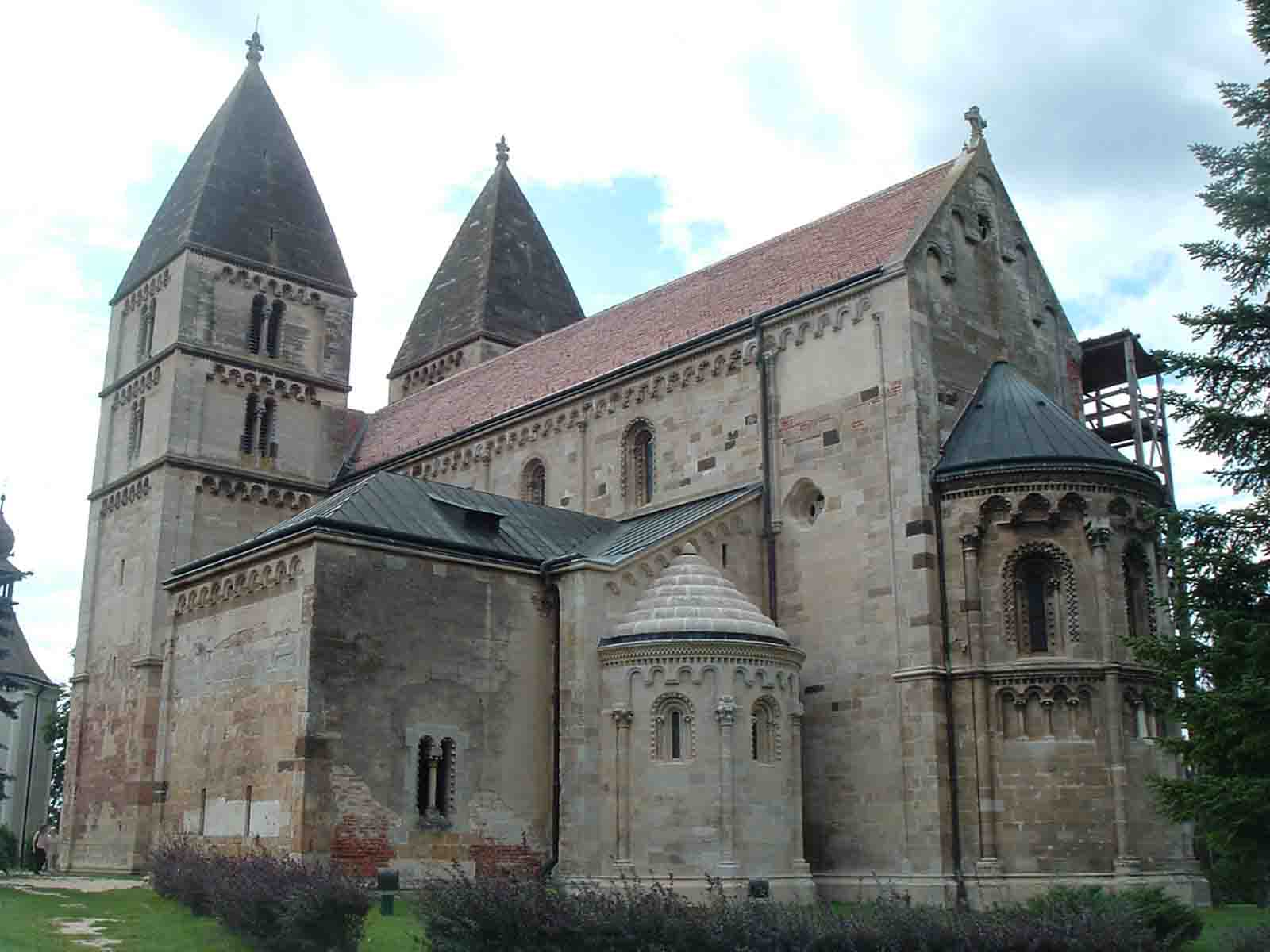
Iglesia de Ják, en Hungría, construida en el.

En Hungría, el arte románico surgió propiamente luego de la cristianización de los húngaros en el 1000, bajo el rey San Esteban I de Hungría. Este arte evolucionó con profundas influencias germánicas y en enormes construcciones principalmente eclesiásticas, que fueron halladas en ciudades como Esztergom, Székesfehérvár y Veszprém, donde sus enormes catedrales (ahora ya destruidas tras las invasiones de los tártaros de 1241 y turcos después de 1526) fungieron de centros del Cristianismo en el reino. Todas estas catedrales fueron fundadas principalmente por San Esteban I y por sus sucesores Pedro Orseolo de Hungría, Andrés I, Géza I entre otros, quienes reinaron durante los siglos XI, XII y XIII.
De esta manera, para mediados y finales del siglo XI era un panorama común ver en Hungría tanto pequeñas construcciones como la iglesia de Egregy, como otras de enormes dimensiones, todas con ábsides cerrados, portales con tres arcos semicirculares sostenidos por pilares, así como la construcción de iglesias de tres naves. Entre las obras que han sobrevivido hasta la actualidad se halla la iglesia de Lébény, construida a finales del siglo XII y comienzos del siglo XIII, así como la iglesia de Ják, la cual halla sus orígenes a comienzos del siglo XIII, la iglesia de Velemér en el siglo XII y la iglesia de Felsőörs en el siglo XIII.

### Escandinavia
En Escandinavia también se nota el influjo normando. Las plantas son de cruz latina, con una torre en el crucero que hace de linterna.
Destacan las catedrales de Lund, Upsala y Trondheim.

### Bélgica
En Bélgica, la catedral de Tournai anticipa el gótico.